# Ciudad de México
La Ciudad de México, antes llamada también México, Distrito Federal (México, D. F.), es la capital de los Estados Unidos Mexicanos, sede de los Poderes de la Unión; una de las entidades federativas que, junto con los treinta y un estados, conforman el país. Está dividida en dieciséis demarcaciones territoriales. Se localiza en el valle de México en la región centro sur del país; colinda al norte, oeste y este con el Estado de México y al sur con Morelos. Tiene una extensión territorial de 1495 km², lo que representa el 0.1 % del territorio nacional, siendo la entidad más pequeña del país.
De acuerdo al censo de 2020 su población es de 9 209 944 habitantes, que representa el 7.3 % del total del país, lo que la posiciona como la segunda entidad federativa más poblada por detrás del Estado de México. No obstante, es el núcleo urbano más grande de México, constituyendo además la mayor urbe dentro de la zona metropolitana del Valle de México, sumando 21 436 911 habitantes; la metrópoli está posicionada como la aglomeración urbana más grande del mundo hispanohablante y de América, así como la octava más poblada del mundo. En 2022, su índice de desarrollo humano era de 0.839 (clasificado muy alto), primera entidad del país por IDH.
En 2023, tuvo un PIB nominal de 267 328 000 000 (doscientos sesenta y siete mil trescientos veintiocho millones) de dólares. Esto representó el 14.8 % del total del PIB nacional, con un crecimiento medio en ese año de 4.2 % (por encima de la media nacional), situándose como la principal economía del país; entre las ciudades a nivel internacional es la 47.ª del mundo, la 20.ª del continente, la 1.ª del mundo hispanohablante y 2.ª de Latinoamérica.
La Ciudad de México representa el principal centro político, económico, social, académico, financiero, empresarial, turístico, cultural, de comunicaciones y de entretenimiento en México; dicha relevancia la traslada al escenario internacional al estar catalogada como una ciudad global nivel «alfa», esto al proyectar sus elementos ponderados en las zonas de influencia donde destaca su país (continental, mundo hispano, regional y economías emergentes), siendo en términos absolutos la 44.ª del planeta en poderio; lo anterior está de manifiesto al ser uno de los centros financieros y culturales más importantes del mundo, así como una de las economías más dinámicas a nivel internacional.
Ha sido el escenario de varios de los acontecimientos históricos y mediáticos más importantes de esta nación. No hay consenso científico sobre la fecha de fundación de la ciudad, pero pudo ocurrir a inicios del siglo XIV. Correlaciones hechas en el periodo de la Nueva España sugieren que la fundación fue llevada a cabo por los mexicas el 13 de marzo de 1325, en una isla del lago de Texcoco, con el nombre de Cuauhmixtitlan y renombrada México-Tenochtitlan por Acamapichtli en 1376 como homenaje al caudillo Ténoch. Ese núcleo urbano se convirtió, con el tiempo, en la capital del Imperio mexica. El 13 de agosto de 1521, los mexicas fueron derrotados con la toma de la ciudad, a manos de los españoles y sus aliados indígenas al mando del conquistador español Hernán Cortés, acontecimiento que marcó el inicio de la época colonial.
En 1535, se creó oficialmente el Virreinato de Nueva España y se estableció la nueva Ciudad de México encima de la antigua México-Tenochtitlan, reconocida por una cédula real, de 1545, como Muy Noble, Insigne, Muy Leal e Imperial Ciudad de México por Carlos I de España. En ese momento, fue declarada capital del virreinato, y funcionó a partir de entonces como centro político, financiero y administrativo de los territorios del Imperio español en América del Norte, Centroamérica, Asia y Oceanía. El dominio español sobre la capital llegó a su fin cuando concluyó la guerra de independencia en 1821, con la entrada del Ejército Trigarante a la ciudad. El estatus de sede de gobierno fue ratificado en el Acta de Independencia del Imperio Mexicano, que la nombraba Capital del Imperio.
En 1823, con la proclamación de la Primera República Federal, terminó de manera oficial el Primer Imperio mexicano (1821-1823), y el 18 de noviembre de 1824 el Congreso decidió crear un Distrito Federal (es decir, una entidad distinta a los demás estados) para albergar los poderes Ejecutivo, Legislativo y Judicial; en un territorio que no perteneciera a ningún estado en particular, a fin de evitar la hegemonía de un estado sobre los demás de la federación. Gracias a fray Servando Teresa de Mier y algunas otras personas que apoyaron su causa, la Ciudad de México fue elegida como el lugar donde se concentrasen el gobierno nacional y sus instituciones.
En 1929, se suprimieron las instituciones municipales del Distrito Federal y su gobierno quedó a cargo del poder ejecutivo federal a través del Departamento Central. Las progresivas modificaciones al estatus de la ciudad comenzaron en 1988 con la conformación de un órgano legislativo de elección popular (la Asamblea de Representantes del Distrito Federal); continuaron en 1997 con la elección de un poder ejecutivo propio (jefe de Gobierno del D. F.); y concluyeron en 2016 con la reforma política que redactó su propia constitución política (entró en vigor plenamente en 2018); este proceso político también terminó otorgándole en la carta magna federal los mismos derechos y facultades de cualquier estado, pero que, considerando su categoría de capital de la república, conserva la denominación de entidad federativa; también se dejaron de emplear los nombres México D. F. y Distrito Federal para usar únicamente el término Ciudad de México.
En términos generales, la arquitectura y diseño urbano de la capital mexicana, entrelaza una serie de estilos y movimientos artísticos que, producto del desarrollo sociohistórico, distinguen zonas específicas de la ciudad, encontrándose edificaciones por igual góticas, barrocas, neoclásicas, de art decó, de art nouveau e italianizantes, además de estilos más modernos y contemporáneos, incluso vestigios arqueológicos; todo esto sumado al grado de conservación y antigüedad de uso en múltiples construcciones, le permite poseer un amplio patrimonio arquitectónico.
En su territorio se encuentran tres bienes culturales de los treinta y cinco sitios Patrimonio de la Humanidad con los que cuenta el país: el centro histórico, Xochimilco (conformada por su centro histórico y tres zonas chinamperas), el Campus Central de la Ciudad Universitaria de la UNAM y la Casa y estudio de Luis Barragán. Cuenta con ciento noventa museos que la sitúa como la segunda ciudad con más museos en el mundo solo por detrás de Londres. Además, en 1968, fue la primera ciudad de América Latina y del mundo de habla hispana en albergar una cita olímpica al ser sede de los Juegos Olímpicos de México 1968.

## Toponimia y gentilicio

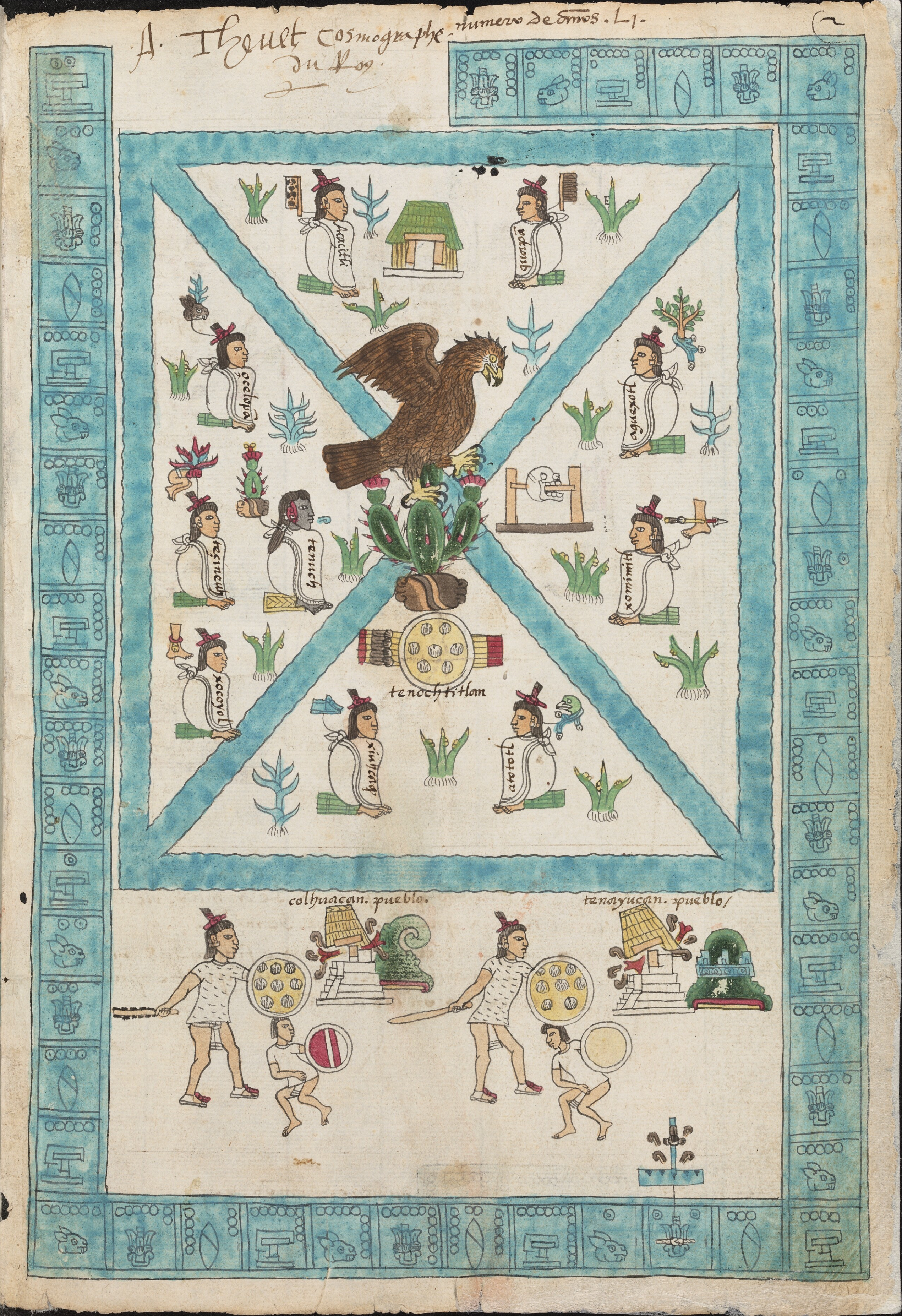
Página del Códice Mendoza, donde se representa el glifo de México en el centro del Anáhuac.

México es un topónimo de origen náhuatl cuyo significado es discutido. Deriva del vocablo náhuatl Mexihko (AFI: [meːʃiʔkoˀ]), que designaba la capital de los mexicas. De acuerdo con Bernardino de Sahagún (siglo XVI) —quien es la fuente documental más antigua—, el vocablo significaría ‘el lugar de Mexih’, de Mexitl, donde metl ‘maguey’, cihtli ‘liebre’ y -co locativo: Mexih o Mexitl, quien fuera un legendario sacerdote nahua, guio a sus seguidores por la búsqueda de un águila sobre un nopal para la fundación de su ciudad luego de abandonar la también legendaria Aztlán.
Sin embargo, actualmente la versión más extendida sobre el significado del vocablo es: «el ombligo de la luna» o «en el lugar del lago de la Luna», de Metzxicco: metztli (luna), xictli (ombligo, centro) y -co (locativo), según Cecilio Robelo y Alfonso Caso. Por otra parte, Sahagún redacta el origen del vocablo de la siguiente forma:

Este nombre mexícatl se decía antiguamente mecitli, componiendose de me, que es metl por el maguey, y de citli por la liebre, y así se habría de decir mecícatl, y mudándose la c en x corrómpese y dícese mexícatl. Y la causa del nombre según lo cuentan los viejos es que cuando vinieron los mexicanos a estas partes traían un caudillo y señor que se llamaba Mécitl, al cual luego después que nació llamaron citli, liebre; y porque en lugar de cuna lo criaron en una penca grande de un maguey, de allí adelante llamóse mecitli,...y cuando ya era hombre fue sacerdote de ídolos, que hablaba personalmente con el demonio (Huitzilopochtli), por lo cual era tenido en mucho y muy respetado y obedecido de sus vasallos, los cuales tomando su nombre de su sacerdote se llamaron mexica, o mexicac, según lo cuentan los antiguos.

Francisco Xavier Clavijero sugirió que el topónimo debía interpretarse como «[en el] lugar de Mexihtli», es decir, de Huitzilopochtli, pues Mexihtli era uno de sus nombres alternativos. En el mismo texto, Clavijero añade como nota que creyó por algún tiempo que el vocablo significaba «en el centro del maguey», pero que a través del conocimiento de la historia de los mexicas llegó a la conclusión de que el topónimo se refiere al dios tutelar de los mexicas.
A diferencia de otras localidades mesoamericanas, en el caso de México-Tenochtitlan, los españoles no se apresuraron a renombrar el lugar con alguna denominación peninsular o cristiana, en gran medida por el arraigo que entre las poblaciones, aún numerosas del Valle de México, tenía precisamente dicho topónimo; pero sobre todo, debido al uso habitual que los conquistadores hacían del vocablo "México" para referirse a la capital mexica recién conquistada, en las cartas dirigidas a la península y en los primeros documentos oficiales con los que operaron las autoridades civiles y eclesiásticas establecidas; También influyó la pretensión de los colonizadores de marcar una continuidad histórica entre la capital virreinal y la del antiguo imperio mexica, sosteniendo parte del nombre original para generar un lazo identitario con los habitantes de la zona. El nombre «Ciudad de México» se confirmó como oficial para la localidad en la cédula real de 1545 que la nombraba «Muy Noble, Insigne, Muy Leal e Imperial Ciudad de México». Al concretarse la independencia en 1821 el nombre se conservó y fue ratificado en todos los regímenes constitucionales, tanto los federalistas (1824, 1857 y 1917), como los centralistas (1835 y 1843) y los monárquicos (1822 y 1865). 
En el caso de las cartas magnas federales, establecían a la letra que "La Ciudad de México es el Distrito Federal, capital y sede los Poderes de la Unión"; esta normativa hizo surgir el término «México, Distrito Federal» y su acotación «México D. F.». Estos trascendieron en su uso generalizado e incluso semioficial al aparecer en publicaciones, documentos, medios de comunicación, entre otros elementos de divulgación. Por otro lado, aunque el decreto que creó el Distrito Federal como capital de la república en 1824, establecía que este solo comprendía el entorno urbano más inmediato al centro de la Ciudad de México, nuevamente el uso popular generalizado y habitual en círculos oficiales de los términos «Distrito Federal» y «D. F.», para hacer referencia al territorio de la ciudad en su totalidad, transformó en homólogos los apelativos ya mencionados y la denominación oficial. De tal manera que los cuatro nombres descritos fueron válidos para referirse a la Ciudad de México durante casi doscientos años. Importante mencionar que, las constituciones de 1857 y la actual de 1917 (hasta la reforma de 2016), contemplaban como nombre de la ciudad, en caso de erigirse como estado, el de «Valle de México».
El gentilicio más usado es «capitalino», que designa genéricamente a cualquier oriundo de una capital. «Chilango» es un gentilicio informal cuya etimología hoy es incierta, pero se sabe que tenía orígenes despectivos, sin embargo, hoy en día es poco frecuente que se considere así e inclusive capitalinos se sienten identificados con dicho gentilicio. El gentilicio «defeño» tiene su origen en la época en la que la ciudad era denominada como «Distrito Federal (D. F.)», siendo producto del deletreo de su abreviación: de y efe, y del sufijo -eño; su uso mermó cuando cambió de nombre en 2016, por lo que hoy en día es obsoleto.
Debido a que la raíz de México ya es utilizada como expresión de origen para todo el país del mismo nombre (mexicano) y del Estado de México (mexiquense —oficializado en 1985—), la Real Academia Española en 2001 creó uno nuevo: mexiqueño; sin embargo, es prácticamente desconocido entre la población en general y no es utilizado en ninguna instancia oficial.

## Historia

### Época prehispánica

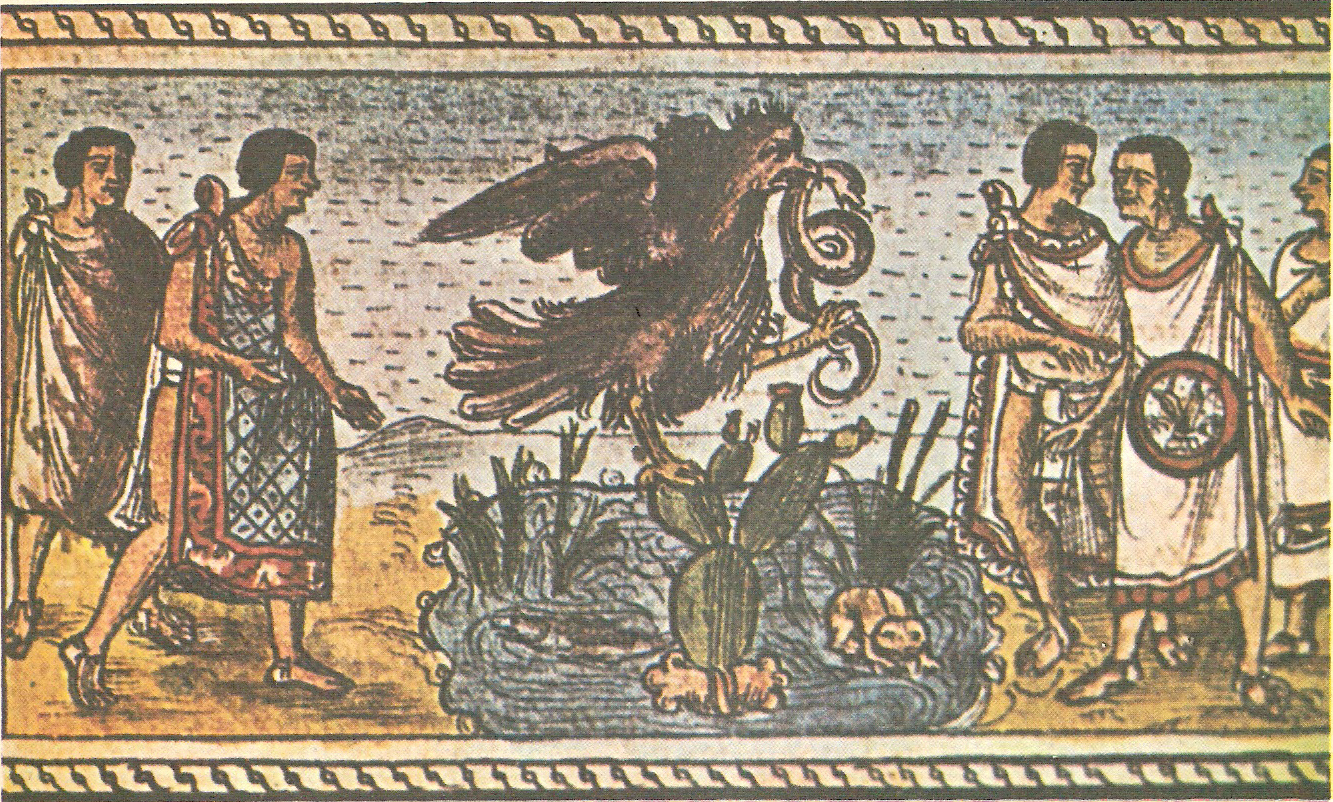
Fundación de México-Tenochtitlán. "Códice Durán",

Los indicios más antiguos de ocupación humana en el territorio de la Ciudad de México son los de la «Mujer del Peñón» y otros encontrados en San Bartolo Atepehuacan (Gustavo A. Madero), y se creía que correspondían al período Cenolítico Inferior (9500-7000 a. C.). Sin embargo, recientes estudios ubican su antigüedad en 12 700 años, y su origen, por su ADN mitocondrial, como asiático.
Durante los primeros tres milenios antes de nuestra era, bajo el influjo o a la sombra de la cultura olmeca, se desarrollaron aquí varias poblaciones importantes, como Cuicuilco. Hacia el final del Preclásico, la hegemonía cuicuilca cedía ante el apogeo de Teotihuacán, localizada al noreste del lago de Texcoco. Durante el Clásico esa ciudad fue un núcleo que concentró a la mayor parte de los pobladores de la cuenca lacustre, quedando Azcapotzalco como uno de sus satélites en la ribera poniente, ocupado por pueblos de ascendencia otomí. En el oriente del lago, el cerro de la Estrella fue la sede de un pequeño pueblo teotihuacano.
Hacia el siglo VIII comenzó la decadencia de Teotihuacán. Algunos de sus habitantes se trasladaron a la ribera del lago de Texcoco, donde fundaron pueblos como Culhuacán, Coyoacán y Copilco. La zona fue destino de las migraciones de los teochichimecas durante los siglos VIII y XIII, pueblos que originarían a las culturas tolteca y mexica. Estos últimos llegaron hacia el siglo XIV para establecerse primero en las orillas del lago.

#### Cultura mexica: México-Tenochtitlan

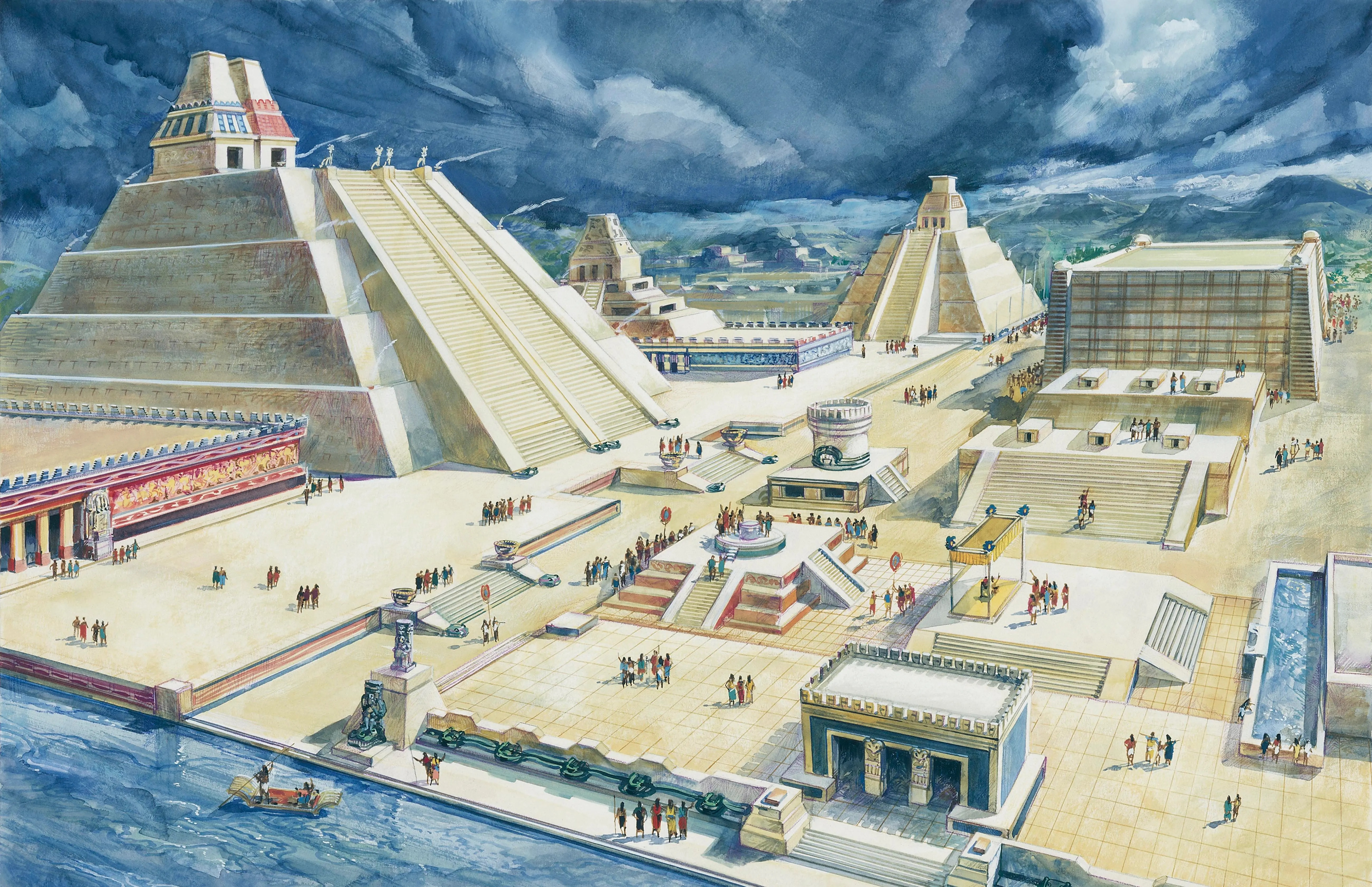
Ilustración representativa de cómo fue el centro de México-Tenochtitlán.

Debido a su origen mitológico, no hay consenso científico sobre la fecha de la fundación de la ciudad de México-Tenochtitlan pero pudo ocurrir a inicios del siglo XIV. Fuentes del siglo XVI que hicieron correlaciones de los antiguos calendarios con los occidentales la situaron en 1325 —2 casa en la cuenta calendárica mexica— o en 1345, en un islote al centro de la zona lacustre. Algunos años más tarde una fracción de los mexicas que migraban desde el norte del país habrían fundado la ciudad de México-Tlatelolco en otro islote al noroeste. Más tarde, en 1428 Tenochtitlan, Tetzcoco y Tlacopan establecieron la Triple Alianza, la cual fue dominada por los mexicas que crearon un imperio en un territorio de cerca de 300 000 kilómetros cuadrados. Como parte de esta expansión, Tenochtitlan conquistó a la otra ciudad de origen mexica de Tlatelolco en 1473, que dada su cercanía, se unieron en una sola zona urbana. Al momento de la llegada de los españoles, México-Tenochtitlan era una de las urbes más grandes del mundo antiguo contando, basado en estimaciones modernas, con un estimado de 300 000 personas.
La civilización mexica que tenía a México-Tenochtitlan como capital, diseño esta ciudad para consolidarla como eje de los pueblos habitantes de la Cuenca de México, cuya serie de lagos chinampeó metro a metro, uniendo las localidades por medio de gigantescas calzadas. El aislamiento natural concedía ventajas militares y económicas que consolidaron su valor estratégico, incluso para el desarrollo de una economía mixta basada en la agricultura, la caza, la pesca y el comercio; con la posibilidad de comunicarse por el agua. El sistema de chinampas se creó acumulando lodo sobre balsas de juncos, ahondar y construir canales, elevar acueductos, así como puentes literalmente sobre el agua; elemento con el que no solo supieron coexistir, sino potencializar su uso en todos los sentidos. La capital tenía a principio del siglo XVI una densidad superior a los 2000 habitantes por kilómetro cuadrado; su traza estaba formada por una red geométrica de canales en un cuadrilátero de 3 km por lado con superficie de casi mil hectáreas; en esa época Roma ocupaba únicamente 386 hectáreas más. 
Su centro ceremonial alcanzó dimensiones sin precedentes: 325 metros de oriente a poniente y 312 de norte a sur, que comprenden una superficie de más de cien mil metros cuadrados. Ahí se edificaban 78 templos y recintos de gobierno, disponía de cuatro accesos cardinales que eran arranques de los ejes viales de la ciudad, construidos sobre los lagos que comunicaban la isla con tierra firme.
Contemporáneas a su época, sólo cuatro ciudades europeas albergaban alrededor de cien mil habitantes, y Sevilla que representaba entonces la más grande en España, contaba con apenas 45 000 habitantes. La población de México-Tenochtitlan, poco antes de la llegada de los europeos, era superior a los 500 000 habitantes, tenía una superficie de 600 km² (incluyendo a toda la cuenca lacustre) y contaba con sistemas públicos de educación, sanidad, alumbrado y agua potable.

### Conquista

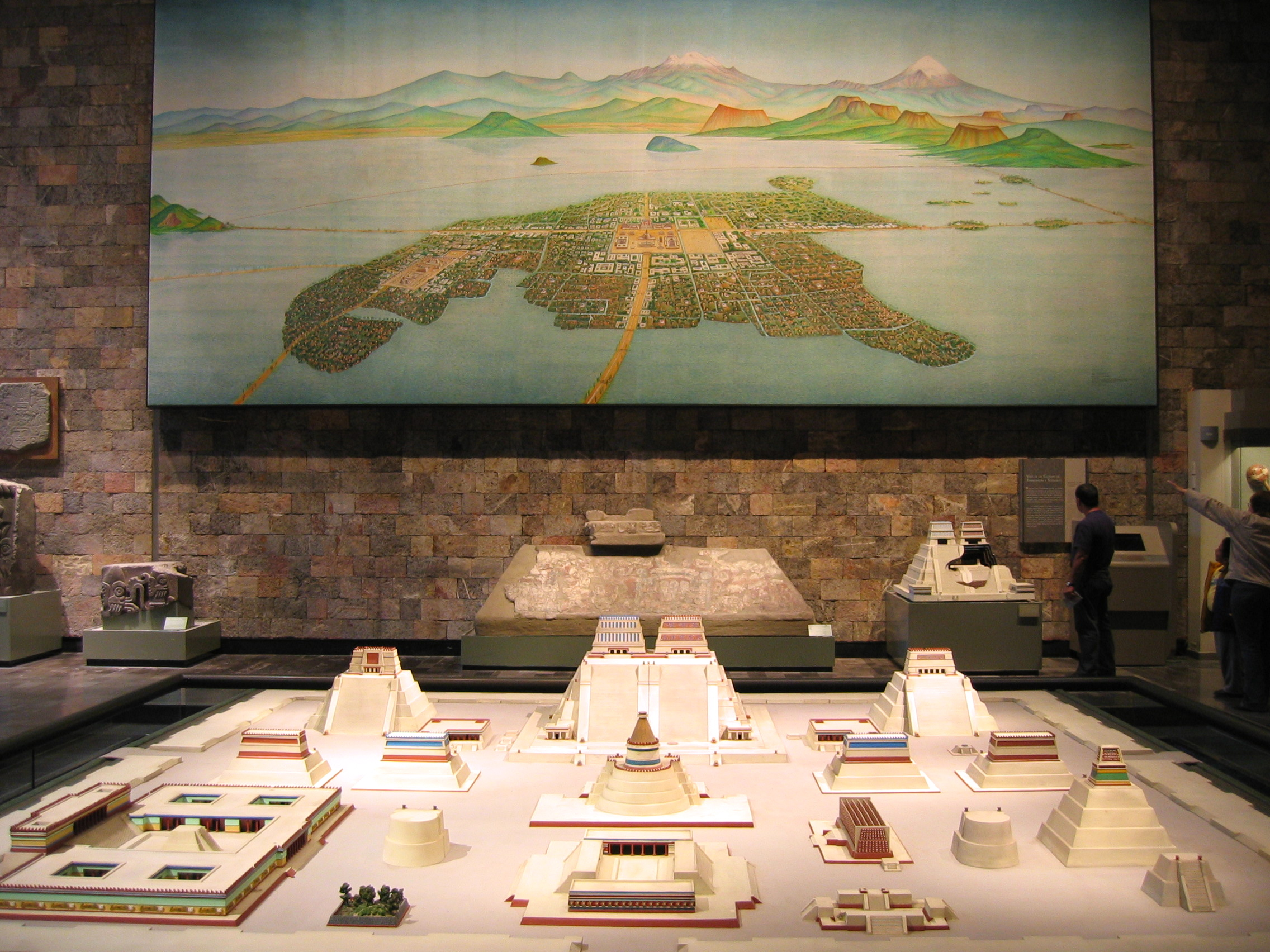
Representación de México-Tenochtitlan en el Museo Nacional de Antropología

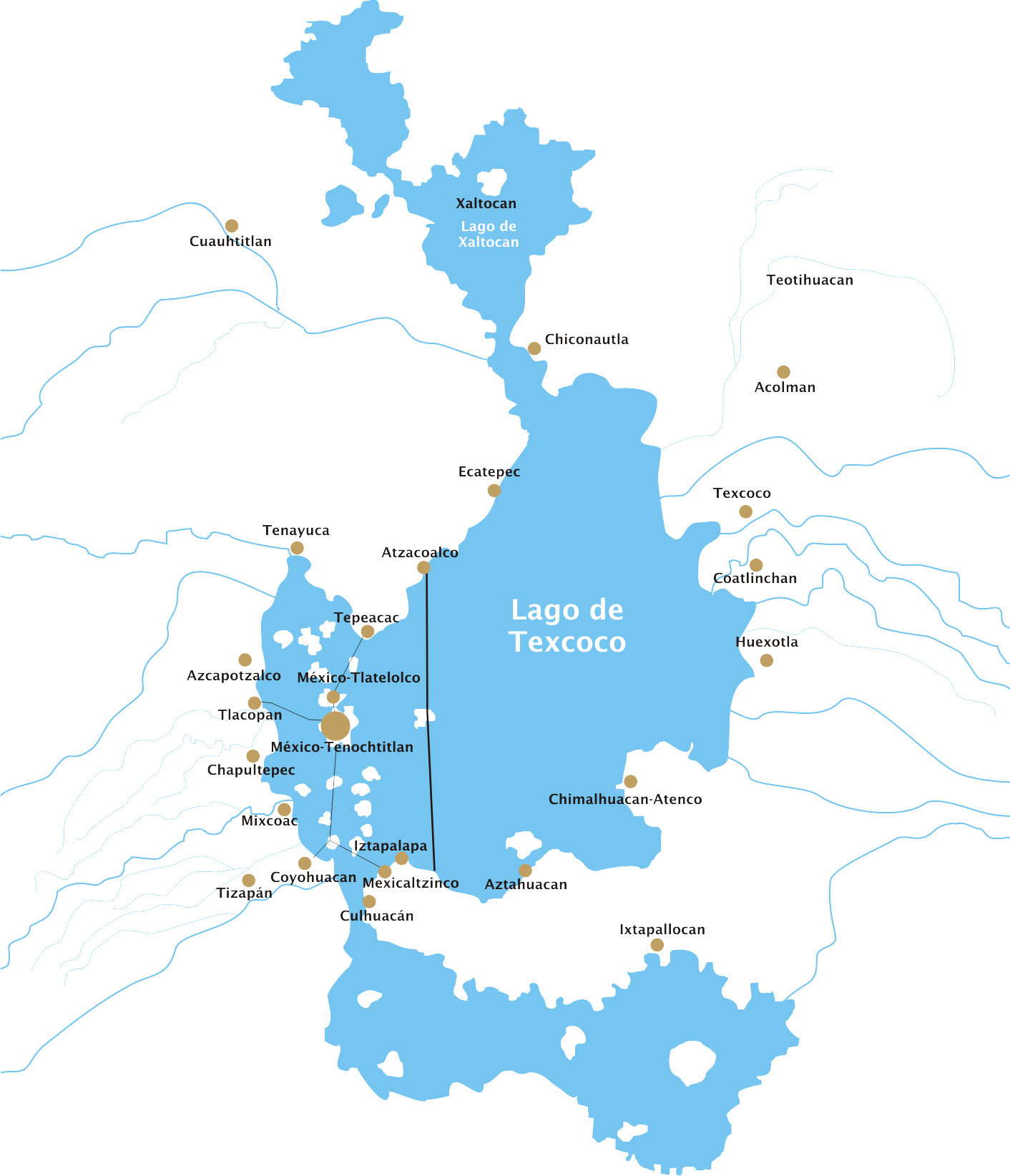
El lago de Texcoco a la llegada de los españoles.

Los españoles llegaron al territorio que actualmente es Ciudad de México por Iztapalapan, en julio de 1519. Siguieron su camino por la calzada de Iztapalapan hasta la capital tenochca donde Hernán Cortés fue recibido por Moctezuma Xocoyotzin el 8 de noviembre de 1519. En 1520, Pedro de Alvarado (en ausencia de Cortés) arremetió contra los mexicas en la Matanza de Tóxcatl. Este hecho fue el punto por el que los mexicas iniciaron hostilidades contra los invasores europeos.
Durante la conquista Hernán Cortés tuvo como ayudante y traductora a Malintzin, conocida como La Malinche, quien le ayudó a comunicarse con los aztecas.
En sustitución de Moctezuma quien fue linchado por su pueblo tras ser obligado por los españoles a convencerlos de cesar las hostilidades, Cuitláhuac fue elegido tlatoani de México-Tenochtitlan, encabezando la resistencia contra la ocupación española, derrotó a los invasores y sus aliados indígenas el 30 de junio de 1520 en el episodio conocido como «La Noche Triste». Por aquella época también tuvo lugar una desastrosa epidemia de viruela, que cobró miles de vidas, entre ellas la del propio Cuitláhuac. Como sustituto de Cuitláhuac fue elegido Cuauhtémoc, quien enfrentó el asedio de los españoles aliados con los indígenas del valle de Puebla-Tlaxcala.
Cuauhtémoc se rindió luego de múltiples derrotas de los mexicas y tlatelolcas a manos de la epidemia de viruela y el hambre, el 13 de agosto de 1521 al ser capturado en Tlatelolco.

### Época colonial

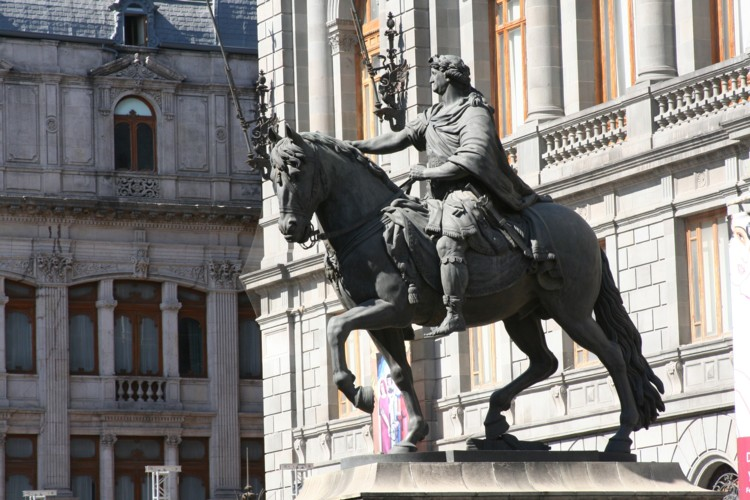
Estatua ecuestre de Carlos IV de España, el rey era la autoridad máxima dentro del virreinato

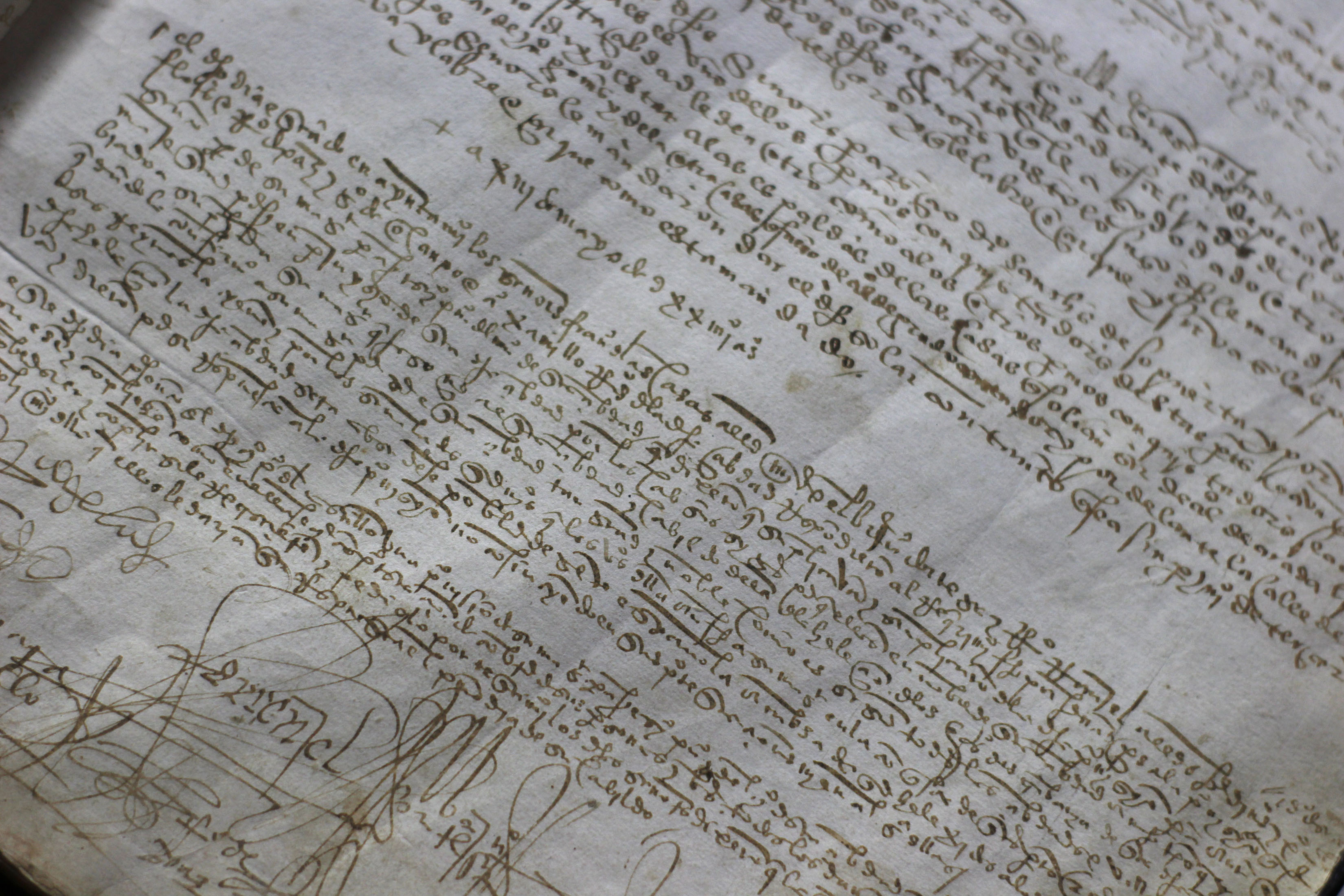
Primer acta de cabildo de la Ciudad de México, del.

#### SigloXVI: Conformación de la ciudad
En 1521, Cortés decidió establecer en la antigua Tenochtitlan la capital de la Nueva España, nombre que recibió el asumido territorio del Imperio Mexica, ahora en posesión de la Monarquía Hispánica; para esta finalidad ordenó la reconstrucción de la urbe mesoamericana, ya que había sido destruida durante la guerra de conquista. 
En los dos primeros años de dominio se realizaron trabajos de traza, dirigidos por un soldado de Hernán Cortés que tenía conocimientos en topografía, de nombre Alonso García Bravo; posteriormente le siguieron labores de limpieza y de construcción de la nueva ciudad, coordinados por los encargados de la autoridad civil en la nueva localidad. El diseño seguirá el estilo modernista de las cascos urbanos en las ciudades españolas, es decir, partiría de una plaza central cuadriculada, donde se asentaron las autoridades civiles y eclesiásticas (Palacio Virreinal, Catedral de México y Casas del Cabildo), no obstante, también se tomó de base la forma reticular marcada por las cuatro grandes calzadas de la antigua urbe mexica. Los perímetros subsecuentes a la Plaza Mayor los compondrían las residencias de los conquistadores, los primeros colonizadores y la nobleza indígena; la infraestructura económica y de uso público (escuelas, hospitales, mercados, talleres de oficios); y en los límites, las casas de los pobladores originarios y la clase trabajadora venida de la península. La complejidad de la zona lacustre, requirió enormes trabajos de ingeniería para asentar las primeras construcciones, lo que, además de las largas distancias, ocasionó que se optara por levantar los primeros edificios, con los restos de las construcciones mexicas, hechas de materiales ligeros y resistentes.
Entretanto se reconstruyó la ciudad, Cortés estableció el gobierno español fundando el Ayuntamiento de México en la población de Coyoacán, al sur del lago de Texcoco. Desde allí gobernó provisionalmente con el título de capitán general que le ratificó el emperador Carlos V. En el mes de marzo de 1524, los miembros del Ayuntamiento y la institución municipal misma, cambiaron su sede de Coyoacán a la Ciudad de México, que los propios españoles llamaban "México Tenustitan". De este lugar partieron las expediciones de conquista de lo que había sido el imperio mexica, con el propósito de someter a los pueblos indígenas de los diversos rumbos de lo que sería el Virreinato de Nueva España. En 1528, fue establecida la Primera Audiencia de México, encabezada por Nuño de Guzmán y, en 1535, se estableció el virreinato de la Nueva España, siendo su primer virrey, Antonio de Mendoza, quien continuó con la expansión territorial de la conquista española. En todo momento, desde que Cortés fijó su residencia en el antiguo palacio de Moctezuma, conquistadores y autoridades que los sustituyeron, decidieron preservar a la vieja Tenochtitlan y los poblados de la cuenca occidental del lago, como capital, a pesar de las características geográficas más aptas de Coyoacán, para mantener una continuidad simbólica entre el centro político mexica y la sede del imperio español en América del Norte.

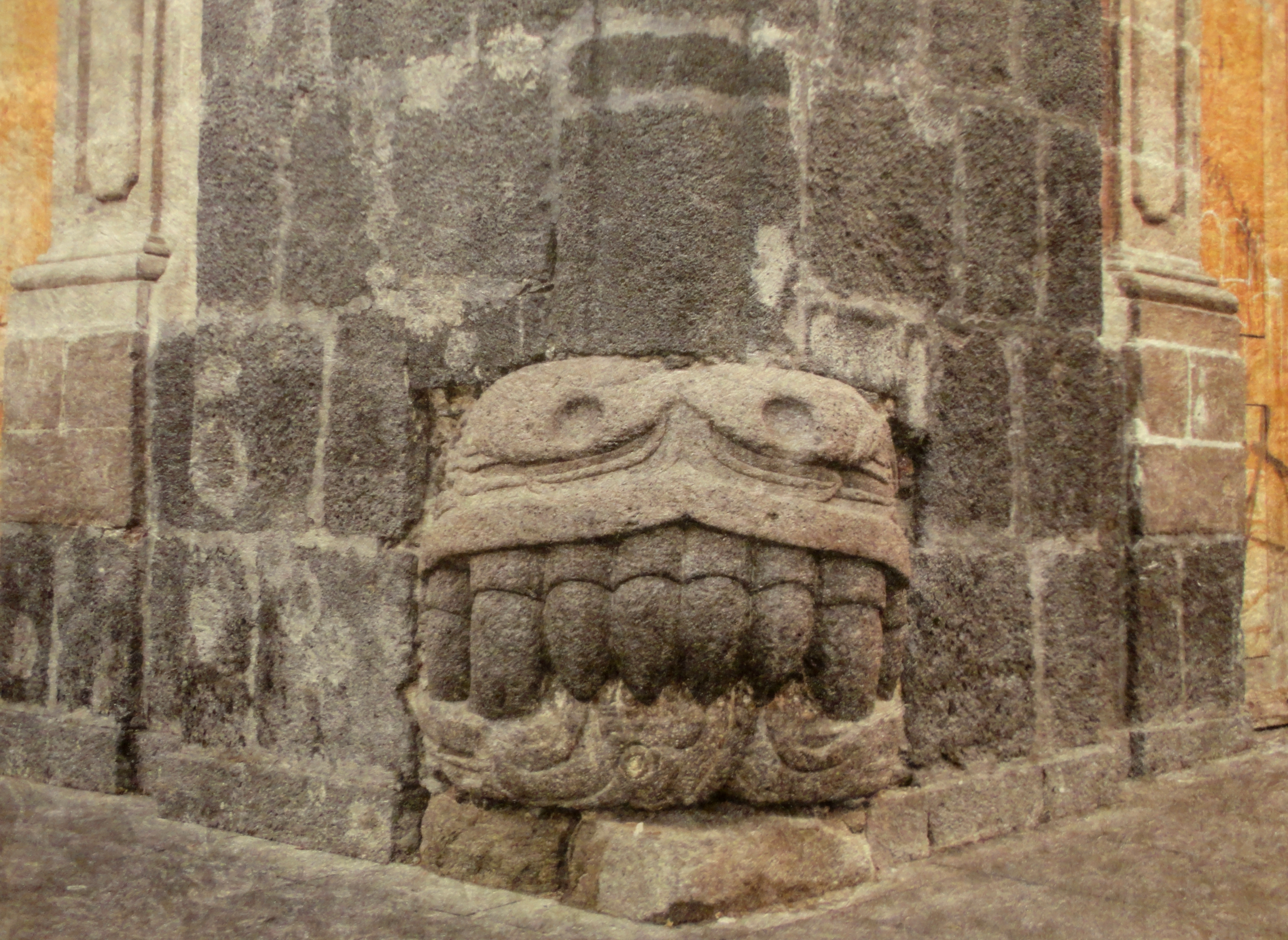
Cabeza prehispánica en esquina del Palacio de los Condes de Santiago de Calimaya, actual Museo de la Ciudad de México.

Los pueblos situados alrededor del lago (como Tacuba o Xochimilco) fueron frecuentemente entregados en encomiendas en el siglo XVI, pero paulatinamente pasaron a depender solo de los oficiales del rey. La Ciudad de México se dividió en barrios (que se asentaron sobre las estructuras territoriales de los calpulli mexicas). Estos «barrios de indios» estaban situados originalmente en la periferia, aunque con el crecimiento urbano y la migración por razones de trabajo, los límites fueron cada vez menos claros, y los indígenas llegaron a vivir en el centro de la ciudad. Al mismo tiempo tuvo lugar un proceso de asimilación cultural y educación de los naturales, en escuelas situadas en conventos y parroquias. Hubo una intensa campaña de educación de los indígenas, encabezada primero por los franciscanos, quienes además de la doctrina enseñaban artes y oficios. Los franciscanos también establecieron el Colegio de la Santa Cruz de Tlatelolco para los hijos de la nobleza indígena, donde entre otros conocimientos avanzados, los alumnos aprendían el latín. A fines del siglo XVI este Colegio entró en decadencia.
En 1555 la capital novohispana sufrió la primera de las grandes inundaciones de la época colonial; el desastre se fraguó en gran medida por la acción de los peninsulares al modificar (o incluso destruir) el uso de los canales, diques y barreras naturales diseñadas por los mexicas; esto para actividades ligadas a la construcción de los nuevos edificios. Las autoridades construyeron a manera de contención el «Albarradón de San Lázaro», para complementar el canal entre Xaltocan y Zumpango, construido poco después de la conquista para desahogar el agua proveniente de los lagos. Luego de las obras que sucedieron a la inundación, aparecieron por primera vez entre las autoridades, las dos alternativas más discutidas en los siguientes cien años, para resolver la problemática del área lacustre: secar los lagos o mudar la ciudad.
En este siglo se presentaron diversas catástrofes naturales que comenzaron a minar a la población indígena y dificultaron la consolidación de la ciudad, además de las inundaciones de 1550 y 1580, se sucedieron los terremotos de 1538, 1542 y 1589, así como las epidemias de viruela (1520), sarampion (1530), tifo (1545) y por enfermedad desconocida (1576).

#### SigloXVII: Crecimiento y consolidación

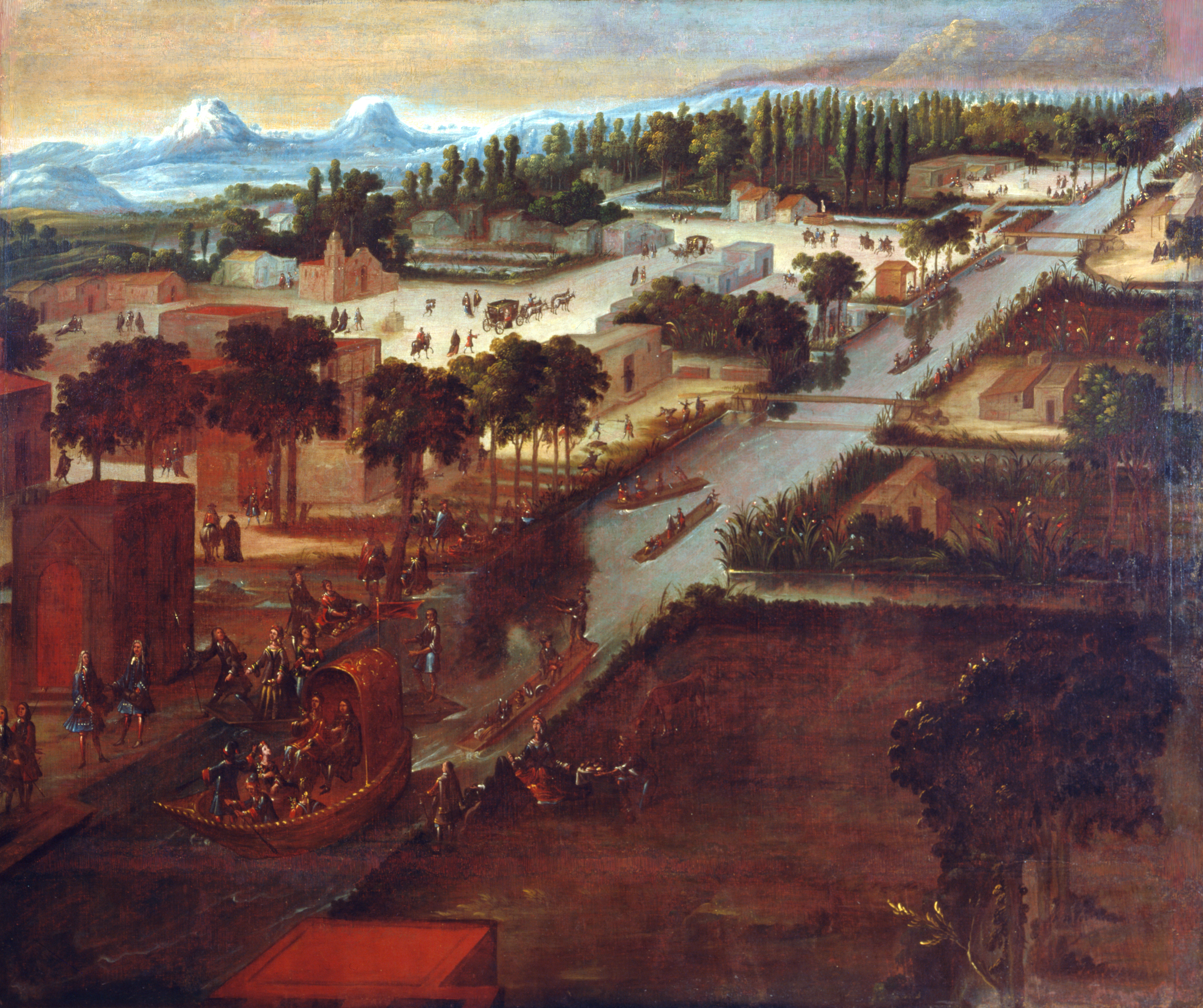
El entorno lacustre de la ciudad persistió hasta el. Pedro Villegas. Paseo de la Viga con la iglesia de Ixtacalco. 1706, México, óleo sobre lienzo

A inicios de esta centuria, la ciudad ya era la población más importante, la capital del Virreinato de la Nueva España, que ya alcanzaba territorios administrados desde ella hasta Aridoamérica y Centroamérica; residencia de la Arquidiócesis de México y centro provincial de las órdenes regulares. Una ciudad que, a pesar de que el lago de Texcoco ya había bajado de nivel, se encontraba rodeada en su mayor parte por agua y pantanos, además todavía la cruzaban canales que inclusive llegaban a un lado del Palacio Virreinal.
Los límites de la ciudad en ese momento estaban, desde el oriente (actual anillo de circunvalación) por donde entraban las embarcaciones que abastecían a la capital, hasta Santa María Cuepopan (actual Colonia Guerrero), pasando por la alameda y siguiendo el acueducto que venía desde Chapultepec, por el poniente, y de Tlatelolco por el norte hasta San Antonio Abad por el sur. Una ciudad que se trazó de acuerdo con lo indicado en las «leyes de población». Partiendo de una plaza central se trazaron en líneas rectas, siguiendo los ejes norte-sur y este-oeste y respetando algunos canales preexistentes, las calles y calzadas formando grandes rectángulos. En la plaza mayor se encontraban reunidos los edificios más imponentes, símbolos o representaciones de poderes en la vida colonial: al norte la catedral (la Iglesia), al oriente el Palacio Virreinal (el Estado), al sur la Casa del Ayuntamiento (la ciudad), al poniente los portales de mercaderes que, junto con el mercado del volador ubicado al suroriente, eran el símbolo de la vida económica. A lo largo de sus calles se habían construido un buen número de casas, casonas, colegios, conventos y templos, por su belleza y en muchos casos por su magnitud destacaban los últimos. 
Se conservaba la división de los antiguos barrios mexicas, que bajo los españoles pasaron a ser los de San Sebastián, Santa María, San Juan y San Pablo. Los españoles que desde un principio se habían instalado en el centro mismo tomando parte de cada barrio, no habían mantenido estrictamente la distinción entre barrios indios y no indios. A fines del siglo XVII la ciudad tenía cien mil habitantes aproximadamente, en su mayoría indígenas, europeos, mestizos, negros y mulatos, y aunque con cifras marginales, otras minorías como asiáticos y europeos no españoles.
Alrededor de la laguna se agrupaban multitud de pueblos como Xochimilco, Iztapalapa, Chalco, Tizapan, Tacuba, Azcapotzalco, Texcoco y un número significativo de medianas y pequeñas haciendas y ranchos, tanto de civiles como de órdenes religiosas.

##### La gran inundación de 1629
Las inundaciones de 1550 y 1580 habían dejado como legado endebles sistemas de desagüe y contención, que fueron víctimas de constantes saqueos y modificaciones que afectaban su efectividad; de tal manera que la inundación de 1607 terminó por destruir el «Albarradón de San Lázaro». No obstante, ninguna de esas inundaciones había afectado la viabilidad de la ciudad como tal, generando la expectativa de que nuevas obras similares de contención y desagüe (como el canal de Huehuetoca) podrían proteger a la ciudad; las pequeñas inundaciones de 1615 y 1623 parecieron respaldar la idea.
Entre los días 21 y 22 de septiembre de 1629 torrenciales lluvias prolongadas en un periodo de cuarenta horas, acompañadas de la malas decisiones de las autoridades respecto al uso del canal de Huehuetoca, ocasionaron las mayor catástrofe hídrica de la ciudad. La inundación alcanzó los dos metros de altitud en la mayor parte de la ciudad, el colapso de los sistemas de diques y canales, así como las intensas lluvias de los años siguientes, prolongaron la estadía del agua, en los niveles mencionados, hasta 1634, cuando solo una sequía pudo contener el desastre, a pesar de los esfuerzos infructuosos por desahogar la región; esto hizo inhabitable la ciudad durante todo el lustro. Las consecuencias incluyeron, según estimaciones, la muerte de treinta mil personas, la gran mayoría producto del hambre y las enfermedades que derivaron de la emergencia; el desplazamiento de un tercio de la población (alrededor de cincuenta mil personas) hacia otras localidades, especialmente Puebla; la pérdida total de la infraestructura urbana construida en el siglo XVI; y la decisión final de las autoridades para generar un sistema que logre desecar definitivamente los lagos de la cuenca de México, ante la absoluta negativa de mudar la capital. El proceso inició con la construcción de un canal de desagüe y un tajo, para drenar y dar salida a las aguas por el río Tula.

##### El motín del maíz de 1692

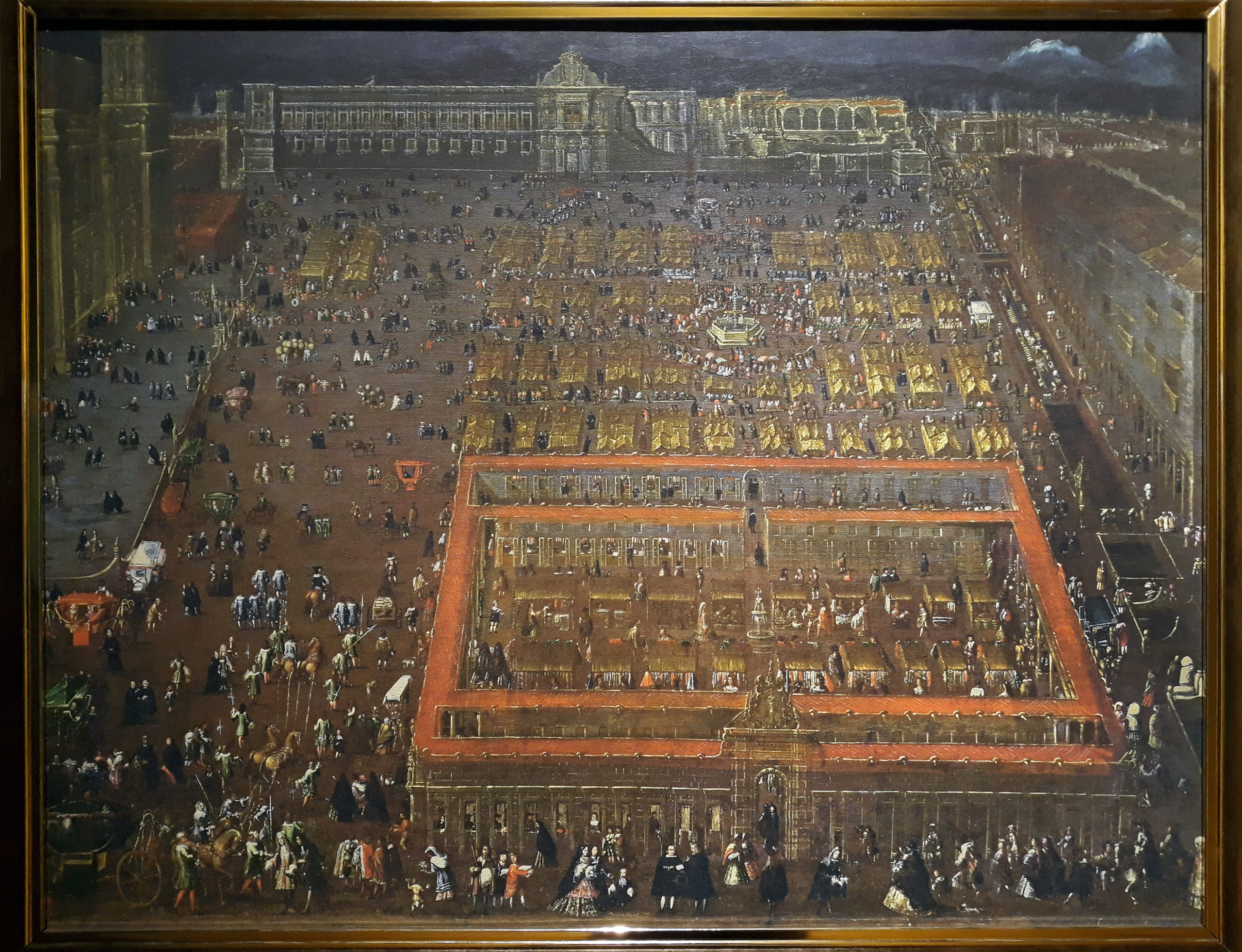
Plaza Mayor de la Ciudad de México por Cristóbal de Villalpando (hacia 1695). En la obra se aprecia el Palacio Virreinal aún arruinado por el Motín de 1692 en la Ciudad de México

La mayor revuelta popular acontecida en la capital durante la época colonial ocurrió en 1692. El 8 de junio de dicho año, una terrible hambruna propició el motín de unos ocho mil indígenas, que se reunieron en la plaza Mayor para exigir comida. El virrey Gaspar de la Cerda y Mendoza ordenó a los soldados disparar a la multitud desarmada, entre los muertos se contabilizó una mujer embarazada, esto provocó que la gente se hiciera justicia irrumpiendo en el Palacio Virreinal y Ayuntamiento donde quemaron los edificios y saquearon oficinas, casas particulares y comercios en toda la capital. El erudito Carlos de Sigüenza y Góngora intentó salvar muchos de los archivos coloniales que se guardaban en ambos edificios. Al amanecer el día posterior al motín el estado del Palacio era desolador. Muchas áreas de la sólida construcción quedaron hechas cenizas, siendo la zona más devastada la que rodea el Patio de Honor. El virrey Cerda y Mendoza dedicó los meses siguientes a apresar miles de personas acusadas de participar en el incendio y saqueo, ejecutando públicamente a cientos sin comprobar participación ni juicios.

#### SigloXVIII: Auge e importancia en el virreinato

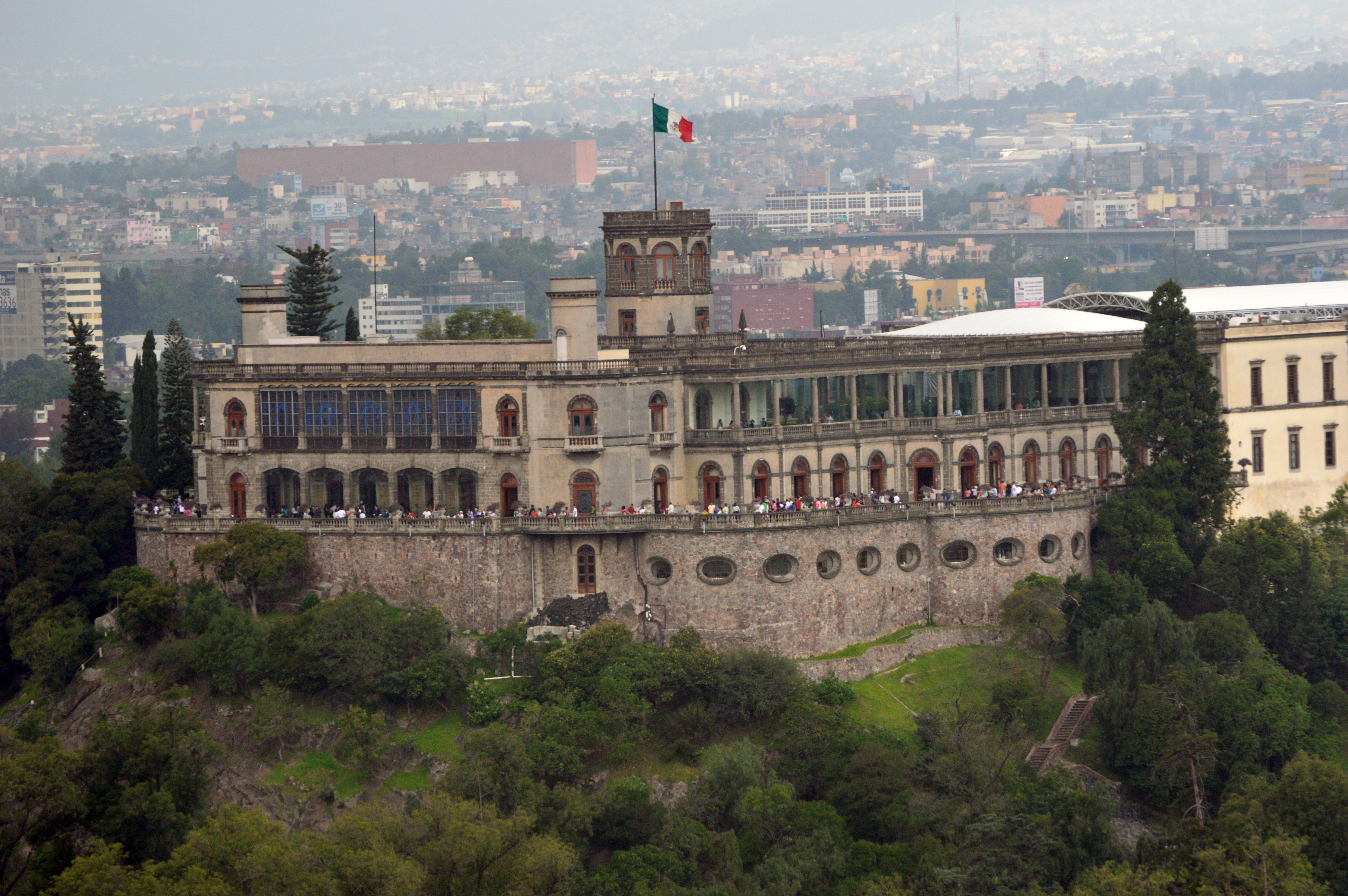
Castillo de Chapultepec construido por el virrey Bernardo de Gálvez y Madrid como casa de verano

Durante el virreinato, la Ciudad de México se convirtió en la urbe más importante del Imperio Español fuera de la península, no solo por ser la capital del más rico y extenso de sus virreinatos, sino porque desde ahí se gobernaban de manera directa los territorios en América del Norte, América Central, Asia y Oceanía. A la ciudad llegaron la mayoría de los avances y conocimientos surgidos del llamado «Siglo de Oro», elevando notoriamente su influencia cultural y artística sobre el virreinato, pues de ella partían los elementos sincretistas que generaron la llamada «cultura mexicana» en el resto del territorio; al tiempo que concentraba los desarrollos técnicos de los incipientes talleres industriales y la venta de los productos más codiciados venidos de ambos lados del litoral novohispano; se llenó de suntuosas construcciones, ya fuera para el culto religioso, como edificios destinados a la administración, o bien, residencias de la élite, rodeada de barrios de clases humildes. 
A mediados del siglo, la ciudad podía equipararse con algunas de las capitales más importantes de Europa. La traza original de García Bravo quedó rebasada por indígenas que invadieron el área originalmente española y viceversa. En los planos de la primera mitad del siglo, se observaban imágenes detalladas de la ciudad de poniente a oriente, sus edificios, calzadas, calles, plazas y acequias. La capital virreinal mostraba que su extensión era prácticamente la misma del siglo anterior, pero la imagen urbana es totalmente distinta. Las viviendas cambiaron su sistema de techumbre de madera por los techos planos de terrado con amplias azoteas.
En este siglo la urbe colonial todavía fue azotada por inundaciones (1707 y 1714), un sismo (1776) y una epidemia de origen desconocido (1737).
La organización social marcada el Sistema de castas colonial, privilegiaba la noción de un segregación por estratos en las localidades más grandes, especialmente la Ciudad de México. Sin embargo la idea de las dos repúblicas —de indios y españoles—, fue desbordada por la realidad de una población mestizada, donde las categorías de español o indio no dependían únicamente del origen étnico. De ahí que no se pueda hablar de la existencia de una «ciudad de españoles» rica, frente a una «ciudad de indios» pobre. Así, a finales del siglo XVIII, en las calles más céntricas de la ciudad: 

«Ya que no disponemos de censos de esas fechas, podemos recurrir a otros documentos y así vemos las tendencias apreciables en los registros parroquiales del Sagrario, la Santa Veracruz y Santa Catarina, que señalan una clara mayoría de 56 % a 58 % de indios y castas (y de ellos eran más numerosos los primeros) sobre 44 % y 42 % de españoles. Y aún más expresivo es el hecho de que un siglo después la proporción se invirtiese para alcanzar 60 % de españoles en las calles más céntricas de la capital. Sabemos que no se puede pensar en una inmigración masiva de la península ibérica ni en una fecundidad exuberante de las mujeres españolas. El hecho, que los documentos respaldan, es que los párrocos no prestaban atención a las diferencias étnicas y que la flexibilidad en la consideración social permitía que se considerasen como españoles quienes apenas tuvieran algún remoto antepasado procedente de los reinos de Castilla.»
Pilar Gonzalbo Aizpuru

##### La renovación del virrey Revillagigedo

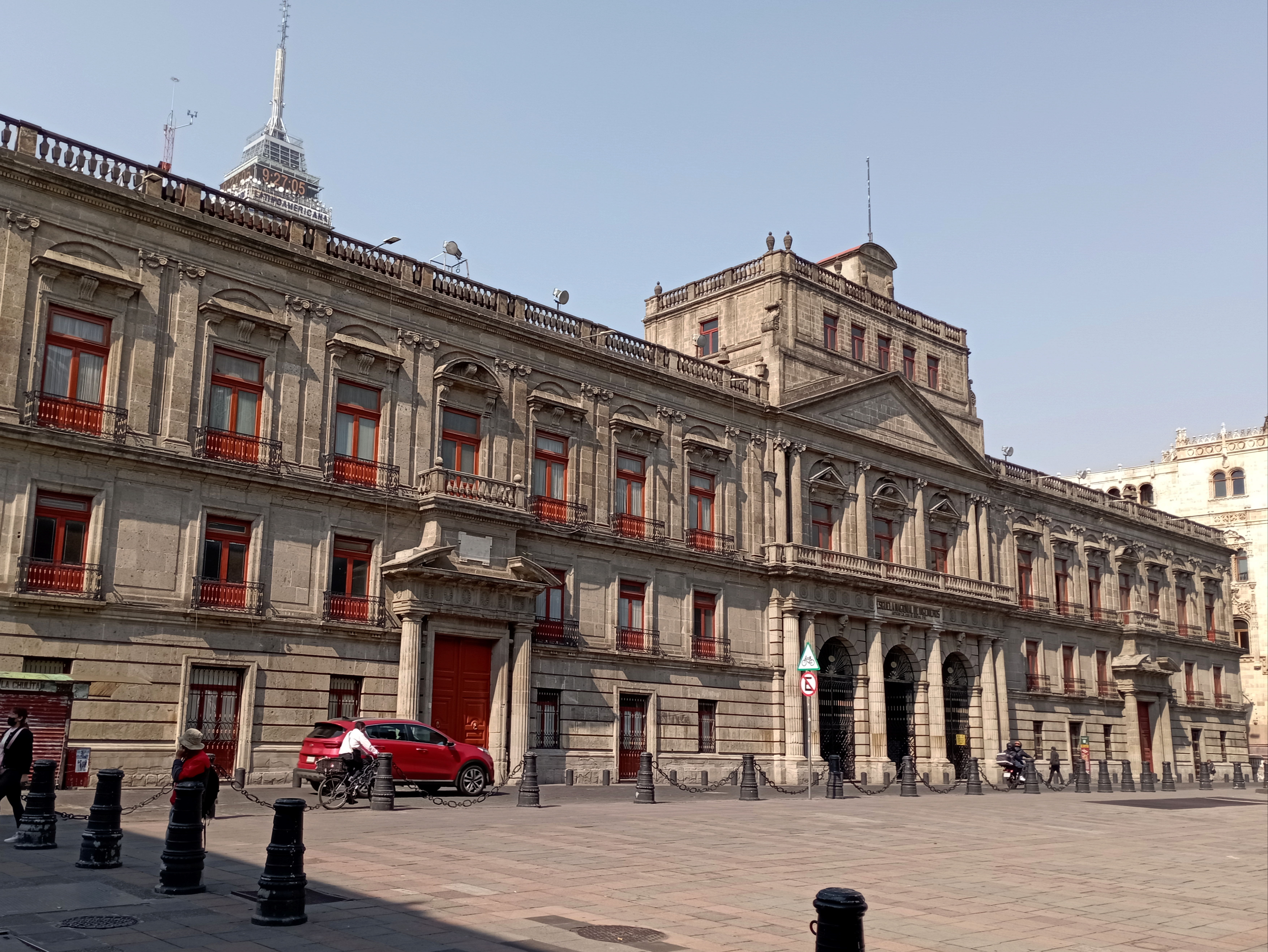
Palacio de Minería una de las obras arquitectónicas que dieron cúspide al barroco novohispano a finales de la época colonial; obra de Manuel Tolsa.

En esta etapa la ciudad alcanzó su esplendor urbanístico a finales del siglo XVIII durante la administración del virrey Juan Vicente de Güemes (1789-1794). Se inauguró el alumbrado público en las principales calles; se construyó un sistema de dos canales para el desagüe para evitar que el agua de los lagos de Zumpango y de San Cristóbal inundara la ciudad en época de lluvia, y este drenaje se completó con una red primaria que se conectaba con el desagüe de las casas. Se regularizaron los empedrados de veintitrés kilómetros de calles y tres kilómetros de banquetas, se reubicaron los puestos del mercado y de los vendedores ambulantes que se hallaban en la Plaza Mayor y se acondicionó la Plaza del Volador. El problema de abastecimiento de agua de la ciudad quedó prácticamente resuelto gracias a los manantiales de Santa Fe, que la transportaban hasta San Cosme, para rematar en la fuente de la Tlaxpana, y los de Chapultepec, que terminaban en la fuente del Salto del Agua. Se mejoró el servicio de limpia de las calles y los carros para recoger basura. Las grandes construcciones como el Palacio Virreinal y la Catedral Metropolitana fueron intervenidas, en estos casos, el primero para una remodelación integral, y la segunda para acelerar su conclusión. Se implementaron estrictas normas de urbanidad y sanidad para evitar la proliferación de fauna y flora silvestre en las calles más transitadas; para homologar las fachadas de las viviendas y negocios; para la adecuación de vialidades, puentes y mobiliario urbano; para la delimitación de áreas específicas donde realizar fiestas, procesiones, trabajo insalubre y convivencia social.
El esplendor arquitectónico de la capital colonial al final de esta centuria, fue referenciado de manera destacada por el explorador Alexander von Humboldt de la siguiente manera:

Por una reunión de circunstancias poco comunes, he visto consecutivamente y en un solo espacio de tiempo, Lima, México, Filadelfia, Washington, París, Roma, Nápoles y las mayores ciudades de Alemania. Comparando unas con otras las impresiones que se suceden rápidamente en nuestros sentidos […] debo confesar que esta ciudad ha dejado en mí una cierta idea de grandeza, que atribuyo principalmente al carácter de grandiosidad que le dan su situación y la naturaleza de sus alrededores […] Ciertamente no puede darse espectáculo más rico y variado que el que presenta el valle, cuando en una hermosa mañana de verano, estando el cielo claro y con aquel azul turquí propio del aire seco y enrarecido de las altas montañas, se asoma uno por cualquiera de las torres de la Catedral de México o por lo alto de la Colina de Chapultepec […] Desde el fondo de esta soledad, esto es desde la punta de la roca porfídica de Chapultepec, domina la vista una extensa llanura y campos muy bien cultivados que corren hasta el pie de montañas colosales, cubiertas de nieves perpetuas. La ciudad se presenta al espectador bañada por las aguas del lago de Texcoco, que rodeado de pueblos y lugarcillos, le recuerda los más hermosos lagos de las montañas de la Suiza. Por todas partes conducen a la capital grandes calles de olmos y álamos blancos […] Al sur del terreno entre San Ángel, Tacubaya y San Agustín de las Cuevas […] parece un inmenso jardín de naranjos, duraznos, manzanos, guindos y otros árboles frutales de Europa. Este hermoso cultivo forma contraste con el aspecto silvestre de las montañas peladas que cierran el valle.
Citado en Hira de Gortari y Regina Hernández, «Memoria y encuentros: la Ciudad de México y el Distrito Federal (1824-1928)», 1988, México, Instituto Mora del DDF. p. 56

### SigloXIX

#### Independencia

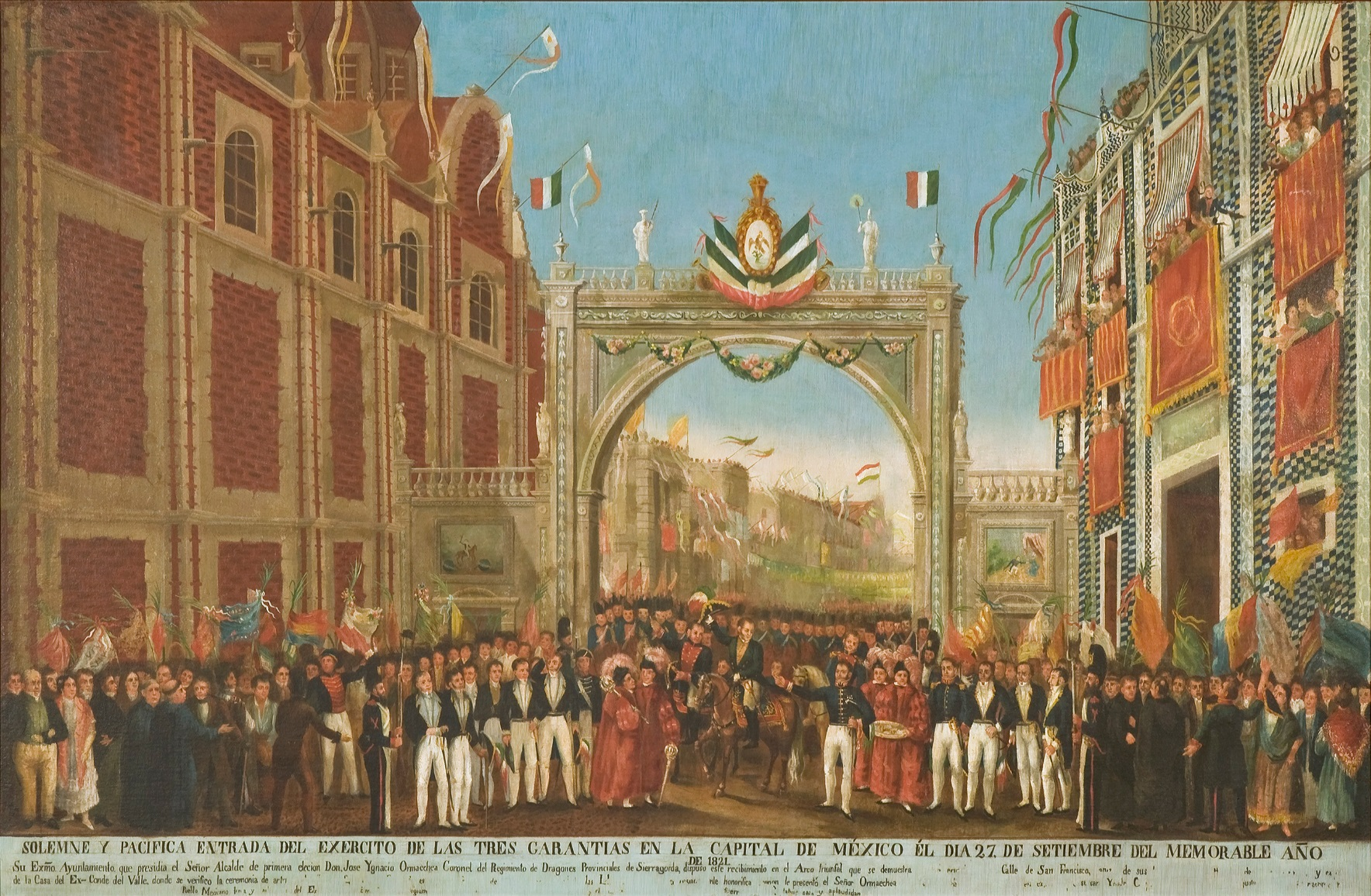
Entrada del Ejército Trigarante a la Ciudad de México, el 27 de septiembre de 1821.

##### El golpe de Estado de 1808
El 5 de mayo de 1808, con las abdicaciones de Carlos IV y Fernando VII se concretó la ocupación francesa en España; las noticias llegaron a la Nueva España a mediados de junio. El Ayuntamiento capitalino se había mantenido al margen de lo sucedido en España, pero el 5 de agosto la facción peninsular exigió al virrey José de Iturrigaray la proclamación de Fernando de Borbón, príncipe de Asturias como Fernando VII, rey de España y de las Indias. Con dudas, Iturrigaray accedió y Fernando VII fue proclamado monarca en la plaza central de la capital la mañana del 13 de agosto de 1808.
Francisco Primo de Verdad y Ramos, síndico y procurador del Ayuntamiento, propuso en la sesión del 14 de agosto la creación de la Junta de México, organismo de gobierno que se encargase de dirigir la administración pública durante la ausencia de Fernando VII del trono español. Se temía, también, que las fuerzas francesas de Joaquín Murat destruyeran el gobierno provisional en Cádiz e intentara invadir la América Septentrional. Primo de Verdad fue apoyado por Juan Francisco Azcárate y Lezama, otro regidor de la capital y Melchor de Talamantes originario del Perú y partidario de las ideas liberales y de independencia. Los tres sustentaban su argumentación en las obras de los pensadores ilustrados del siglo XVIII, en especial Montesquieu y su trabajo El espíritu de las leyes, donde afirmaba que la soberanía ha de residir en el pueblo.
Las ideas liberales de Primo de Verdad y Azcárate fueron inmediatamente rechazadas por la mayoría de los presentes en aquella sesión de cabildo. El inquisidor Bernardo Prado y Ovejero, argumentaba que las ideas de la soberanía popular por encima del derecho divino concedido a los reyes, eran contrarias a las enseñanzas de la Iglesia católica, y tachó de hereje a Primo de Verdad. Tras una acalorada discusión entre ambos bandos, Iturrigaray puso orden y se negó a aceptar la propuesta de Primo de Verdad.
El 20 de agosto llegó a la Nueva España Juan de Jáuregui, representante de la Junta de Sevilla y cuñado del virrey, a pedir a Iturrigaray la aceptación por parte de la Nueva España hacia la Junta de Sevilla. Pocos días más tarde, un enviado de la Junta de Oviedo viajó a la capital con el mismo propósito. El 25 de agosto, Iturrigaray convocó nuevamente al cabildo, y rechazó la petición de la Junta de Oviedo, pero sorpresivamente también la de la Junta de Sevilla. Este acto fue visto por los ciertos sectores como una provocación y decidieron derrocarlo. Los criollos de talante liberal, por el contrario, creyeron que Iturrigaray apoyaba a su bando, y en consecuencia, una posible independencia de México.
A principios de septiembre, un grupo encabezado por los oidores Guillermo Aguirre y Viana y Pedro Catani comenzó a difundir entre los más conservadores el rumor de que Iturrigaray desobedecería al gobierno español y se proclamaría «Rey de Nueva España», apoyado por los criollos ilustrados. El hacendado Gabriel de Yermo, radicado desde hacía muchos años en la Nueva España, fue atraído por Bataller a la conspiración y en poco tiempo se erigió como líder del movimiento. El 11 de septiembre quedó formalmente constituido el grupo «Los Patriotas de Fernando VII» al servicio del rey en turno y que pretendía derrocar a Iturrigaray y acabar con los ilustrados partidarios del virrey. El 15 de septiembre por la noche, fue la fecha propuesta para tomar por asalto el Palacio Virreinal y detener al virrey y a los miembros liberales del ayuntamiento. Esa misma tarde, Bataller y Catani visitaron al arzobispo de México, Francisco Xavier de Lizana y Beaumont para revelar sus planes. El arzobispo fue convencido y les dio la bendición arzobispal.
La noche del 15 de septiembre, Iturrigaray había sido prevenido de una conspiración en su contra, y por tal motivo ordenó la llegada a la ciudad del regimiento de Dragones de la Reina con sede en Celaya, que habría de patrullar la ciudad desde el 17 de septiembre. Las fuerzas comandadas por Gabriel de Yermo y los Patriotas de Fernando VII, tenían partidarios en el seno de la guardia, que les permitieron la entrada al palacio virreinal sin ninguna resistencia. Sin embargo, algunos guardas de los aposentos del virrey, se negaron a entregarse a los conspiradores y fueron asesinados. Una vez en el palacio, Yermo aprehendió a Iturrigaray y a su mujer, acusándolos de fraude a la corona, de sabotaje y de intentar sublevarse en contra del rey. La señora de Iturrigaray y sus hijos fueron trasladados al convento de San Bernardo de Claraval, y después llevados presos junto con el virrey a Cádiz. Iturrigaray fue conducido a proceso judicial y murió en 1815. Pocos minutos después de la detención del virrey, Bataller y Catani arribaron al palacio. Yermo, jefe militar del grupo, les informó que la operación se había llevado a cabo con satisfacción. Bataller, por su parte, sugirió el arresto de Primo de Verdad y Azcárate, considerados líderes intelectuales de los ilustrados. Pedro Catani, por su parte, pidió a Yermo hacer lo propio con el fraile mercedario Melchor de Talamantes. Los tres personajes fueron capturados por la guardia de Yermo la noche del golpe y conducidos a cárceles distintas. Primo de Verdad estuvo encerrado en la cárcel del Arzobispado hasta el 4 de octubre, cuando murió en extrañas circunstancias. Azcárate estuvo encarcelado y fue liberado hasta 1811, en 1821 participó en la firma del Acta de Independencia del Primer Imperio Mexicano. Melchor de Talamantes, mientras tanto, fue recluido en San Juan de Ulúa, donde murió de fiebre amarilla el 9 de mayo de 1809.

##### La ciudad durante la lucha insurgente
Tras el inicio el 15 de septiembre de 1810 de la revolución independentista en Dolores, Guanajuato, el objetivo de las tropas insurgentes era la captura de la capital. Sus caminos los llevaron a las inmediaciones de la Ciudad de México. Hidalgo y su ejército llegaron a San Pedro Cuajimalpa poco tiempo después de proclamar la independencia en Dolores. Derrotaron a los realistas en la batalla del Monte de las Cruces el 30 de octubre de 1810, y a pesar de ello, los insurgentes decidieron volver al Bajío sin tomar la capital. Esto luego de los desacuerdo entre Allende e Hidalgo, ya que el primero consideraba un riesgo para el movimiento que se desatara un saqueo como el de la batalla en Guanajuato. 
A partir de entonces, el valle de México no volvió a ser objetivo militar de los independentistas, y se había convertido en la plaza fuerte del ejército realista. Hacia 1820, cuando la revolución popular estaba casi extinguida, la Ciudad de México fue la sede de nuevos movimientos contra el gobierno virreinal. El principal de ellos fue Conspiración de La Profesa, integrada por miembros de los sectores acomodados y reaccionarios del clero, la burguesía novohispana y el ejército realista (los mismos que habían logrado la destitución de Iturrigaray), que tras la aprobación de la Constitución de Cádiz de corte liberal, vieron amenazados sus privilegios; por ello convocaron a un movimiento para conseguir la independencia, y establecer en el nuevo país un gobierno conservador, monárquico y absolutista; sin embargo para ello debían derrotar a los restos de la revuelta popular de los insurgentes que aún combatían. Nombraron al general Agustín de Iturbide como responsable de la tareas; no obstante selló un pacto (Plan de Iguala) con Vicente Guerrero (jefe de la revolución en el sur de México) para conciliar ambas causas, luego consiguió que Juan O'Donojú (último gobernante peninsular) firmara los Tratados de Córdoba que declaran la independencia de México. El Ejército Trigarante entró triunfante a la Ciudad de México el 27 de septiembre de 1821.

#### Capital del Imperio Mexicano
El 28 de septiembre de 1821 en el «Salón de recepciones» del antiguo Palacio Virreinal se firmó el Acta de Independencia del Imperio Mexicano, está ratificó lo establecido en los Tratados de Córdoba, y la Ciudad de México quedó establecida como la «Capital imperial». Aunque su aislamiento frente a las acciones bélicas de la lucha independentista la tenían intacta en cuanto a su infraestructura, la mayor parte de los sectores económicos administrados desde la urbe o de los que era dependiente, estaban arruinados, por lo que padeció las consecuencias del fin de la guerra de manera paulatina. El 18 de mayo de 1822 fue en sus calles donde se gestó el movimiento que ejerció presión para la proclamación de Agustín de Iturbide como Emperador de México, lo con posteriormente ocurrió el día 22. Agustín I fue coronado en la Catedral Metropolitana el 21 de julio.

#### Surgimiento del Distrito Federal

Territorio del Distrito Federal designado por el decreto del 18 de noviembre de 1824.

Luego de la caída del régimen monárquico el 19 de marzo de 1823, fue establecido el Congreso Constituyente e inició los debates para la conformación del nuevo sistema político mexicano, de ellos surgirian primero, el Acta Constitutiva de la Federación Mexicana (31 de enero de 1824) que proclamó la república federal; y después la Constitución Federal (4 de octubre de 1824). Sin embargo, ninguno de los dos documentos especificó o siquiera nombró la cualidad que tendría la Ciudad de México, pues a pesar de mantenerse como sede del congreso, así como centro de la clase política y el ejército, no se dispuso conservarla como capital de manera específica, sino que la constitución concedió al poder legislativo, la facultad para determinar la sede de los poderes de la unión creando un «Distrito Federal», con la condicionante de no contemplar a ninguna capital estatal; para entonces las autoridades del proclamado Estado de México ya la habían declarado capital de la entidad.
Antes de ello, durante los trabajos del Congreso Constituyente, se dio el debate sobre la ubicación de la capital federal el 22 y 23 de julio de 1824, realizado a propósito del dictamen del 31 de mayo de 1824, después de que se propusiera que la sede de los poderes federales fuera Querétaro, existieron posturas encontradas a favor y en contra de dicha propuesta. En contra de la Ciudad de México se argumentó que la capital debía ubicarse en otra ciudad como Querétaro, Aguascalientes o
Tlalpan, para evitar que la corrupción colonial siguiera prevaleciendo en la nueva capital. Querétaro, además tenía una buena
posición geográfica, un clima benigno y la infraestructura adecuada para recibir las oficinas federales. 
En el mismo sentido, aunque animados por un interés propio, las autoridades del Estado de México (el gobernador Melchor Múzquiz, la legislatura estatal y el Ayuntamiento de la ciudad), se opusieron a la propuesta de creación del D. F., en la ciudad capital del mismo estado e incluso, una vez tomada la decisión intentaron que ésta fuera revocada por considerarla inconstitucional y exigían ser indemnizadas. 
A favor de la Ciudad de México, se decía que los poderes federales debían permanecer en ella, ya que aquélla había sido capital del virreinato y todos los estados habían participado en su formación, por lo que se debía aprovechar los recursos y la experiencia acumulados; su principal defensor Fray Servando Teresa de Mier, argumentó que su posición geográfica estratégica para las comunicaciones, transportes y asuntos militares, su estatus de centro económico preponderante y el ser la urbe más poblada, la convierten en un sitio propio para la disputa de grupos políticos, que incluso actuando en revueltas armadas, podrían poner en riesgo la unidad territorial del nuevo país, si esta era una sede de gobierno estatal y no nacional, es decir, el peso político, económico y social que aún conservaba la antigua sede imperial provocaría un desbalance de poderes entre esta y una capital nacional pequeña y desprovista de infraestructura; además se dijo que la situación financiera del gobierno no estaba para costosas mudanzas del aparato gubernamental.
El debate se reanudó el 29 de octubre, cuando la carta magna ya estaba en vigencia y la entidad mexiquense ya había asumido el control de la ciudad, a pesar de que los tres poderes de la unión ya operaban en la Ciudad de México. La disputa se soluciona con una propuesta conciliadora, la creación de un Distrito Federal limitado a una fracción del territorio de la ciudad. El espacio se delimitó a partir de una circunferencia de dos leguas de radio (9.65 kilómetros), teniendo como centro la Plaza Mayor, en tanto al Estado de México se le indicó trasladar su capital a otra ciudad. 
El 18 de noviembre de 1824 se promulgó el decreto que creó el «Distrito Federal», en un área de 55 km² que incluyó además de la Ciudad de México, a Ciudad Guadalupe de Hidalgo, Villa Azcapotzalco, Tacubaya, Tacuba, La Piedad, la Magdalena Mixhuca, Chapultepec, Iztacalco, el Peñón de los Baños y una pequeña parte de Mexicaltzingo e Iztapalapa. En cuanto a su organización política, el Ayuntamiento de México era elegido por votación indirecta y lo integraban veinte regidores, dos síndicos procuradores, un administrador, un contador, y un secretario del Ayuntamiento, mismos que integraban el Cabildo, quienes duraban un año en el cargo. El ayuntamiento coexistía con el «gobernador del Distrito Federal» nombrado directamente por el presidente de la República, quien tenía el Poder Ejecutivo y se apoyaba del Ayuntamiento para administrar la capital.

#### La Ciudad de México y la inestabilidad nacional

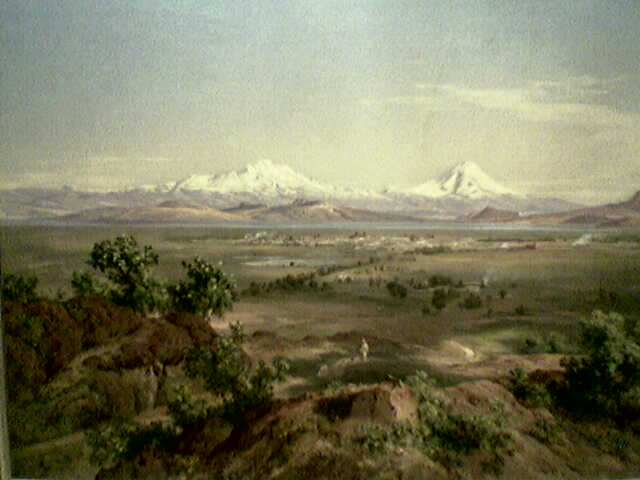
Pintura del Valle de México, de José María Velasco del

La condición de capital de la república, pero aún más, su cualidad de urbe más poblada y desarrollada económicamente, la convierte (tal como se preveía en los debates de su estatus jurídico en 1824) en el epicentro de las disputas políticas por el poder. Como en ningún otro lado del país, los acontecimentos locales se desenvolvieron a la par de los de repercusión nacional; incluso cuando muchas de las revueltas o golpes de estado no la trastornan directamente, el simple hecho de que los presidentes en turno, residentes en ella, entraran y salieran del poder, significaban para la ciudad y sus habitantes convulsiones sociales y económicas relevantes.  
Su propio estatus resultó modificado en virtud de los cambios políticos, el 30 de diciembre de 1836 entraron en vigor las Siete Leyes, el nuevo régimen constitucional de corte centralista; por ende despareció el Distrito Federal, la ciudad continuó como capital nacional, pero su territorio quedó integrado como parte del Departamento de México (sustituto del estado homónimo) bajo el nombre de «Distrito de México» que, además de la urbe, se conformó con otros cuatro municipios: Tacuba, Tacubaya, Azcapotzalco y Mixcoac, el 20 de febrero de 1837. El estatus se mantuvo vigente también bajo las Bases orgánicas de 1843.

#### La invasión estadounidense

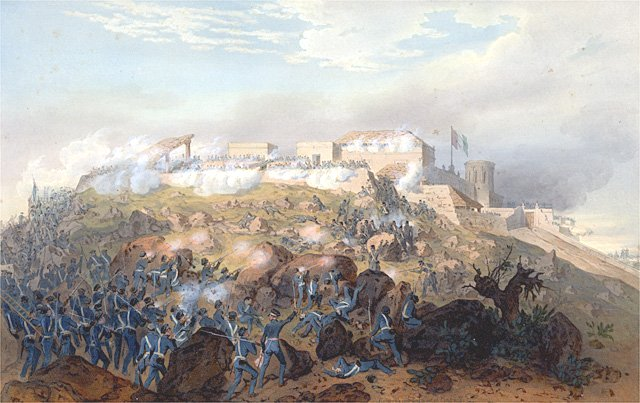
La batalla de Chapultepec en las cercanías de la Ciudad de México (1847).

La invasión estadounidense iniciada el 25 de abril de 1846, significó durante su desarrollo y conclusión, la primera vez en la época independiente que combates a gran escala se escenificaron en el entorno territorial de la capital de la república (más grandes que el Motín de la Acordada de 1828 y la revuelta federalista de 1840). De hecho, por primera vez la ciudad no fue ajena a una guerra librada en otras partes del territorio. Por principio de cuentas, las constantes disputas por el poder derivaron, en el periodo de la guerra (1846-1848), en diez cambios en la jefatura del ejecutivo federal. El más violento fue la llamada Rebelión de los Polkos, entre el 26 de febrero y el 21 de marzo de 1847, cuando sectores conservadores ejecutaron un golpe de Estado contra el presidente Valentín Gómez Farías, quien había dictado medidas de emergencia para financiar la defensa nacional, a través de la confiscación de bienes en manos del clero.
La Batalla de Padierna del 19 al 20 de agosto de 1847, combatida en San Ángel y Tlalpan, fue el primer enfrentamiento de las fuerzas mexicanas contra los invasores en el Valle de México. Si bien las crónicas históricas refieren una serie de divisiones internas en las tropas que mermó la defensa nacional, las mismas hablan de los combatientes locales ajenos a las huestes regulares del ejército que resistieron, aunque infructuosamente. A esta confrontación siguió de inmediato la Batalla de Churubusco (20 de agosto) que, aunque saldada nuevamente con una derrota mexicana, resultó célebre por la insubordinación del Batallón de San Patricio en contra de los invasores. El 8 de septiembre, rompiendo de manera unilateral una armisticio pactado con Antonio López de Santa Anna, el general agresor Winfield Scott marchó sobre la fortaleza atrincherada de Molino del Rey, lugar donde presuntamente se acumulaban las armas del ejército mexicano. Las tropas mexicanas encabezadas por Pedro Maria Anaya cayeron derrotadas, pero los estadounidenses quedaron decepcionados por la victoria pírrica al comprobar que en efecto, no había armas acumuladas en dicha fortaleza. La historiografía acredita en la rendición mexicana, la célebre frase de Pedro María Anaya, en respuesta al cuestionamiento de Scott sobre la ubicación del armamento: "Si hubiera parque, no estaría usted aquí".
Finalmente, el 13 de septiembre de 1847, se libró el último combate a gran escala, cuando el mismo Scott avanzó sobre el Castillo de Chapultepec, sede del Colegio Militar, último reducto defensivo de la capital, en el que algunas tropas encabezadas por Nicolas Bravo y un grupo de cadetes militares, comandados por su director Felipe Santiago Xicotencatl, se encontraban atrincherados. La historiografía mexicana registrará el evento como una gesta heroica, especialmente en las figuras de los llamados «Niños Heroes», sin embargo la derrota fue sellada con la toma del castillo ese mismo día. 
La tropas invasoras entraron al Zócalo el día 14 de septiembre e izaron la bandera estadounidense en el Palacio Nacional. Sin embargo no lo hicieron de manera pacífica, grupos organizados, y algunos improvisados, de militares, indígenas, trabajadores de los talleres de oficio y habitantes de los barrios aledaños al centro histórico opusieron resistencia armada. Esto convirtió al primer cuadro de la ciudad en campo de batalla donde, lo mismo fuera con rifles, palos, piedras, machetes, macetas o metales, los pobladores rompieron las formaciones estadounidenses, que tuvieron que dispersarse ante el temor de una emboscada. No obstante, y a pesar del sorpresivo recibimiento violento, la superioridad armamentística se impuso, a pesar del enorme número de vidas que ambos bandos perdieron, para el día 16 los combates más fuertes en las calles capitalinas ya habían sido apagados.

#### La reforma
En plena invasión estadounidense, el 11 de mayo de 1847, el Acta constitutiva y de reformas restableció la constitución de 1824, y por ende la categoría de Distrito Federal en la Ciudad de México, que sin embargo siguió reteniendo en su jurisdicción a los municipios mexiquenses anexados por el régimen centralista hasta 1861. La dictadura de Antonio López de Santa Anna entre 1853 y 1855, se manifestó de manera significativa en la capital por el cobro generalizado de impuestos sobre puertas, ventanas, carruajes y perros.
Con el triunfo de la Revolución de Ayutla que derrocó a Santa Anna, la generación liberal de la Reforma que concretó la promulgación de la Constitución de 1857, amplió el estatus de la Ciudad de México, al contemplar una eventual erección como estado, dándole el potencial nombre de «Valle de México», solo en caso de que, en tiempos de paz, se declare el traslado de los poderes de la unión a otra ciudad, por el Congreso de la Unión. Sin embargo, las leyes de reforma legaron algo más a la capital; la Ley de Desamortización (1855) y la «Ley de Nacionalización de Bienes Eclesiásticos» (1859) permitieron la modificación del entorno urbano, su arquitectura e infraestructura civil, por primera vez desde la época de Revillagigedo, pues múltiples templos, conventos y edificios eclesiásticos fueron puestos en venta, con su consecuente demolición y fraccionamiento de los predios, especialmente en el centro de la ciudad, sobresaliendo el gigante Convento de San Francisco de más de 32 000 m².

#### El segundo imperio
La ciudad no se vio afectada durante la Guerra de Reforma, en gran medida porque el golpe de Estado fraguado por los conservadores en contubernio con el mismo presidente Ignacio Comonfort se desarrolló en, y por, sectores de la capital que sostuvieron el control durante los tres años de confrontación. Sin embargo no correría con la misma suerte durante la primera etapa de la invasión francesa; el 10 de junio de 1863 cayó en manos de las tropas del general Federico Forey. Si bien, igual que en 1847, sectores populares organizaron motines y revueltas contra las tropas invasoras, en esta ocasión las escaramuzas no se extendieron debido, entre otras cosas, al respaldo de la tropa nacional asentada en la capital en favor de los franceses, y la desmovilización incitada por el clero y la burguesía local.
Mientras el resto del país vivió una agitada contienda bélica entre las tropas republicanas encabezados por el presidente Benito Juárez, en contra de los invasores y sus aliados conservadores mexicanos, la ciudad vivió una relativa y tensa calma; los sectores conservadores organizaron un festivo recibimiento a Maximiliano de Habsburgo y Carlota Amalia de Bélgica el 12 de junio de 1864, luego de aceptar el ofrecimiento para que el príncipe austriaco se convirtiera en Emperador de México. Arcos triunfales, un desfile, decoraciones alusivas en las fachadas principales y una fastuosa misa en la Catedral Metropolitana marcaron la llegada de los monarcas europeos que, durante el llamado Segundo Imperio Mexicano, asumieron el propósito de transformar la ciudad en una auténtica capital imperial.
Durante su breve gobierno, ambos emperadores de manera separada, implementaron acciones destinadas a la reestructuración urbana de la Ciudad de México, en aras de convertirla en una urbe de estilo europeo. Maximiliano ordenó la remodelación del ahora Palacio Imperial y el acondicionamiento como residencia del Castillo de Chapultepec; ambas intervenciones legaron un patrimonio artístico y ornamental que aún persiste en ambos edificios. Mandó construir una extensa avenida que conectara directamente a las dos sedes imperiales, la vía llamada Paseo de la Emperatriz estaba proyectada para convertirse en una reproducción de la avenida parisina de los Campos Elíseos. En tanto la emperatriz Carlota retomó el proyecto de Lorenzo de la Hidalga para un monumento a la independencia  y el consecuente embellecimiento del Zócalo capitalino; implementó una rehabilitación de edificios dedicados a las artes y la cultura; proyectó la construcción de un ferrocarril que conectara la capital con el puerto de Veracruz (aunque este ya se venía ideando desde el inicio de la etapa independiente), modernizó el mobiliario e infraestructura urbana, entre otras. El propio Estatuto Provisional del Imperio Mexicano de 1865 modificó el estatus de la capital, al convertirla a la vez en capital imperial y capital del «Departamento del Valle de México».
No obstante, después de años de resistencia republicana, entre el 12 de abril y el 21 de junio de 1867 se libró la batalla por la Ciudad de México, ya a esta altura con unas reducidas huestes extranjeras y las fuerzas conservadoras de la capital que enfrentaron a las tropas republicanas. El 15 de julio de 1867, en medio de festividades públicas, hizo su entrada triunfal el presidente Benito Juárez.

#### El porfiriato
Una parte primordial del proyecto de gobierno durante la dictadura de Porfirio Diaz (1876 a 1911) fue la urbanización y consecuente modernización de las localidades más grandes del país; en esto la capital de la república adquirió un rol protagónico, pues fue receptora de la mayor parte de inversiones nacionales y extranjeras que buscaban transformar a la urbe como no ocurría desde la etapa final de la colonia. La primera gran obra pública y que actuaba en correspondencia con el problema histórico de las inundaciones, fue el «Gran canal de desagüe», obra ideada desde la época del segundo imperio por el ingeniero Francisco Garay, que comenzó su etapa final en 1878 y concluyó definitivamente en 1900, al ser inaugurada por el presidente el 17 de marzo de dicho año. Esta obra puso casi al borde de la extinción a los lagos que cubrían buena parte del territorio capitalino. Se introdujeron barcos de vapor para el transporte a través de los canales del valle, y tranvías para el transporte terrestre.
El Centro Histórico de la Ciudad de México vivió su mayor intervención desde el siglo XVII con una explosión significativa de nuevas e icónicas construcciones que se sucedieron una tras otra: Palacio Postal (por Adamo Boari; 1902-1907), Ángel de la Independencia (por Antonio Rivas Mercado; 1900-1910), Hemiciclo a Juárez (por Guillermo de Heredia; 1910), Palacio de la Secretaría de Comunicaciones y Obras Públicas (por Silvio Contri; 1904-1911), entre otras. A ello se suman las remodelaciones y adecuaciones al Palacio Nacional, la Catedral Metropolitana y el Palacio del Ayuntamiento. Y dos obras arquitectónicas planteadas como la cumbre del desarrollo urbanístico de la capital, pero que la futura revolución detendría: el Palacio Legislativo Federal (por Émile Bénard; 1910) que nunca se terminó, y el Palacio de Bellas Artes (por Adamo Boari; 1904) terminado hasta 1934.
Un conjunto de infraestructuras residenciales (colonias Roma, Condesa y Juárez); de seguridad y abasto (Penitenciaria federal, Rastro general, Colegio militar de Popotla, etc.); educativas (Palacio de la Autonomía, escuelas nacionales de Jurisprudencia, Bellas Artes y Medicina); hospitalarias (Manicomio de la Castañeda, y Hospital General); comerciales (diversos edificios en las avenidas Madero y Juárez) y de embellecimiento urbano (la avenida Paseo de la Reforma) modificaron sustancialmente el aspecto de la ciudad, acercandola al propósito porfiriano de modernidad. Al tiempo que producían una sectorización, delimitando por actividad, zonas específicas de la ciudad, naciendo nuevos barrios y colonias que guardaban vínculos e identidades propias. La urbanización rebasó finalmente los límites de la antigua ciudad colonial, especialmente hacia el poniente y norte de la urbe.

### 

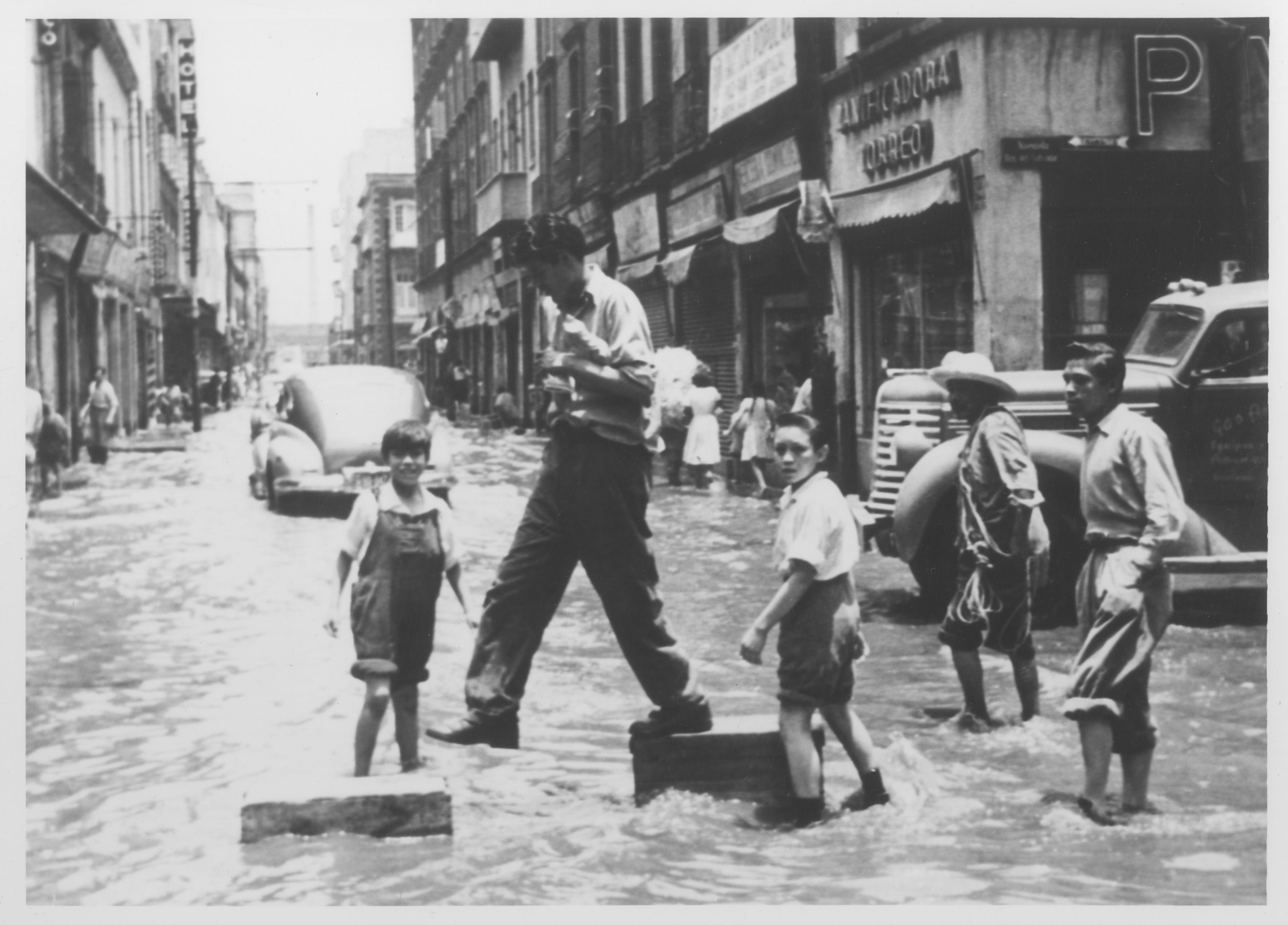
Durante su historia la ciudad ha tenido inundaciones considerables

### SigloXX

#### La revolución mexicana

##### Antecedentes en la capital
Los inicios del siglo XX en la ciudad fueron el reflejo de los contrastes vividos durante el porfiriato en todo el país, pues mientras la zona centro y poniente de la capital despuntaban en avances arquitectónicos y de modernidad urbana, situándose como una urbe contemporánea a la par de capitales europeas; en el norte y oriente el proceso de industrialización trajo consigo el nacimiento de una clase obrera marginada del desarrollismo porfirista, asentada en las periferias urbanas o en los viejos barrios del centro, en condiciones de profunda desigualdad. No menor era la situación vivida por la aún vigente zona rural del sur del Distrito Federal, los pequeños grupos de campesinos padecían la misma explotación de caciques y autoridades, como en cualquier estado agrícola del país. El crecimiento demográfico, ralentizado desde la consumación de la independencia, tuvo su primera explosión durante el porfiriato; la población del Distrito Federal se multiplicó exponencialmente y ya superaba los 400 000 en su zona urbana y casi 600 000 en todo su territorio, para 1910. 
Por otra parte, diversas características definían a su población: era en particular urbana, mayoritariamente joven y con una creciente clase media, de la que formaban parte los profesionistas. Contaba con abultados sectores populares que se desarrollaban alrededor de las fábricas y los talleres y que habían generado diversas formas de integración, desde las mutuales hasta el asociacionismo, adquiriendo así importantes experiencias en la conformación de grupos, participación en actividades políticas y una incipiente conciencia de clase. Concentraba las principales escuelas de educación superior, lo que  posibilitaba la convivencia e intercambio de ideas respecto a la situación del país entre los jóvenes, en general provenientes del interior, que se estaban formando y que experimentaron por los caminos del periodismo, la proclama, la organización, la manifestación y la protesta. Importante  también  resultaba el universo de impresos que al comenzar el siglo rondaba los 126 títulos de periódicos, lo que no resulta extraño si considera que en la capital prevalecía un elevado nivel de alfabetización, que para 1895 incluía 44.8% de la población. Esta suma de elementos producen una población resultaba en especial constitutiva de una esfera pública activa, que convertía a la ciudad en el centro político más importante del país. Estos factores, aunados a su carácter simbólico, ayudaron a entender la preocupación de las autoridades por controlar la ciudad, en el entendido de que quien controlaba la ciudad controlaba también el país.
Es por ello, que había pocos antecedentes de movilizaciones populares en la capital antes del estallido revolucionario, en gran medida por que la organización obrera más importante, fundada en 1874, el «Gran Círculo de Obreros de México» había sido poco a poco influenciado y tomado por la clase patronal y el gobierno porfirista. No obstante, en 1909 durante la huelga de la fábrica de textiles «La Hormiga», el manifiesto de los trabajadores incluyó por primera vez un texto político que hace crítica de la estructura del régimen y su incapacidad para mejorar las condiciones de vida de los trabajadores.
Aunque la etapa Maderista de la revolución mexicana (1910-1911) transcurrió sin sobresaltos en la capital, el multitudinario recibimiento popular hecho a Francisco I. Madero, a su entrada a la Ciudad de México el 7 de junio de 1911 (solo comparado a los recibidos por el ejército trigarante de 1821 y el presidente Juárez en 1867), hizo manifiesta la simpatía de la población del Distrito Federal por el movimiento popular armado. Esta simpatía también se transformó en una cultura de la participación ciudadana; grupos organizados por gremios, sindicatos, sociedades mutualistas, entre otros, se involucraron de manera activa en la administración de sus sectores económicos o de población. El más destacado del breve periodo maderista fue la Casa del Obrero Mundial de inspiración anarcosindicalista, fundada en 1912 en el barrio de Tepito por Juan Francisco Moncaleano, Vicente Becerril Casas, Agustín de Haro y Tamariz y Eloy Armenta, en cuyo derredor se agruparon Rosendo Salazar, Celestino Gasca, Antonio Díaz Soto y Gama, Lázaro Gutiérrez de Lara, Manuel Sarabia, Rafael Pérez Taylor.

##### La decena trágica

Fuerzas federales en el Zócalo de la Ciudad de México durante la Decena Trágica, 19 de febrero de 1913.

La decena trágica entre el 9 y 19 de febrero de 1913, constituyó el episodio bélico más violento y destructivo de la Ciudad de México desde la toma de Tenochtitlan en 1521. El golpe de Estado encabezado por Manuel Mondragón (acompañado por Bernardo Reyes y Félix Díaz luego de sacarlos de prisión), concretado por Victoriano Huerta e instigado por el embajador estadounidense Henry Lane Wilson, se extendió por todo el Distrito Federal, primordialmente en el centro y norte de la capital. El alzamiento comenzó en Tlalpan y Tacubaya, se partió en dos grupos, uno que avanzó hacia el centro y otro que se dirigió a la prisión de Tlatelolco (para permitir la fuga de Reyes y Díaz). 
Recordando los días de la antigua construcción colonial del siglo XVI, el Palacio Nacional se convirtió en una fortaleza, donde las tropas leales a Madero combatieron contra las huestes golpistas, asentadas en los edificios vecinos disparando indiscriminadamente contra la sede del ejecutivo. La resistencia de la guardia presidencial y la enorme cantidad de civiles que murieron en el fuego cruzado, hizo retroceder a los golpistas que se atrincheraron en La Ciudadela, lugar donde se guardaba el armamento de la capital. Al día siguiente, en un acontecimiento conocido como la «Marcha de la Lealtad», tropas del Colegio militar escoltaron al presidente Madero de su residencia en el Castillo de Chapultepec al Palacio Nacional, el gesto no solo sirvió para proteger al mandatario, sino para hacer de conocimiento público la acción golpista; ante ello, grupos de civiles se adhirieron a las fuerzas leales al presidente. Sin embargo, al mismo tiempo civiles de los sectores acomodados de la capital se dirigieron a La Ciudadela para integrarse a las fuerzas golpistas, aunque en menor número. 
Para el tercer día la situación en la ciudad era de auténtico caos, los servicios públicos estaban detenidos, los hospitales colapsados, talleres y negocios cerrados, cadáveres y heridos se visualizaban por las calles más emblemáticas del centro. Huerta, que encabeza las tropas que combatían el atrincheramiento de La Ciudadela, se reunió con Félix Díaz, no para negociar su rendición, sino su alianza; no obstante pretende seguir fingiendo el ataque a la plaza para ganar tiempo, toda vez que el apoyo popular y de todos los estados hacia Madero es mayoritario. En el cuarto y quinto día comenzaron los saqueos e incendios, civiles de ambos bandos tomaron represalia contra casas y negocios del grupo contrario. En el sexto día, intentos de pactar un alto al fuego por razones humanitarias aparecieron, pero Félix Díaz los desechaba ante su necedad de ver rendido y dimitido al presidente Madero. Miembros de la diplomacia extranjera y de la clase política opositora presionaron en el séptimo día para que Madero renunciara, este se negó defendiendo la postura de legitimidad de su gobierno y la ilegalidad de la asonada cívico-militar. Ese mismo día se recrudecieron los combates, mientras el grueso de la población ya empezaba a padecer la escasez de alimentos. 
Durante el octavo día Madero promovió un alto al fuego, aprovechado por la población para reabastecerse, sin embargo los golpistas no lo respetaron e incluso dispararon contra los habitantes que volvieron a los negocios de abastos. En el noveno día Huerta concretó su traición al reunirse con los golpistas y el embajador estadounidense. Al día siguiente los golpistas tomaron Palacio Nacional, no lograron apresar a Madero gracias a la intervención del Estado Mayor Presidencial. No obstante en los días siguientes se presentaron los desenlaces producto del golpe, la efímera presidencia de Pedro Lascuráin, la usurpación de Huerta, la renuncia y asesinato de Madero, junto con su vicepresidente José María Pino Suárez. La ciudad como campo de batalla cargó con la muerte estimada de al menos 1000 personas entre civiles y militares, y la destrucción de buena parte de la infraestructura de la zona centro.

##### La ciudad en el resto del conflicto

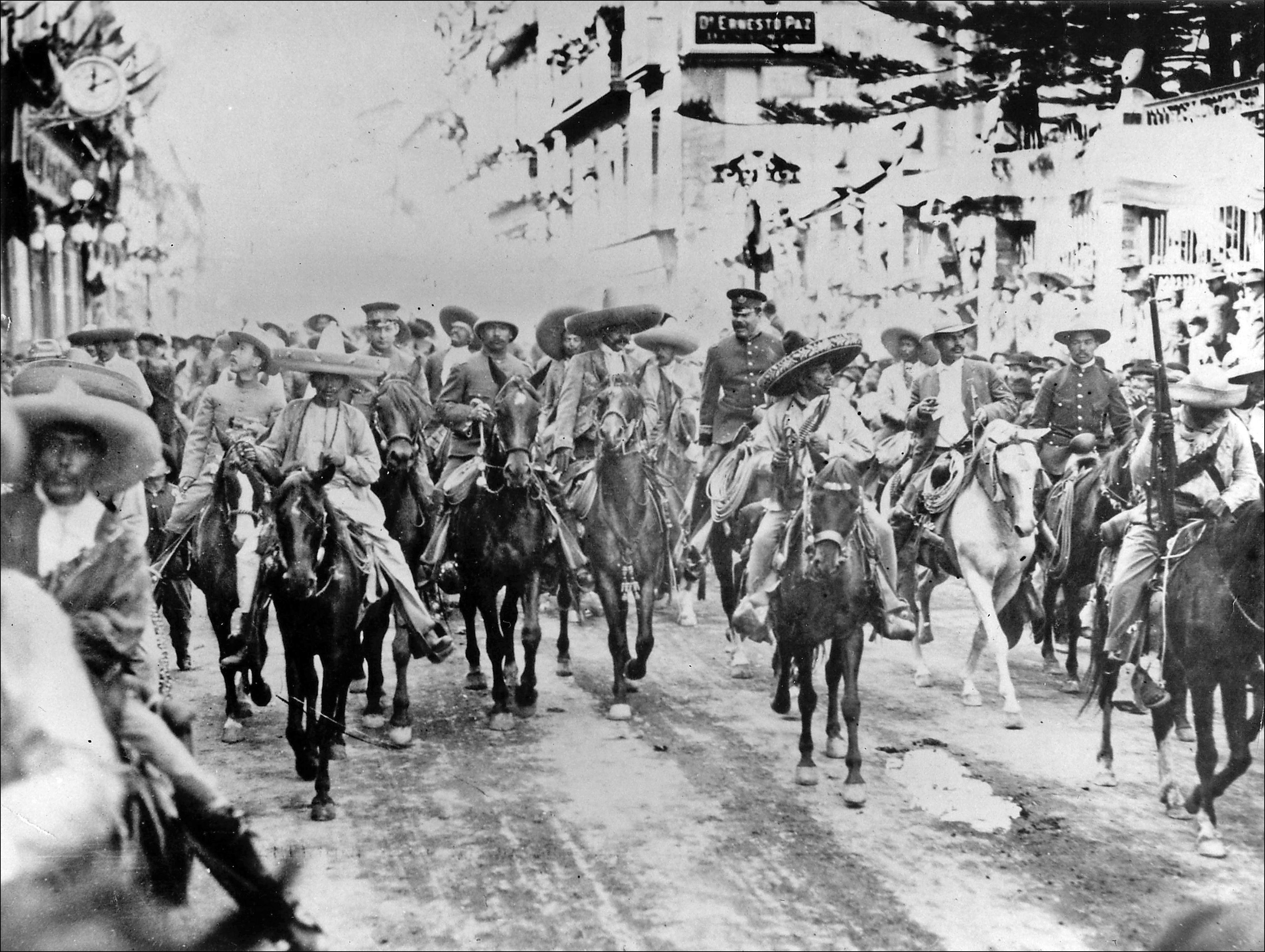
Francisco Villa y Emiliano Zapata entran en la Ciudad de México, en 1914.

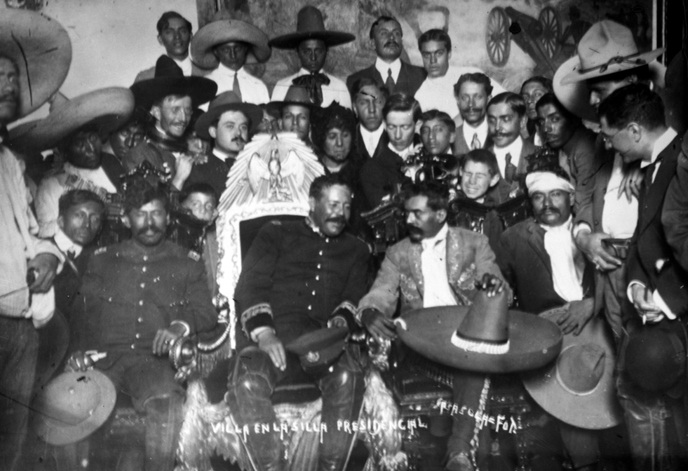
Célebre foto de Francisco Villa y Emiliano Zapata el 4 de diciembre de 1914, el primero sentado en la silla presidencial. Imagen tomada en el salón embajadores de Palacio Nacional.

La cuarta etapa de la revolución, la que enfrentó a los grupos, otrora aliados contra Huerta, es decir villistas y zapatistas confrontados con el carrancismo, luego de la ruptura en el seno de la Soberana Convención Revolucionaria, tuvo uno de sus momentos cúspide el 4 de diciembre de 1914 en la Ciudad de México. Ese día y repitiendo las entradas triunfales significativas (Ejército trigarante 1821, Juárez 1867 y Madero 1911), Francisco Villa y Emiliano Zapata llegaron a la Ciudad de México, tomada desde agosto por las fracciones moderadas de la convención que obligaron a Carranza a trasladarse a Veracruz. La algarabía popular despertada por los dos combatientes contrastó con el resultado de su visita, pues ambos líderes no pudieron ponerse de acuerdo con el grupo convencionista para un gobierno popular unificado, y decidieron regresar a su bases principales para continuar el combate contra Carranza. La célebre reunión quedó inmortalizada en la también famosa sesión fotográfica del archivo Casasola. La capital no volvió a ser escenario de confrontaciones, pero la administración del Distrito Federal permaneció en el caos el resto de la revolución ante los constantes cambios, ya que los comandantes militares de la plaza adquirieron en los hechos mayores poderes que las autoridades municipales, dirigiendola más como una plaza militar que como una entidad política.

#### Creación del Departamento del Distrito Federal
Motivado por conflictos políticos con sus adversarios y argumentando un mejor control de la administración, el entonces candidato a la presidencia Álvaro Obregón envió el 18 de abril de 1928 a la Comisión Permanente del Congreso de la Unión una iniciativa de ley de reforma al artículo 73 de la Constitución. En ella propuso suprimir el régimen municipal en el Distrito Federal, con lo que las trece municipalidades existentes en su territorio desaparecieron y el gobierno pasó a mandato del presidente de la república, el cual administraría el territorio con un Departamento Central, y designaría a discreción al regente, la procuradora de justicia, así como la intervención en la designación de los futuros delegados. La reforma fue aprobada por mayoría, con 185 votos a favor y 21 en contra de la fracción del Partido Laborista Mexicano, liderada por Vicente Lombardo Toledano. Dicho instituto político tenía en la época gran parte del control político de las municipalidades del distrito, y uno de sus personajes relevantes, Luis N. Morones, buscaba como Obregón la presidencia. La nueva Ley Orgánica del Distrito y Territorios Federales que determinaba estas nuevas disposiciones fue publicada el 20 de agosto en el Diario Oficial de la Federación y entró en vigor el 31 de diciembre de 1928, sin que Obregón llegara a verla implementada ya que fue asesinado poco después de ganar la reelección, el 17 de julio.

#### La capital como centro del «Milagro mexicano»
Con el período de apogeo económico conocido como «milagro mexicano» (entre las décadas de 1940 y 1960), la Ciudad de México vivió una época de urbanización sin precedentes en el país. Su población se duplicó en menos de veinte años, y fue absorbiendo poco a poco a los poblados cercanos, hasta desbordarse del territorio del D. F. transformándose en el eje de la Zona Metropolitana del Valle de México. Durante la regencia de Fernando Casas Alemán (1946-1952) se implementó un proyecto de reordenamiento urbano que sectoriza a la ciudad en áreas específicas, de tal manera que las zonas productivas (industria, agricultura y centros de abasto comercial) estuvieran fuera de las zonas habitacionales, áreas de gobierno y centros académicos, hospitalarios, de comercio minorista y una incipiente industria de turismo y entretenimiento; destacan como ejemplo de lo anterior, la construcción de la Ciudad Universitaria de la UNAM y el limitado proyecto de la Ciudad de los Deportes. El reordenamiento urbano también trajo consigo la aparición de las grandes vialidades para el creciente número de automóviles, así como el punto final al pasado lacustre cuando el último cuerpo de agua significativo del área urbana, el Río de la Piedad, fue entubado para dar paso al Viaducto Miguel Alemán. 
No menor fue el desarrollo urbano durante la más larga gestión para cualquier gobernante en la historia de la Ciudad de México; los catorce años de Ernesto P. Uruchurtu (1952-1966), no sólo consolidaron el proyecto urbano alemanista, sino que lo ampliaron al iniciar una marcada modernización del entorno urbano, imitando, ya no a las capitales europeas, sino a las urbes estadounidenses, apareciendo en su gestión el primer rascacielos nacional, la Torre Latinoamericana; y comenzando un desplazamiento progresivo de las construcciones coloniales y porfirianas en las grandes avenidas en favor de edificios más modernos para uso residencial o ejecutivo. Su proyecto de modernización contrastaba con su férrea línea conservadora que restringía, y perseguía, en zonas específicas de la ciudad a los centros nocturnos, casas de citas o sitios de juegos y apuesta.
La ciudad también fue punto de partida o epicentro de los grandes movimientos de trabajadores que pusieron a prueba al régimen priista instaurado desde 1929; destacaron por su repercusión local el movimiento magisterial de 1958 encabezado por Othón Salazar; y la huelga ferrocarrilera de 1959 encabezada por Demetrio Vallejo y Valentín Campa.

#### El movimiento del 68 y la ciudad

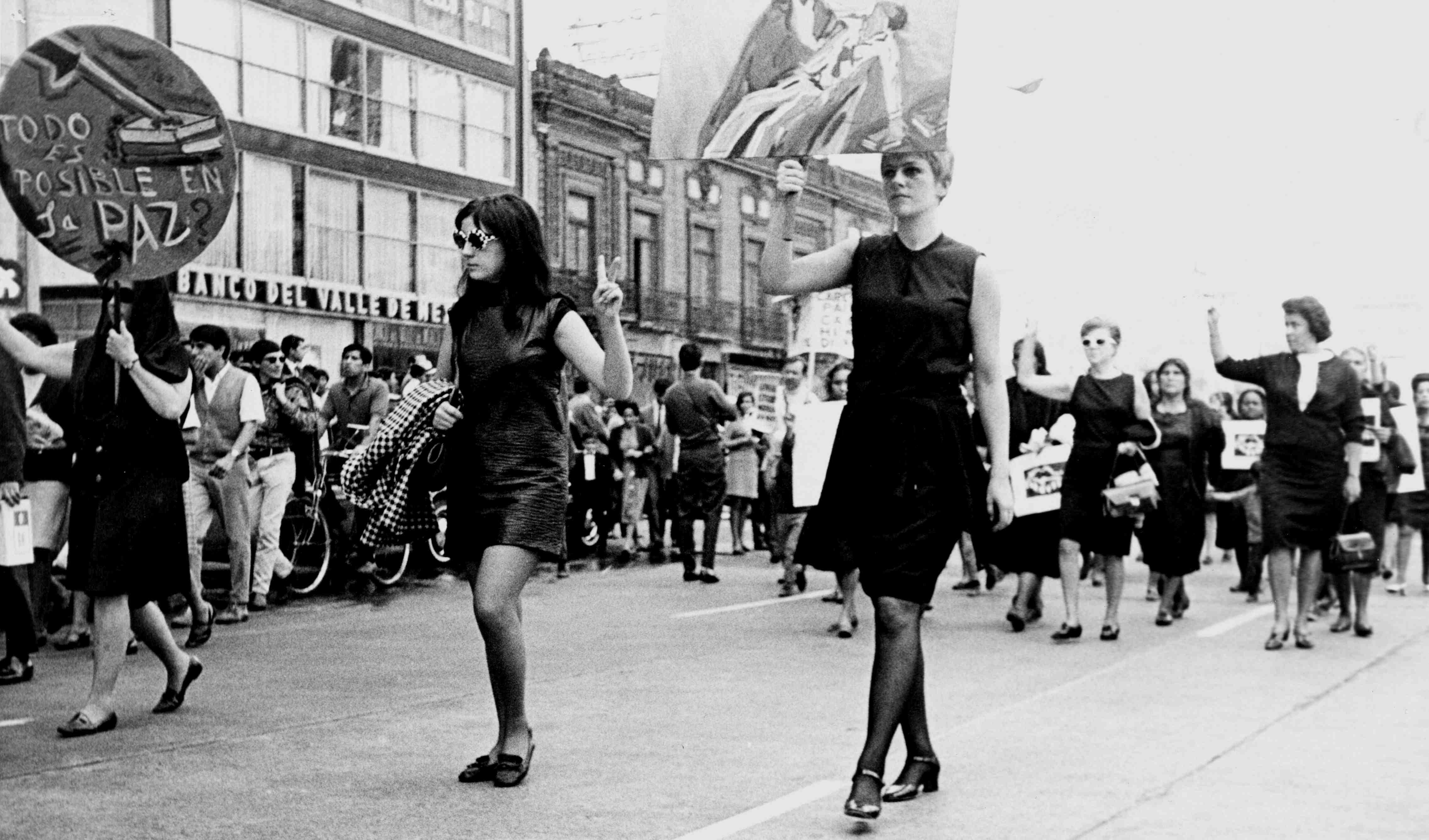
Manifestación estudiantil (1968)

El movimiento estudiantil de 1968 fue fruto de las manifestaciones estudiantiles en contra del aparato represivo tanto de la capital (cuerpo de granaderos) como del gobierno federal (el ejército), luego de los abusos cometidos cuando los primeros intervienen en un trifulca en la Plaza de la Ciudadela. La respuesta de las autoridades fue el asalto del ejército al refugio de los estudiantes en el Antiguo Colegio de San Ildefonso a punta de bazucazos. Las multitudinarias manifestaciones estudiantiles siguieron un curso de lucha política y cívica elevando el discurso y las propuestas a implementar cambios en el sistema político mexicano; la toma de la Ciudad Universitaria de la UNAM trajo consigo un cambio radical en la tradicional percepción pública de los capitalinos respecto a las manifestaciones; hasta entonces identificadas como movilizaciones de grupo, ya fuera de obreros, campesinos u opositores políticos, nunca hubo un involucramiento directo del ciudadano común en las marchas, hasta entonces. La «Marcha del silencio» del 13 de septiembre de 1968, significó la primera movilización popular y diversa a gran escala en la capital, fuera de las concentraciones de trabajadores o las manifestaciones corporativistas del partido oficial. Habitantes de todos los sectores económicos, laborales y sociales participaron de ella, acrecentando e interiorizando el ambiente de participación política que comenzará a caracterizar a la ciudad. No obstante, el movimiento halló su final en la matanza de la Plaza de las Tres Culturas de Tlatelolco el 2 de octubre de 1968.
La tragedia contrastaba con los eventos que ligaron a la ciudad a un ambiente de integración al escenario internacional con la sede de los Juegos Olímpicos de México 1968, la disputa de la Copa Mundial de Fútbol de 1970 y la inauguración del Sistema de transporte colectivo «Metro» en 1969. Un trágico episodio más de movilización estudiantil tuvo lugar el 10 de junio de 1971 cuando una manifestación de estudiantes de la Escuela Normal Superior fueron atacados por el Gobierno, en lo que se conoce como la Matanza del Jueves de Corpus.

#### El terremoto de 1985
El 19 de septiembre de 1985, la Ciudad de México se vio gravemente dañada por un terremoto de 8.1 grados en la escala de Richter; este suceso representó la mayor catástrofe natural de la capital desde la inundación de 1629; las cifras estimadas de fallecidos oscilan (según las fuentes) entre 2000 y 40 000 personas, y las de heridos entre diez y cincuenta mil. La peculiaridad de los derrumbes sacaron a la luz la corrupción de los métodos de construcción, pues edificios anteriores a 1950 (incluidos los más icónicos de la ciudad) permanecieron intactos, en tanto que muchos de los levantados en los desarrollos urbanos de los años 1970 en adelante, incluyendo escuelas y hospitales, se vinieron abajo por completo. La inacción de autoridades locales y federales, ocasionó una gigantesca movilización social en aras de formar cadenas de ayuda humanitaria, no solo en labores de rescate o acopio de víveres, sino de atención a damnificados y de los propios voluntarios. A partir de entonces, la sociedad civil capitalina comenzó a tomar cada vez más en sus manos el control de aquellos espacios que el Estado había dejado abandonados.

#### Movilización y cambio político en la ciudad
La explosión demográfica de los años 1970 y 1980, así como la masiva inmigración de personas provenientes del interior de la república (que aumentó en siete veces el tamaño de la población en 20 años), se convirtieron en fenómenos no contemplados por el modelo desarrollista del «milagro mexicano», abandonado desde el gobierno del presidente Luis Echeverría; por lo que sus consecuencias no se abordaron de manera temprana. El territorio del Distrito Federal experimentó un crecimiento desigual en sus áreas más densamente pobladas, el oriente y norte, tradicionalmente densificados, experimentaron problemas de abasto de agua y transporte público; en tanto el sur (que comenzó a urbanizarse aceleradamente) y las zonas del área conurbada  con el Estado de México, experimentaron un proceso de precarización y marginalidad en los llamados «cordones de miseria», donde la falta de vivienda regular y de servicios públicos, mantenían en condiciones insalubres y de hacinamiento a familias trabajadoras de las lejanas industrias del norte y oriente, y de los polos de servicios y entretenimiento del centro y el poniente.
Desde mediados de los setenta, sectores excluidos de las políticas de desarrollo comenzaron a gestar movimientos sociales independientes y combativos; estos grupos rompieron con la rigidez de la burocracia y la acción partidista, y se concentraron en resolver problemas cotidianos de manera autogestionaria: vivienda, democracia sindical, tenencia de la tierra y acceso a servicios públicos (agua potable, alcantarillado, alumbrado, centros de salud y escuelas); un fenómeno político denominado «izquierda social», agrupadas en sindicatos independientes, asociaciones gremiales de comerciantes o de talleres de oficio, y frentes populares de vecinos de las periferias marginadas o las colonias populares. Ejerciendo una especie de democracia directa se mantuvieron ajenos a los partidos políticos y al propio régimen, rompiendo con ello la tradicional estructura corporativista.
La respuesta ciudadana ante el terremoto de 1985 acrecentó dicho fenómeno de organización ciudadana; en 1987 la «Asamblea de barrios» y otras asociaciones vecinales y de colonos encabezaron una lucha cívica, no sólo por la restauración de su patrimonio, sino por la realización de nuevos esquemas de construcción y vivienda para evitar nuevas tragedias, incluyendo en ello la lucha por la regularización de sus asentamientos.
La presión generada por la creciente disidencia capitalina al régimen priista, incentivó proyectos de democratización y autonomía política para la capital de la república; por lo que en 1987 se realizó una reforma constitucional que creó la Asamblea de Representantes del Distrito Federal, que funcionó de 1988 a 1994. A partir de ese año otra reforma legal elevó el rango a Asamblea Legislativa del Distrito Federal y sus integrantes se convirtieron en legisladores.
El 6 de julio de 1997 el Distrito Federal eligió a su jefe de Gobierno por primera vez en su historia. En esa ocasión el PRI perdió el control político de la ciudad a manos del Partido de la Revolución Democrática (PRD) y su candidato, Cuauhtémoc Cárdenas Solorzano.

### SigloXXI
La llegada de la izquierda partidaria al poder en la capital de la república, significó un parteaguas para cambios sustanciales en el aspecto político, económico y social del entonces Distrito Federal. Al gobierno de Cárdenas (1997-2000) le sucedieron los de Andrés Manuel López Obrador (2000-2006), Marcelo Ebrard (2006-2012) y Miguel Ángel Mancera (2012-2018) por parte del PRD. La izquierda se mantuvo en el poder al producirse la alternancia entre este partido y Morena con Claudia Sheinbaum (2018-2024) y Clara Brugada (2024-).
En el aspecto social, y especialmente durante el gobierno de López Obrador, se empezó a generar una especie de estado de bienestar con políticas públicas encaminadas a la asistencia de grupos vulnerables, surgiendo por primera vez en el país apoyos económicos directos a personas de la tercer edad, madres solteras, estudiantes en condiciones de marginación, personas con alguna discapacidad, entre otros. En esta etapa se aprobaron una ola de políticas progresistas, convirtiéndose así en la primera entidad federativa de México en reconocer legalmente las uniones entre personas del mismo sexo. Esto ocurrió con la aprobación de la Ley de Sociedades de Convivencia en la Asamblea Legislativa Capitalina en 2006 y posteriormente con la aprobación del Matrimonio igualitario en 2009. En abril de 2007 también se convirtió en la primera entidad federativa en despenalizar el aborto antes de las 12 semanas de embarazo, ley que fue criticada en su tiempo por la Iglesia católica y por las organizaciones conservadoras.
En el ámbito económico, comenzó el abandono paulatino de la industria como base de la actividad productiva, incentivando el sector terciario, especialmente el vinculado al turismo y el mercado interno, hoy el más importante para la entidad; aunque sin dejar de tener preponderancia el peso de los servicios financieros, pues, si bien la ciudad ya no tiene el mismo peso económico de mediados del siglo pasado, continua como centro de operaciones de los principales capitales nacionales y extranjeros. La importancia del turismo tomó tal papel en este inicio de siglo, que el entorno e infraestructura urbana se modificó integralmente en beneficio de la población flotante de visitantes. No obstante esto ha traído consigo el encarecimiento de la vivienda y el fenómeno de la gentrificación.
Aunque los índices de delincuencia local, tan característicos a mediados de los años 1990, fueron abatidos en la década siguiente, persisten rasgos de violencia criminal, en gran medida porque la ciudad no pudo mantenerse ajena a la llamada Guerra contra el narcotráfico, iniciada por Felipe Calderón en 2006.
La capital siguió siendo epicentro de las más notorias manifestaciones y movilizaciones populares de la época: por ejemplo la Marcha blanca del 27 de junio de 2004 en rechazo a la inseguridad vivida en la ciudad y el país; la denominada marcha iluminemos México del 30 de agosto de 2008 que protestó por los altos índices violencia y criminalidad que se extendían por el país a raíz de la guerra contra el narcotráfico. Otras destacadas han sido las manifestaciones por la paz con justicia y dignidad del 8 de mayo de 2011; contra la candidatura presidencial de Enrique Peña Nieto impulsada por el movimiento Soy132 el 23 de mayo de 2012; las movilizaciones por la desaparición forzada de Ayotzinapa en diciembre de 2014; y el plantón de la CNTE contra la reforma educativa en 2013. Mención aparte de las constantes movilizaciones que en distintos momentos respaldaron a Andrés Manuel López Obrador como ante el proceso de desafuero de 2005 y las que actuaron ante un posible fraude electoral en 2006, entre otras a lo largo de las siguientes dos décadas.

#### Reforma política de la Ciudad de México
El 29 de enero de 2016, se promulgó y publicó el decreto de reforma constitucional por la que el Distrito Federal dejaba de existir para convertirse, a partir del día siguiente, en una entidad con plena autonomía dentro de la federación bajo el nombre de Ciudad de México; continuará conservando el carácter de capital de la República y seguirá albergando los poderes de la unión. Este cambio a ciudad-estado es similar a la existente organización territorial de las capitales de otros países, tales como Alemania o Austria.
Algunos de los cambios más relevantes de esta nueva designación son:
- La Ciudad de México será la entidad (no estado) federal número 32 y se mantendrá como la capital del país.
- Podrá contar con su propia constitución política (fue promulgada el 31 de enero de 2017).
- Las delegaciones políticas desaparecerán y se crearán las demarcaciones territoriales, mismas que serán encabezadas por un alcalde y un cabildo integrado por 10 concejales elegidos democráticamente.
- La Asamblea Legislativa dejará de existir para convertirse en un congreso local, mismo que podrá aprobar o rechazar reformas constitucionales. Anteriormente, la Asamblea Legislativa estaba excluida de votar los cambios a la Constitución Federal.
- La Ciudad de México tendrá acceso a fondos federales para estados y municipios, se encargará de vigilar que se administren en las demarcaciones territoriales. De igual forma, tendrá plena autonomía en materia presupuestal y de endeudamiento.
- A diferencia de los estados, el gobierno federal mantendrá la responsabilidad del financiamiento a la educación y servicios de salud de la Ciudad de México.
- El Tribunal Superior de Justicia del Distrito Federal se convertirá en el Poder Judicial de la Ciudad de México.
- El procurador de justicia y el jefe de la Policía serán designados por el jefe de Gobierno y ya no por el presidente de la República.
- La Ciudad de México tendrá un Sistema Nacional de Información Estadística y Geográfica y sus datos serán considerados oficiales.
- Los salarios no podrán ser inferiores al mínimo para los trabajadores del resto de las entidades federativas.

#### Terremoto de 2017
El 19 de septiembre de 2017 un terremoto de 7.1 grados en la escala de Richter azotó la Ciudad de México, con tal intensidad y daños, como no ocurría desde 1985. La cifra de muertos en la capital fue de 228, hubo 220 000 damnificados y más siete mil inmuebles dañados.

#### Pandemia de Covid-19
El 28 de febrero de 2020 se anunció el primer caso de covid-19 en México, y aconteció precisamente en la capital de la república; el primer fallecido por esta enfermedad se registró el 18 de marzo; las primeras medidas de contención se anunciaron ese mismo día, incluyendo la declaratoria de cuarentena. El 30 de marzo se decretó la emergencia sanitaria, misma que terminó el 9 de mayo de 2023. En este periodo en la Ciudad de México se registraron un total de 1 902 003 contagiados, muriendo un total de 44 235 personas en las dieciséis demarcaciones.
La pandemia de COVID-19 en la Ciudad de México produjo un impacto mayor que la pandemia de influenza "A" de 2009; a pesar de ser sede de las instituciones especializadas en el control de epidemias, la densidad poblacional y la dinámica económica que hacían inviables un parón absoluto en las zonas populares, significaron un elevado número de contagios y fallecimientos, no obstante la entidad fue la primera en reaccionar con planes de atención a grupos vulnerables que requieren de resguardo absoluto. En la capital se implementaron de manera extensiva las medidas nacionales como los hábitos de higiene preventiva, convivencia social y movilidad poblacional, todas con las atenuantes antes mencionadas.
El 23 de diciembre de 2020 se inició la vacunación masiva contra el COVID-19, en un esquema seccionado por grupos prioritarios, iniciando por personas de la tercera edad, trabajadores esenciales del sector salud y educativo. Al final de la emergencia sanitaria el gobierno local calculaba que entre vacunación y contagio el 95% de los capitalinos ya contaba con inmunidad, aplicándose alrededor de 23.8 millones de dosis.

## Geografía
| Mapas geográficos de la Ciudad de México |            |        |
|                                          |            |        |
| Relieve                                  | Hidrología | Climas |

### Ubicación y límites
La Ciudad de México se ubica en el Valle de México, donde estuvo la cuenca endorreica del mismo nombre; sus coordenadas extremas son al norte 19°35'34; al sur 19°02'54 de latitud norte; al este 98°56'25; al oeste 99°21'54 de longitud oeste. Hasta la creación del Estado de Morelos en 1869 fue, históricamente, un enclave dentro del Estado de México. Hoy se encuentra semi rodeado por el norte, este y oeste por el Estado de México, y al sur limita con el mencionado Morelos.
| Noroeste: México           | Norte: México | Nordeste: México          |
| Oeste: México              |               | Este: México              |
| Suroeste: México - Morelos | Sur: Morelos  | Sureste: Morelos - México |

### Hidrografía

Plano del lago de Texcoco, en el que es posible apreciar el efecto de desecación sobre el lago

El territorio de la Ciudad de México se encuentra en la confluencia de tres regiones hidrológicas, de acuerdo al INEGI; las de Lerma-Santiago, Balsas y Pánuco. Los afluentes (la mayoría entubados subterráneamente) son los ríos Mixcoac, Agua de Lobo, Churubusco, Los Remedios, La Piedad, Tacubaya, Becerra, Consulado, Santo Desierto, La Magdalena, San Buenaventura, El Zorrillo y Oxaixtla; los canales Chalco, Apatlaco, General, Nacional, Cuemanco y el Gran Canal del Desagüe; y los lagos Xochimilco, San Juan de Aragón y Chapultepec, aunque estos dos últimos son artificiales.
Originalmente buena parte del territorio de la actual Ciudad de México fue ocupado por el sistema de lagos de la cuenca de México. Esta se formó hace más de un millón de años con la aparición de la sierra de Chichinauhtzin, que represó a los ríos que corrían hacia el sur y produjo que las aguas se acumularan formando un gran lago; posteriormente, la cuenca fue abierta por obra del ser humano a través de la construcción de los tajos de Huehuetoca y Nochistongo, en el Estado de México, para desviar al río Cuautitlán que era el que causaba las inundaciones en aquella época. La decisión de desecar el sistema lacustre fue tomada durante la época virreinal. Aunque estas obras se realizaron como consecuencia de la inundación de 1629, fueron incapaces de evitar que la Ciudad de México se anegara en repetidas ocasiones entre los siglos XVII y XVIII.
El 17 de marzo de 1900, el presidente Porfirio Díaz inauguró el Sistema de Desagüe del Valle de México, que continúa en funciones e impide el crecimiento de los cuerpos de agua en el suelo capitalino. Los últimos remanentes de los cuerpos de agua son los sistemas de canales que riegan la chinampería de Xochimilco y Tláhuac, así como los humedales de Tláhuac.
A partir de la construcción de las grandes obras que tenían como propósito la desecación de los lagos, la cuenca de México quedó integrada artificialmente por medio tanto del Gran Canal del Desagüe como por el río Cuautitlán, a la cuenca del río Moctezuma, que forma parte de la región hidrológica del río Pánuco. La explotación de los recursos hídricos con propósitos de consumo humano e industrial provocaron la desaparición de los manantiales de las zonas aledañas. Durante el siglo XIX, desaparecieron los manantiales de Chapultepec. En el siglo XX, muchos de los manantiales de Xochimilco y Atlapulco fueron canalizados para abastecer de agua al centro de la ciudad hasta su agotamiento. Desde de la década de 1980, los canales de Xochimilco, Mixquic y Tláhuac son alimentados con aguas tratadas de la planta del cerro de la Estrella.
El agua de los ríos que aún bajan a la Ciudad de México es conducida al lago de Texcoco o al Gran Canal del Desagüe para ser drenada hacia el golfo de México, a través del sistema Tula-Moctezuma-Pánuco. Los únicos cursos de agua que sobreviven en la entidad federativa nacen en la sierra de las Cruces o en el Ajusco, y son de poco caudal. Muchos de ellos corren entre barrancas que han sido ocupadas por asentamientos humanos, lo que pone en peligro tanto a los habitantes como a los ecosistemas asociados al río. Ejemplos de estos ríos son: San Joaquín, Tacubaya, San Ángel, Barranca del Muerto, Los Remedios, Río Hondo, Mixcoac, Magdalena, etcétera. El más largo de estos ríos es el Magdalena, que corre por el área protegida de Los Dínamos, antes de ser entubada y desembocar en el río Churubusco.

### Relieve

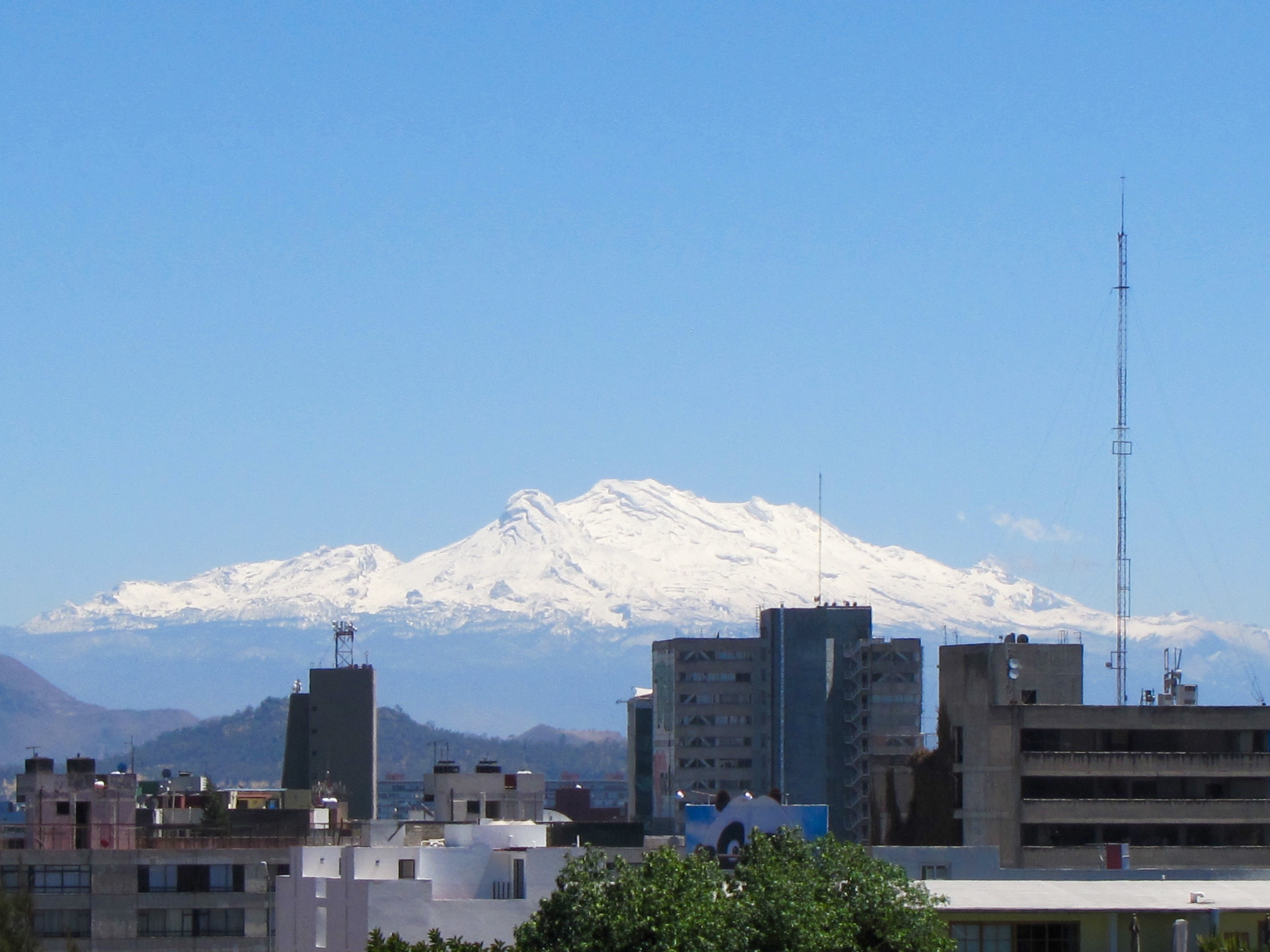
El Iztaccíhuatl, visto desde el surponiente de la Ciudad de México (2016).

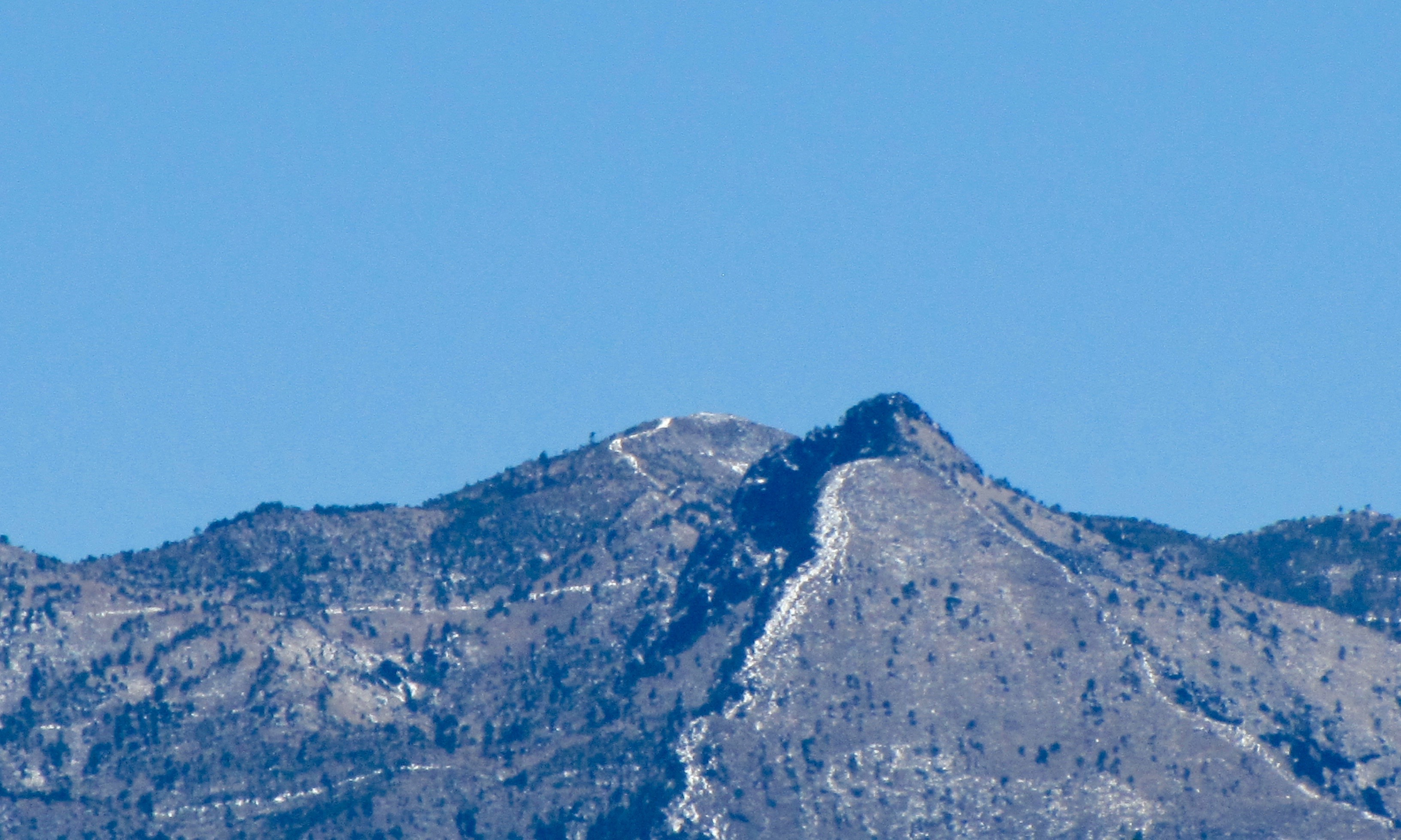
El Pico del Águila, la mayor elevación del Ajusco

Según el Instituto Nacional de Estadística, Geografía e Informática (INEGI), el territorio de la Ciudad de México se localiza en la provincia geológica del Eje Neovolcánico, subprovincia de «lagos y volcanes del Anáhuac». El límite norte de la Ciudad de México está dado por la sierra de Guadalupe del que forma parte el cerro del Tepeyac. Hacia el centro oriente de la ciudad se localiza la sierra de Santa Catarina, una cadena de volcanes apagados cuyo punto más alto es el volcán de Guadalupe o El Borrego, que se eleva a 2780 m s. n. m. (metros sobre el nivel del mar). En algunas descripciones de la geografía capitalina se suele incluir al cerro de la Estrella como parte de la sierra de Santa Catarina.
La planitud del valle de México, en el que se asienta la mayor parte de los habitantes de la Ciudad de México, solo es interrumpida por pequeñas lomas y cerros, de los cuales destacan el Peñón de los Baños, localizado cerca del Aeropuerto Internacional de la Ciudad de México. Más al sureste, en la salida a Puebla, se levanta el Peñón Viejo.
En el poniente de la ciudad se levanta el cerro de Chapultepec. Es un pequeño monte que marca el inicio de las serranías que recorren desde el oeste hasta el sureste de la Ciudad de México, y separan al valle de México de los valles de Toluca y de Morelos. La sierra de las Cruces es parte de ese sistema, de ella bajan la mayor parte de los ríos que aún surcan la Ciudad de México.
Al oriente de la sierra de las cruces se encuentra el volcán Ajusco, que es la cumbre más elevada de la Ciudad de México, y da su nombre a la serranía que cierra la cuenca de México por el sur. Está cadena montañosa pertenece al Eje Neovolcánico y también recibe el nombre de sierra de Ajusco-Chichinauhtzin. Entre otros, forman parte de ella los volcanes Xitle, Chichinauhtzin, Tláloc y Teuhtli. La serranía del Ajusco aloja varios valles de tierra fría en los que sus pobladores practican la agricultura de trigo, avena y maíz. De ellos los más importantes es la meseta donde se asienta Parres, en Tlalpan; y el valle de Milpa Alta, que sube desde Tecómitl hasta San Pedro Atocpan, entre las faldas de los volcanes Teuhtli y Tláloc.

### Clima
La Ciudad de México tiene un clima templado subhúmedo (Clasificación climática de Köppen Cwb), La zona urbana presenta 18.3 °C de temperatura media, con temperaturas máximas superiores a 28 e incluso superando los 30 °C en algunos días del final de la primavera; en algunos días del invierno las temperaturas bajan a 0 °C en el centro histórico de la ciudad y a −10.8 °C en zonas periféricas.
La temporada húmeda en la ciudad abarca de mayo a noviembre, si bien la pluviosidad es mayor entre los meses de junio y agosto, con una precipitación anual promedio de 600 mm. El patrón de las lluvias indica que son más abundantes mientras mayor sea la altitud de un sitio. Por ello, las partes bajas cercanas al vaso del lago de Texcoco suelen ser más secas que las cumbres del Ajusco. De igual manera, la altitud condiciona la temperatura y los ecosistemas en la Ciudad de México. La zona que comprende el norte de Iztapalapa, los territorios de Iztacalco y Venustiano Carranza y el oriente de Gustavo A. Madero es la región más seca y templada.
| Parámetros climáticos promedio de Ciudad de México (Tacubaya), normales 1991–2020, extremos 1877–2024 | Parámetros climáticos promedio de Ciudad de México (Tacubaya), normales 1991–2020, extremos 1877–2024 | Parámetros climáticos promedio de Ciudad de México (Tacubaya), normales 1991–2020, extremos 1877–2024 | Parámetros climáticos promedio de Ciudad de México (Tacubaya), normales 1991–2020, extremos 1877–2024 | Parámetros climáticos promedio de Ciudad de México (Tacubaya), normales 1991–2020, extremos 1877–2024 | Parámetros climáticos promedio de Ciudad de México (Tacubaya), normales 1991–2020, extremos 1877–2024 | Parámetros climáticos promedio de Ciudad de México (Tacubaya), normales 1991–2020, extremos 1877–2024 | Parámetros climáticos promedio de Ciudad de México (Tacubaya), normales 1991–2020, extremos 1877–2024 | Parámetros climáticos promedio de Ciudad de México (Tacubaya), normales 1991–2020, extremos 1877–2024 | Parámetros climáticos promedio de Ciudad de México (Tacubaya), normales 1991–2020, extremos 1877–2024 | Parámetros climáticos promedio de Ciudad de México (Tacubaya), normales 1991–2020, extremos 1877–2024 | Parámetros climáticos promedio de Ciudad de México (Tacubaya), normales 1991–2020, extremos 1877–2024 | Parámetros climáticos promedio de Ciudad de México (Tacubaya), normales 1991–2020, extremos 1877–2024 | Parámetros climáticos promedio de Ciudad de México (Tacubaya), normales 1991–2020, extremos 1877–2024 |
| Mes                                                                                                   | Ene.                                                                                                  | Feb.                                                                                                  | Mar.                                                                                                  | Abr.                                                                                                  | May.                                                                                                  | Jun.                                                                                                  | Jul.                                                                                                  | Ago.                                                                                                  | Sep.                                                                                                  | Oct.                                                                                                  | Nov.                                                                                                  | Dic.                                                                                                  | Anual                                                                                                 |
| --- | --- | --- | --- | --- | --- | --- | --- | --- | --- | --- | --- | --- | --- |
| Temp. máx. abs. (°C)                                                                                  | 28.2                                                                                                  | 33.5                                                                                                  | 32.9                                                                                                  | 33.7                                                                                                  | 34.7                                                                                                  | 33.5                                                                                                  | 29.6                                                                                                  | 29.4                                                                                                  | 28.6                                                                                                  | 29.2                                                                                                  | 31.5                                                                                                  | 29.4                                                                                                  | 34.7                                                                                                  |
| Temp. máx. media (°C)                                                                                 | 22.3                                                                                                  | 24.2                                                                                                  | 26.0                                                                                                  | 27.3                                                                                                  | 27.1                                                                                                  | 25.7                                                                                                  | 24.4                                                                                                  | 24.5                                                                                                  | 23.6                                                                                                  | 23.3                                                                                                  | 22.7                                                                                                  | 22.3                                                                                                  | 24.5                                                                                                  |
| Temp. media (°C)                                                                                      | 15.7                                                                                                  | 17.1                                                                                                  | 18.9                                                                                                  | 20.4                                                                                                  | 20.9                                                                                                  | 19.9                                                                                                  | 18.8                                                                                                  | 19.1                                                                                                  | 18.6                                                                                                  | 18.0                                                                                                  | 16.4                                                                                                  | 15.5                                                                                                  | 18.3                                                                                                  |
| Temp. mín. media (°C)                                                                                 | 8.4                                                                                                   | 9.4                                                                                                   | 11.1                                                                                                  | 13.0                                                                                                  | 13.7                                                                                                  | 13.8                                                                                                  | 13.0                                                                                                  | 13.1                                                                                                  | 13.1                                                                                                  | 11.8                                                                                                  | 9.8                                                                                                   | 8.4                                                                                                   | 11.5                                                                                                  |
| Temp. mín. abs. (°C)                                                                                  | −4.2                                                                                                  | −4.4                                                                                                  | -4.0                                                                                                  | −0.6                                                                                                  | 3.7                                                                                                   | 0.0                                                                                                   | 1.0                                                                                                   | 1.0                                                                                                   | 1.0                                                                                                   | 0.0                                                                                                   | -3.0                                                                                                  | -3.0                                                                                                  | −4.4                                                                                                  |
| Precipitación total (mm)                                                                              | 12.5                                                                                                  | 5.9                                                                                                   | 11.7                                                                                                  | 24.9                                                                                                  | 62.5                                                                                                  | 137.1                                                                                                 | 177.1                                                                                                 | 175.1                                                                                                 | 160.2                                                                                                 | 71.2                                                                                                  | 17.6                                                                                                  | 5.0                                                                                                   | 860.8                                                                                                 |
| Días de precipitaciones (≥ 0.1 mm)                                                                    | 1.9                                                                                                   | 1.2                                                                                                   | 2.2                                                                                                   | 4.3                                                                                                   | 8.2                                                                                                   | 13.1                                                                                                  | 17.2                                                                                                  | 16.9                                                                                                  | 14.4                                                                                                  | 7.2                                                                                                   | 2.0                                                                                                   | 0.6                                                                                                   | 89.2                                                                                                  |
| Horas de sol                                                                                          | 233.4                                                                                                 | 232.5                                                                                                 | 262.3                                                                                                 | 238.6                                                                                                 | 232.2                                                                                                 | 180.9                                                                                                 | 178.6                                                                                                 | 176.9                                                                                                 | 148.3                                                                                                 | 190.9                                                                                                 | 224.4                                                                                                 | 226.9                                                                                                 | 2525.8                                                                                                |
| Humedad relativa (%)                                                                                  | 54.0                                                                                                  | 48.0                                                                                                  | 43.5                                                                                                  | 45.2                                                                                                  | 52.8                                                                                                  | 63.7                                                                                                  | 69.6                                                                                                  | 69.2                                                                                                  | 69.9                                                                                                  | 64.0                                                                                                  | 57.1                                                                                                  | 55.3                                                                                                  | 57.7                                                                                                  |
| Fuente n.º 1: Servicio Meteorológico Nacional                                                         | | | | | | | | | | | | | |
| Fuente n.º 2: Organización Meteorológica Mundial (humedad y horas de sol 1981–2010)                   | | | | | | | | | | | | | |

### Fenómenos climatológicos
En la ciudad pueden ocurrir fenómenos meteorológicos extremos, como granizadas, que habitualmente se presentan entre mayo y septiembre con una frecuencia anual promedio de nueve episodios, y pequeños tornados, que pueden ocurrir cada cierto tiempo en las zonas de mayor planitud. 

#### Nevadas
Las nevadas eran un fenómeno invernal que se presentaba con frecuencia hasta la década de 1920. El período entre 1878 y 1895 se caracterizó por la presencia de inviernos fríos, en los cuales nevó en todos los años excepto en 1880. A raíz de la casi extinción del lago de Texcoco y del crecimiento de la ciudad y con ello la isla de calor urbano, que causan mayores temperaturas y que ya no se presente el fenómeno de nevada por efecto lacustre, la probabilidad de que una nevada vuelva a ocurrir es prácticamente nula. La última nevada en la ciudad ocurrió en 1967, cuando la población era de 7 millones de habitantes.
Compilado histórico de algunas nevadas importantes y nevascas en la Ciudad de México en los siglos XIX y XX
- 15 de marzo de 1826
- 8 de febrero de 1881
- 12 de marzo de 1883
- 10 de marzo de 1891
- 2 y 7 de marzo de 1892
- 19 de enero de 1906
- 11 de febrero de 1907
- 28 de enero de 1920
- 14 de marzo de 1940
- 11 de enero de 1967

### Contaminación

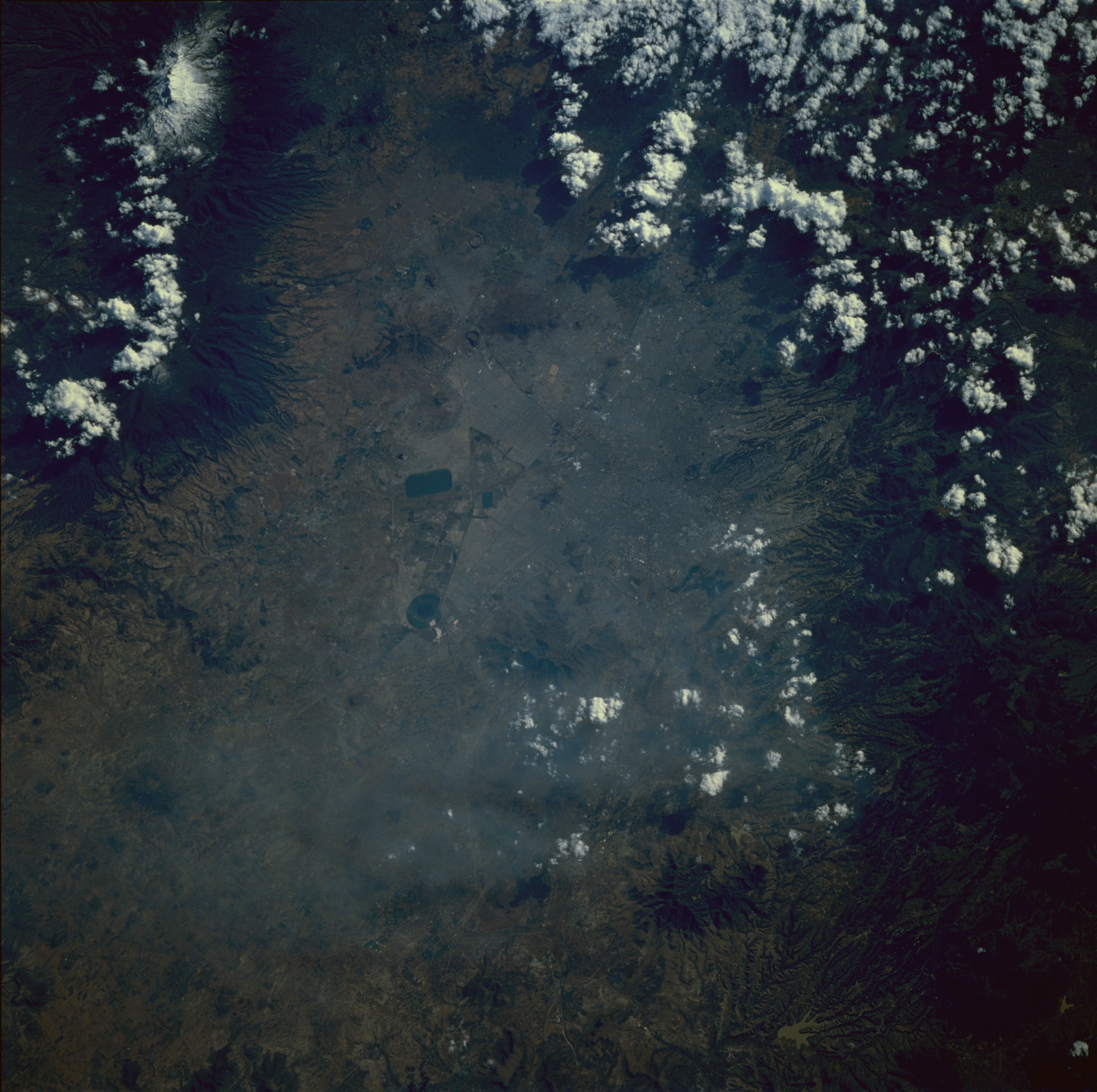
Una capa de esmog sobre la Ciudad de México, captada por un satélite.

El avance de la mancha urbana ha puesto en peligro a todos los ecosistemas que existieron en el valle de México. Los primeros en padecer la depredación por el género humano fueron los lagos. Asociados a ellos existieron arboledas de ahuejotes, una especie endémica de los lagos de México. También eran además el hogar de numerosas especies acuáticas, como el axolote o las garzas, que fueron perseguidas hasta su desaparición del valle de México.
De las montañas desaparecieron todas las especies mayores de mamíferos, especialmente los venados y algunos géneros de cánidos que fueron cazados para comercializar la carne o para defender el ganado. En las laderas y cuevas de los cerros se refugian especies más pequeñas, como los murciélagos, varios géneros de roedores y serpientes ponzoñosas y otras inofensivas.
Hacia la década de 1980, la situación ambiental de la Ciudad de México estaba al borde del desastre ecológico. El crecimiento de la actividad industrial hizo de la atmósfera de la otrora «región más transparente del aire» (según la frase de Alexander von Humboldt) una de las más contaminadas del planeta. El problema del abasto de agua se hizo más evidente, puesto que la ciudad no cuenta con fuentes propias y suficientes del líquido, y la demanda de la población y la industria superaban la oferta. El estudio actual de las fuentes de abastecimiento de agua para la Ciudad de México cobra así mucha importancia.
Entre las primeras medidas que se tomaron para aliviar un poco la situación estuvo la introducción de un sistema de medición de la calidad del aire (conocido como IMECA). Los resultados de la medición señalaban que la polución del aire podría acarrear problemas graves de salud a los habitantes de la capital. Por ello se tomaron medidas complementarias destinadas unas a la reducción de contaminantes atmosféricos, y otras a la recuperación ecológica de la Ciudad de México. Por ejemplo, se implementó el programa Hoy no circula, para que las personas dejaran de usar sus automóviles una vez a la semana (dos, en los días que hubiese contingencia ambiental).
Como complemento de lo anterior, se recuperaron algunas regiones no urbanizadas de la Ciudad de México. En 1986, más de la mitad del territorio capitalino fue declarado Área de Reserva Ecológica por el presidente Miguel de la Madrid Hurtado. En años posteriores se emitió igual declaración para otras zonas del D. F. A pesar de todo ello, la presión de la urbe mantiene en peligro las zonas protegidas de la Ciudad de México.

### Biodiversidad

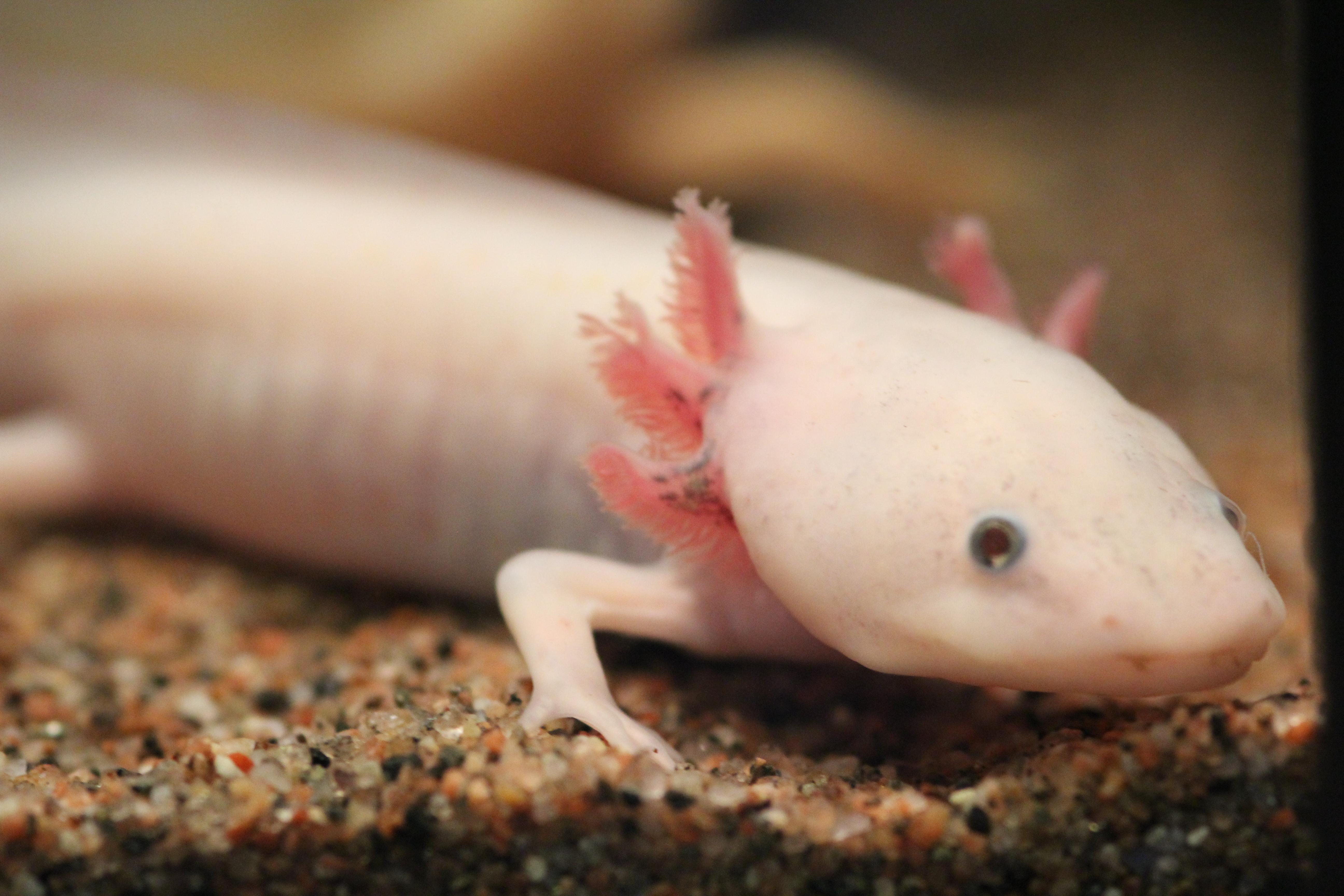
El célebre «Ajolote», una de las especies endémicas del Valle de México característico de la zona de humedales de Xochimilco.

La flora nativa de la Ciudad de México la componen bosques templados (pino, oyamel y encino), pastizales y matorrales; la urbanización trajo consigo la introducción de distintas especies que, gracias al clima subtropical húmedo han arraigado sin ser endémicas, tales como jacarandas y palmeras. La zona sur es la que presenta mayor superficie cubierta de vegetación, incluyendo un 27% del área total aun dedicada a la agricultura.
En cuanta a la fauna, destacan como especies nativas: la víbora de cascabel, rana de Moctezuma, rana de árbol, liebre, ardilla, tlacuache, musaraña, rata canguro, gorrión, colibrí, lagartija de collar, mariposa, comadreja, mapache, conejo, rata, ratón, ardilla, mapache, tuza, charal, sapo, rana, salamandra o ajolote, culebra de agua y pato mexicano. Dentro de la capital se encuentran dos especies clasificadas en peligro de extinción: cacomixtle y conejo de los volcanes o teporingo.

#### Bosques y parques
La Ciudad de México cuenta con diversos parques y bosques, algunos de ellos clasificados como reserva natural protegida. Algunos de los principales parques y bosques ubicados en la Zona Metropolitana de la Ciudad de México son los siguientes:
- Alameda Central, Norte, Sur, Oriente y Poniente.
- Bosque de Los Dinamos
- Bosque de San Juan de Aragón
- Bosque de Tláhuac
- Bosque de Tlalpan
- Bosque y Zoológico de Chapultepec (el más grande de América).[168]
- Cerro de la Estrella
- Cerro del Peñón
- Parque Bicentenario
- Parque de los Venados
- Parque Ecológico y Zoológico Los Coyotes
- Parque España
- Parque Hundido
- Parque La Mexicana
- Parque Lincoln
- Parque México
- Parque nacional Cumbres del Ajusco
- Parque nacional Desierto de los Leones
- Parque nacional Fuentes Brotantes de Tlalpan
- Parque natural Sierra de Guadalupe
- Parque Tezozómoc
- Reserva ecológica del Pedregal de San Ángel
- Reserva Ecológica de Xochimilco
- Viveros de Coyoacán

### Sismicidad
El Valle de México forma parte, como la mayoría del territorio mexicano (salvo el extremo sureste —Chiapas y parte del Istmo de Tehuantepec— y la Peninsula de Baja California), de la Placa norteamericana, cuyo choque con la Placa de Cocos ocasiona la mayoría de los sismos que afectan a la Ciudad de México; sin embargo diversos factores provocan un fenómeno de amplificación sísmica en la capital de la república. Primero está la cantidad de fallas geológicas que la cruzan, originadas por esfuerzos de tensión, dadas los distintos límites fisiográficos del relieve, que incluyen volcanes extintos, sierras y cuerpos de agua; en segundo lugar están las características del suelo lacustre sobre el que se asienta la zona más densificada, que tiene un efecto trepidatorio en los asentamientos humanos; finalmente, el hundimiento ocasionado por la misma característica lacustre, se suma a la sobreexplotación de los mantos acuíferos para provocar inestabilidad en las construcciones, que derivan en potenciales daños en sismos fuertes.

## Demografía

### Dinámica de la población
El más reciente censo general de población y vivienda, implementado por el Instituto Nacional de Estadística y Geografía fue en el año 2020. Sus resultados arrojaron al momento de su ejecución que la población total de la Ciudad de México era de 9 209 944 de habitantes (2.º lugar entre las 32 entidades federativas, la 1.ª entre todas las ciudades del país), 52.2 % corresponden a mujeres y 47.8 % a hombres, la densidad es de 6160 hab/km², la edad promedio es de 35 años, el porcentaje de crecimiento respecto al censo de 2010 fue de 0.4 %, la tasa de fecundidad es de 0.9; estas dos últimas estadísticas, las menores entre todas las entidades.
El territorio de la actual Ciudad de México ha sido históricamente una de las zonas más pobladas del país; su evolución demográfica manifiesta tres grandes etapas desde que comenzaron los censos generales en 1890. La primera entre dicho año y la década de 1920, de un crecimiento moderado que había roto el estancamiento visto luego de la independencia y hasta el porfiriato; la segunda entre 1930 y 1980, de una explosión demográfica significativa que multiplicó por siete la población de la entidad; no obstante existe un hueco de decrecimiento poblacional en la década de 1980, pero producto únicamente del éxodo masivo de habitantes a las zonas conurbadas del Estado de México u otros estados, luego del terremoto de 1985; y finalmente una tercera etapa desde 1990, de crecimiento reducido y con tendencia a la baja.
Hacia principios de la época independiente, la mancha urbana de la ciudad se hallaba restringida más o menos a lo que hoy es la demarcación territorial de Cuauhtémoc. A principios del siglo XX, cuando Porfirio Díaz gobernaba México, las élites del Distrito Federal comenzaron una migración hacia el sur y el poniente. Pronto, pueblos como Mixcoac, la colonia Del Valle o San Ángel se convirtieron en sitios de recreo o descanso, gracias a los miembros de las clases altas de la ciudad. La tendencia de las clases acomodadas a trasladar su residencia al poniente de la ciudad se reforzó a lo largo de todo el siglo XX.
En los terrenos que fueron ganados al lago a causa de la desecación de la cuenca, se habilitaron nuevos fraccionamientos habitacionales, llamados colonias, con el propósito de dar cabida en ellas a los miembros de las clases medias y bajas. La primera de ellas fue la colonia Doctores. A ella siguieron otras como la colonia Obrera y la colonia Morelos —destinadas a la clase popular—, y la colonia Roma y la colonia Juárez —ocupadas por la burguesía porfiriana—.
En la década de 1950, el área urbana del Distrito Federal comenzó a desbordarse del territorio de las delegaciones centrales (Cuauhtémoc, Miguel Hidalgo, Venustiano Carranza y Benito Juárez) hacia los terrenos desocupados de las delegaciones periféricas. En el transcurso de las décadas siguientes, la población de la Ciudad de México se multiplicó por dos en intervalos de veinte años, más o menos. El crecimiento se explica por la alta concentración de la actividad económica industrial en el valle de México. La concentración económica en la Ciudad de México estimuló la inmigración proveniente de los estados de la República, especialmente de Puebla, Hidalgo, Oaxaca y Michoacán.
Hacia la década de 1980, el Distrito Federal era la entidad más poblada de México. Tras el sismo de 1985, buena parte de la población de las delegaciones más afectadas se fue a residir a las delegaciones del sur. En 1990, la mancha urbana de la ciudad ocupaba una superficie mayor que en el censo anterior, con una población más reducida. A partir de entonces, la Ciudad de México, como entidad federativa únicamente, dejó de ser la entidad más poblada de México. El crecimiento demográfico acelerado detenido en la década de 1990, comenzó una tendencia de estancamiento y crecimiento reducido en las dos primeras décadas del siglo XXI.

### Zona Metropolitana

Zona Metropolitana del Valle de México

Como consecuencia del crecimiento demográfico del Distrito Federal, en la década de 1970 los municipios mexiquenses aledaños a este quedaron conurbados a la zona urbana. Su integración en la zona metropolitana está relacionada con su condición de áreas industriales, lo que atrajo a buena parte de los migrantes que llegaron al valle de México por aquella época. En 1990 se definió que la ZMCM abarcaba las dieciséis delegaciones del entonces Distrito Federal más treinta y ocho municipios del Estado de México. Posteriormente, con el apoyo del gobierno local, los gobiernos estatales de México e Hidalgo y el gobierno federal definieron la Zona Metropolitana de la Ciudad de México como el área urbana formada por las 16 delegaciones del Distrito Federal, 40 municipios conurbados del Estado de México y uno del estado de Hidalgo.
Esta definición es positiva en el sentido de que todos los municipios están conurbados o cumplen con los requisitos de integración económica y social. También se aprobó la definición de la Zona Metropolitana del Valle de México, integrada por otros 18 municipios del Estado de México (en total 58), como definición normativa, es decir, integrada por algunos municipios que todavía no se han conurbado pero que, dada la dinámica de crecimiento poblacional y geográfico, quedarán integradas en el futuro próximo. De acuerdo al censo de 2020, y a la nueva clasificación de zonas metropolitanas, publicada por la Sedatu en 2023, la población total de la zona alcanzaba 21 436 911 habitantes, distribuidos en 63 municipios conurbados.

### Grupos étnicos
La mayor parte de los habitantes de la ciudad son mestizos (población con ascendencia mixta: europeo e indígena). A pesar de que en números relativos la población indígena no representa más del uno por ciento del total de la población capitalina, la Ciudad de México es el ámbito de población amerindia más amplio de México y de América, con más de 825 348 indígenas de casi todas las etnias del país; en tanto el total de hablantes de alguna lengua indígena es de 125 153 personas. El mayor de los grupos étnicos que habitan en la Ciudad de México es el de los nahuas. Otros grupos indígenas que habitan en ella no son nativos de la región. Las comunidades indígenas migrantes más amplias de la Ciudad de México son los mixtecos, los otomíes, los zapotecos y los mazahuas, aunque se encuentran también los tlahuicas, los purépechas y grupos de origen maya. Las demarcaciones territoriales con el mayor número de indígenas son: Milpa Alta, Xochimilco, Tláhuac, Iztapalapa, Cuauhtémoc y Cuajimalpa.
Suele ocurrir que las generaciones de indígenas nacidos en la Ciudad de México se asimilen a la cultura cosmopolita dominante, aunque en las dos últimas décadas se observan movimientos reivindicativos de las culturas indígenas capitalinas. La mayor parte de los indígenas que viven en la Ciudad de México ha abandonado el uso de su lengua vernácula y la reserva para ciertos ámbitos de la vida doméstica, a excepción de ciertas zonas de la demarcación territorial Milpa Alta, como Santa Ana Tlacotenco, en donde es una lengua usual paralela al español.
Según el Censo General de Población y Vivienda 2020, 2.03 % de la población de la ciudad se identificaba como afromexicano o afrodescendiente, un total de 186 914 habitantes.
Producto de la inmigración de origen internacional, la Ciudad de México es la segunda entidad federativa (después de Baja California) que alberga la mayor cantidad de extranjeros radicados en México, con un total de 106 184 residentes no nacidos en el país. Las comunidades más amplias son los españoles, estadounidenses, argentinos, colombianos, venezolanos, brasileños, franceses, italianos, chinos, coreanos, alemanes, libaneses, guatemaltecos, rusos, griegos, peruanos, turcos, cubanos, armenios y polacos, que forman el resto de la población capitalina con un menor porcentaje, siendo el 1.15% del total.

### Lenguas
Como en todo el país, el idioma dominante y oficial en la Ciudad de México es el español, hablado por la mayoría de los habitantes, aunque también, como ocurre a nivel nacional, la ley local establece la igualdad jurídica del castellano con las 68 lenguas indígenas, en este caso son 57 las que tienen presencia en la capital.
El idioma náhuatl es la lengua originaria más hablada en la capital del país y la que se hablaba mayoritariamente en la época anterior a la conquista española. Fue lingua franca cuando la capital mexica se llamaba México-Tenochtitlan. Actualmente se habla con mayor presencia en las demarcaciones territoriales de Milpa Alta y Xochimilco.
Otra lengua originaria que sobrevivió a la conquista y al proceso de urbanización fue el otomí. Esta lengua aún la hablan algunos pueblos originarios capitalinos en la demarcación territorial de Cuajimalpa.
La diversidad étnica en la Ciudad de México deriva como consecuencia de una enorme diversidad lingüística de todo el país. En la capital de México se hablan alrededor de cincuenta y siete lenguas indígenas, entre las que destacan el mixteco (pueblo mixteco, Guerrero-Oaxaca-Puebla), el zapoteco (Tehuantepec, Oaxaca, Puebla, Guerrero y Veracruz) y el idioma mazahua (pueblo mazahua, procedente del Estado de México), entre otras. Estas lenguas indígenas y sus variantes, a pesar de ser lenguas nacionales, llegaron a la Ciudad de México por la migración de comunidades indígenas hacia la capital del país. Por consiguiente, la ciudad es sinónimo de intercambio cultural y lingüístico. Prácticamente todas las lenguas indígenas de México se hablan en la Ciudad de México.
Existen otras lenguas que se hablan en la Ciudad de México. Estas lenguas no tienen estatus de lengua nacional pero sí se enseñan y se hablan en sus comunidades. El inglés es la lengua más hablada y más estudiada después del español; le siguen el francés, el alemán, el italiano, el árabe, el chino, el japonés, el catalán, el vasco, el portugués, el romaní, el ruso, el yidis, el quechua y el hebreo.

### Religiones
| Religión en la Ciudad de México (2020) | Religión en la Ciudad de México (2020) | Religión en la Ciudad de México (2020) | Religión en la Ciudad de México (2020) | Religión en la Ciudad de México (2020) |
| -------------------------------------- | -------------------------------------- | -------------------------------------- | -------------------------------------- | -------------------------------------- |
| Religión                               | Religión                               |                                        | Porcentaje                             | Porcentaje                             |
| Catolicismo                            | Catolicismo                            |                                        | 75.9 %                                 | 75.9 %                                 |
| Protestantismo                         | Protestantismo                         |                                        | 7.3 %                                  | 7.3 %                                  |
| Irreligión                             | Irreligión                             |                                        | 11.0 %                                 | 11.0 %                                 |
| otras                                  | otras                                  |                                        | 5.8 %                                  | 5.8 %                                  |

Según el censo de 2020, la mayor parte de los capitalinos son creyentes de la religión católica, siendo en ese año un total de 6 988 016 personas las que admitieron dicho credo, representando el 75.9% de la población. Aunque a efectos de la pregunta expresa de cuál es la religión que practican, muchos suelen decir que son creyentes, lo cual significa que se consideran adeptos al catolicismo, aunque no determinan si son practicantes regulares. La Ciudad de México concentra las mayores poblaciones islámicas y ortodoxas del país, y la segunda de judíos (después del Estado de México).
La Arquidiócesis de México fue, desde la segunda mitad del siglo XX y hasta 2019 (cuando cedió parte de su territorio para la formación de tres nuevas diócesis), la más grande del mundo católico; su sede es la emblemática Catedral Metropolitana de la Ciudad de México. Además, en la ciudad se encuentra la Basílica de Santa María de Guadalupe, un santuario de la Iglesia Católica dedicado a la Virgen María en su advocación de Nuestra Señora de Guadalupe, ubicado al pie del Cerro del Tepeyac, en la demarcación Gustavo A. Madero, y pertenece a la arquidiócesis ya mencionada. La Basílica es el recinto dedicado a la Virgen María más visitado del mundo. Aproximadamente 27 millones de feligreses visitan este santuario cada año, de los cuales alrededor de 9 millones de peregrinos acuden en la fecha de festejo a la Virgen de Guadalupe (12 de diciembre).
La composición de creyentes en la Ciudad de México está compuesta de esta forma:
| Religión                                        | Población |
| ----------------------------------------------- | --------- |
| Católica                                        | 6 988 016 |
| Protestante/ Pentecostal/ Cristiana/ Evangélica | 668 246   |
| Judaísmo                                        | 17 981    |
| Islamismo                                       | 1636      |
| Orientales                                      | 8531      |
| Raíces étnicas                                  | 584       |
| Raíces afro                                     | 13 850    |
| Espiritualista                                  | 7130      |
| Otras                                           | 5533      |
| Sin religión                                    | 1 010 417 |
| Creyentes sin adscripción religiosa             | 462 431   |
| No especificado                                 | 25 589    |

En paralelo a los cultos y religiones anteriores, han florecido en la capital mexicana otros menos ortodoxos, que recogen tradiciones populares no reconocidas como religión. Entre ellos está el culto a la Santa Muerte, que tiene su centro en la zona de Tepito y La Merced. Hay practicantes de santería de origen afroantillano, así como chamanismo, procedente principalmente de Oaxaca y de Veracruz.

## Gobierno y política

### Antecedentes
De acuerdo con los artículos 44 y 122 de la Constitución federal, y luego de la reforma política de 2016 (que derivó en la promulgación de su propia constitución), como sede de los poderes de la Unión, la Ciudad de México tiene un estatus distinto al de los estados de México. Posee los mismos derechos y facultades que cualquier estado pero, considerando su categoría de capital de la república, conserva la denominación de entidad federativa.
El Distrito Federal se creó en 1824 con el territorio correspondiente a un círculo cuyo centro era el Zócalo y tenía un radio de dos leguas. En 1898, se fijaron los límites entre los estados vecinos y el Distrito Federal. A partir de entonces, el perímetro capitalino no ha sufrido grandes modificaciones, salvo pequeños cambios en el lindero oriental, realizados no sin el disgusto de algunas comunidades de la zona, que pasaron a formar parte del Estado de México. A la Ciudad de México, al albergar los poderes federales y el asiento de órganos de autoridad local, se le reconocía una doble naturaleza; de ahí la permanente ambivalencia para referirse a ella, ya fuera como Ciudad de México o Distrito Federal, e incluso la combinación de ambos con el término México, D. F.
El asiento de los poderes federales en la Ciudad de México se admitió en el Constituyente de 1857 como una fórmula transitoria; se trató de una transacción a la que se llegó en el seno de esa asamblea. La segunda parte del artículo 44 determina la posibilidad teórica del traslado de los poderes federales a otro sitio, por decreto del Congreso de la Unión, e implicaría que la Ciudad de México se convirtiera en un estado. La evolución histórica de su estatus político ha estado ligado a los cambios políticos del país. Por lo anterior, entre 1928 y 1997, el presidente de la República ejercía la administración de la entidad a través del Departamento del Distrito Federal, que era encabezado por un regente. En 1993, el estatus del entonces Distrito Federal se modificó con la aprobación del Estatuto de Gobierno del Distrito Federal, que reconoció a los capitalinos el derecho a la elección de sus representantes a una Asamblea de Representantes del Distrito Federal.
Este órgano funcionó entre 1991 y 1997, cuando fue reemplazada por la Asamblea Legislativa del Distrito Federal (ALDF). En 1997, fecha en la que entró en funciones la primera legislatura de la ALDF, los capitalinos también pudieron elegir por sufragio universal al jefe de Gobierno del Distrito Federal, elección que se realiza cada seis años, en la misma fecha que la del presidente de México. No obstante, bajo el esquema de territorio de la federación, todavía tiene facultades limitadas y sus decisiones están sujetas al veto del Congreso de la Unión, especialmente en materia fiscal y de deuda.
La reforma política, que concluyó en 2016, había planteado la posibilidad, a través de modificaciones a la Carta Magna, de reformar el estatus político del entonces Distrito Federal, por las cuales el actual Estatuto de Gobierno sería sustituido por la Constitución de la Ciudad de México en el año 2017 y desaparecerían las delegaciones políticas para que se conviertan en Demarcaciones Territoriales, mismas que serían controladas por un gobierno de la nueva entidad federativa; que en gran medida solo dejaría de emplear los nombres «México, D. F.» y «Distrito Federal», para usar únicamente el término «Ciudad de México»; descentraliza el gobierno y amplía facultades de supervisión y consulta a los entes gubernativos de las demarcaciones, sin restituir los municipios, y en cambio creando alcaldías compuestas por un ente ejecutivo (alcalde) y un cuerpo colegiado deliberativo (concejales).

#### Traslado
La Constitución Política de los Estados Unidos Mexicanos establece que la Ciudad de México es el asiento de los poderes de la Federación. Sin embargo, también dispone que la residencia de los mismos puede trasladarse a cualquier otra parte del país, si así lo determina el Congreso de la Unión. En tal caso, la Ciudad de México se convertiría en un estado en igualdad de condiciones con respecto a los otros estados de la Unión y con los nuevos límites territoriales que el Congreso le asigne.
Sin embargo, desde la década de los ochenta habían florecido pequeños movimientos que pugnaron por la erección del Distrito Federal en el estado treinta y dos de la federación. Estos movimientos fueron retomados por los partidos políticos, especialmente los de izquierda. Por ejemplo, el Partido Popular Socialista en 1986 presentó una de las primeras propuestas para convertir al Distrito Federal en el estado del Anáhuac.

### Forma de gobierno
La Ciudad de México, como una de las 32 entidades federativas del país, es autónoma en cuanto a su régimen interior, el cual, de acuerdo con su constitución local y en sincronía con la carta magna federal, es republicano, representativo, democrático, laico y popular; compuesto por 16 demarcaciones, base de su organización política y división territorial. De acuerdo con su ley fundamental, la soberanía y el poder público son origen y correspondencia del pueblo, y es este el que decide ejercerlo a través de un sistema de separación de poderes: jefe de Gobierno (Ejecutivo), Congreso local (Legislativo) y un Poder Judicial, depositado en distintas instituciones, cuya cabeza es el Tribunal Superior de Justicia.
En lo que respecta al Congreso de la Unión, la Ciudad de México es representada en igualdad de condiciones que cualquier otro estado. En el Senado, es representada por tres senadores, dos electos por mayoría relativa y uno asignado a la primera minoría, y en la Cámara de Diputados, por el número de distritos acorde a su tamaño poblacional. Después de las elecciones de 2024, en la Ciudad de México se renovaron a los 22 diputados representantes de los 22 distritos electorales federales que le corresponden a la capital del país.

#### Poder ejecutivo

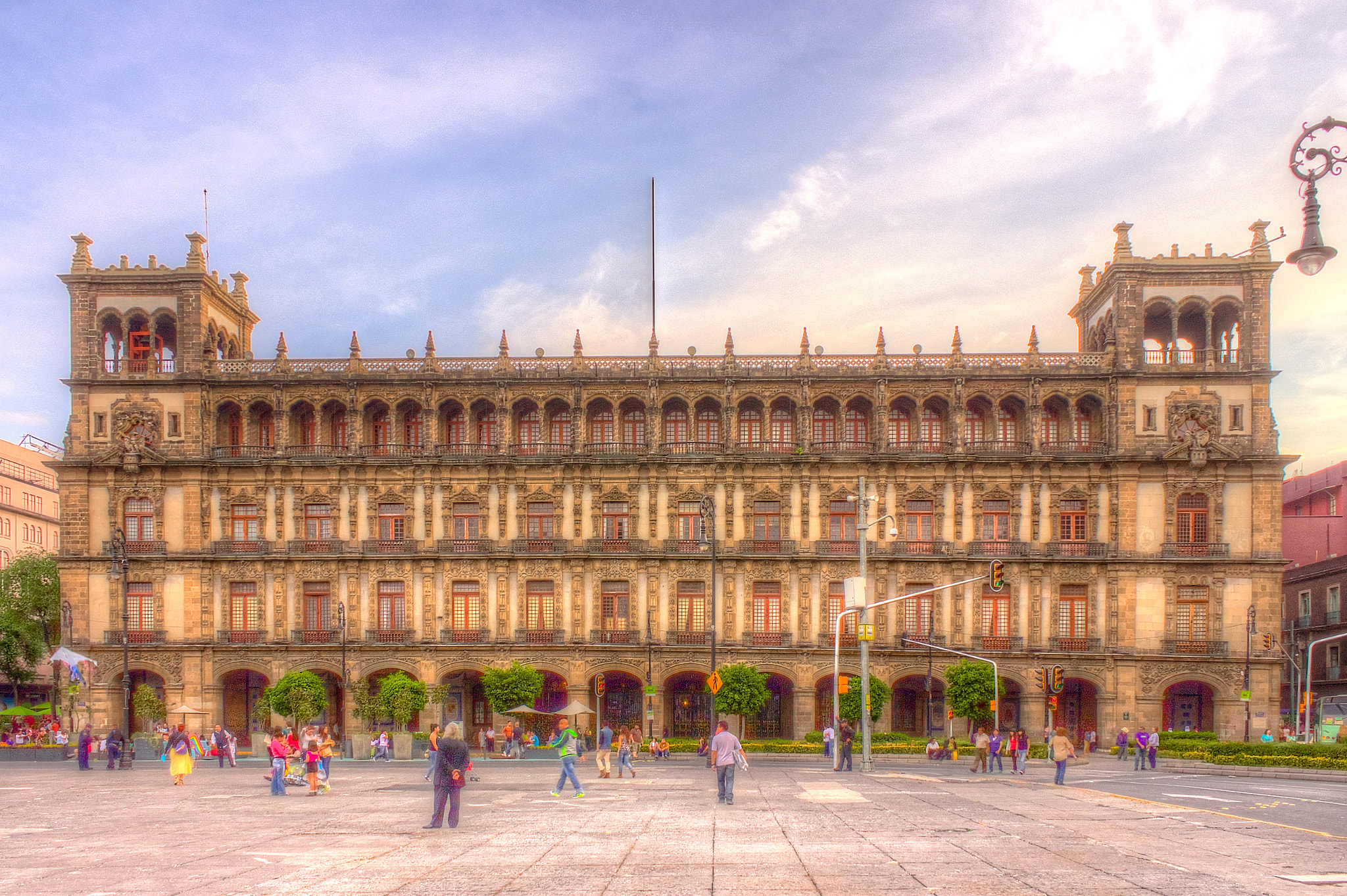
Antiguo Palacio del Ayuntamiento sede del poder ejecutivo de la ciudad

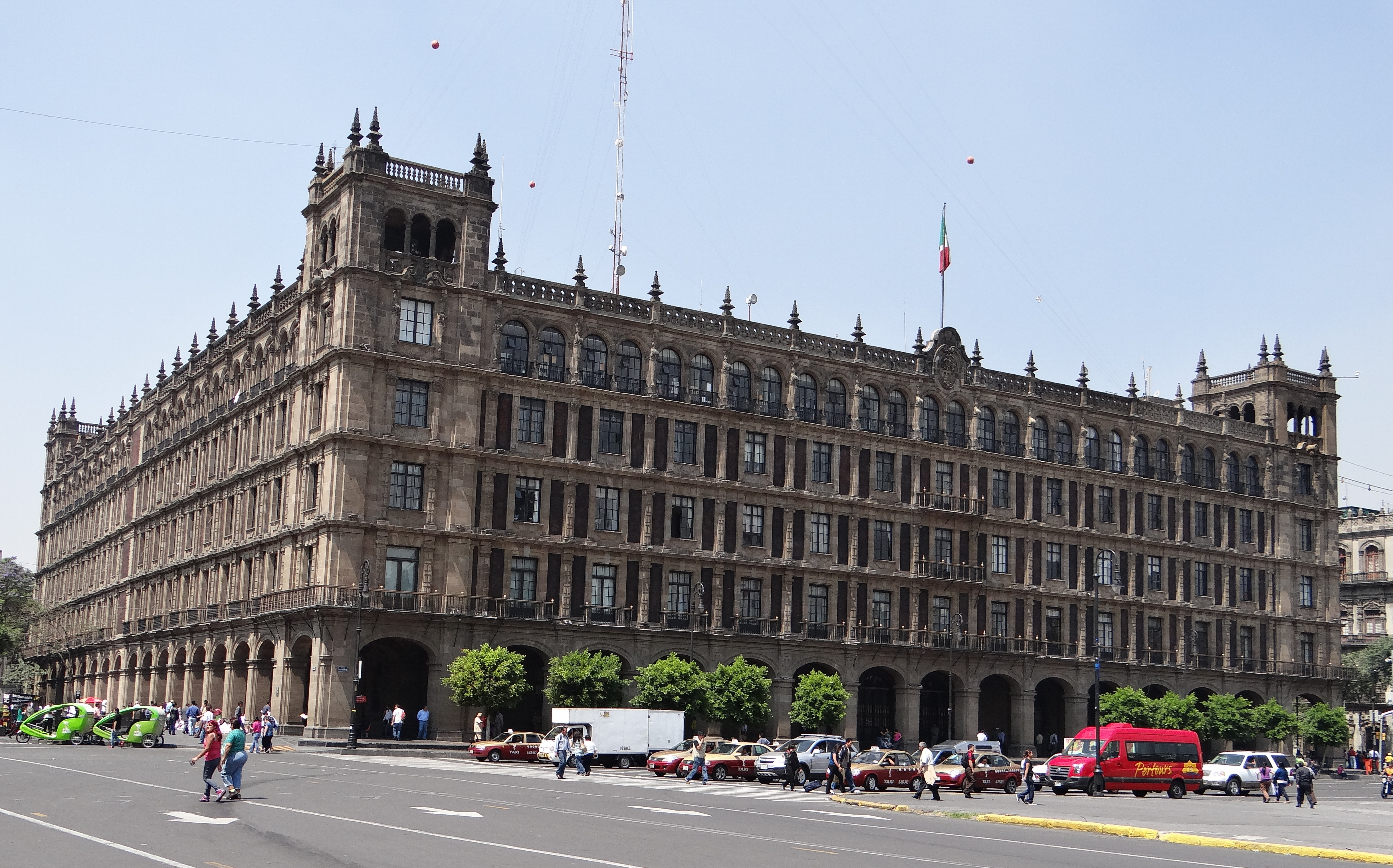
Edificio de Gobierno de la Ciudad de México, junto al Antiguo Palacio del Ayuntamiento, aglomera distintas oficinas del gobierno capitalino

El jefe de Gobierno de la Ciudad de México es el titular del poder ejecutivo de la entidad. Es elegido mediante voto directo y universal. Una vez electo, entra en funciones el 5 de octubre del año de la elección. Su cargo dura un periodo de seis años, sin posibilidad de reelección; ni siquiera en el caso de haberlo desempeñado como interino, provisional o sustituto. El cargo solo es renunciable por causa grave, que deberá ser calificada por el Congreso local. En caso de muerte, destitución o renuncia, asume de manera inmediata y provisional el cargo, el secretario de gobierno, después, con las reservas que contempla la constitución local, corresponde al Congreso nombrar un sustituto o interino.
La vigente Constitución local prevé dicho cargo en su título quinto, capítulo segundo, y es abordado por los tres apartados, y diversos puntos e incisos, que componen el artículo 32. En ellos se especifican las obligaciones, facultades, requisitos y restricciones al cargo; especificaciones que van desde el mando de la fuerza pública de la Ciudad (policía local y guardia nacional adscrita); la titularidad de las políticas económica, desarrollo social y de seguridad pública; la promulgación y ejecución de las leyes emitidas por el poder legislativo; proponer nombramientos a cargos que requieren aprobación del Congreso o el Tribunal Superior de Justicia, y diversas prerrogativas concedidas en otros artículos de la misma carta magna y las leyes locales.
El jefe de Gobierno es la cabeza de la administración pública local y es auxiliado por un gabinete compuesto por varias secretarías, dependencias locales, organismos descentralizados y direcciones generales, los cuales tienen a su cargo diversas carteras de interés público, además de distintos asesores adscritos a la oficina de la jefatura de Gobierno.

#### Poder legislativo

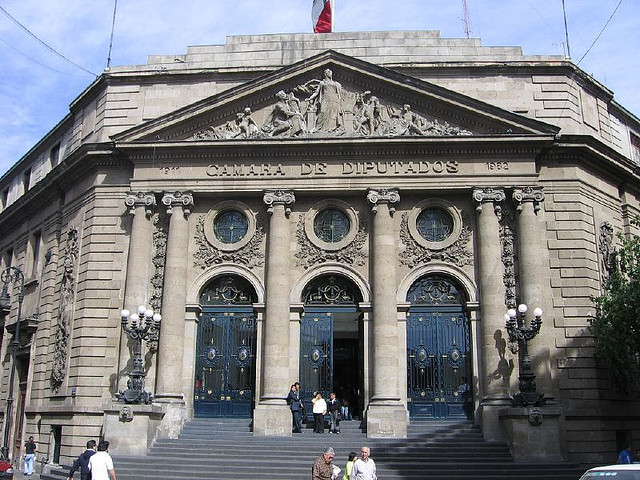
Palacio Legislativo de Donceles, sede del Congreso de la Ciudad de México, poder legislativo de la capital

El Congreso de la Ciudad de México es el órgano depositario del poder legislativo en esta entidad federativa. Conformada como asamblea unicameral, se compone de 66 diputados, de los cuales 33 son electos por medio del voto popular y 33 por el principio de representación proporcional. Sus integrantes son electos por voto universal bajo los dos principios ya mencionados; los primeros de forma directa y los otros de acuerdo al sistema de listas plurinominales que establece la ley federal. La duración del cargo es de tres años con opción a una reelección inmediata, siempre y cuando sea representando al partido o coalición que postuló originalmente al diputado. Por cada diputado titular se elige un suplente; siendo este quien suplirá las ausencias temporales o definitivas de su compañero de fórmula.
La constitución federal contempla este órgano en el artículo 122; en tanto que la carta magna local lo aborda en los tres artículos que componen el Capítulo II del Título V. En dicha sección se detallan las facultades, obligaciones, derechos, prerrogativas, requisitos y restricciones del cuerpo legislativo, que en términos generales están enmarcadas en aquellas políticas en las que la entidad es autónoma (régimen interno, presupuesto, ingresos, desarrollo social, seguridad pública, procuración e impartición de justicia —que no estén contempladas en el orden federal—) y que no estén adjudicadas en exclusividad al Congreso de la Unión.

#### Poder judicial

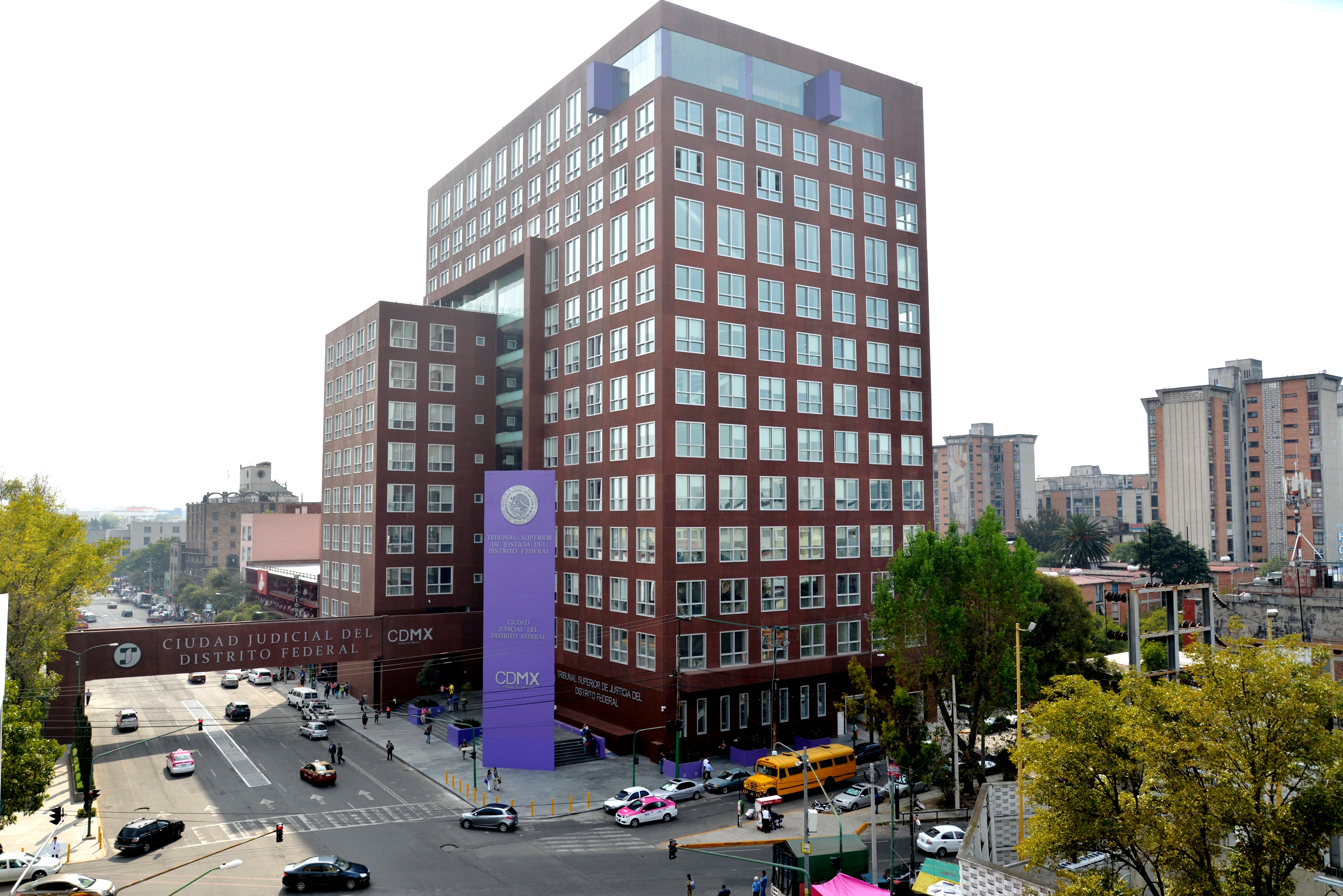
Ciudad Judicial de la Ciudad de México, sede del poder judicial local

El poder judicial de la Entidad está integrado por el Tribunal Superior de Justicia (que cuenta con una Sala Constitucional), un Consejo de la Judicatura y los juzgados locales y tribunales especializados. Sus fundamentos se encuentran en el Título III, Capítulo III (abarcando seis apartados del artículo 35) de la Constitución Política de la Ciudad de México y la Ley Orgánica del Poder Judicial de la Ciudad de México. La administración, vigilancia y disciplina del poder judicial, con excepción del Tribunal Superior de Justicia, está a cargo del Consejo de la Judicatura. En este poder y su conjunto de órganos, se deposita la facultad de impartir justicia en todos los aspectos institucionales de la ciudad; la aplicación de las normas y principios jurídicos en la resolución de conflictos; y en todos los ámbitos de la aplicación del derecho y la interpretación de las leyes en la sociedad (civil, penal, constitucional, mercantil, laboral, administrativo, fiscal, procesal, etcétera), siempre y cuando ninguno esté contemplado en exclusividad para el poder judicial federal.

#### Gobiernos de los demarcaciones
La Ciudad de México se divide internamente en 16 demarcaciones territoriales. Cada demarcación goza de autonomía en su capacidad para elegir a su propia alcaldía (equivalente a los ayuntamientos en los municipios, aunque con menores atribuciones), la cual es responsable, en la mayoría de los casos, de proveer todos los servicios públicos que requiera su población. La alcaldía es encabezada por un alcalde, elegido cada tres años. Cada demarcación posee un órgano colegiado denominado Concejo, integrado por concejales de mayoría relativa y representación proporcional en función de su tamaño poblacional.
La constitución local estableció en el capítulo VI del Título III la denominación oficial de demarcación territorial para las unidades administrativas en que se dividiría la ciudad, por lo cual la figura de delegado fue reemplazada por la de alcalde. Dicho capítulo es el que describe las facultades y responsabilidades de las alcaldías, confiriéndole especialmente la administración de los servicios públicos más básicos (seguridad pública, agua potable, drenaje, alumbrado, panteones, mercados, parques, obra pública menor, servicios de limpieza, uso de suelo, desarrollo urbano o comunitario, transporte público, etc.), la acción deliberativa de los concejales para ese fin, el cobro de impuestos a dichos servicios y cualquier otra facultad que le otorgue la constitución local, la ley orgánica de alcaldías y los reglamentos administrativos. La ley orgánica específica la estructura y organización política para cada demarcación y su correspondiente alcaldía de acuerdo a ciertas disposiciones
También se les faculta para coordinar su organización con aquellos municipios del Estado de México con los que constituyen, de acuerdo con la categorización del INEGI, la Zona metropolitana del valle de México. Cada demarcación territorial está integrada por pueblos, barrios y colonias, todas equivalentes a las localidades qué son las poblaciones comunes en los estados. Pueblos y barrios son denominaciones que corresponden a unidades vecinales de gran antigüedad, algunos de ellos datan de la época prehispánica. Las colonias nacieron a partir de la expansión de la zona urbana de la Ciudad de México en los terrenos aledaños.

### Organización territorial
La Ciudad de México está conformada por 16 demarcaciones territoriales que, de acuerdo con el artículo 52, apartado 4, de la Constitución Política de la Ciudad de México, son las siguientes:
| Demarcaciones territoriales de la Ciudad de México |                  |                  |
|                                                    |                  |                  |
| Demarcaciones territoriales                        | Población (2020) | Superficie (km²) |
| Ciudad de México                                   | 9 209 944        | 1479.00          |
| Álvaro Obregón                                     | 759 137          | 96.17            |
| Azcapotzalco                                       | 432 205          | 33.66            |
| Benito Juárez                                      | 434 153          | 26.63            |
| Coyoacán                                           | 614 447          | 54.40            |
| Cuajimalpa                                         | 217 686          | 74.58            |
| Cuauhtémoc                                         | 545 884          | 32.40            |
| Gustavo A. Madero                                  | 1 173 351        | 94.07            |
| Iztacalco                                          | 404 695          | 23.30            |
| Iztapalapa                                         | 1 835 486        | 117.00           |
| La Magdalena Contreras                             | 247 622          | 74.58            |
| Miguel Hidalgo                                     | 414 470          | 46.99            |
| Milpa Alta                                         | 152 685          | 228.41           |
| Tláhuac                                            | 392 313          | 85.34            |
| Tlalpan                                            | 699 928          | 340.07           |
| Venustiano Carranza                                | 443 704          | 33.40            |
| Xochimilco                                         | 442 178          | 118.00           |
| Fuente: INEGI                                      |                  |                  |

## Economía

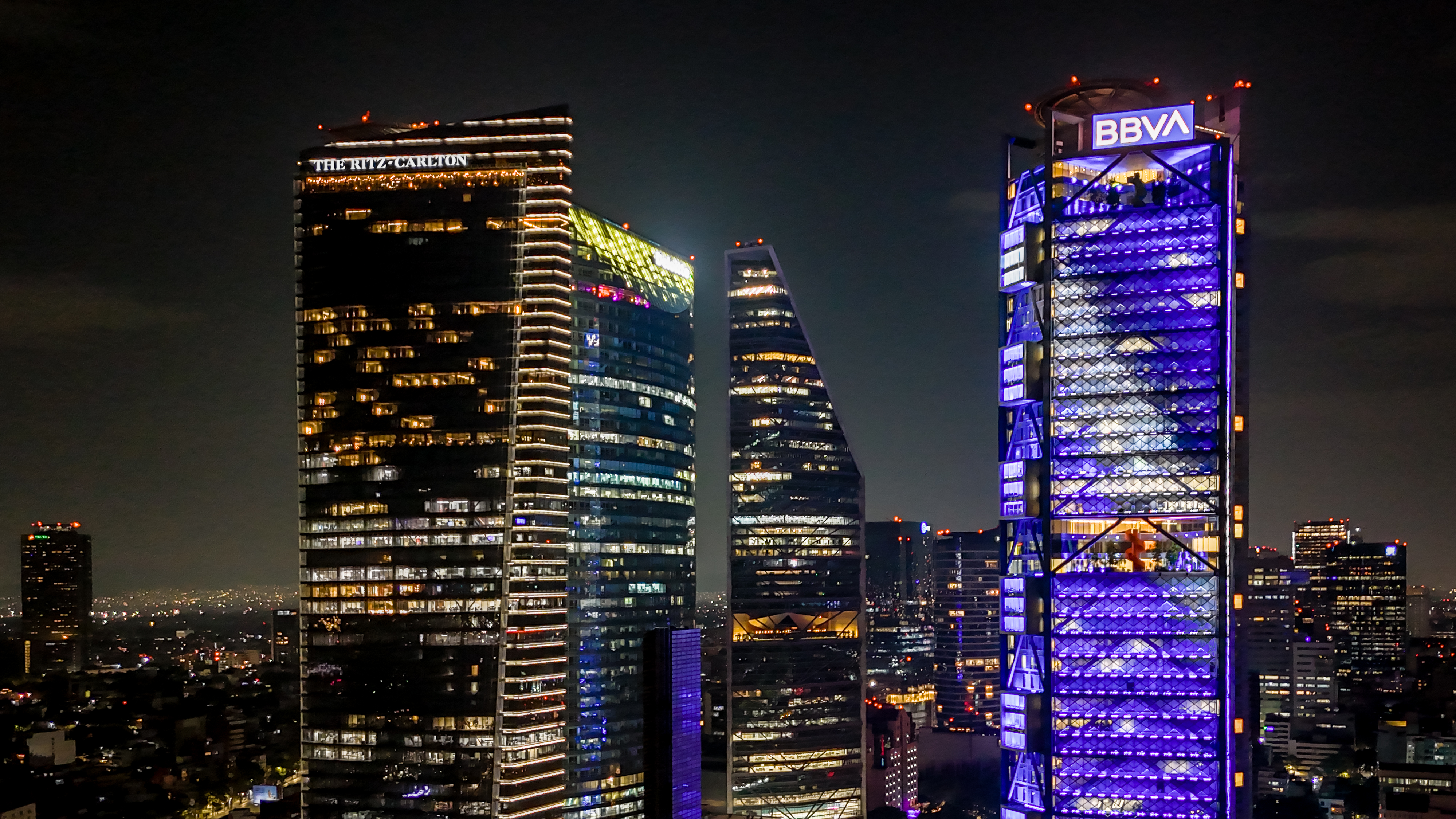
Vista aérea y nocturna de la zona de rascacielos de la avenida Paseo de la Reforma, uno de los centros financieros de la ciudad.

### Evolución histórica de su perfil económico

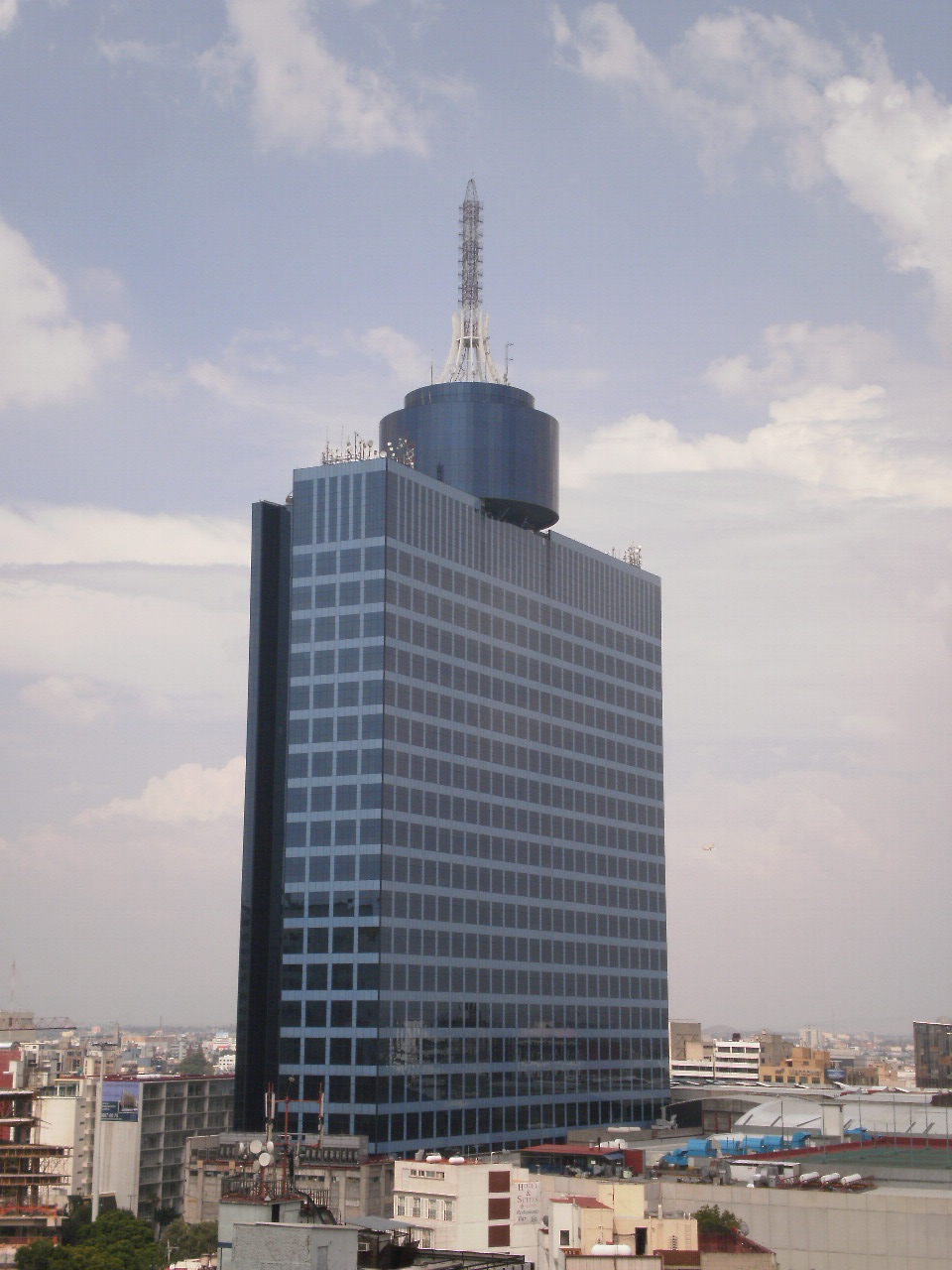
World Trade Center Ciudad de México.

La Ciudad de México ha sido, durante buena parte de la historia del México independiente, su principal centro económico. En el siglo XIX, las municipalidades periféricas de la entidad poseían una economía basada en la agricultura y el comercio de los bienes producidos por esta actividad y otras manufacturas complementarias. Tanto los productos agropecuarios como los obrajes eran bienes de consumo cuyo principal punto de comercio era la Ciudad de México. Esta, por su carácter de capital nacional, se especializaba en la prestación de servicios asociados a la administración pública. Algunos de sus habitantes también eran trabajadores agrícolas, pero casi todos ellos estaban concentrados en los sectores de servicios y la incipiente industria.
Durante el siglo XIX, las principales actividades industriales en el Distrito Federal fueron las ramas textil y papelera. A finales de ese siglo, durante el gobierno porfirista se introdujeron telares mecánicos en fábricas como La Magdalena o La Fama, en tanto que la producción papelera florecía en Loreto y Peña Pobre. La industria capitalina se transformó hasta bien entrado el siglo XX, cuando se promovió un modelo de sustitución de importaciones.
Entre las décadas de 1950 y 1980, el entonces Distrito Federal llegó a producir hasta el 36 % del PIB nominal nacional. Desde entonces, la Ciudad de México ha disminuido su peso específico en el PIB nacional. A principios del siglo XXI, solo representaba el 25 por ciento del total y en 2023 se redujo al 14.8 por ciento, esto debido no a una disminución del potencial productivo de la Ciudad de México (que sigue siendo la primera economía del país), sino, en gran medida, por la descentralización del desarrollo económico y el crecimiento de varios estados.
Igualmente, la Ciudad de México daba empleo al 45  por ciento de los trabajadores de la industria manufacturera de México en 1980, pero, una década más tarde, la proporción había caído hasta el 33  por ciento. De las quinientas empresas más importantes del país, en 1982 albergaba a 257 de ellas. Siete años más tarde, solamente permanecían en la capital mexicana 145.
El retroceso de la actividad industrial en la ciudad implicó, por una parte, el crecimiento en términos relativos de los ingresos aportados por el sector terciario (de servicios), y por otra parte, también se reflejó en el crecimiento de la economía informal en la ciudad. A pesar de todos esos retrocesos, después de la crisis de la economía mexicana de las décadas de 1980 y 1990, el Distrito Federal fue una de las pocas entidades federativas cuya participación en el PIB nacional mejoró. Pasó de 21 % en 1988 a 23  por ciento en 1996. Además, el ingreso per cápita se incrementó, debido en parte a la contracción demográfica resultado del terremoto de 1985.
Las reformas económicas de la llamada etapa neoliberal a finales de la década de 1980, incentivaron la reorientación económica de la capital; el sector terciario inició un vertiginoso crecimiento, a partir de la especialización de los servicios generales, operativos y financieros que se concentraron por logística en la capital, para la administración de la planta industrial que se trasladaba al interior de la república; sumado al hecho de que muchas entidades carecieron de la infraestructura operativa para generar esa especialización en su propio territorio. En la década de 1990, el comercio local (que creció exponencialmente con el empleo informal) para satisfacer el mercado interno y los centros de distribución o matrices del comercio exterior, permitieron la definitiva preponderancia del sector terciario en la capital; para finalizar el siglo, las áreas industriales de la ciudad en el norte y oriente, así como los centros de desarrollo agropecuario al sur, ya no generaban ni siquiera la cuarta parte del PIB capitalino. Tal como ocurrió con los despuntes económicos del porfiriato y de la década de 1940, comenzó una rezonificación de la actividad económica en el todavía Distrito Federal; sectores y delegaciones enteras estaban enfocadas en algún área de servicios. La década del 2000 presentó una explosión de la cadena productiva ligada al turismo y el entretenimiento.

### Indicadores económicos
La Ciudad de México en 2023, tuvo un PIB nominal de 267 328 000 000 (doscientos sesenta y siete mil trescientos veintiocho millones) de dólares. Esto representó el 14.8 % del total del PIB nacional, con un crecimiento medio en ese año de 4.2 % (por encima de la media nacional), situándose como la principal economía del país; además de significar una aportación del 19.37 por ciento al crecimiento económico de toda la república ese año. El PIB per cápita de la ciudad también es el más alto de México: alrededor de 29 026 dólares. Lidera desde hace veintiún años la métrica nacional en competitividad, en el 2023 con un índice de 63.59 puntos.
La participación de los sectores económicos en el PIB local se distribuye de la siguiente manera: Actividades primarias (sector agropecuario) 0.1%; actividades secundarias (sector industrial) 10.3%; y actividades terciarias (sector servicios) 89.6%. Con datos de 2024, existen un total de 475 331 unidades económicas. El porcentaje de ocupación respecto al total de la población económicamente activa es de 95.9% (5.1 millones de trabajadores), por lo que la tasa de desempleo es de 3.96%; no obstante, aunque con tendencia a la baja, la informalidad se sitúa en 45.3%.
En cuanto a la predominancia específica de áreas económicas por sector productivo, la agricultura ocupa la mayor parte de las tierras cultivadas en la producción de flores y plantas de ornato, así como avena, amaranto, nopal y hortalizas; las principales industrias son la farmacéutica, química, de la construcción, electrónica, alimentaria y papelera; en el sector servicios destacan los financieros, bancarios, contables, legales, inmobiliarios, educativos, sanitarios, de administración pública, turísticos, de entretenimiento, el comercio mayorista y minorista (para satisfacción del mercado interno), comercio exterior, publicidad y telecomunicaciones. En términos de inversión extranjera la Ciudad de México es el principal destino de esta en el país con el 26.9% del total nacional en 2023.

### Desarrollo humano
Según los datos del Programa de las Naciones Unidas para el Desarrollo (PNUD), la Ciudad de México es la entidad federativa que posee el índice de desarrollo humano (IDH) más alto del país. Su coeficiente en 2023 fue de 0.839, por encima del 0.781 promediado por la república en su conjunto. El índice de desarrollo humano se obtiene mediante el análisis de la disponibilidad de servicios de salud, niveles educativos e ingreso de una población. En el caso de la Ciudad de México, el mejor indicador correspondió al índice de salud (IS), en el que obtuvo 0.905 (primera posición a nivel nacional); en el índice de educación (IE), el puntaje fue de 0.761 (primera posición a nivel nacional), mientras que en el índice de ingreso (II) obtuvo 0.792 (sexta posición a nivel nacional). En la Ciudad de México se localizan cuatro de las diez subdivisiones territoriales con mayor IDH en la República Mexicana. Estas fueron, en el 2020, las demarcaciones territoriales de Benito Juárez, Miguel Hidalgo, Cuauhtémoc y Coyoacán. En la siguiente tabla se puede apreciar el índice de desarrollo humano de las 16 demarcaciones territoriales de la Ciudad de México en el año 2020.

### Demarcaciones territoriales de la Ciudad de México por IDH
| Clasificación | Demarcaciones territoriales | Índice IDH (2020) | País con IDH similar (2021) |
| ------------- | --------------------------- | ----------------- | --------------------------- |
| 1             | Benito Juárez               | 0.908             | España                      |
| 2             | Miguel Hidalgo              | 0.873             | Arabia Saudita              |
| 3             | Cuauhtémoc                  | 0.852             | Chile                       |
| 4             | Coyoacán                    | 0.849             | Eslovaquia                  |
| 5             | Iztacalco                   | 0.835             | Andorra                     |
| 6             | Azcapotzalco                | 0.834             | Montenegro                  |
| -             | Ciudad de México            | 0.817             | Omán                        |
| 7             | Gustavo A. Madero           | 0.816             | Omán                        |
| 8             | Álvaro Obregón              | 0.812             | Bahamas                     |
| 9             | Tlalpan                     | 0.811             | Kazajistán                  |
| 10            | Cuajimalpa de Morelos       | 0.808             | Uruguay                     |
| 11            | Venustiano Carranza         | 0.808             | Uruguay                     |
| 12            | Tláhuac                     | 0.793             | Bulgaria                    |
| 13            | La Magdalena Contreras      | 0.787             | Antigua y Barbuda           |
| 14            | Xochimilco                  | 0.784             | Sri Lanka                   |
| 15            | Iztapalapa                  | 0.783             | Sri Lanka                   |
| 16            | Milpa Alta                  | 0.759             | México                      |

### Industria

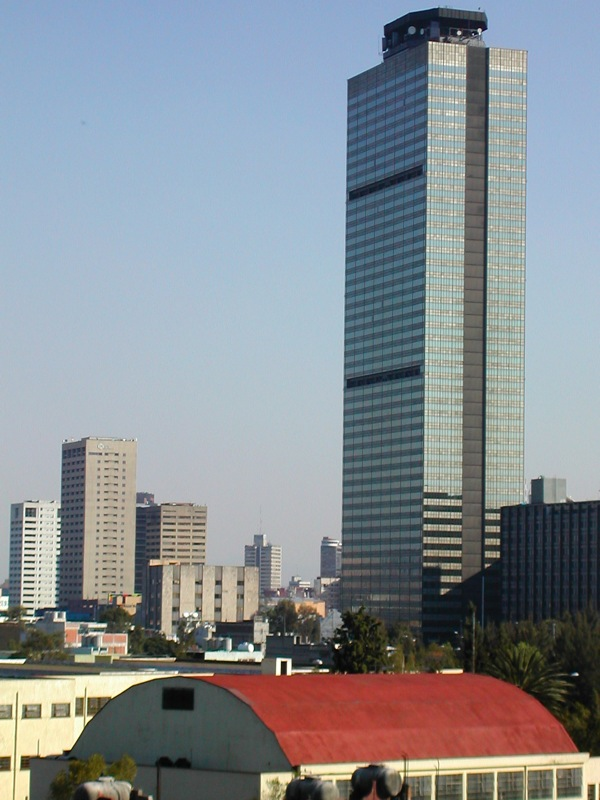
Torre ejecutiva de Pemex.

La Ciudad de México y su zona metropolitana experimentaron un proceso de descentralización de la actividad industrial a partir de los últimos años de la década de 1980. Este proceso fue estimulado por el gobierno federal en virtud de los peligrosos niveles de contaminación que se alcanzaron en esos años, así como a los problemas urbanos derivados de la alta densidad demográfica que tuvo con la expansión industrial capitalina uno de sus principales incentivos. La mayor parte de la industria se trasladó hacia ciudades cercanas como Toluca, Santiago de Querétaro y Puebla de Zaragoza. La descentralización industrial de la capital favoreció el crecimiento de esta actividad en otros estados, especialmente los del norte y cerca la frontera estadounidense, en donde a partir de la década de 1990 se establecieron nuevas empresas maquiladoras, parcialmente impulsada por el TLCAN.
Existen dieciséis polos industriales en la Ciudad de México, todos ubicados en cinco demarcaciones (Azcapotzalco, Iztacalco, Gustavo A. Madero, Iztapalapa y Cuauhtémoc); estos contienen las 33 853 unidades económicas pertenecientes al sector secundario, desde pequeños talleres familiares hasta complejos industriales nacionales y extranjeros, a la vez de estar distribuidas en 191 giros o tipos de negocio.

### Sector terciario

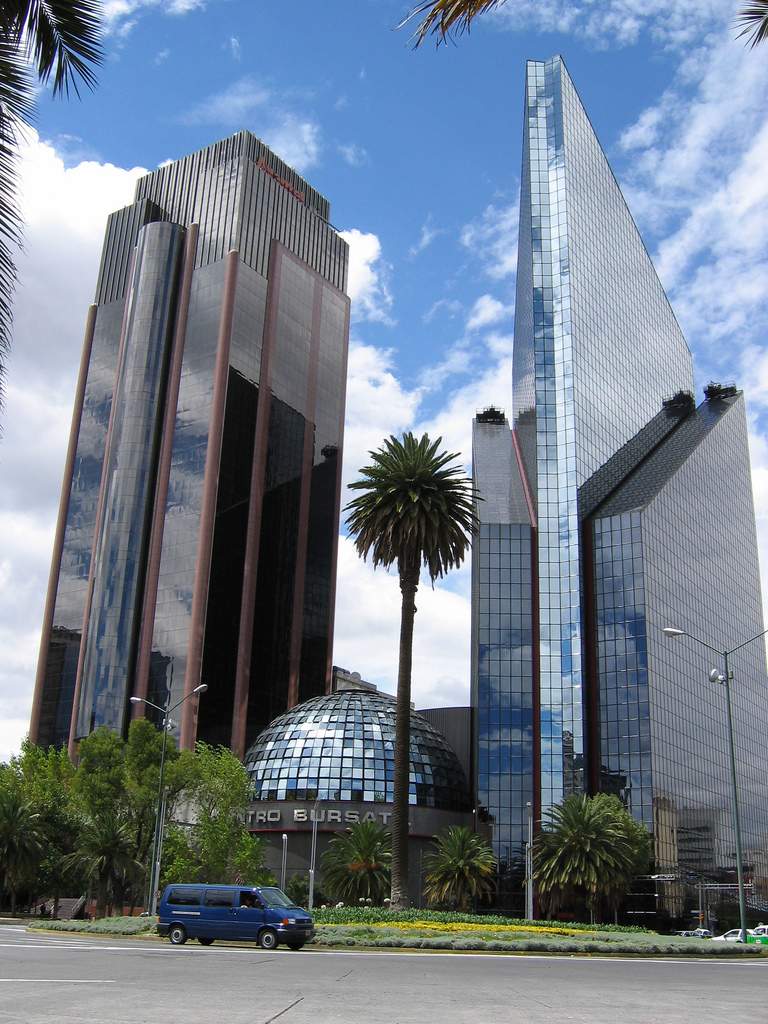
Edificio de la Bolsa Mexicana de Valores

#### Mercado de Valores
La Bolsa Mexicana de Valores, S.A.B. de C.V. (BMV), fundada en 1894, es una de las dos bolsas de valores de México y la más importante de Hispanoamérica. Sus instalaciones se encuentran en la avenida paseo de la Reforma, en el centro de la ciudad y opera bajo una concesión otorgada por la Secretaría de Hacienda y Crédito Público, en términos de la «Ley del Mercado de Valores».
La BMV se encarga de proveer la tecnología, los sistemas y las reglas de autorregulación bajo los cuales funciona el mercado de valores mexicano, principalmente en lo relativo a la inscripción, negociación y registro de acciones, certificados de participación, títulos de deuda y títulos opcionales. Cuenta con varios índices, entre los que destacan: IPC, INMEX, IMC30, IDIPC, IRT y HABITA; de ello el principal es el IPC o Índice de Precios y Cotizaciones. En la actualidad existen 35 acciones en la lista de 175 compañías que cotizan en la bolsa.
La Bolsa Institucional de Valores, S.A. de C.V. (BIVA) es la segunda bolsa de valores de México, se localiza en el Boulevard Manuel Ávila Camacho en Lomas de Chapultepec. Obtuvo la concesión en 2017 durante el gobierno del presidente Enrique Peña Nieto iniciando operaciones el 25 de julio de 2018.

#### Central de Abasto, mercados y centros comerciales
Llamada oficialmente Central de Abasto de la Ciudad de México o CEDA, es el principal mercado mayorista y minorista de productos de consumo en la Zona Metropolitana del Valle de México, especialista en abarrotes, víveres, frutas, legumbres, flores, hortalizas, aves, cárnicos, pescados, mariscos y follajes. Por flujo de dinero, se le considera mayor centro comercial de México y el de mayor tamaño en Latinoamérica; en una superficie de 3.27 km² alrededor de 2000 negocios comercian 30 000 toneladas de productos de todo tipo; el 80% de los alimentos locales y 35% de los de todo el país pasan por esta instalación. Se encuentra en la demarcación territorial de Iztapalapa.
Existen 329 mercados populares establecidos y 1329 tianguis callejeros en toda la entidad; estos últimos son un reflejo de la larga tradición comercial sobre la que se asentó la capital de la república desde la época prehispánica. Existen también 338 plazas o centros comerciales, enfocados primordialmente a la distribución de productos de primera línea en electrónicos, moda, artículos de lujo, etcétera; la gran mayoría establecidos a partir de los llamados "negocios ancla" (tiendas de autoservicio y salas de cines).

### Turismo
La Ciudad de México es el principal destino turístico del país, en relación con los visitantes extranjeros, pero también lo es a nivel nacional con los habitantes del interior de la república que acuden a visitarla. En el año 2023 tuvo cerca de 56.4 millones de visitantes, de ellos 14.4 millones provenientes del extranjero, destacando por nacionalidades: los estadounidenses, canadienses, colombianos y españoles. La derrama económica generada fue alrededor de 131 mil millones de pesos (7748 millones de dólares), con un gasto promedio por turista de 1140 dólares. En cuanto a infraestructura, la ciudad dispone de 60 323 habitaciones de hotel y un registro aproximado de 22 000 cuartos o viviendas dispuestas para alojamiento, por medio de aplicaciones de hospedaje; no obstante una importante cantidad de visitantes, especialmente nacionales, se hospeda en casas particulares de amigos o familiares.
Las principales atracciones turísticas de la ciudad, por número de visitantes, se pueden englobar en tres categorías: los sitios y monumentos históricos (la mayoría con perfil museístico), particularmente los ubicados en el denominado Corredor Reforma-Zócalo; los centros de ocio y entretenimiento (bares, restaurantes, antros, parques de diversiones, centros de espectáculos, plazas comerciales, teatros, salas de concierto y centros culturales); y en menor medida, por la eventualidad de estos, pero con una importante derrama económica cuando suceden, está el turismo relacionado con la realización de eventos masivos o multitudinarios (nacionales o extranjeros) vinculados al arte, la cultura, la ciencia, el deporte, los espectáculos, la religión, los negocios, la moda, la diversidad sexual, tradiciones, usos y costumbres, entre otros; que se presentan en la capital por su importancia global y la disponibilidad de una infraestructura adecuada para ello.

Importantes destinos turísticos de la Ciudad de México
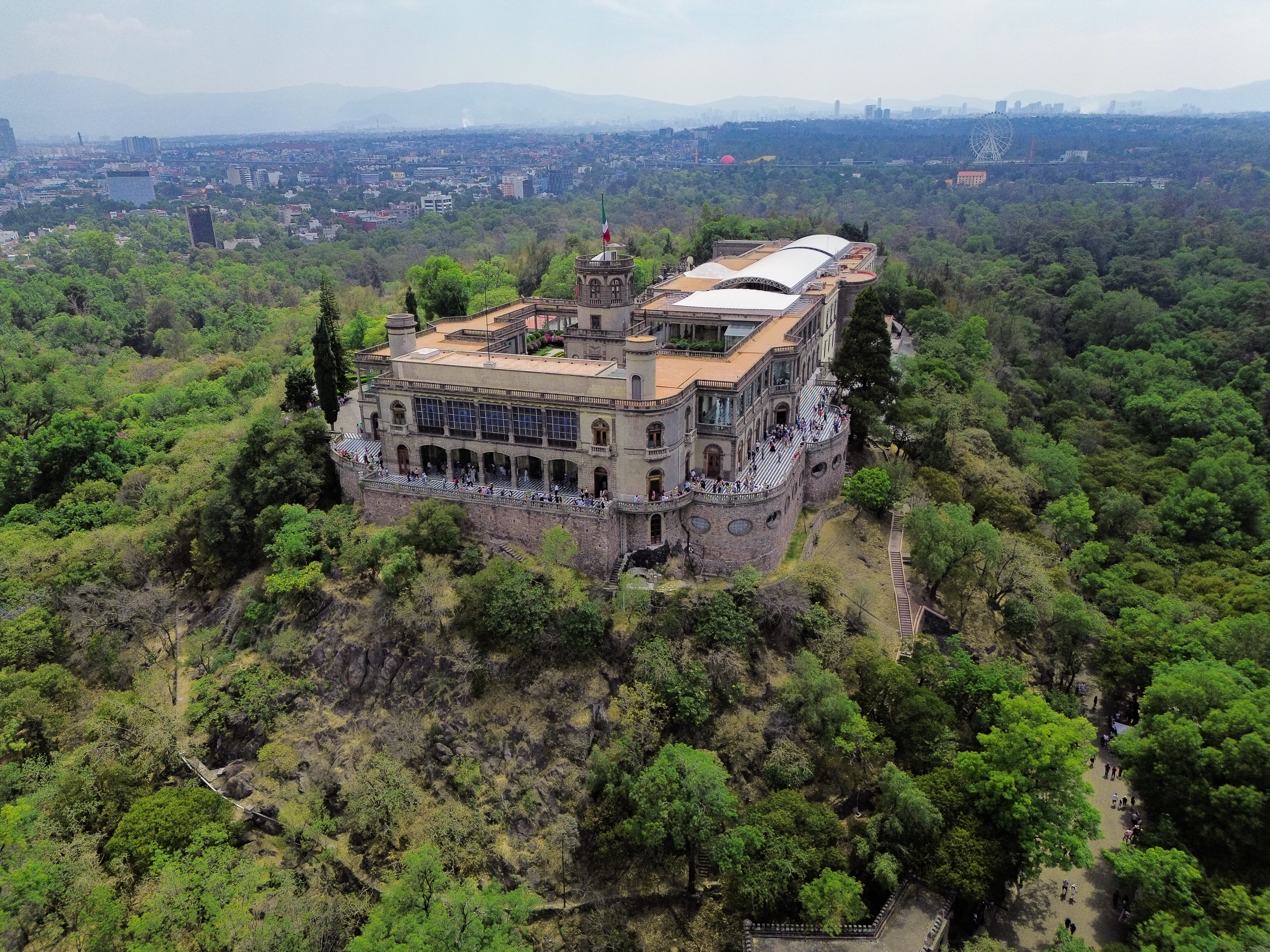
Castillo y Bosque de Chapultepec
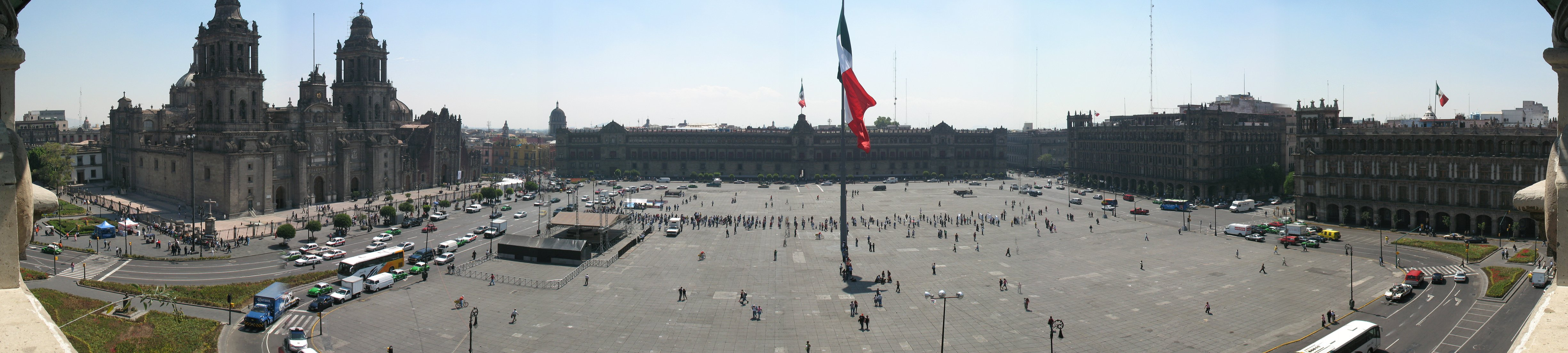
Centro Histórico
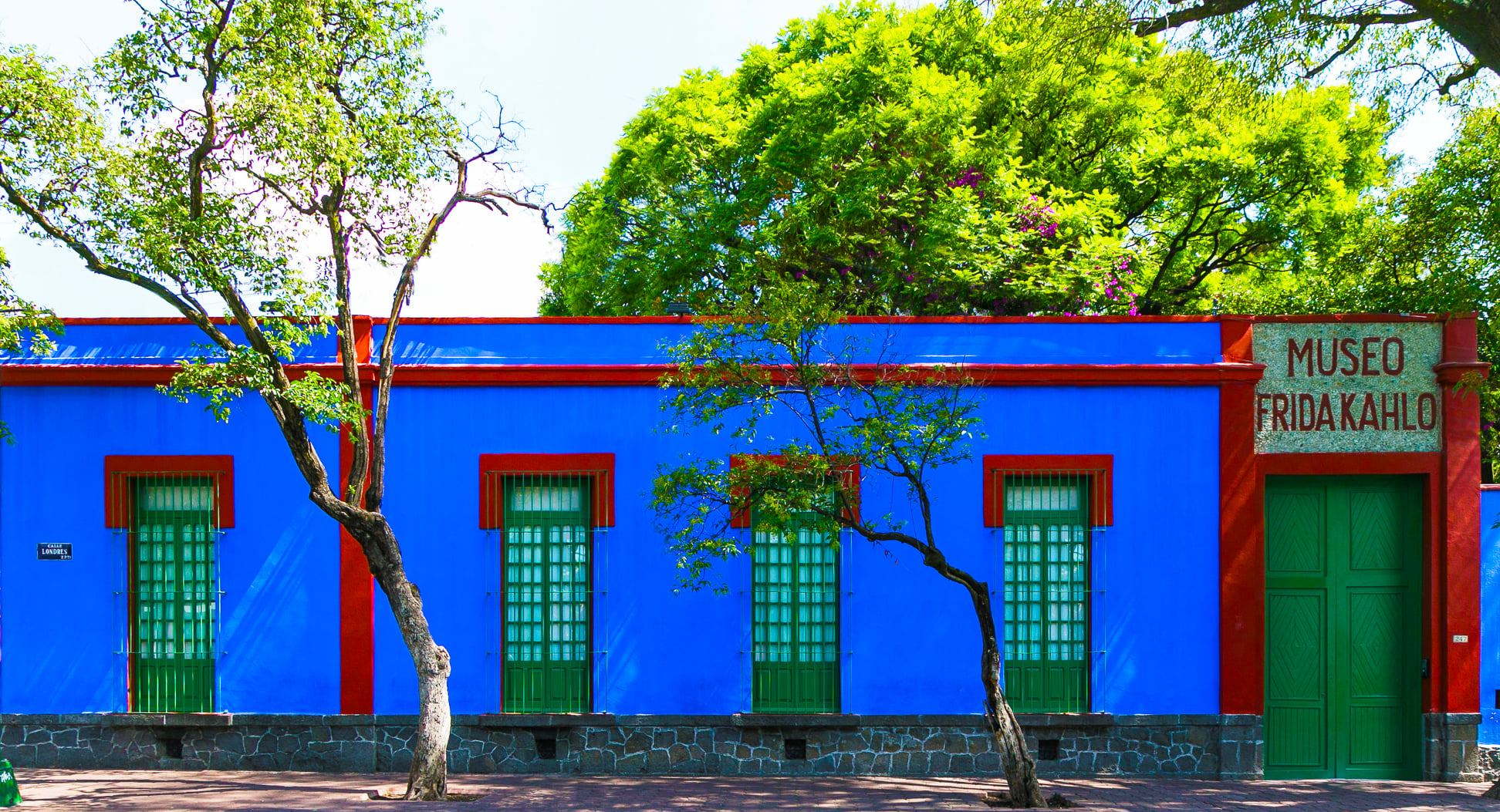
Museo Frida Kahlo
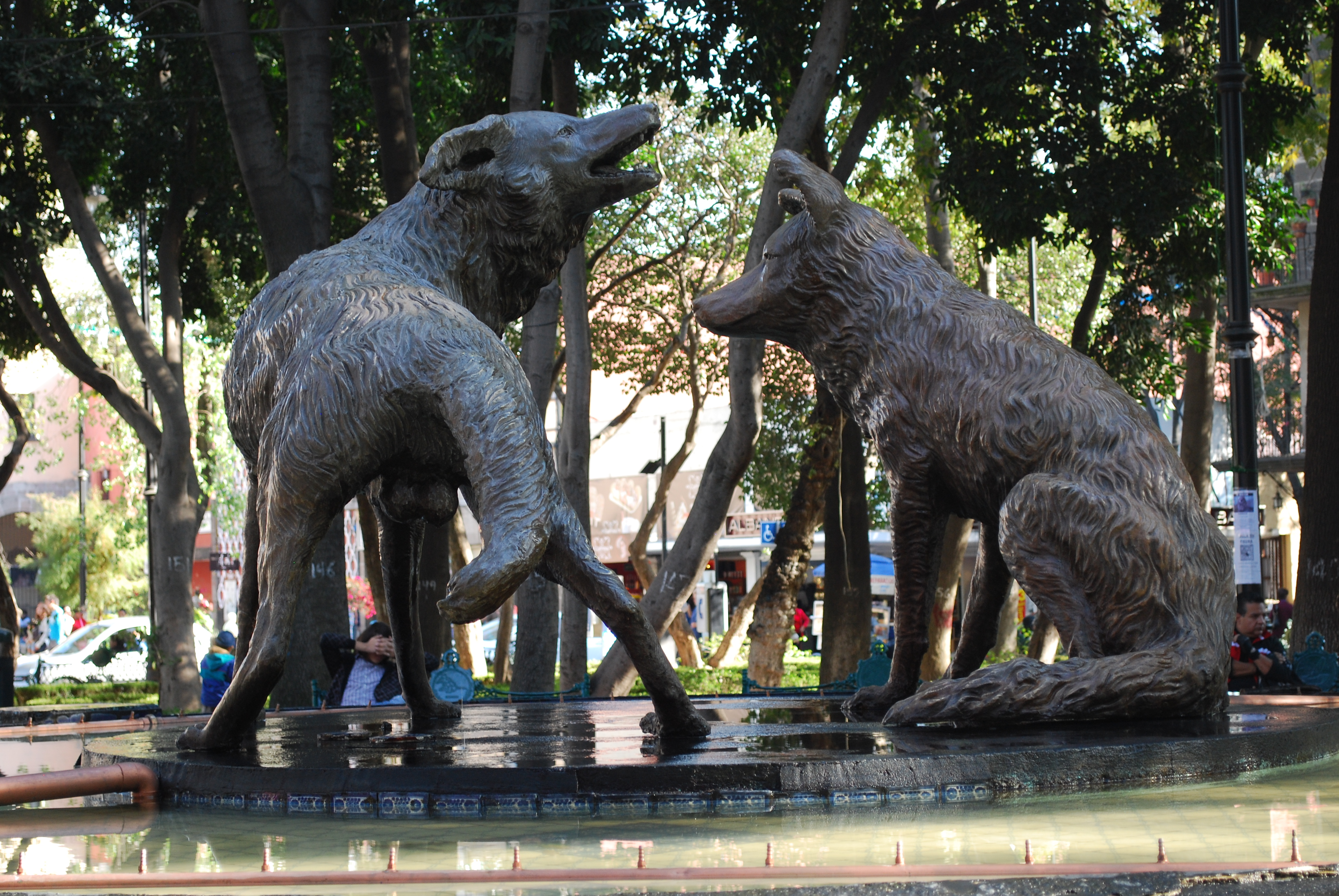
Coyoacán
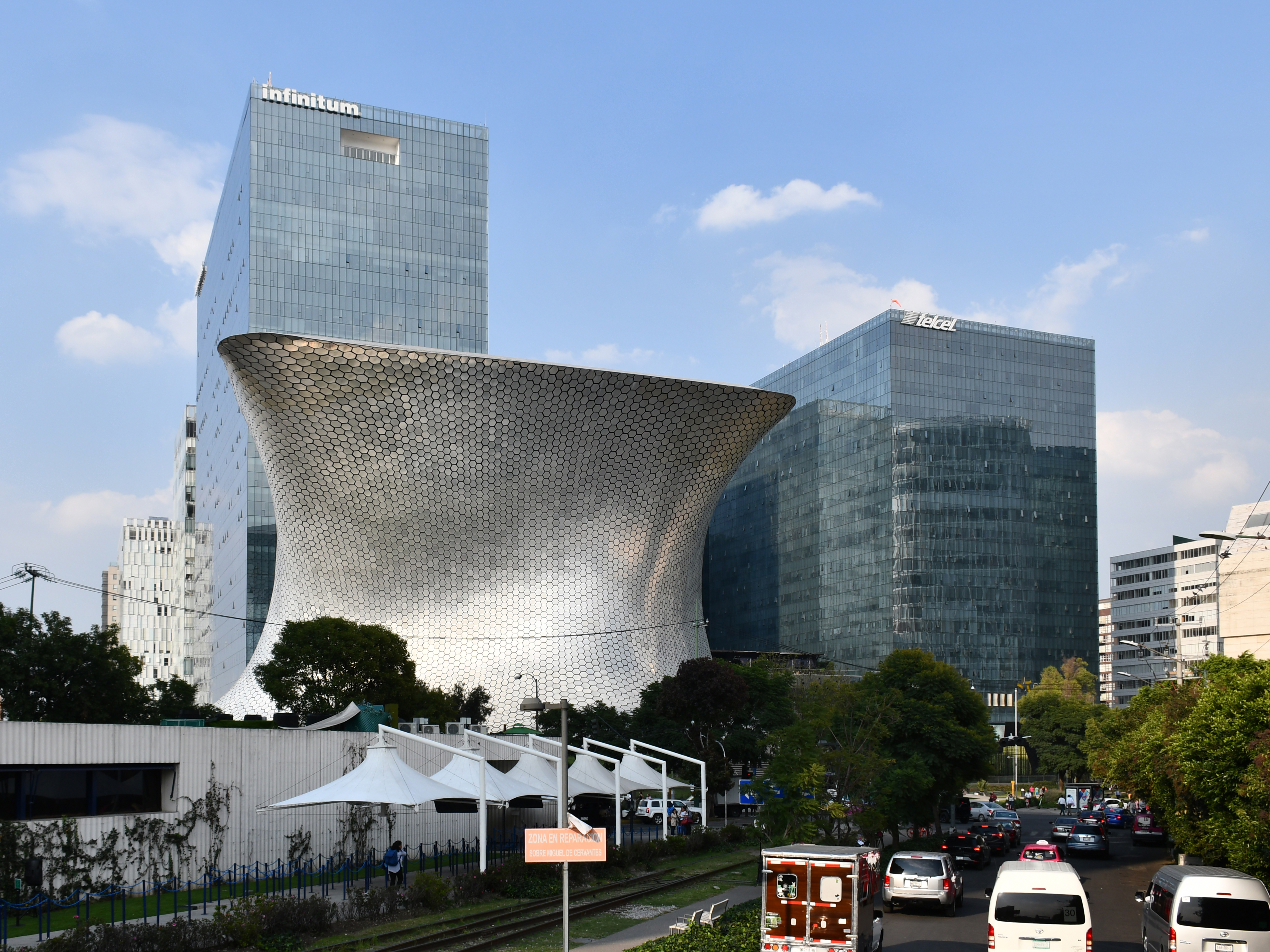
Polanco
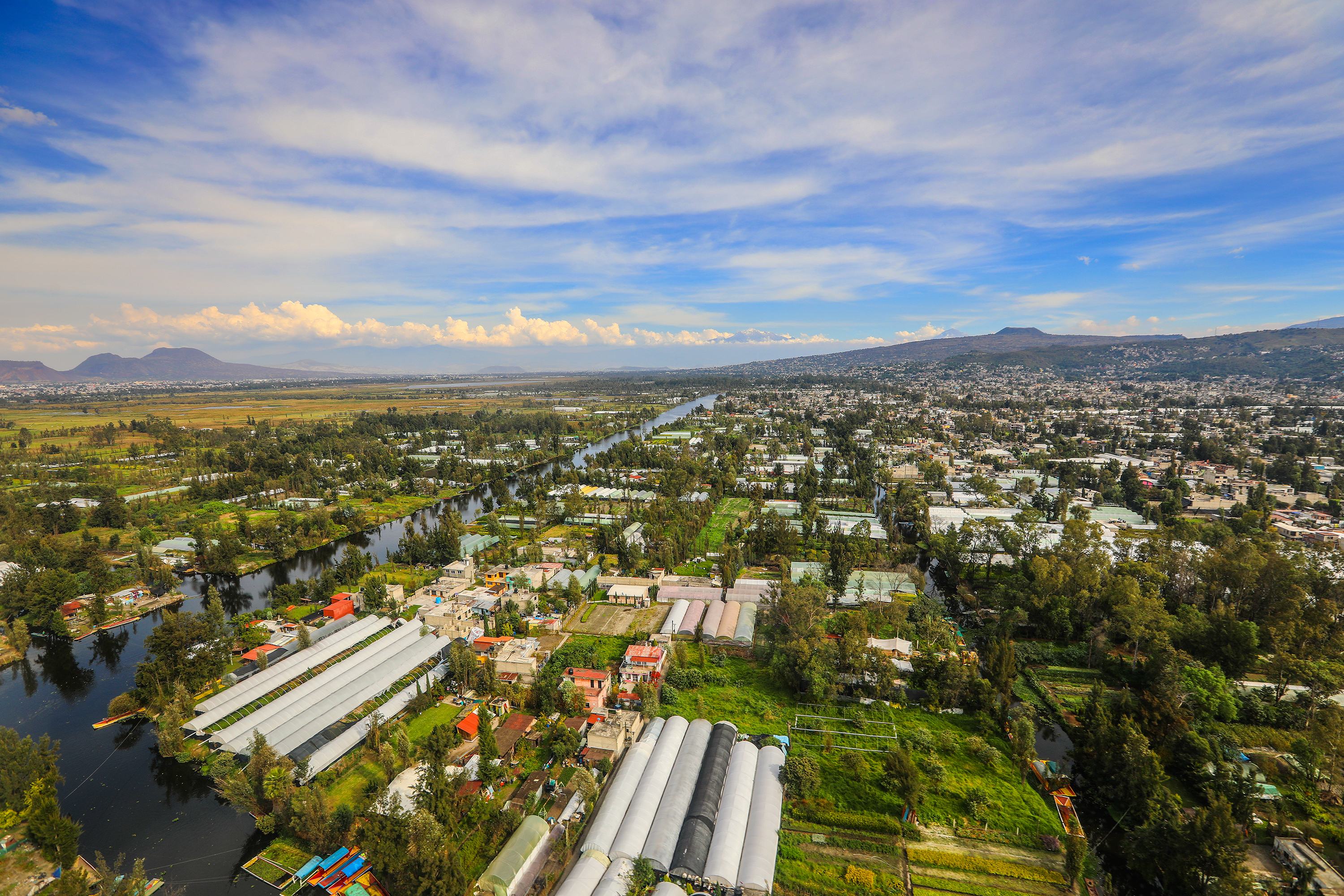
Xochimilco
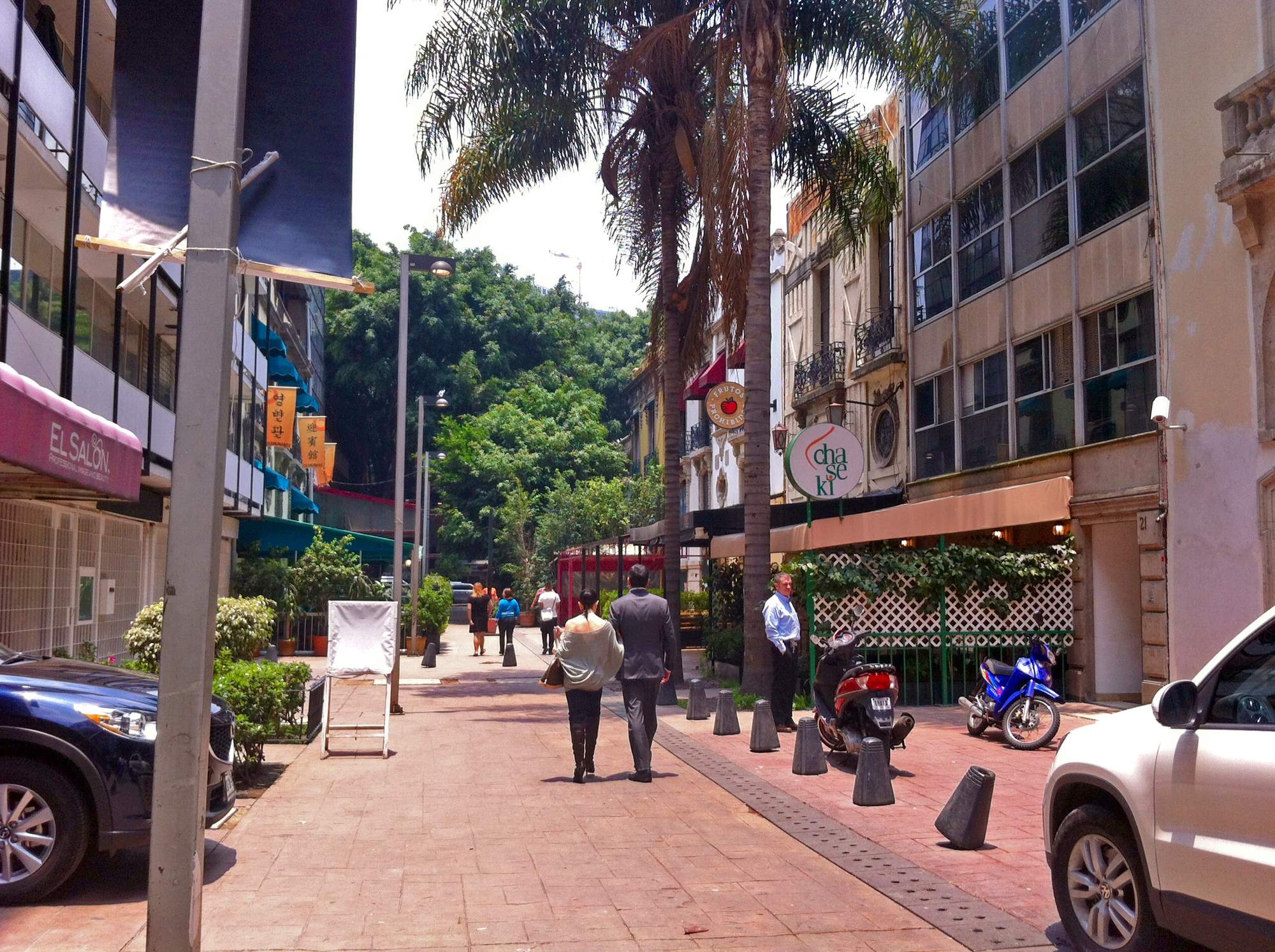
Zona Rosa

## Cultura

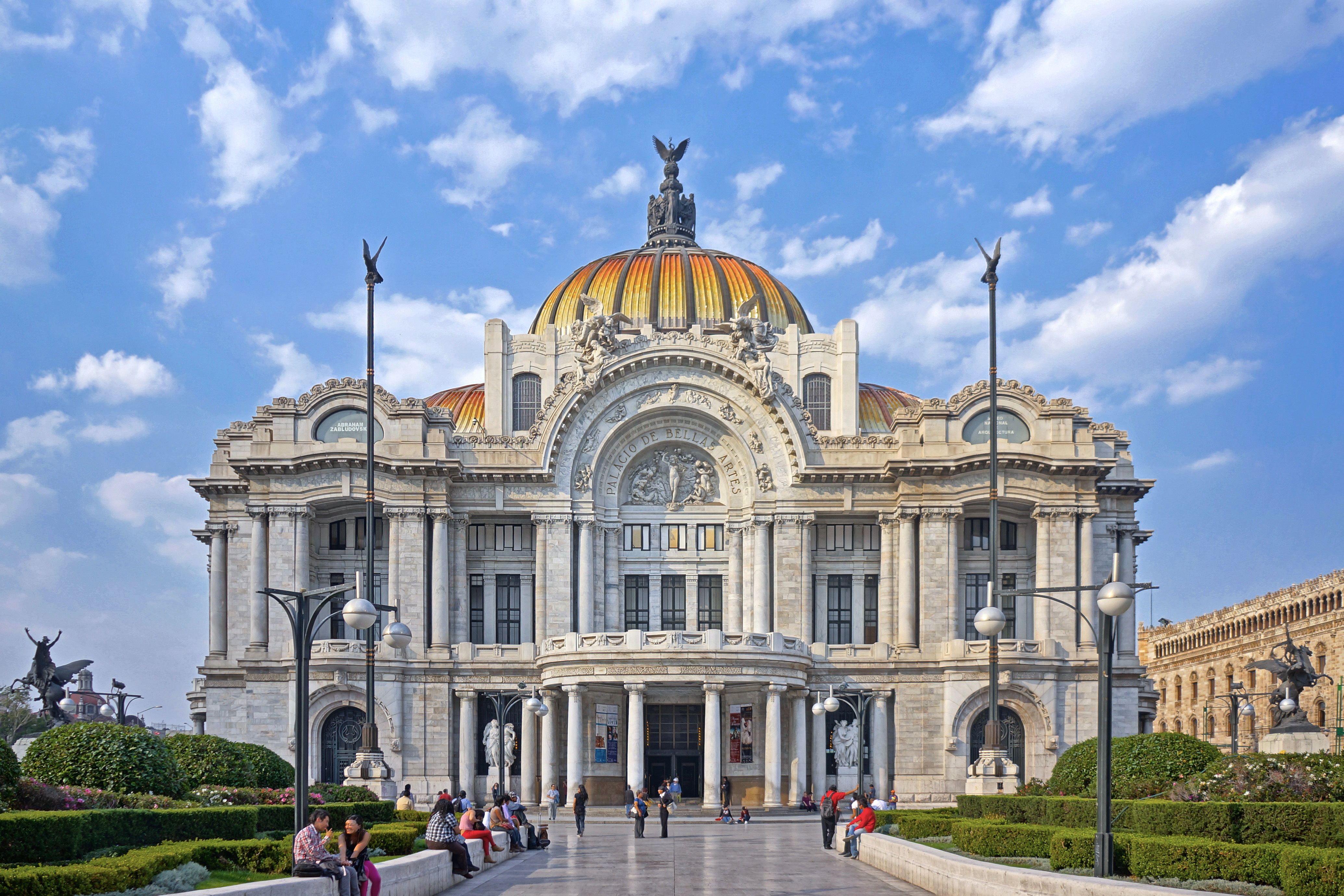
El Palacio de Bellas Artes es el principal recinto cultural del país, considerado una de las máximas edificaciones artísticas en México.

La Ciudad de México fue, históricamente, el punto neurálgico del proceso de sincretismo cultural que caracterizó la etapa colonial del país; el legado de los pueblos nahuas de la cuenca del lago, especialmente los mexicas, se entrelaza con los usos y costumbres traídos por los españoles (que a la vez eran de zonas diversas de la península), para formar una amalgama de elementos culturales que se adaptaron al contexto de barrios, gremios y sectores de la población, creando identidades diversas que se expresaban en el uso del lenguaje oral y escrito, las tradiciones, la gastronomía, las artes, las festividades, la vestimenta, los ritos de culto, los hábitos e incluso la visión social; este proceso se enriqueció con las migraciones internas del interior de la república y del extranjero en el siglo XX, para consolidar una metrópoli pluricultural y diversa, incluso en el seno de una misma demarcación. En la capital el ejercicio, conservación y divulgación de toda manifestación cultural, así como el acceso a las artes, están garantizados como derechos humanos en la constitución local.

### Artes plásticas
Desde el período preclásico mesoamericano, los habitantes de los asentamientos alrededor del lago de Texcoco produjeron muchas esculturas, figuras y artesanías, algunas de las cuales se exhiben hoy en el Museo Nacional de Antropología y en el Museo del Templo Mayor. Si bien muchas piezas de cerámica y grabado en piedra han sobrevivido, la gran mayoría de la iconografía amerindia fue destruida durante la conquista de México.
Gran parte del arte colonial temprano se derivó de los códices (libros ilustrados aztecas), con el objetivo de recuperar y preservar un poco de iconografía e historia mexica, y de otros amerindios. A partir de entonces, las expresiones artísticas en México fueron mayormente de temática religiosa. La Catedral Metropolitana aún exhibe obras de Juan de Rojas, Juan Correa y una pintura al óleo cuya autoría ha sido atribuida a Murillo. Las obras de arte seculares de este período incluyen la escultura ecuestre de Carlos IV de España, conocida localmente como «El caballito». Esta pieza, en bronce, fue obra de Manuel Tolsá y se colocó en la plaza homónima, frente al Palacio de Minería. También en esta misma se encuentra el Museo Nacional de Arte (MUNAL).

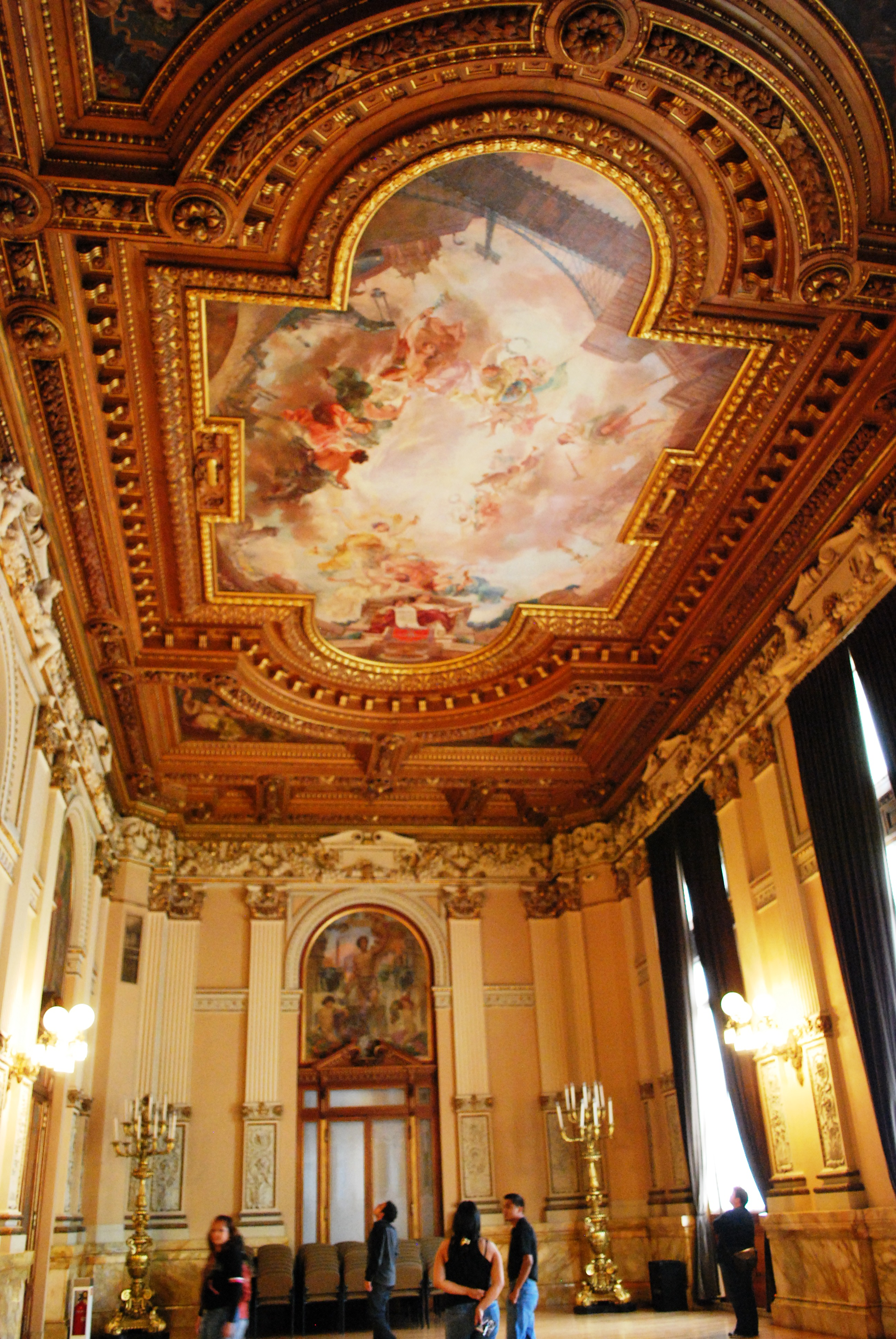
Recepción del Museo Nacional de Arte

Durante el siglo XIX, un importante productor de arte fue la Academia de San Carlos, fundada durante la época virreinal. Más tarde se convirtió en la Escuela Nacional de Artes Plásticas, que imparte pintura, escultura y diseño gráfico, hoy día una de las escuelas de arte de la UNAM. Muchas de las obras producidas por los estudiantes y la facultad de esa época ahora se muestran en el Museo Nacional de San Carlos. Uno de los estudiantes, José María Velasco, es considerado uno de los más grandes pintores de paisajes de su tiempo. El régimen de Porfirio Díaz patrocinó las artes, especialmente las que tuvieron influencia francesa. Las artes populares, florecieron en forma de caricaturas e ilustraciones, por ejemplo, las de José Guadalupe Posada y Manuel Manilla. La colección permanente del Museo de San Carlos también incluye pinturas de maestros europeos como Rembrandt, Velázquez, Murillo y Rubens.

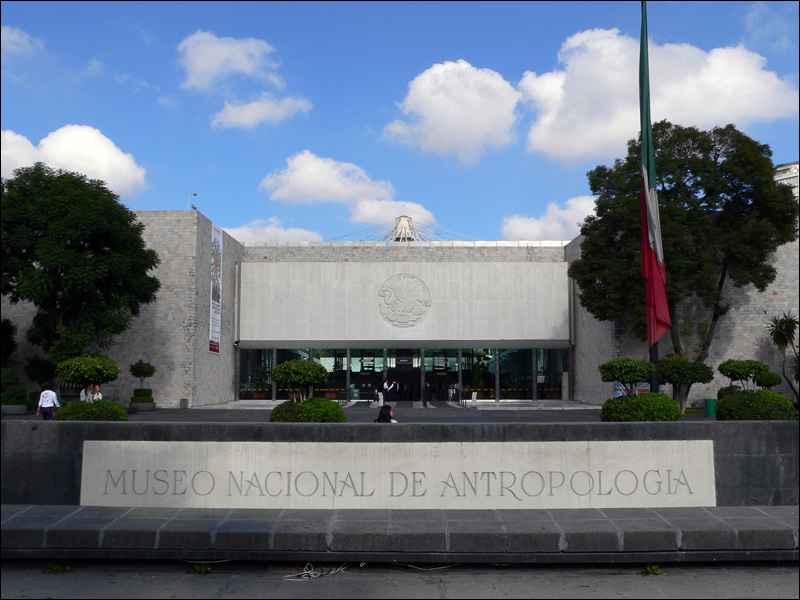
Vista de la entrada del Museo Nacional de Antropología; uno de los recintos museográficos más importantes del país y de América Latina.

Después de la Revolución mexicana, un movimiento artístico de vanguardia se originó en la Ciudad de México: el Muralismo. Muchas de las obras de los muralistas José Clemente Orozco, David Alfaro Siqueiros y Diego Rivera se exhiben en numerosos edificios de la ciudad, en particular en el Palacio Nacional y el Palacio de Bellas Artes. Frida Kahlo, esposa de Diego Rivera, con una fuerte expresión nacionalista, fue también una de las pintoras más famosas de México. Su casa actualmente es un museo donde se muestran muchas de sus obras.
La antigua casa de Dolores Olmedo alberga un museo del mismo nombre. La instalación se encuentra en Xochimilco, en la zona sur de la Ciudad de México, e incluye varios edificios rodeados de extensos jardines. Alberga una gran colección de pinturas y dibujos de Rivera y Kahlo, así como xoloizcuintles, un perro muy emblemático de la región. También presenta exposiciones temporales pequeñas pero importantes de arte clásico y moderno, por ejemplo, de la Escuela veneciana y arte moderno de Nueva York.

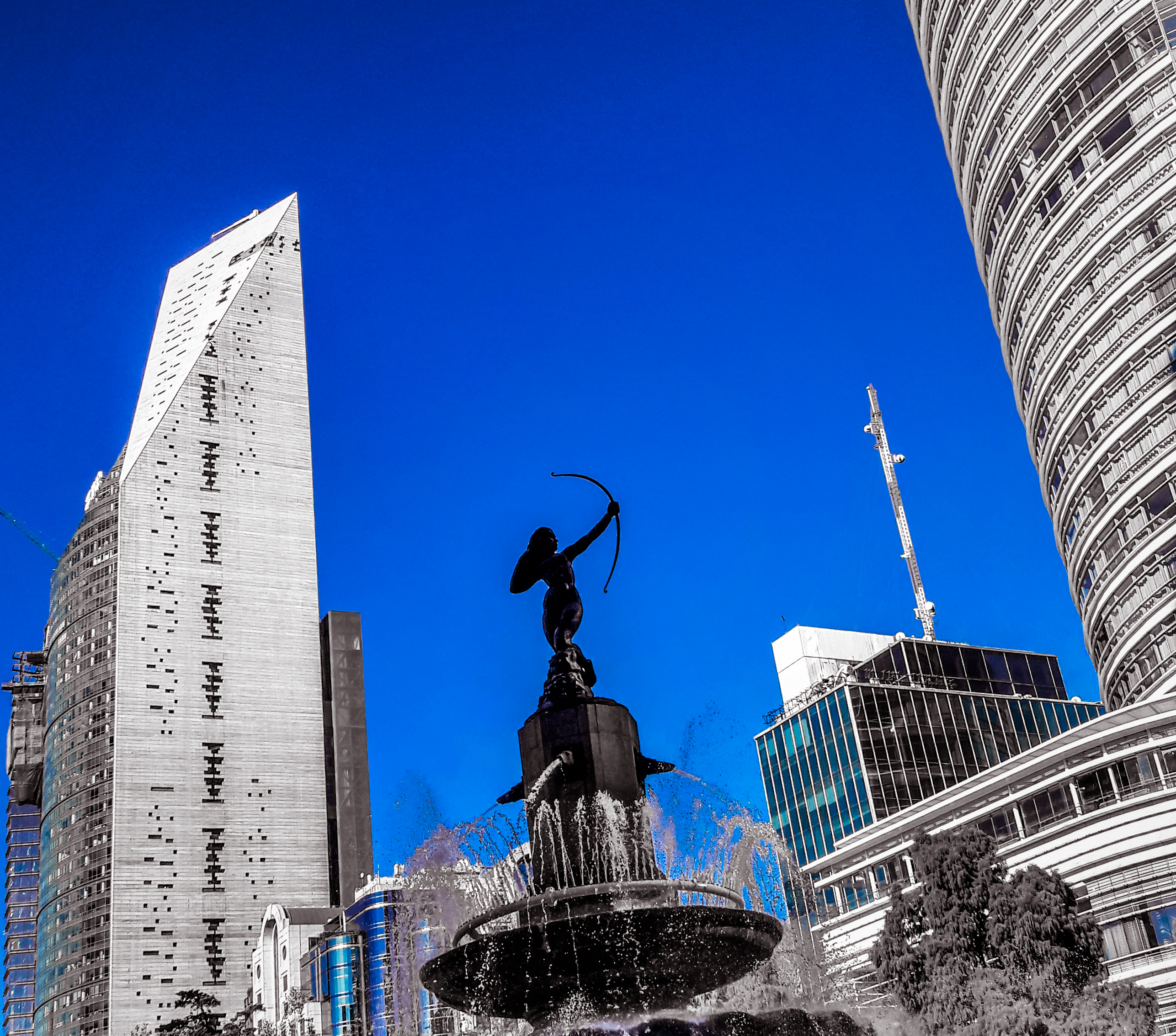
La Fuente de la Diana Cazadora, en la avenida Paseo de la Reforma, con otros edificios cercanos.

Durante el siglo XX, muchos artistas emigraron a la Ciudad de México de diferentes regiones de México, como Leopoldo Méndez, un grabador de Veracruz, que apoyó la creación del Taller de Gráfica Popular, ideado para encontrar un lugar de expresión para los ciudadanos trabajadores. Otros pintores vinieron del extranjero, como el pintora catalana Remedios Varo, junto a otros exiliados españoles y judíos. Fue en la segunda mitad del siglo XX cuando la producción artística comenzó a desviarse de temas revolucionarios. José Luis Cuevas optó por el arte contemporáneo, en contraste con el movimiento muralista asociado con la política social.

### Arquitectura
En términos generales, la arquitectura y diseño urbano de la capital mexicana, entrelaza una serie de estilos y movimientos artísticos que, producto del desarrollo sociohistórico, distinguen zonas específicas de la ciudad, encontrándose edificaciones por igual góticas, barrocas, neoclásicas, de art decó, de art nouveau e italianizantes, además de estilos más modernos y contemporáneos, incluso vestigios arqueológicos; todo esto sumado al grado de conservación y antigüedad de uso en múltiples construcciones, le permite poseer un amplio patrimonio arquitectónico.
La definición histórica, tanto de los grupos en el poder, como de las necesidades, valores y visiones del mundo en la población en general, marcaron la pauta en los estilos que señalaron cada etapa de la Ciudad de México, y también la de cada zona en ella. Si bien la mayor parte de la arquitectura mexica, basada en el sentido del orden y la simetría, los diseños geométricos y las líneas amplias, quedó sepultada o destruida durante la conquista; dicho estilo  tuvo que ser retomado en los primeros años de la colonia, ante la urgencia de reconstruir una ciudad que debía despuntar como centro político de un creciente imperio colonial. Esto, como en otros elementos culturales, provocó un sincretismo en el que los primeros edificios, que eran de estilo herreriano, gótico y Plateresco, se vieran obligados a combinar el arte prehispánico con sus construcciones, además claro del uso de materiales precisamente de las ruinas mexicas.
La destrucción parcial de la capital por la inundación de 1629, permitió asumir de manera definitiva el estilo preponderante de la época colonial, el barroco novohispano, que definió la visión y modelo que guardó durante muchos años el centro histórico; pues tanto la arquitectura religiosa, como la civil, lo volvieron la base de sus edificaciones. Este estilo se diferenció del barroco europeo con la introducción del Churrigueresco, especialmente en templos, conventos y monasterios. La llegada de los Borbones al trono español, significó también la entrada de un barroco más sobrio, pero aun más del neoclásico, destacando en ello la obra de Manuel Tolsá, que al concluir en 1813 la Catedral Metropolitana de la Ciudad de México, legó la obra magna de la arquitectura colonial, pues la combinación de estilos en 240 años de edificación, la convierte en el símbolo de los cambios en el gusto y las necesidades arquitectónicas que experimentó la capital virreinal.
El porfiriato detonó la explosión de estilos arquitectónicos variados, importados especialmente de Francia, tales como el art nouveau, ecléctico, renacentista e italianizante; a la vez que retoma el neoclásico, mientras las elites porfirianas eligen para su negocios y residencias los estilos segundo imperio francés y el Colonial californiano.
Los gobiernos y sociedad emanados de la revolución, en aras de desvincularse del pasado porfiriano adoptan, con clara tendencia en los símbolos nacionalistas y populares, el art decó y el neocolonial. A partir de la década de 1960 la ciudad estaría permanentemente a la vanguardia en la adopción de estilos arquitectónicos, pues variaron en la misma velocidad que lo hacía el resto del mundo; aunque dadas las disparidades sociales y la continuidad de uso de muchos edificios, esto fue dispar en cada demarcación. Llegaron el racionalismo, el modernismo orgánico, el funcionalismo y el neomodernismo, representados por arquitectos de la ciudad como José Villagrán García, Juan O'Gorman, Mario Pani, Pedro Ramírez Vázquez y Teodoro González de León.

### Museos

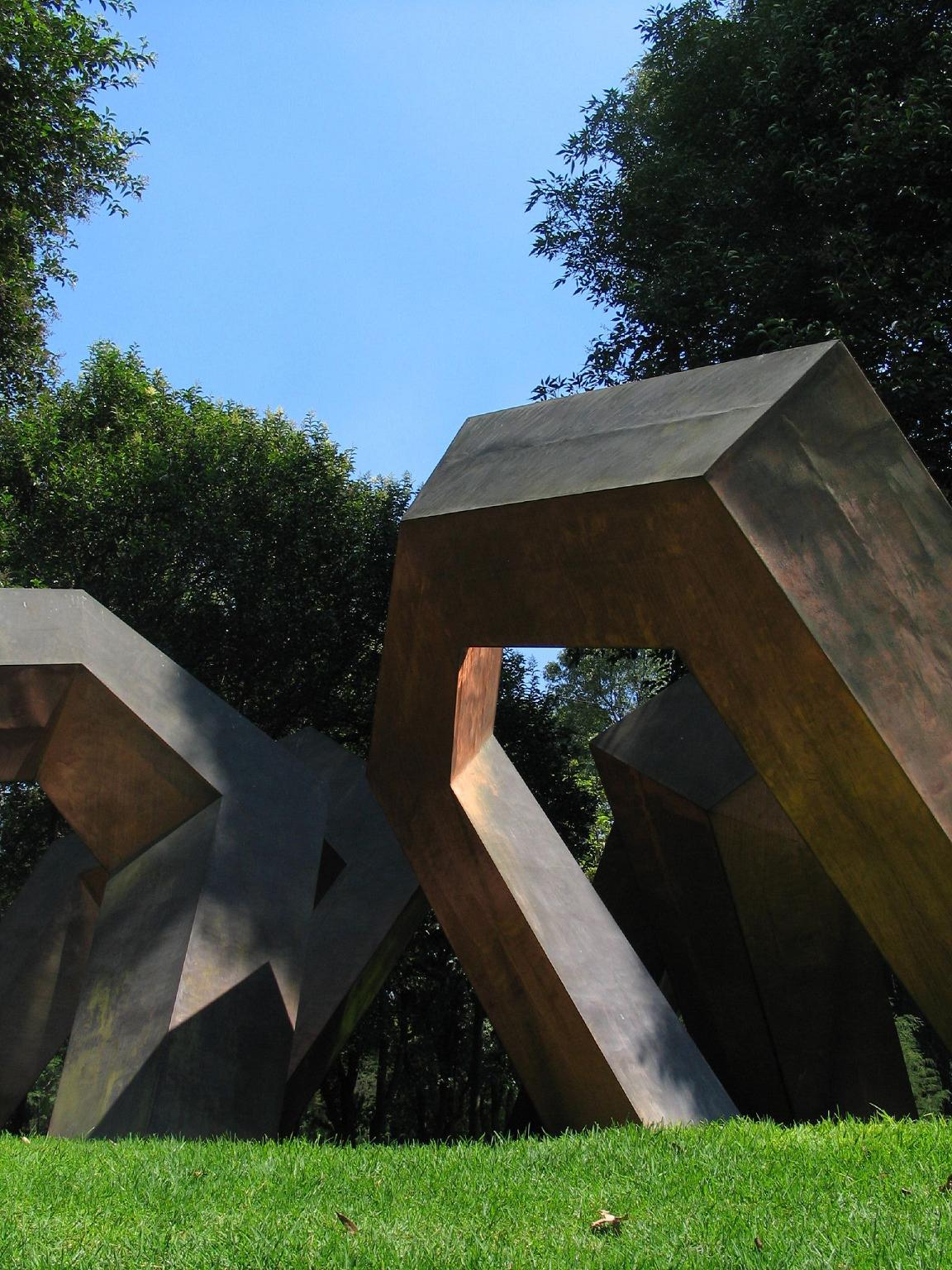
Jardín del Museo de Arte Moderno

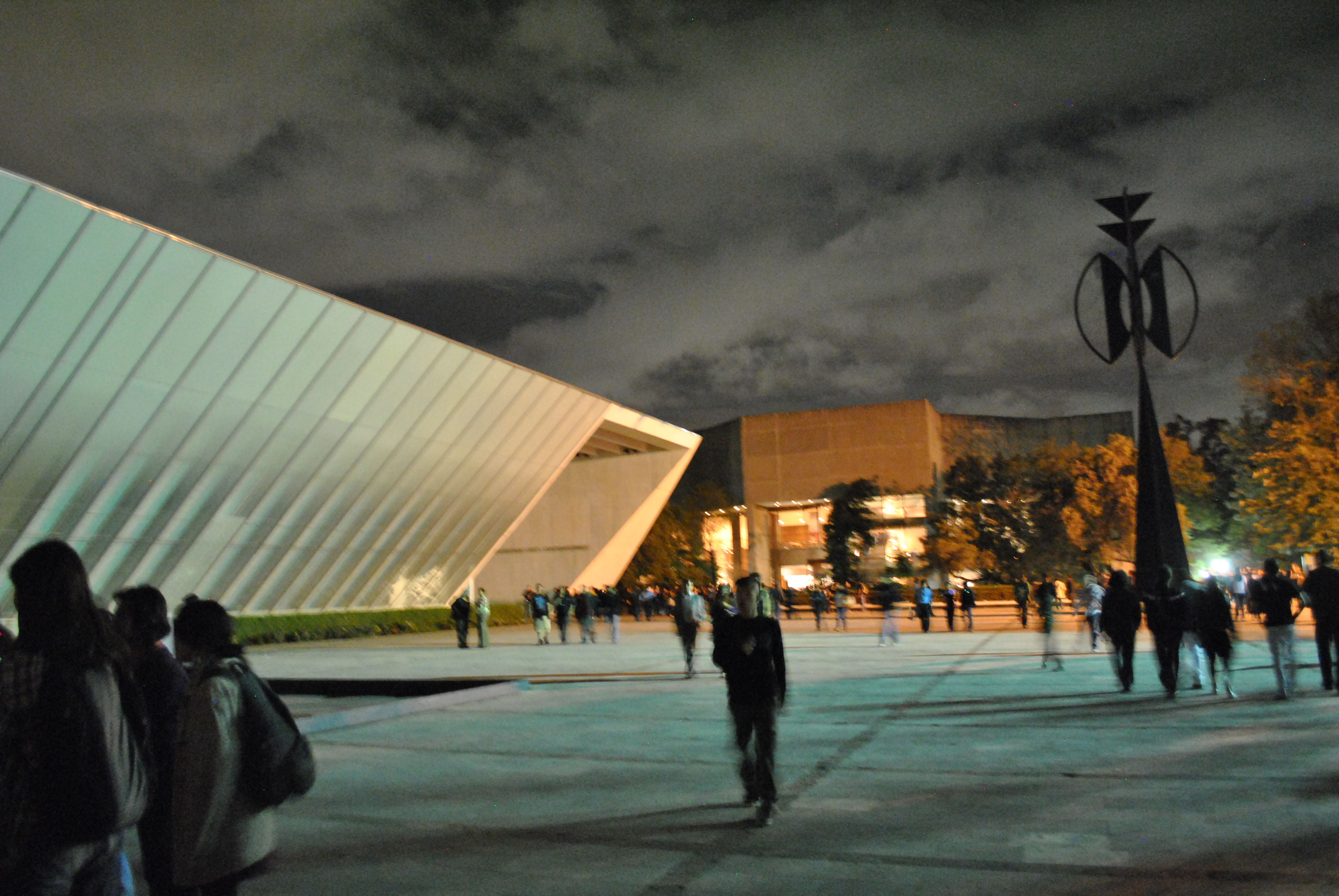
Plaza del Museo Universitario Arte Contemporáneo, al sur de la ciudad

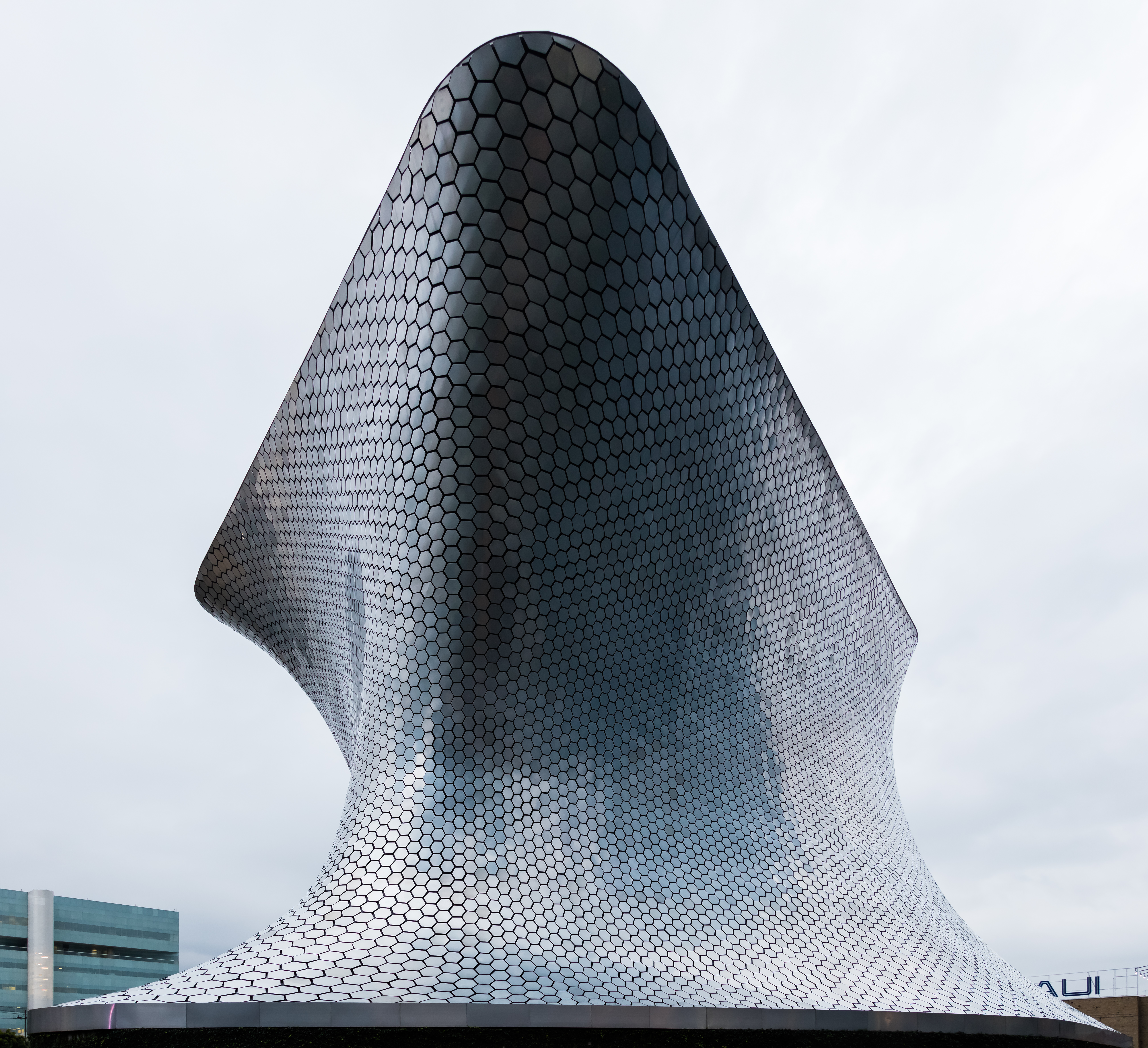
El Museo Soumaya, en la plaza Carso

La Ciudad de México es la segunda ciudad con mayor número de museos en el mundo, solo después de Londres. En total acumula 190 museos, que pueden clasificarse en históricos, de arte, historia natural, arqueológicos, monográficos, de ciencia y técnica. Varios de los edificios emblemáticos de la capital se convirtieron en museos de sitio, es decir, exponen su propia estructura, ornamentos y objetos conservados en su interior. En 2023 se registraron alrededor de 22.2 millones de visitantes.
En la primera categoría destacan el Museo Nacional de Historia que recopila todos los acontecimientos del México independiente en el emblemático Castillo de Chapultepec; y el Museo Nacional de Antropología que presenta los vestigios artísticos y tradicionales de todas las civilizaciones mesoamericanas; este es el museo más grande del país.
En la segunda agrupación, la ciudad cuenta con numerosos museos dedicados al arte, que incluyen el colonial, moderno y contemporáneo. El Museo Tamayo se inauguró a mediados de la década de 1980 para albergar una colección de arte contemporáneo internacional, donada por el pintor mexicano Rufino Tamayo (nacido en el estado de Oaxaca). La colección incluye piezas de Picasso, Paul Klee, Kandinsky, Warhol y muchos otros, aunque la mayoría de la colección se almacena mientras se muestran las exhibiciones que visitan. El Museo de Arte Moderno (MAM) es un repositorio de artistas mexicanos del siglo XX, incluidos Rivera, Orozco, Siqueiros, Kahlo, Gerzso, Carrington, Izquierdo y Tamayo, entre otros, y también alberga exposiciones temporales de arte moderno internacional. En la zona sur de la ciudad, el Museo Carrillo Gil exhibe artistas de vanguardia, al igual que el Museo Universitario Arte Contemporáneo (MUAC), diseñado por Teodoro González de León e inaugurado a finales de 2008.

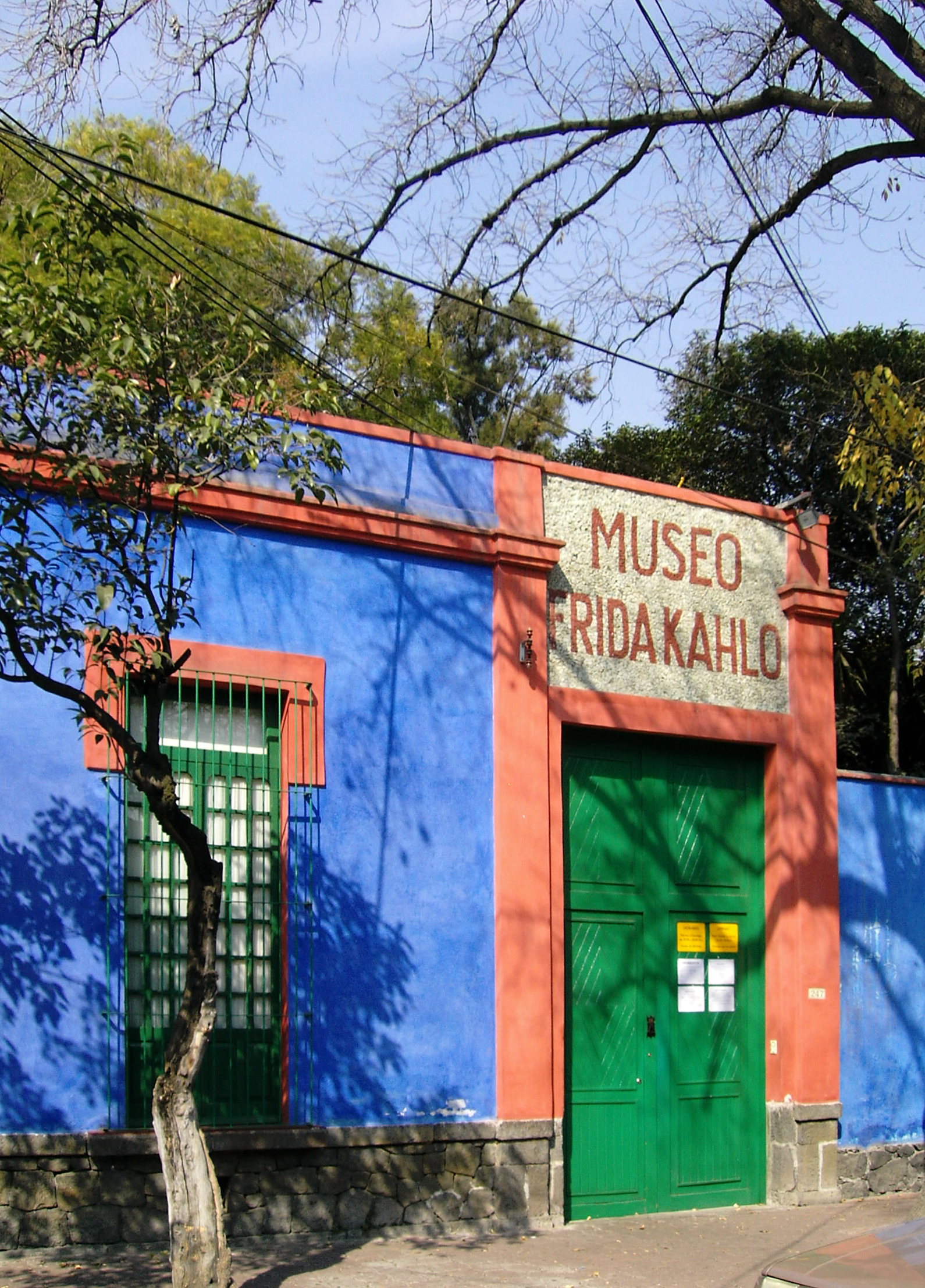
Fachada del Museo Frida Kahlo, en Coyoacán

El Museo Soumaya, que lleva el nombre de la esposa del magnate mexicano Carlos Slim, tiene la mayor colección privada de esculturas originales de Auguste Rodin fuera de París. También tiene una gran colección de esculturas de Dalí, y también incluye piezas de El Greco, Velázquez, Picasso y Canaletto. Inauguró una nueva instalación de diseño futurista en 2011 y mantiene una instalación más pequeña en la Plaza de Loreto, en el sur de la ciudad. El Antiguo Colegio de San Ildefonso, en el centro histórico de la Ciudad de México, un palacio con columnas del siglo XVII, alberga regularmente exposiciones de arte mexicano e internacional, y sus exposiciones han incluido las de David LaChapelle, Antony Gormley y Ron Mueck. El Museo Nacional de Arte (MUNAL) también se encuentra en un antiguo palacio del centro histórico, el cual alberga una gran colección de piezas de los principales artistas mexicanos de los últimos 400 años y también organiza exposiciones. El Museo Júmex está dedicado al arte contemporáneo, ubicado en los extensos terrenos de la empresa de jugos Jumex, tiene una de las mayores colecciones privadas de arte contemporáneo de América Latina; alberga piezas de su colección permanente, así como exhibiciones itinerantes de destacados artistas contemporáneos. 
En octubre del 2020, durante el primer año de la contingencia por la pandemia por el coronavirus, se inauguró el Museo Kaluz en el que fuera el Hotel de Cortés, en el centro histórico de la Ciudad de México.
En la tercer categoría sobresale el Museo de Historia Natural en el Bosque de Chapultepec; custodia ejemplares de animales taxidermizados, fósiles, rocas, minerales, esculturas y modelos. Uno de sus piezas más emblemáticas, es la réplica del esqueleto de un dinosaurio del género Diplodocus. En el rubro de museos arqueológicos, el más importante de la capital es el Museo del Templo Mayor, construido en torno a las ruinas del principal centro ceremonial mexica.
En el ámbito de los museos monográficos, es decir, aquellos dedicados a una temática particular, es preponderante entre los recintos de la ciudad, el Museo Memoria y Tolerancia, inaugurado a principios de 2011. La idea de dos jóvenes mexicanos se transformó en un espacio único dedicado a mostrar todos los principales acontecimientos históricos de discriminación y genocidio. Las exhibiciones permanentes incluyen las del Holocausto, Genocidio de Ruanda, Genocidio guatemalteco y otras atrocidades a gran escala.
En el último ramo destacan Universum, museo de las ciencias y tecnología de la UNAM y Papalote Museo del Niño; ambos con un perfil interactivo en el conocimiento y aprendizaje de las disciplinas científicas y los avances tecnológicos.

### Artes escénicas y entretenimiento

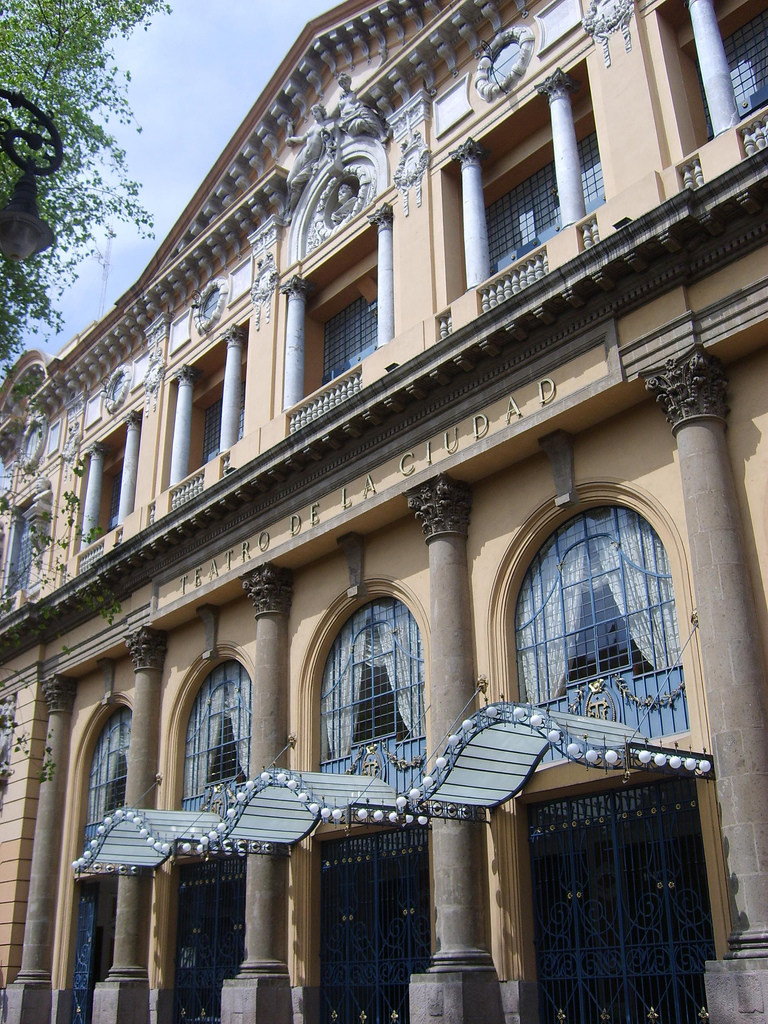
El Teatro de la Ciudad Esperanza Iris

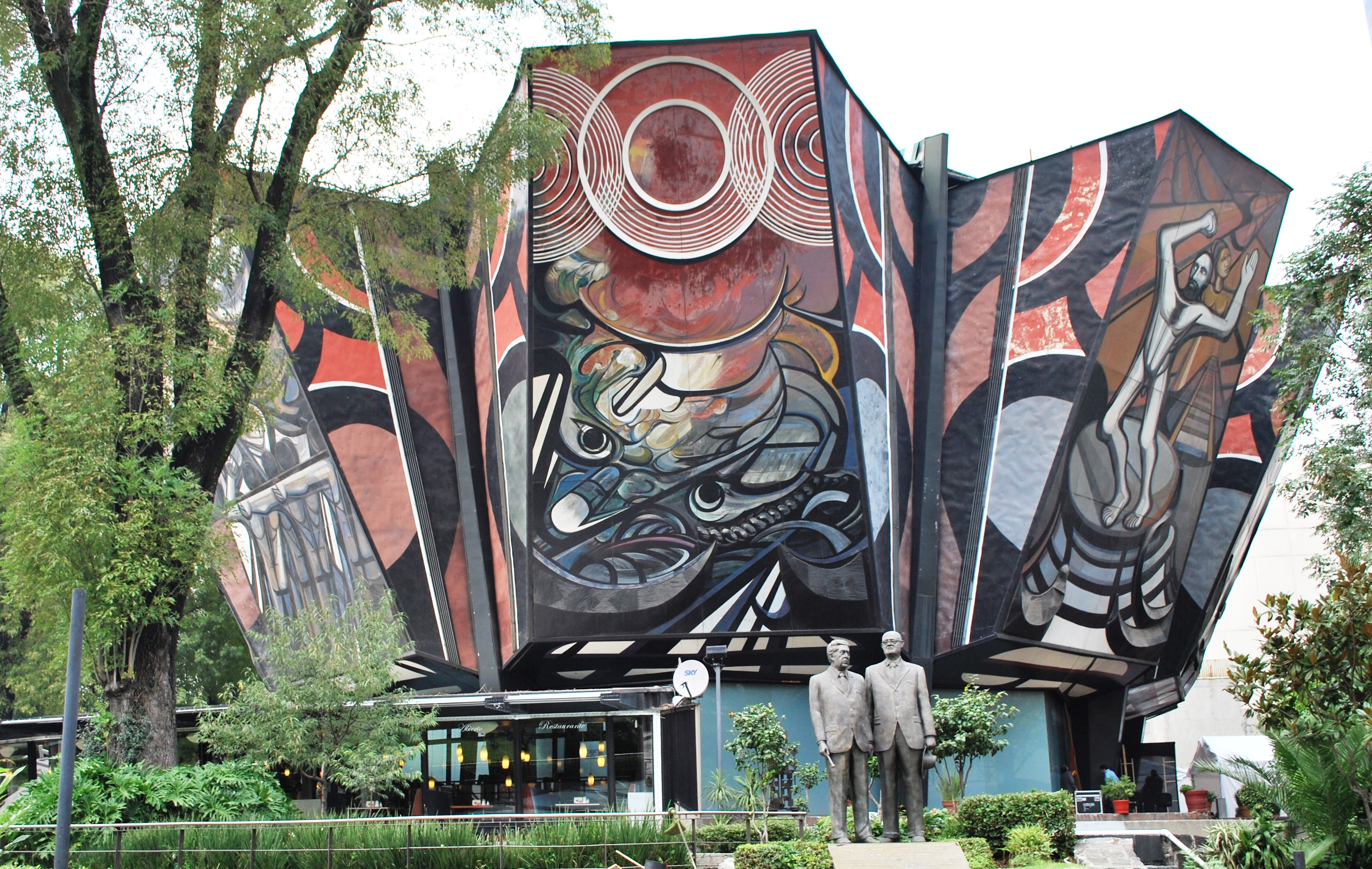
El Polyforum Cultural Siqueiros y su mural «La Marcha de la Humanidad»

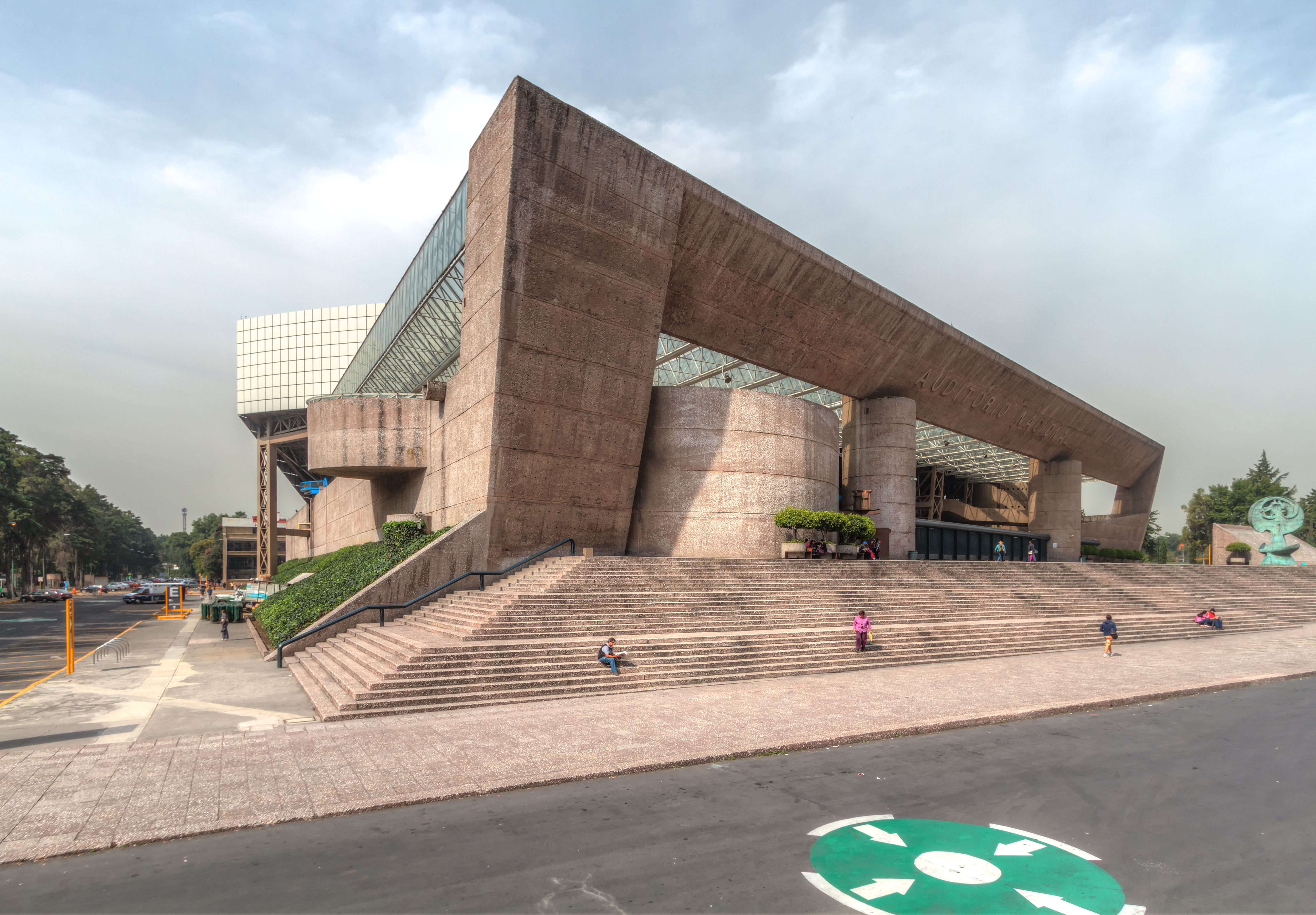
El Auditorio Nacional

La Ciudad de México es la sede de varias orquestas que ofrecen programas de temporada. Éstas incluyen la Orquesta Típica de la Ciudad de México, considerado el ensamble orquestal más antiguo de Latinoamérica, la Orquesta Filarmónica de la Ciudad de México, que actúa en la Sala Ollin Yoliztli; la Orquesta Sinfónica Nacional, la cual opera en el Palacio de Bellas Artes, de igual modo la Orquesta de Cámara de Bellas Artes, la Compañía Nacional de Ópera (Ópera de Bellas Artes), la Compañía Nacional de Danza y del Ballet Folklórico de México de Amalia Hernández; la Orquesta Filarmónica de la UNAM (OFUNAM), y la Orquesta Sinfónica de Minería, que se presentan en la Sala Nezahualcóyotl, que fue la primera sala de conciertos envolvente del hemisferio occidental del mundo cuando inaugurada en 1976. También hay muchos conjuntos más pequeños que enriquecen la escena musical de la ciudad, incluyendo la Orquesta Juvenil Universitaria Eduardo Mata (OJUEM) y la Academia de Música Antigua, ambas de la Universidad Nacional Autónoma de México, la Orquesta Escuela Carlos Chávez, el Cuarteto Latinoamericano, el Quinteto de Alientos de la Ciudad de México, la Orquesta del Nuevo Mundo y la Orquesta Sinfónica del IPN.
En la ciudad se realiza una fuerte actividad teatral tanto de iniciativa pública como privada e independiente, con importantes entidades como la Compañía Nacional de Teatro y un total de 160 recintos. De entre ellos, el Teatro de la Ciudad Esperanza Iris inaugurado en 1918, se consagra como uno de los más importantes de la capital, ubicado en el centro histórico. El Polyforum Cultural Siqueiros, el Teatro de los Insurgentes, el Centro Cultural del Bosque, ubicado al lado del Campo Marte, el Centro Cultural Helénico, el Centro Cultural Universitario, la red de Teatros del IMSS como el Teatro Xola Julio Prieto y los Teatros del ISSSTE como el Teatro Julio Jiménez Rueda, el Teatro La Capilla inaugurado por Salvador Novo en 1953 y el Teatro Bar El Vicio por Jesusa Rodríguez en los años 1980, entre muchos otros. Así también, el Teatro Telcel y el Centro Cultural Telmex, el Centro Teatral Manolo Fábregas y varios de sus alrededores como el Teatro San Rafael, que se encuentran en el barrio de mismo nombre. El Teatro Metropólitan, antigua sala de cine de los años 1940, es dedicado principalmente a la realización de obras de teatro, conciertos, musicales, recitales, presentaciones de danza, entre otros, tanto a nivel nacional como internacional.
La Cineteca Nacional es uno de los recintos principales de exhibición de cine nacional e internacional, además de su labor de conservación, restauración e investigación sobre el cine mexicano. El Auditorio Nacional es el principal recinto de espectáculos contemporáneos en México, considerado entre los mejores del mundo por diversos medios especializados, localizado sobre el paseo de la Reforma, donde se encuentran otro lugar de menor capacidad de espectadores llamado el Lunario.
La ciudad cuenta también con arenas de espectáculos, destinadas para eventos tales como conciertos, eventos deportivos, circos, entre otros. La más antigua es la Arena México, arena multipropósito especialmente usada para la lucha libre profesional; el Palacio de los Deportes arena construida para los Juegos Olímpicos de 1968 y la nueva Arena Ciudad de México, el más grande y moderno centro de espectáculos del país. La capital cuenta con el Foro Sol, recinto deportivo destinado para la realización de eventos masivos, como el Vive Latino; otro espacio deportivo que también es destinado para eventos de espectáculos es el Estadio Azteca.

### Gastronomía

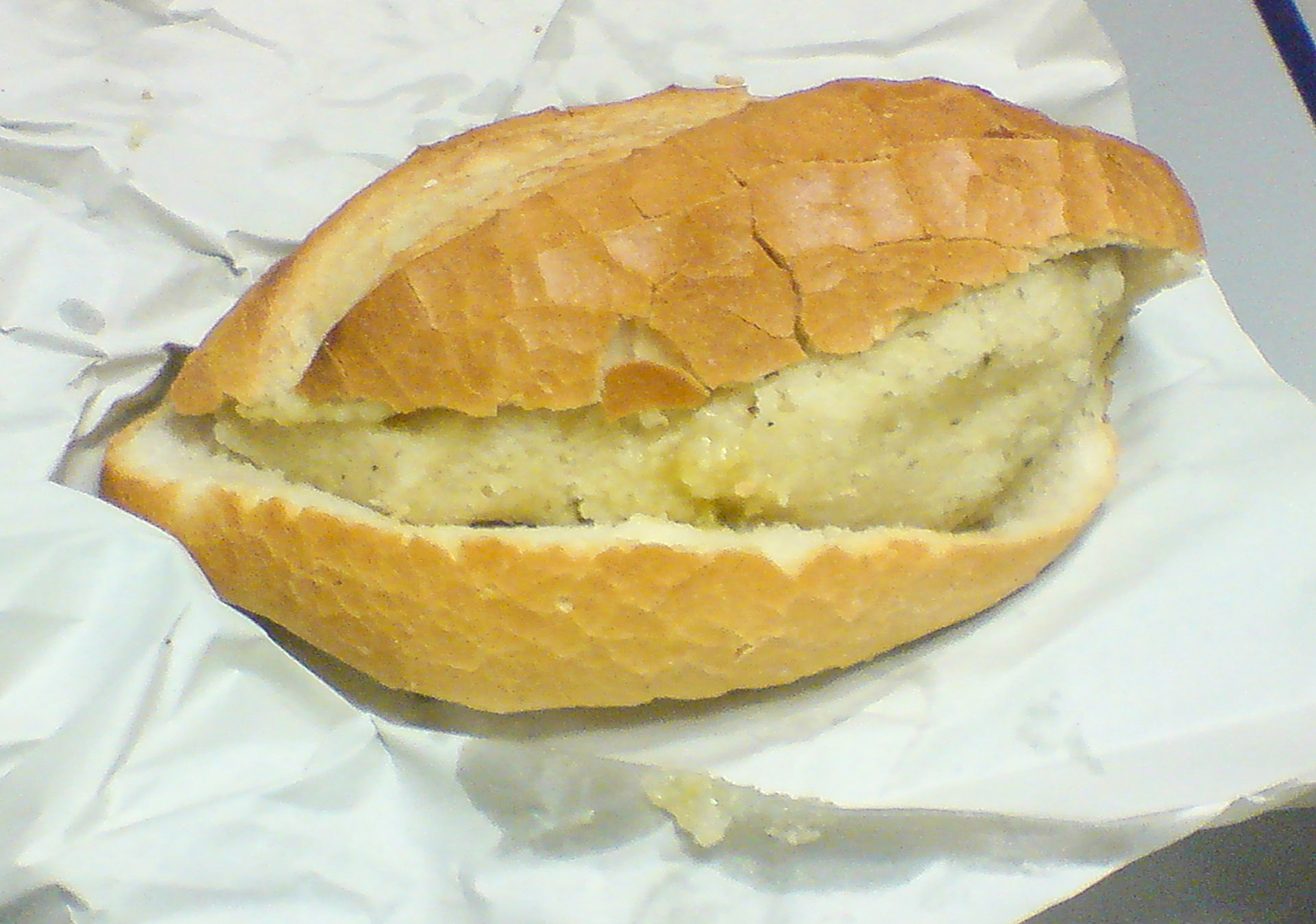
Una guajolota, una torta de tamal tradicionalmente preparada en toda ciudad

En la Ciudad de México, es posible encontrar una amplia gama de alimentos. Existen zonas especializadas en la oferta de comida preparada, como restaurantes y cafeterías. En otros sitios de la ciudad es posible encontrar restaurantes internacionales y de alta cocina, que representan las tradiciones culinarias de países tan diversos como Francia, Italia, Portugal, Polonia, España (incluidas las cocinas regionales de Castilla, Asturias, Galicia y el país Vasco), Tailandia, Japón, Corea, China, Marruecos, Líbano, Perú, Argentina y Brasil. Desde luego, también existen importantes establecimientos dedicados a la gastronomía mexicana de todas las regiones del país.
En lo que respecta a la gastronomía local, la ciudad es, como en otros elementos culturales, un reflejo y cohesión de las tradiciones culinarias del país. La antigua tradición gastronómica del valle de México ha venido desapareciendo, acompañada por una creciente dificultad para conseguir los ingredientes que eran nativos de la cuenca lacustre. En la actualidad, conseguir ahuautle —hueva de mosquitos lacustre— es prácticamente imposible, amén de los patos silvestres y las guías de calabaza, que eran básicas en la gastronomía de Iztapalapa. El mixmole —mole de pescado— que se prepara en Míxquic ha tenido que sustituir las lenguas de vaca —una especie de quelite— por acelgas, y los pescados nativos por carpas. Hoy en día, en las calles se consumen diariamente típicos antojitos mexicanos tales como el tlacoyo (de la palabra tlatlaoyo en náhuatl) que es una tortilla gruesa, ovalada y larga (generalmente de maíz azul) rellena de frijoles, haba o requesón. También los tradicionales tacos de bistec, suadero y «al pastor», y quesadillas con ingredientes como flor de calabaza, huitlacoche (hongo negro proveniente del maíz), papas con chorizo, picadillo y muchos guisados más. Todos éstos siempre acompañados con variados estilos de salsa verde y roja, cebollas asadas, nopales y frijoles. También son tradicionales las «guajolotas», que son tortas de tamal, generalmente de rajas, salsa verde, o de mole.
Por otra parte, la ciudad es sede de eventos gastronómicos de envergadura nacional, como la Feria Nacional del Mole, que se celebra durante las tres primeras semanas de octubre en San Pedro Atocpan (Milpa Alta).

### Casas de cultura
Según el Sistema de Información Cultural (SIC) de la Secretaría de Cultura hay un total de 226 casas de cultura o centros culturales en la Ciudad de México. Los siguientes son tan sólo algunos ejemplos (algunos pertenecen a las demarcaciones territoriales de la Ciudad de México; otros, a las representaciones oficiales de los estados, otros más dependen de instituciones educativas públicas y también los hay que funcionan gracias a la iniciativa privada):
- Casa de Cultura Azcapotzalco
- Casa de Cultura del Estado de Tabasco
- Casa de Cultura Gaby Brimmer
- Casa de Cultura Jesús Reyes Heroles
- Casa de Cultura Jaime Sabines
- Casa de la Cultura México-Japonesa
- Casa de las Humanidades de la Universidad Nacional Autónoma de México
- Casa Universitaria del Libro de la Universidad Nacional Autónoma de México
- Centro Cultural Alicia Santillana de Guajardo (Quinta Alicia)
- Centro Cultural Arnaldo Orfila
- Centro Cultural Border
- Centro Cultural Casa Talavera, de la Universidad Autónoma de la Ciudad de México
- Centro Cultural de España en México de la Agencia Española de Cooperación Internacional para el Desarrollo (AECID)
- Centro Cultural de la Secretaría de Hacienda y Crédito Público
- Centro Cultural del Gobierno del Estado de Chihuahua
- Centro Cultural Ex Convento Carmelita del Desierto de los Leones
- Centro Cultural Helénico
- Centro Cultural Ollin Yoliztli de la Secretaría de Cultura de la Ciudad de México
- Centro Cultural Policial
- Centro Cultural Universitario y Centro Universitario Cultural
- Centro Cultural Universitario Tlatelolco
- Centro Cultural y Social Veracruzano
- Centro Cultural Los Talleres
- Centro Cultural San Ángel
- Centro de Arte y Oficios de Iztacalco
- Centro de la Imagen
- Centro Nacional de las Artes
- Circo Volador
- Complejo Cultural Los Pinos
- Red de FAROS (Aragón, Azcapotzalco, Cosmos, Indios Verdes, Miacatlán, Oriente, Tláhuac, Tecómitl)
- Instituto Italiano de Cultura

### Festividades y otras expresiones de la cultura popular

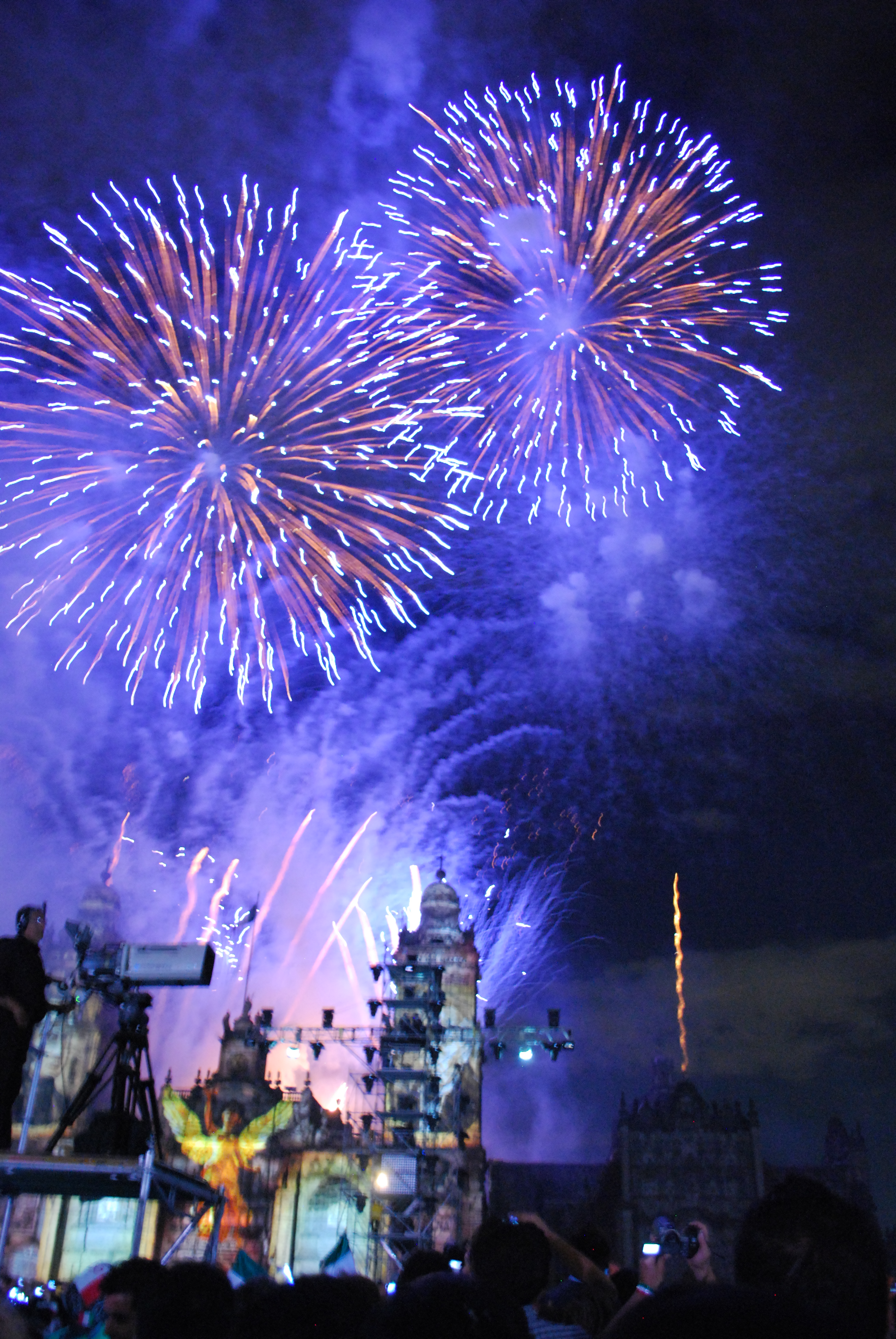
Celebración del Día de la Independencia, en el Zócalo capitalino

La Ciudad de México es sede de importantes festividades a nivel nacional, que van desde la celebración del Día de la Independencia en el Zócalo, a festividades religiosas, como la Representación de la Pasión de Jesús en Iztapalapa, el Día de Muertos en Míxquic o las peregrinaciones a la Basílica de Guadalupe.
Todos estos sucesos atraen a cientos de miles de personas procedentes de todo el país y del extranjero a la capital. Algunas demarcaciones tienen calendarios saturados de festividades populares, como Milpa Alta, cuyo número alcanza la cifra de setecientas fiestas anuales. Al lado de las tradiciones nativas de la ciudad, la inmigración ha contribuido a la integración en la cultura capitalina de eventos como la Guelaguetza, impulsada por los migrantes oaxaqueños, o bien la celebración del Año Nuevo Chino. A finales del siglo XX y principios del XXI, la globalización ha permitido la proliferación en la capital de expresiones extranjeras que se han mezclado con las preexistentes. Así, por ejemplo, es posible observar la iconografía del Halloween en los altares de muertos; grafitis introducidos por los migrantes que volvieron, y que forman parte del paisaje urbano de la Ciudad de México, o bien las incontables reelaboraciones del rock que realizan grupos capitalinos, comerciales y subterráneos.
La Ciudad de México tiene una importante y arraigada tradición taurina y alberga a una muy numerosa afición. No obstante, ante el impulso de activistas existen proyectos en el congreso local para prohibir las corridas de toros. La temporada grande se celebra en la Plaza México, que, aparte de ser la más grande del mundo, es considerada la más importante de Iberoamérica. La temporada empieza en otoño y termina en primavera.

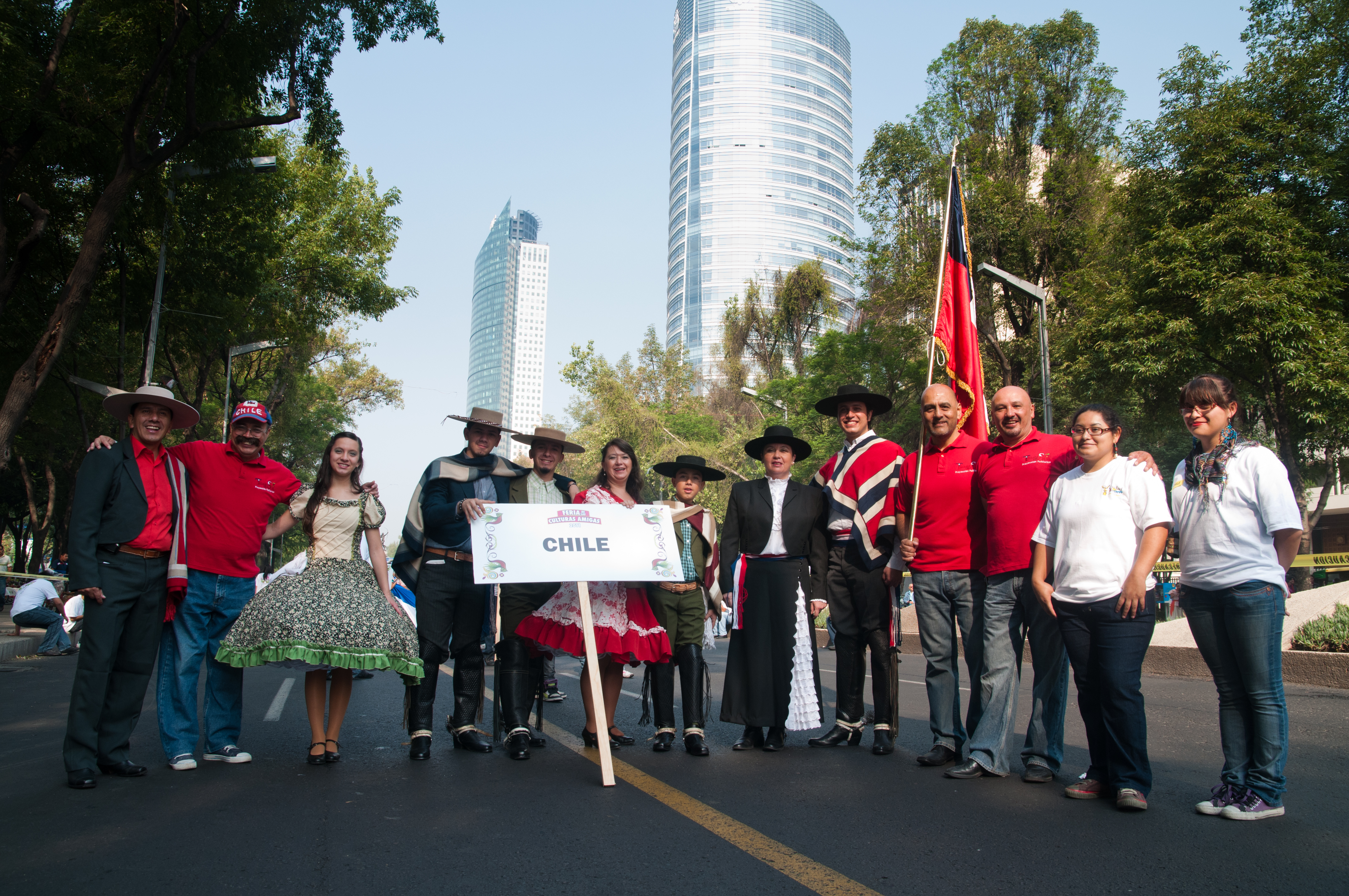
Participantes del stand de Chile en la FICA cuando aún se realizaba en paseo de la Reforma

Tras la pandemia de Influenza AH1N1 en 2009, el gobierno del entonces Distrito Federal impulsó la creación de una festividad de carácter cultura y diplomático, así nació la denominada Feria Internacional de las Culturas Amigas (FICA), que originalmente se realizó en el paseo de la Reforma y que posteriormente se llevó al Zócalo. Tiene como fin ser un punto de reunión donde los visitantes aprenden y conocen las tradiciones, gastronomía, cultura y costumbres de diferentes naciones a lo largo del mundo. Es ya la celebración más importante de comunicación y cercanía con más de 73 países participantes, en la Ciudad de México. Debido a su éxito, muchos países han mostrado interés en adquirir un espacio en la feria para exponer su riqueza y su diversidad cultural, donde se pueden apreciar un sinfín de reliquias artesanales, música, platillos típicos, vestimenta, arte, textos, entre otros muchos objetos característicos.
Con el mismo espíritu nació en 2021 la Feria de las Cultura Indígenas, Pueblos y Barrios Originarios de la Ciudad de México con el fin de dar a conocer la riqueza cultural de carácter local. La Ciudad de México cuenta con una gran tradición oral, que va desde mitos muy antiguos como La Llorona, que supuestamente estaría relacionado con la Cihuacóatl mexica, hasta la leyenda, muy difundida en los hospitales capitalinos, de La Planchada, que versa sobre una enfermera espectral que sana milagrosamente a los muertos desahuciados a los que cuida.

## Educación e investigación
La Ciudad de México tiene una tasa de analfabetismo de 1.42%, es decir, que el 98.58 por ciento de los capitalinos mayores de cinco años, saben leer y escribir; de acuerdo al censo de 2020, entre las instituciones públicas bajo administración federal o local, y escuelas privadas, en la Ciudad de México existían: 432 de educación inicial, 3150 de preescolar, 3002 de primaria, 1321 de secundaria, 567 de educación media superior y 349 de educación superior (la mayoría incluyendo niveles de posgrado en su estructura). La capital de la república lidera la estadística nacional en cuanto a escolaridad promedio, alcanzando los 11.32 años de estudios (equivalente a estudios de nivel medio superior concluidos), la entidad concentra una alta proporción de personas que han concluido una formación universitaria o de posgrado.
En la Ciudad de México, el acceso a la ciencia y la tecnología está garantizado como derecho humano por la Constitución local; por lo que el gobierno deberá proveer los medios y facilidades para la investigación e innovación, así como la masiva divulgación o uso de estas, en todas las áreas del conocimiento.

### Educación media superior

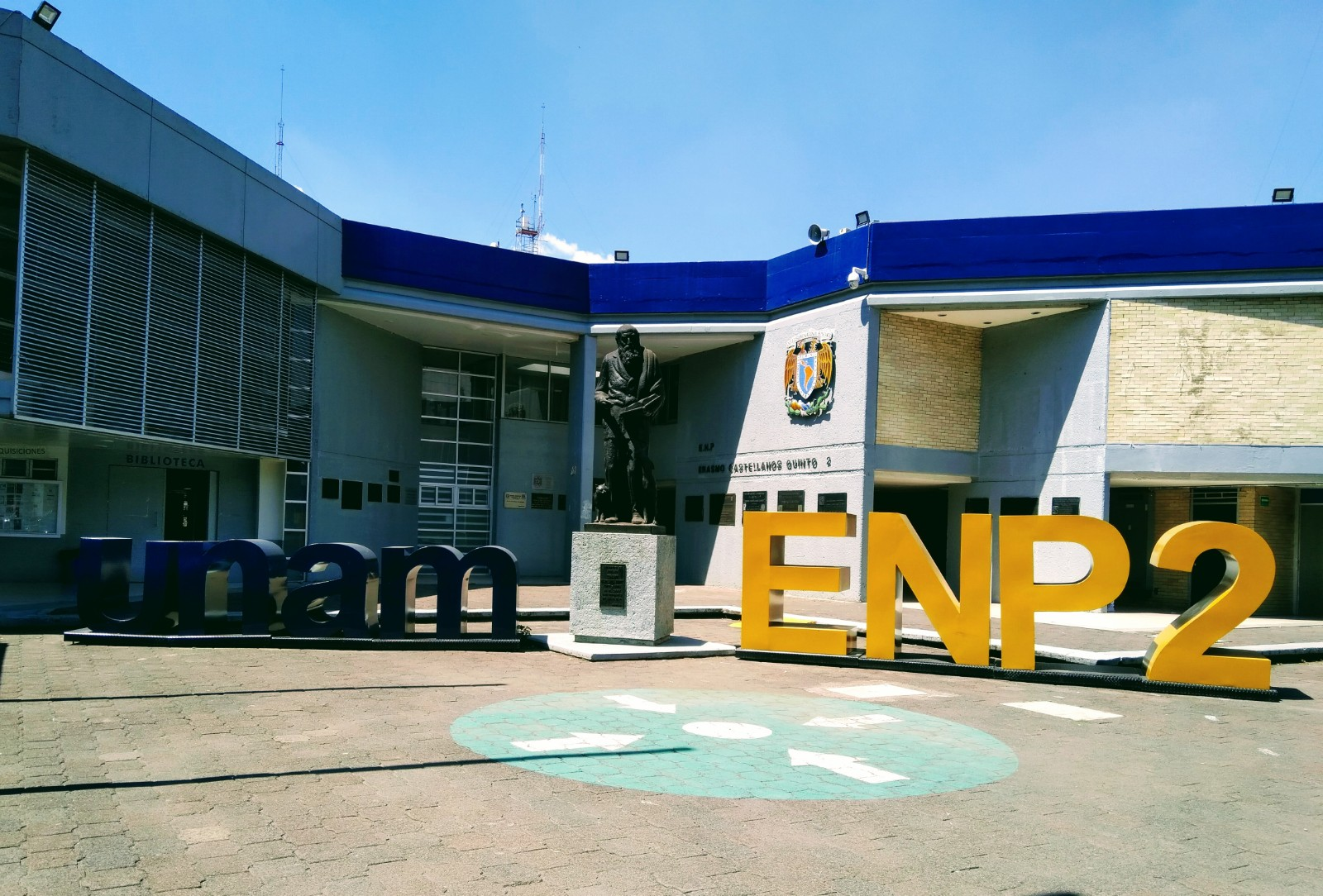
Escuela Nacional Preparatoria, Plantel 2 "Erasmo Castellanos Quinto"

La Zona Metropolitana de la Ciudad de México cuenta con institutos de educación media superior públicos y privados. En el caso de ingreso a los bachilleratos públicos de educación media superior, se realiza un concurso democrático organizado por la «Espacio de Coordinación de la Educación Media Superior (ECOEMS)» Anteriormente conocido como Comipems, conformada por nueve instituciones que organizan de forma unificada.
En este entorno, la Universidad Nacional Autónoma de México diseña y califica su propio examen para los aspirantes que eligieron uno de sus planteles como la primera opción de sus preferencias, al mismo tiempo que mantienen los mecanismos de coordinación con las otras instituciones que integran la Comipems, las cuales utilizan el «Examen Nacional de Ingreso a la Educación Media Superior» (EXANI-I), que elabora y califica el Centro Nacional de Evaluación para la Educación Superior (Ceneval). De igual manera, la Secretaría de Educación capitalina ofrece el «Programa de Bachillerato a Distancia» para cursar, a través de internet y de manera gratuita, el nivel medio superior.
En primera instancia, hay escuelas que pertenecen a las dos universidades más importantes de la ciudad y del país: en el caso de la Universidad Nacional Autónoma de México, son la Escuela Nacional Preparatoria y el Colegio de Ciencias y Humanidades; en el caso del Instituto Politécnico Nacional, son los Centros de Estudios Científicos y Tecnológicos (CECyT; conocidos coloquialmente como vocacionales) y el Centro de Estudios Tecnológicos. En segundo lugar, hay instituciones que pertenecen a la Secretaría de Educación Pública, como el Colegio de Bachilleres, los Centros de Estudios Tecnológicos, Industriales y de Servicios y el Colegio Nacional de Capacitación Profesional. También están los Centros de Educación Artística (Cedart) del Instituto Nacional de Bellas Artes, el Colegio Nacional de Educación Profesional Técnica (Conalep) así como el Instituto de Educación Media Superior de la Ciudad de México (IEMS), que depende del gobierno local.
En términos de apoyo a los estudiantes de la educación media superior, el Gobierno de la Ciudad de México creó el programa Prepa Sí, plan que otorga una beca mensual de entre 500 y 700 pesos a más de 550 000 estudiantes capitalinos de instituciones públicas de la capital y que ha permitido reducir la deserción escolar en más de un 60 por ciento.

### Educación superior

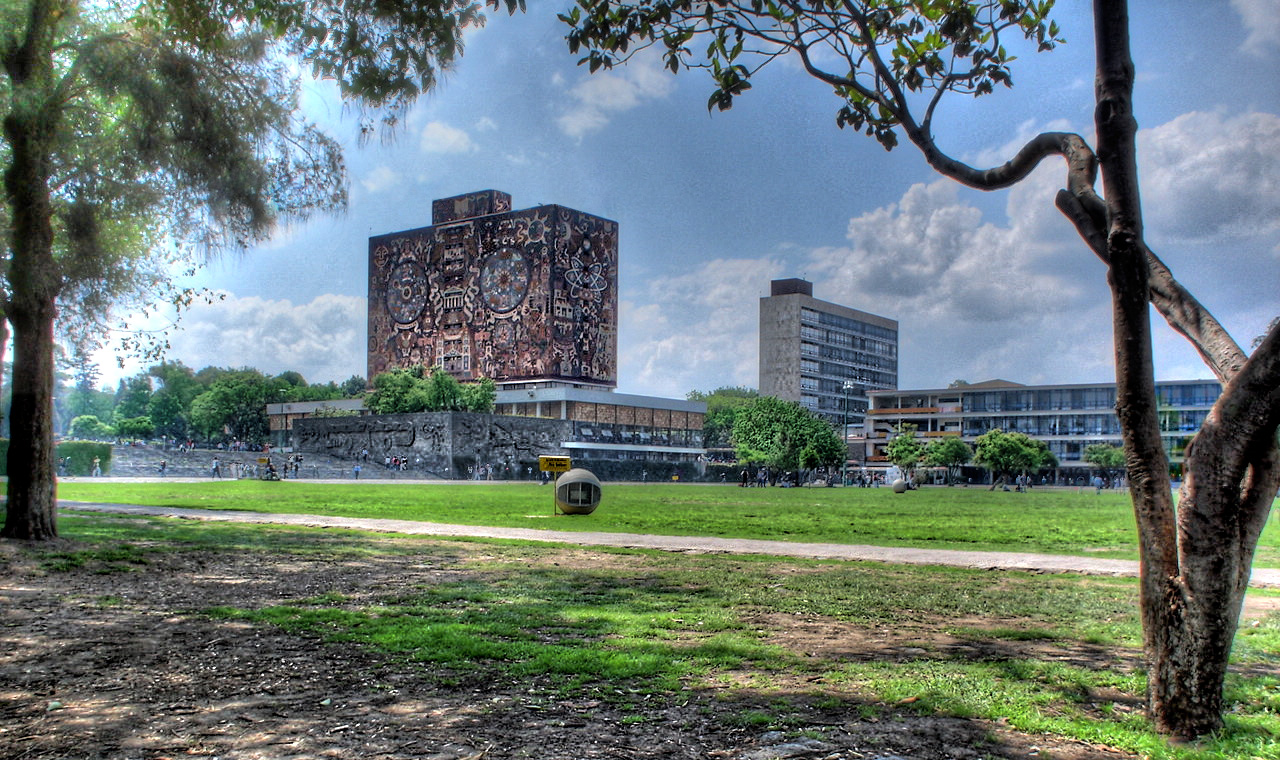
Campus central de la Ciudad Universitaria de la UNAM, en la alcaldía Coyoacán, al sur de la ciudad

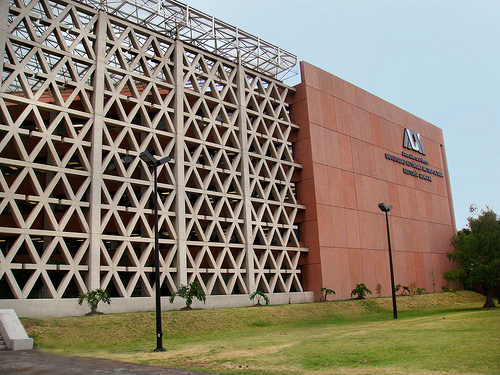
Rectoría de la Universidad Autónoma Metropolitana (UAM)

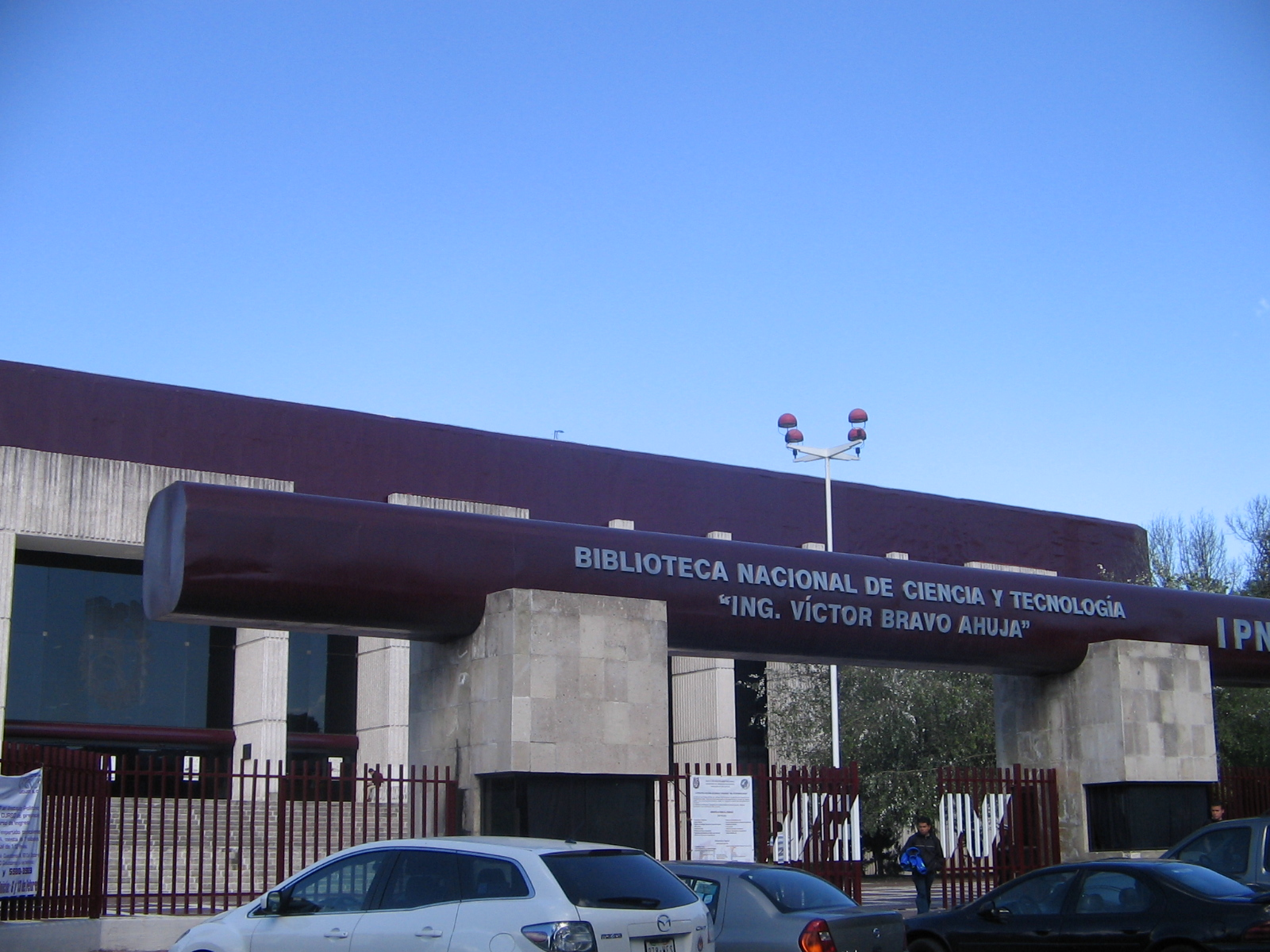
Biblioteca Nacional de Ciencia y Tecnología Ing. Víctor Bravo Ahuja del Instituto Politécnico Nacional (IPN)

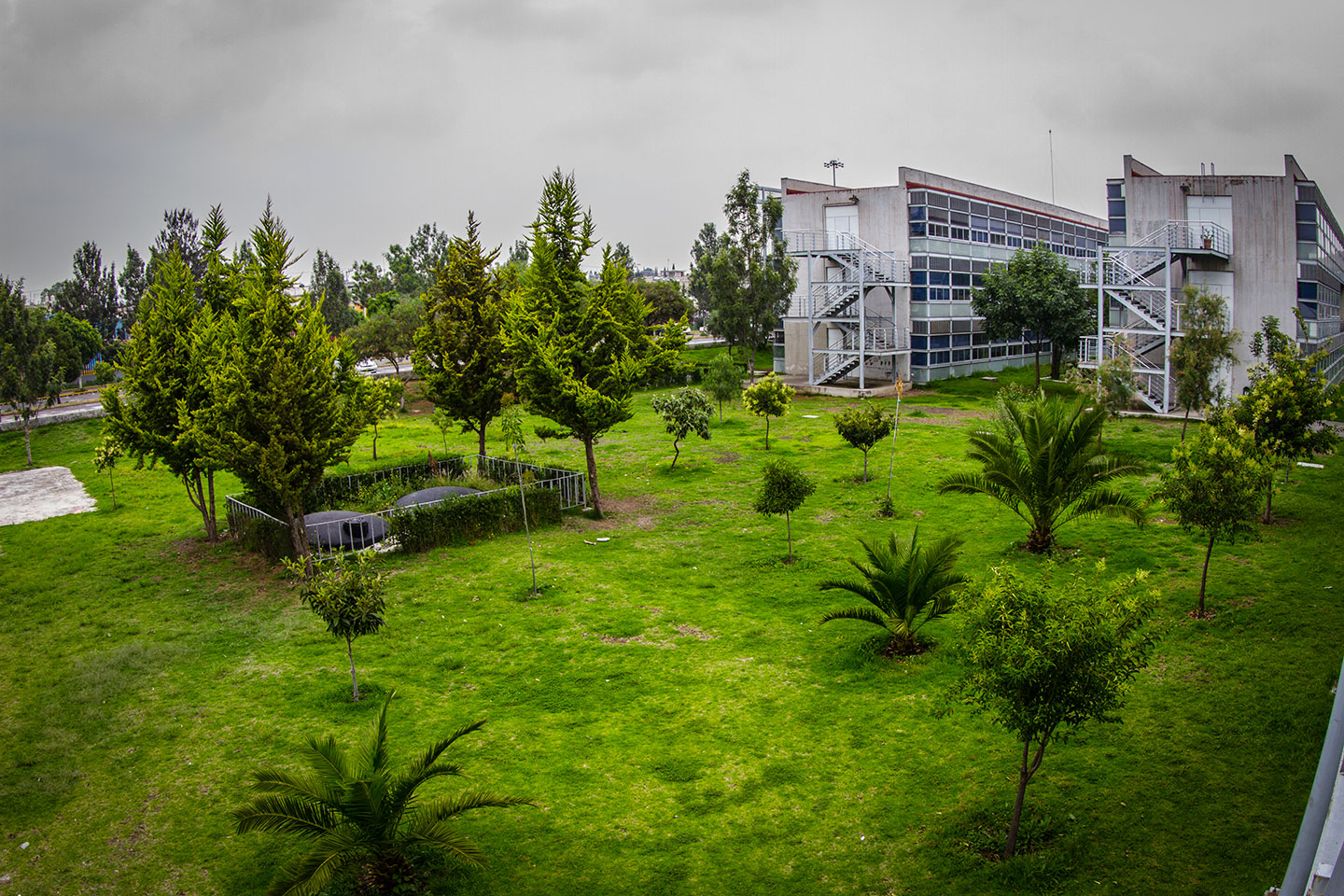
Campus de la Universidad Autónoma de la Ciudad de México (UACM)

Dentro de la ciudad, convergen numerosas instituciones enfocadas a las diversas áreas de estudio, entre las que destacan la Universidad Nacional Autónoma de México (UNAM), la más antigua y una de las de mayor prestigio de México e Hispanoamérica. Ofrece 132 carreras en las distintas áreas del conocimiento siendo también el mayor centro de generación de investigación en el país. Su campus central, conocido como la Ciudad Universitaria (CU) fue nombrado Patrimonio de la Humanidad por la Unesco en el 2007. 
La Universidad Autónoma Metropolitana (UAM) se considera una de las mejores universidades del país y de América Latina, por su alto desempeño académico, así como una de las de mayor cohesión social y desarrollo humano del mundo, clasificada como la universidad mexicana más alta entre las mejores universidades del mundo en el 2019.
El Instituto Politécnico Nacional (IPN) incluye, entre otros, muchos centros y unidades de investigación, donde se llevan a cabo trabajos de alto nivel en distintas disciplinas científicas y tecnológicas.
Entre las instituciones de educación superior en la capital destacan la Universidad Autónoma de la Ciudad de México (UACM), el Instituto de Estudios Superiores de la Ciudad de México Rosario Castellanos (IRC), y la Universidad de la Salud (UNISA), estas tres dependientes del gobierno local. El Centro de Estudios Superiores Navales (CESNAV), la Universidad del Ejército y Fuerza Aérea (UDEFA), El Colegio de México (Colmex) y el Centro de Investigación y Docencia Económicas (CIDE). En las áreas artísticas y humanísticas destacan el Instituto Nacional de Bellas Artes (INBA) con la Escuela Nacional de Pintura, Escultura y Grabado (ENPEG), la Escuela de Diseño, la Escuela de Artesanías, la Escuela Nacional de Danza Clásica y Contemporánea, la Escuela Nacional de Danza Folklórica, el Conservatorio Nacional de Música, la Escuela Superior de Música y la Escuela Nacional de Arte Teatral; el Centro de Capacitación Cinematográfica, la Escuela Nacional de Antropología e Historia (ENAH), y en la formación docente, la Universidad Pedagógica Nacional (UPN) y la Escuela Normal Superior de México. Entre las instituciones privadas destacan el Instituto Tecnológico y de Estudios Superiores de Monterrey (ITESM), la Universidad Tecnológica de México (UNITEC) el Instituto Tecnológico Autónomo de México (ITAM), la Universidad Pontificia de México (UPM), la Universidad La Salle (ULSA), la Universidad Anáhuac, la Universidad Iberoamericana, la Escuela Libre de Derecho, la Universidad Panamericana (UP), la Universidad del Valle de México (UVM), la Universidad del Claustro de Sor Juana y la Escuela Bancaria y Comercial.

### Planetarios
- Planetario Luis Enrique Erro. Pertenece al Instituto Politécnico Nacional, ubicado en la Unidad Profesional Zacatenco. Es el primer planetario de México abierto al público y uno de los más antiguos de América Latina.[318] Fue dotado desde su origen con la tecnología de simulación de la bóveda celeste más avanzada de su época: el proyector planetario marca Carl Zeiss, modelo Mark IV, compuesto por 29 000 piezas de dos mil tipos distintos, con 150 proyectores, que en conjunto permitieron observar la posición real del Sol, de los planetas, de la Luna, de las estrellas, de la Vía Láctea y todos los cuerpos celestes apreciables a simple vista, tal como se observarían desde cualquier punto de la Tierra y a cualquier hora del día o de la noche, en un periodo comprendido entre 10 000 años a. C. y 15 000 años d. C.[318]
- Planetario «José de la Herrán». Forma parte del museo Universum, ubicado en la zona cultural de la Ciudad Universitaria de la UNAM. Muestra distintos objetos celestes a partir de una proyección digital. Puede observarse en el cielo nocturno completamente despejado, es decir, libre de contaminación atmosférica y de luz artificial. Las funciones ofrecen tres temáticas: la noche que proyecta el cielo nocturno del día en que se visite el planetario, las noches del mes, se hace un recorrido por el cielo nocturno según el mes de la visita y películas con temáticas relacionadas con las ciencias del espacio.[319]
- Planetario del Museo Tecnológico (MuTec). Lo inauguraron el 29 de mayo del 2009 el presidente de México Felipe Calderón Hinojosa y el primer astronauta mexicano Rodolfo Neri Vela. Se ofrecen allí impactantes proyecciones científicas, ya que está equipado con tecnología de vanguardia para generar una experiencia visual única en su tipo. Se localiza en la segunda sección del Bosque de Chapultepec.[320]

### Bibliotecas

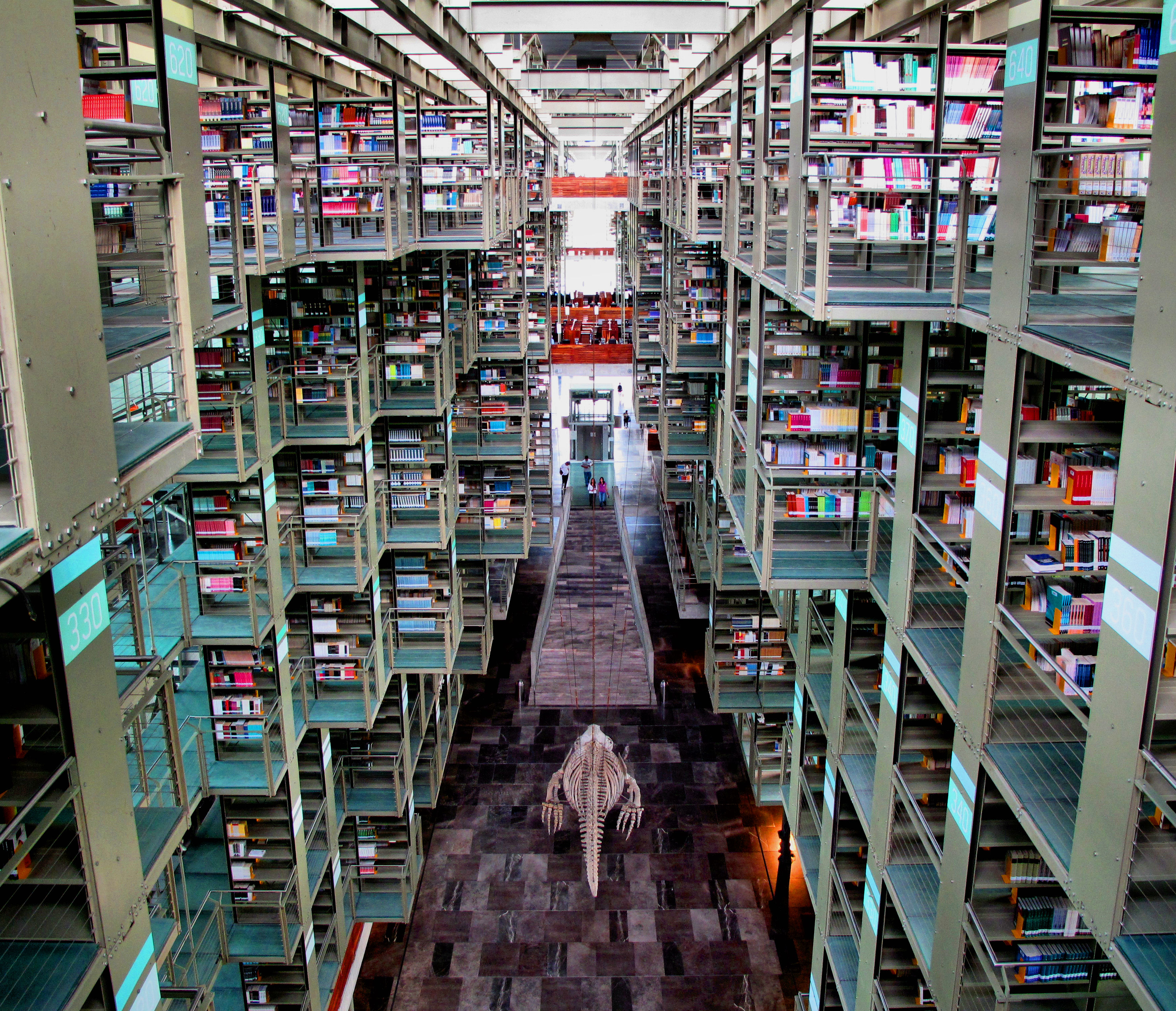
Vista de los libros y las estanterías, en el interior de la Biblioteca Vasconcelos

Las principales bibliotecas públicas de la ciudad son:
- La Biblioteca Nacional de México (BNM), el máximo repositorio bibliográfico del país,[321] se encuentra en la Ciudad Universitaria (UNAM) y fue fundada el 30 de noviembre de 1867 por el presidente Benito Juárez. A la fecha, conserva y resguarda más de 1 250 000 libros y documentos. La administración y coordinación están a cargo del Instituto de Investigaciones Bibliográficas de la UNAM. Muchos de los servicios están disponibles para el público en general; incluyen una sala de consulta abierta para los libros y CD-ROM, así como salas especializadas como la mapoteca, la fonoteca, los materiales didácticos, el tiflológico, la iconoteca y la videoteca.
- La Biblioteca Vasconcelos, conocida como la megabiblioteca por la prensa mexicana, es un recinto bibliográfico ubicado en la alcaldía Cuauhtémoc.[322] Se inauguró en el 2006 durante la administración del presidente Vicente Fox Quesada. Es obra del arquitecto Alberto Kalach y ha sido mencionada en la revista Architectural Record como uno de los edificios de bibliotecas más representativos y modernos del mundo.[323] El recinto ofrece acceso gratuito a servicios bibliotecarios y a diversas actividades culturales. Pone a disposición de los usuarios una colección de 580 mil libros, y cuenta con colecciones de materiales multimedia, infantil, material en sistema Braille y material musical. En su interior se encuentra la Mátrix Móvil, obra del artista Gabriel Orozco.

## Transporte

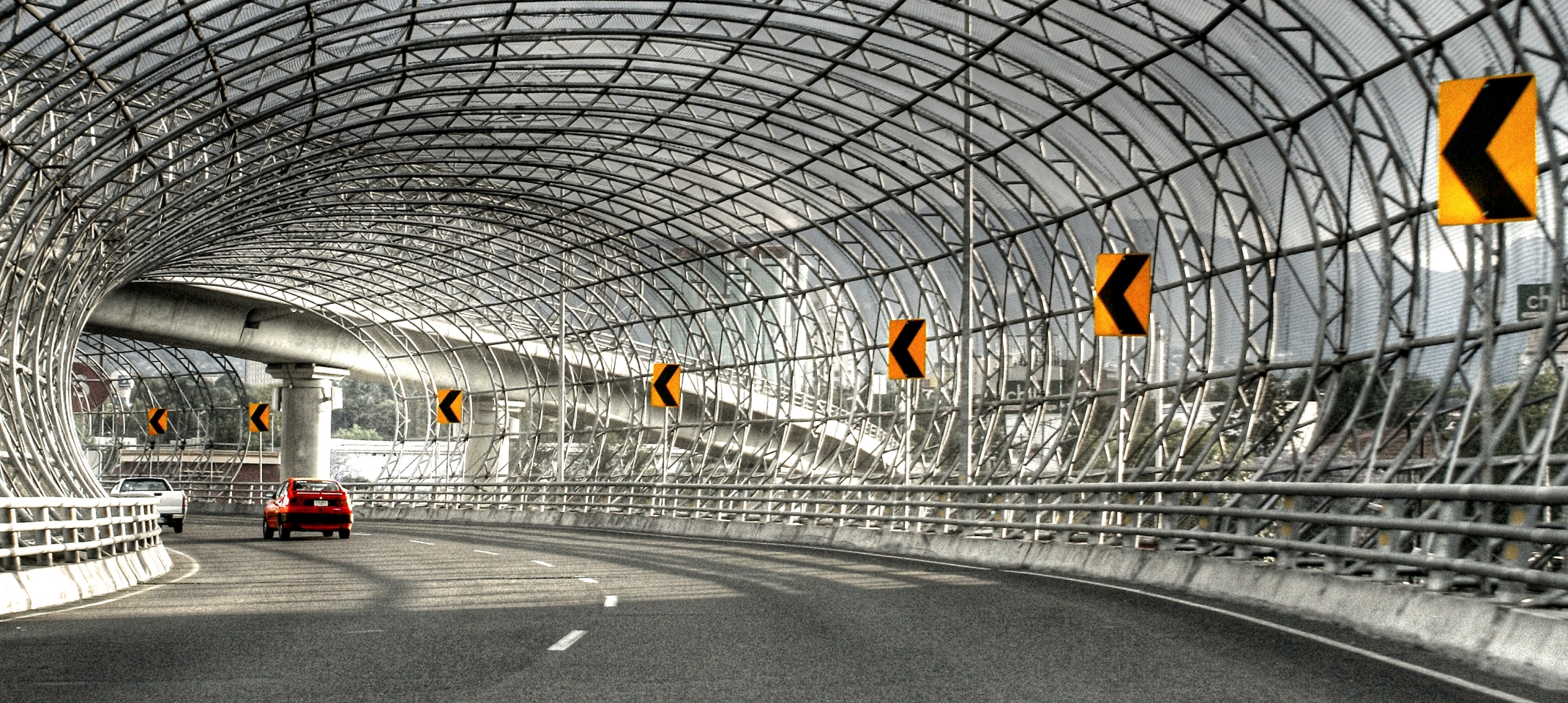
Segundo piso del Anillo Periférico, en San Jerónimo

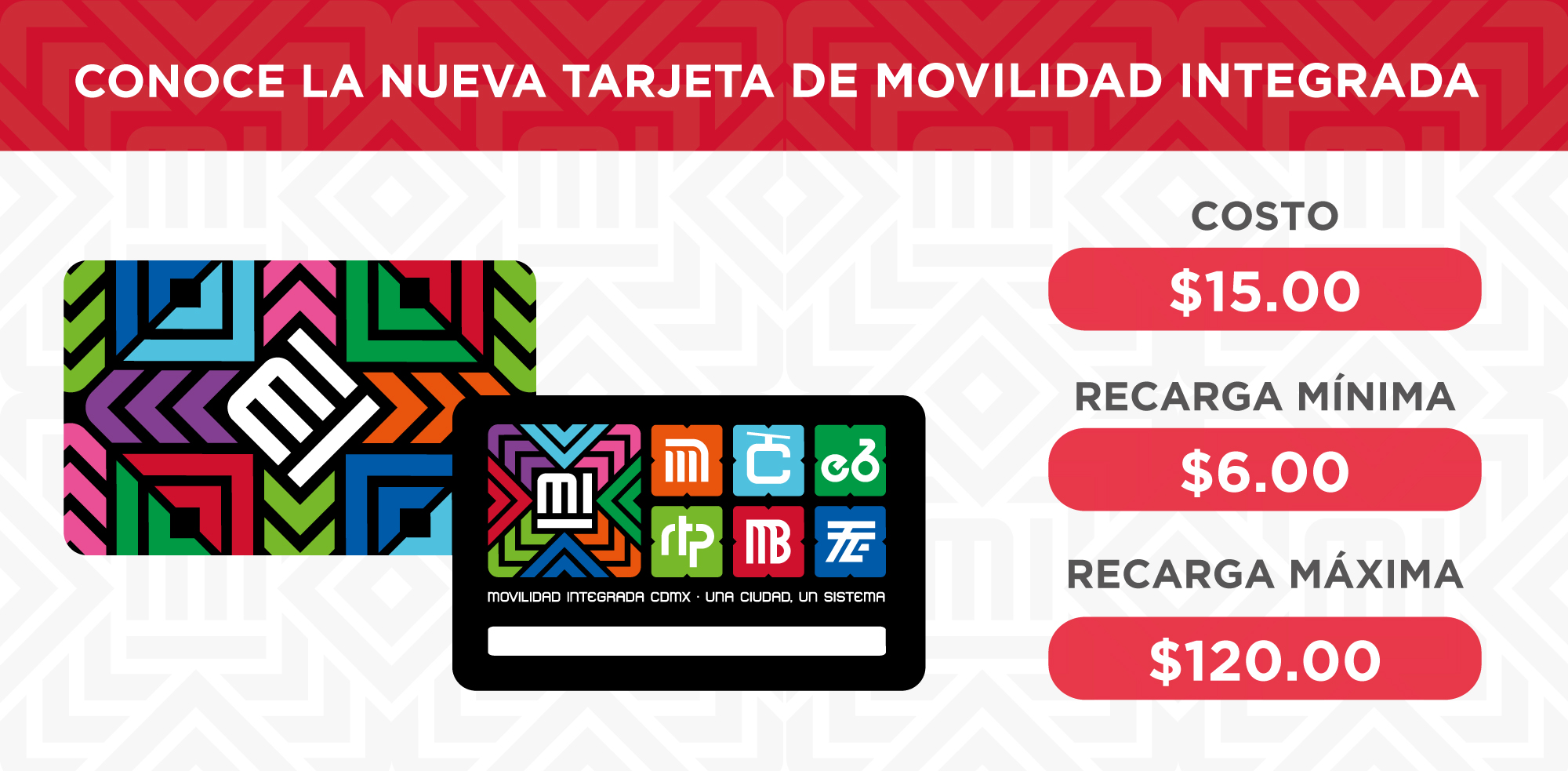
Tarjeta de Movilidad Integrada con los diferentes sistemas representados por colores.

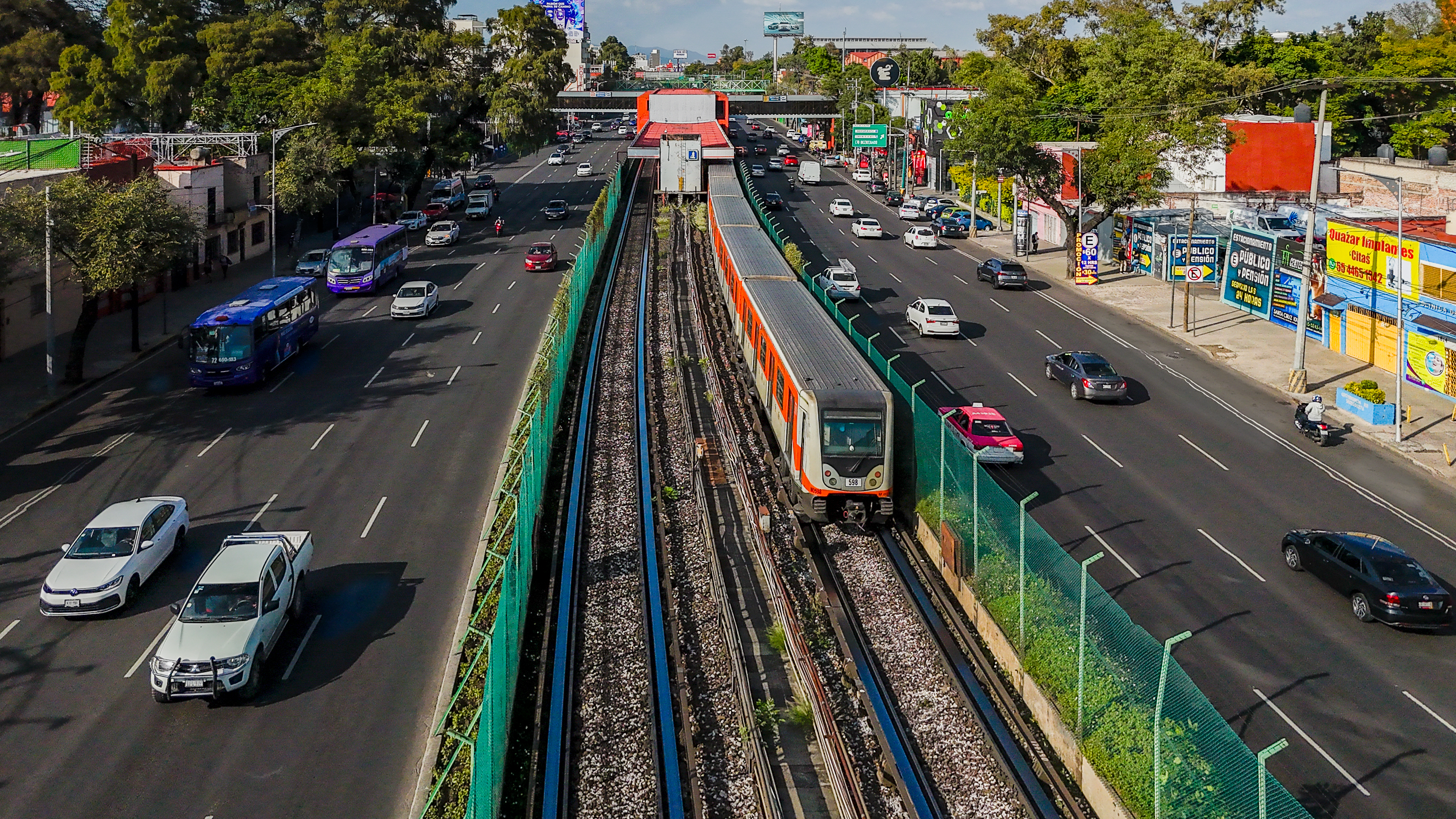
Línea 2 del Metro de la Ciudad de México, en la Calzada de Tlalpan, en la zona sur

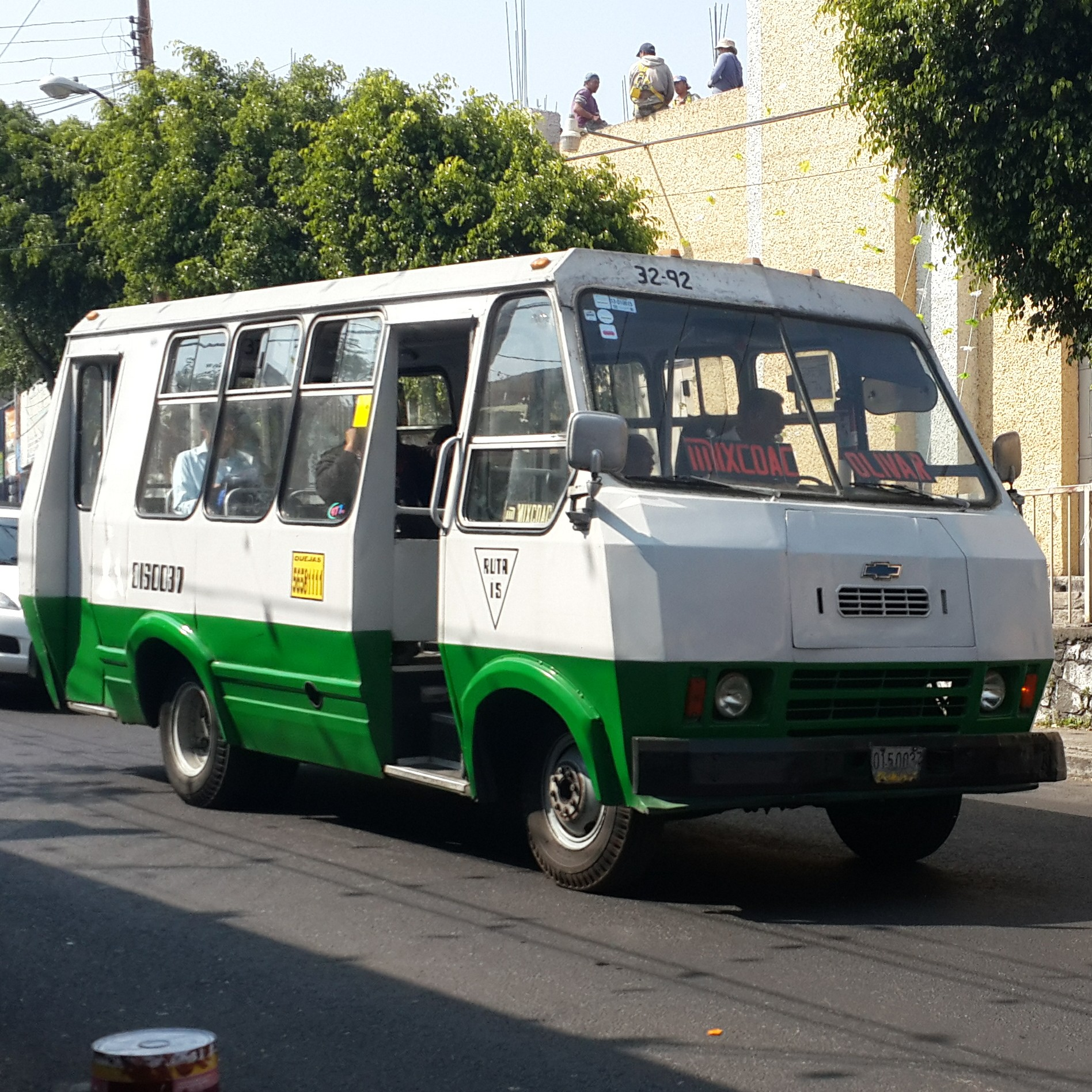
Microbús, figura icónica del transporte público de la Ciudad de México.

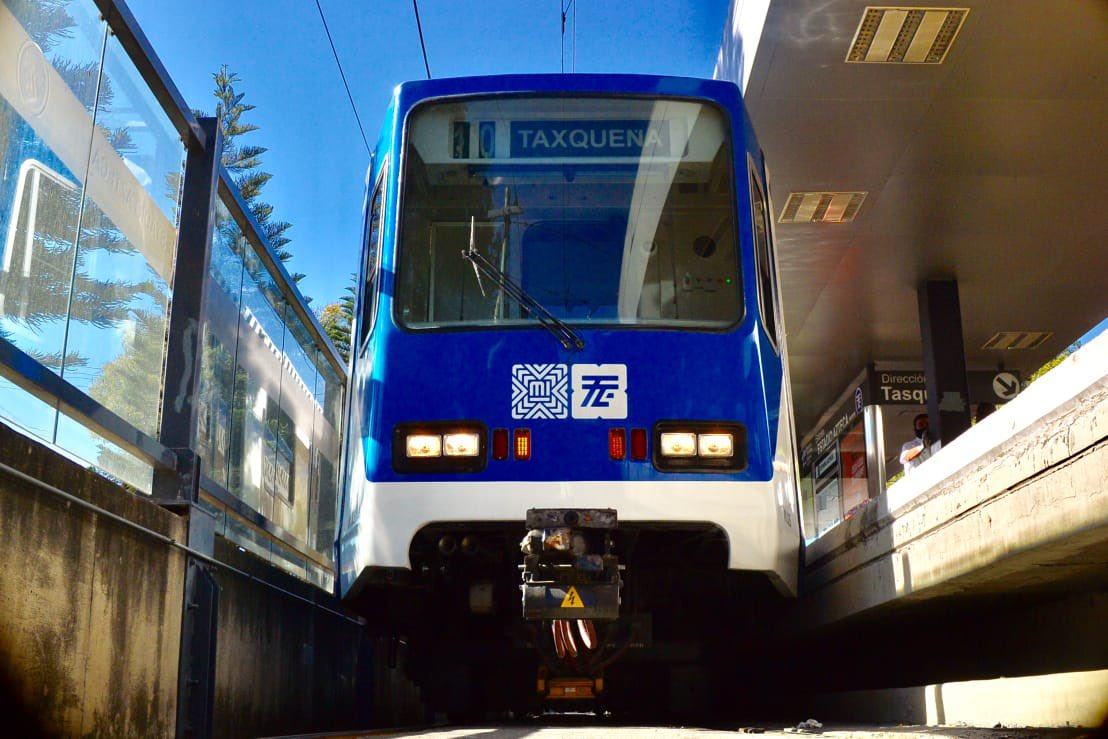
Tren ligero, en la estación Estadio Azteca.

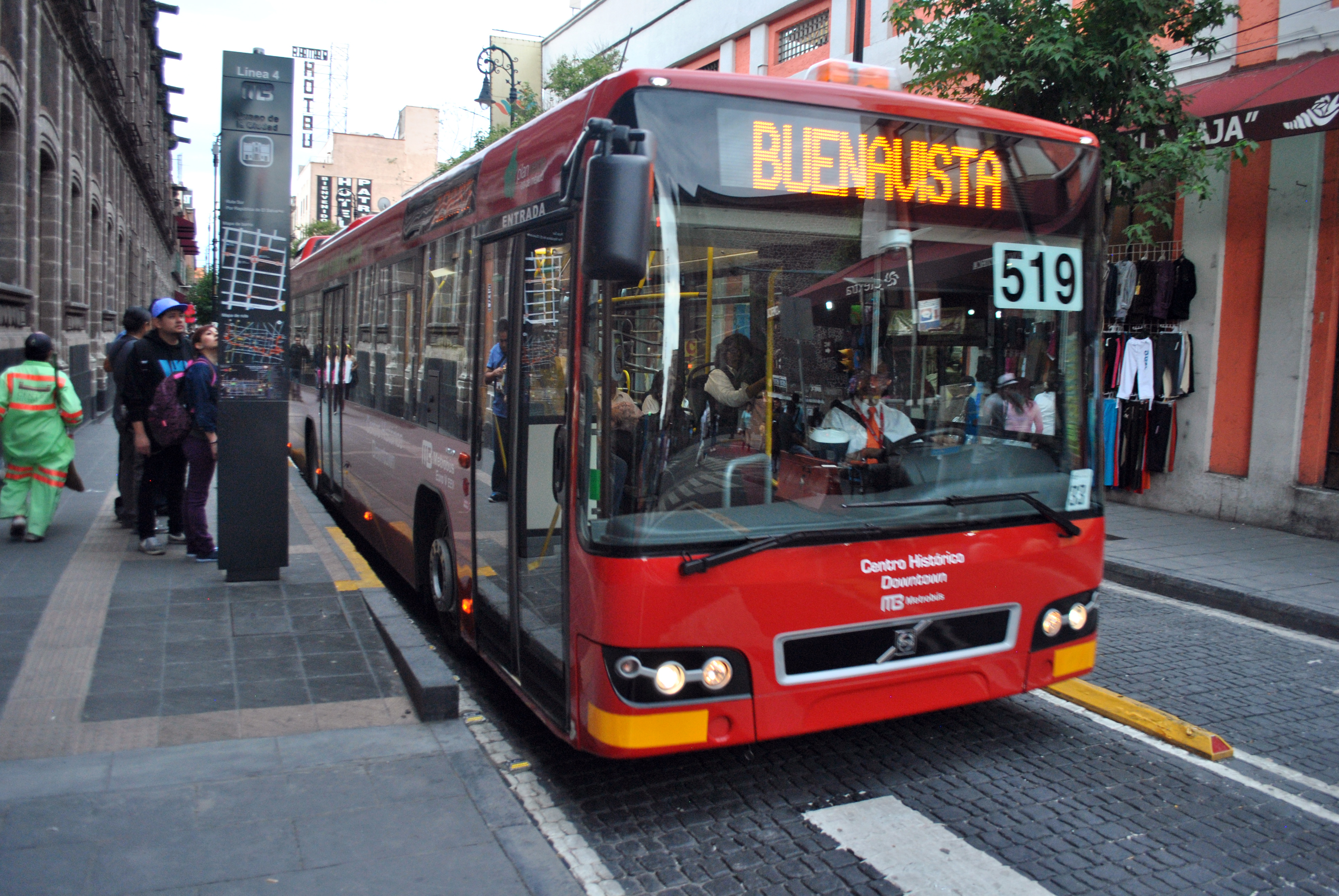
El Metrobús de la línea 4, junto al Museo de la Ciudad de México.

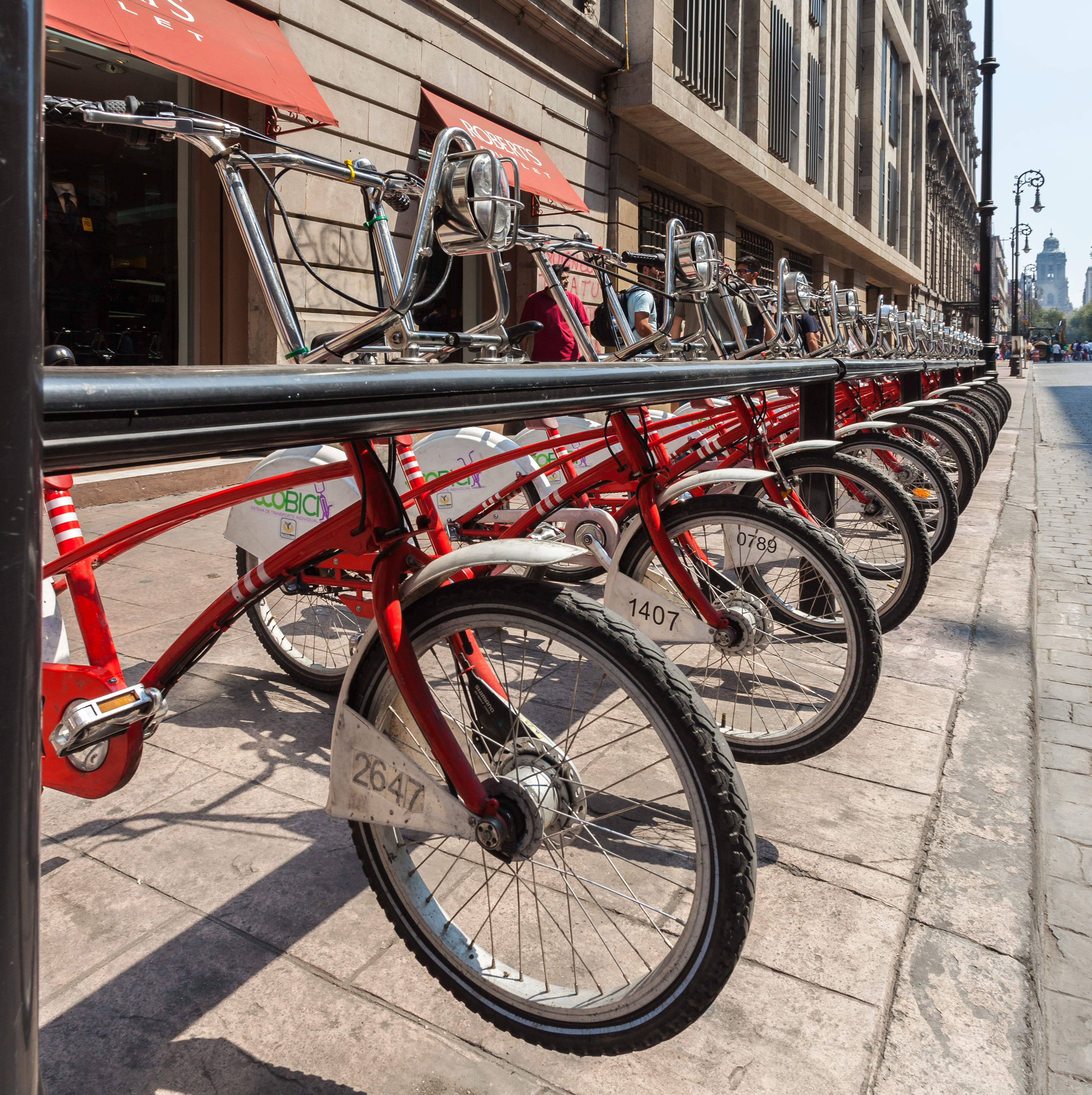
Estación de Ecobici

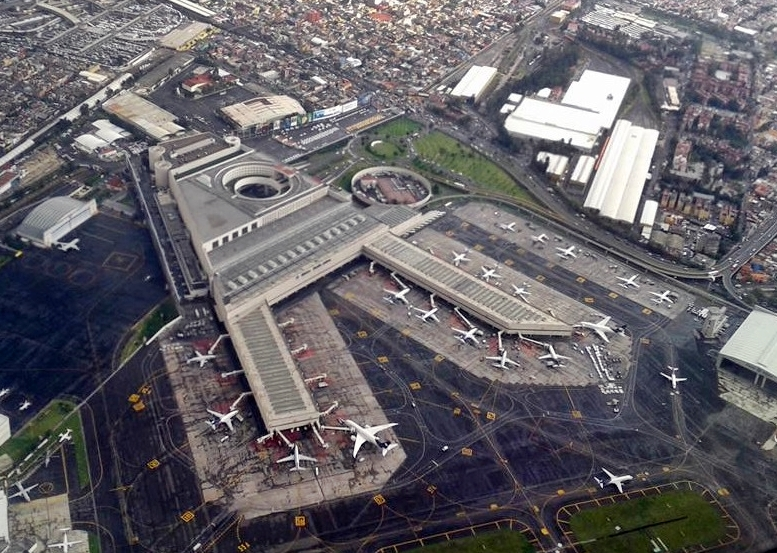
Terminal 2 del Aeropuerto Internacional de la Ciudad de México

### Movilidad Integrada
El transporte de la Ciudad de México se ha organizado en un sistema estratégico denominado Movilidad Integrada. Incluye al Metro, Metrobús, Red de Transporte de Pasajeros, Transportes Eléctricos (Tren ligero y trolebús), Cablebús, Ecobici y transporte concesionado. Estos sistemas convergen en los Centros de Transferencia Modal, que son espacios diseñados para facilitar la movilidad de los usuarios entre los distintos sistemas. Uno de los pilares del sistema es la Tarjeta de Movilidad Integrada que permite un pago unificado, es decir, con ella se pueden pagar casi todos los sistemas de transporte faltando por integrar al transporte concesionado. Para recargar saldo se pueden usar las taquillas o máquinas localizadas en el Metro, Metrobús, Tren Ligero y Cablebús, así como a través de la aplicación Mercado Pago. En las líneas 1, 2 y 3 del Metrobús es posible pagar directamente con tarjetas bancarias, celular, reloj inteligente y el sistema de cobro del Banco de México con «QR CoDi».

### Vialidad
La base de la red vial interna son los ejes viales, que forman una retícula en la zona urbana de la ciudad. Complementan esta red dos anillos conocidos como Circuito Interior y Anillo Periférico. Ambos son considerados, junto con la Calzada de Tlalpan, la calzada Ignacio Zaragoza, el Viaducto Miguel Alemán, la avenida Aquiles Serdán y la avenida Río San Joaquín, las siete vías rápidas de la capital. También destacan el paseo de la Reforma, el Eje Central Lázaro Cárdenas y la Avenida de los Insurgentes; estas dos últimas atraviesan la ciudad de norte a sur. La base varias de las avenidas más transitadas de la ciudad, son las antiguas calzadas, canales y ríos de Tenochtitlan.
En 2007, después de concluidas las obras del Eje Troncal Metropolitano, mediante la construcción de puentes viales en los cruces más importantes del Eje 3 Oriente, se constituyó una vía rápida que conecta Xochimilco con Ciudad Azteca. El 15 de junio de 2013 se inauguró la Supervía Poniente, una autopista urbana que conecta las autopistas de Querétaro, Toluca y Cuernavaca, y está compuesta por las vialidades elevadas en Periférico Norte y Periférico Sur, y por el sistema vial de puentes, túneles y distribuidores sur-poniente de la ciudad.
La Ciudad de México está conectada con el resto del país por medio de varias autopistas a las ciudades de Querétaro (211 km), Toluca (65 km), Cuernavaca (85 km), Puebla (127 km), Texcoco (15 km), Tulancingo (100 km) y Pachuca (91 km). Las autopistas se operan mediante concesiones a particulares, desde su privatización a empresas particulares. Además, existen carreteras federales de circulación libre —aunque de menor calidad— que enlazan la capital con las ciudades que llevan el mismo nombre de las autopistas y otras como Cuautla (120 km) y Oaxtepec (80 km).
Desde 2019, la ciudad utiliza semáforos inteligentes en más de mil 400 intersecciones, que ajustan automáticamente los tiempos de luz según el flujo vehicular y peatonal detectado por sensores y cámaras, para mejorar la movilidad, reducir la congestión y los accidentes, y priorizar el paso de transporte público y vehículos de emergencia.

### Transporte eléctrico
- El Metro de la Ciudad de México es un sistema de transporte público tipo tren pesado que sirve a extensas áreas de la Ciudad de México y parte del Estado de México. Inaugurada su primera línea en 1969, es la columna vertebral del transporte en la capital y cuenta con 12 líneas divididas en 195 estaciones, a lo largo de una red de 289.13 km, recorrida por 394 trenes (4025 vagones).[331][332][333]
- El Tren ligero de la Ciudad de México presta servicio en el sur de la capital. Cuenta con una línea de 13.04 kilómetros. Su parque vehicular está formado por 20 trenes ligeros articulados de piso alto de rodadura férrea. Posee un total de 18 estaciones, de las cuales 16 son de paso y 2 terminales. Está construido de forma superficial.[334]
- La Red de Trolebuses de la Ciudad de México es un sistema de trolebús y está conectada con el metro de la ciudad en varias estaciones. Cuenta con doce líneas y un parque vehicular de 425 vehículos, 295 de ellos de servicio diario. Dos de las líneas reciben el nombre de Corredor Cero Emisiones y prestan servicio en varios lugares de la capital.[335]
- El Cablebús es un transporte por teleférico que da servicio en zonas altas de la Ciudad de México. Cuenta con dos líneas, en una extensión total de 19.8 kilómetros e incluye 13 estaciones, con un equipamiento total de 377 cabinas.[336]
- El Tren Suburbano es un sistema ferroviario suburbano de pasajeros que reduce las tres horas que una persona gasta en transportarse desde Cuautitlán hasta la estación Buenavista en solo 25 minutos.[337]
- El Tren interurbano «El Insurgente» es un tren de velocidad media (160 km/h) que conecta la zona metropolitana del Valle de Toluca con el poniente de la zona metropolitana del Valle de México.

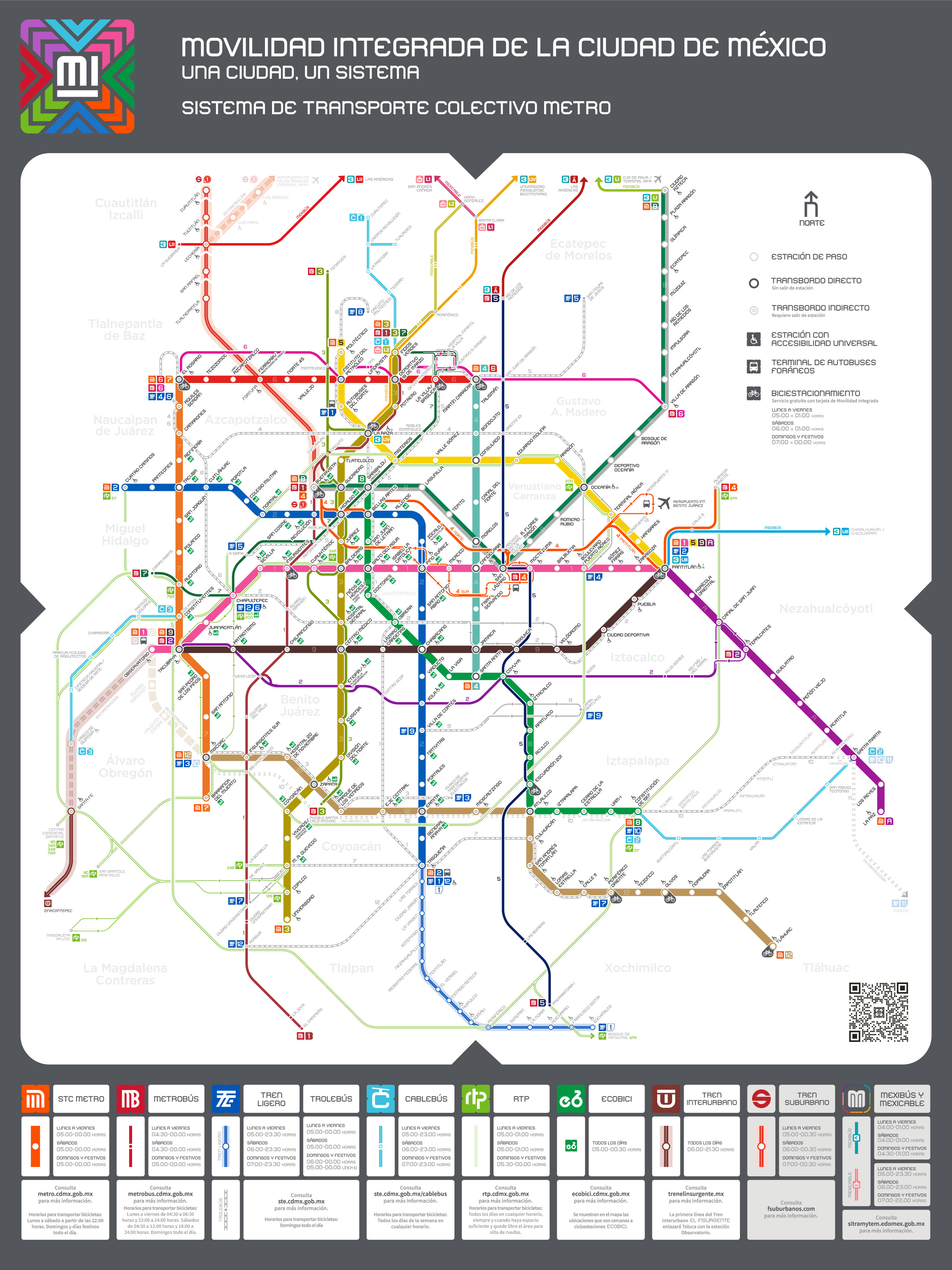
Mapa del sistema de Movilidad Integrada de la Ciudad de México

### Autobuses
- La Red de Transporte de Pasajeros (RTP) ofrece el servicio de autobuses urbanos en 94 rutas que enlazan, principalmente, colonias populares y zonas habitacionales periféricas con las estaciones del metro.
- El Metrobús es un sistema de autobús de tránsito rápido (Bus Rapid Transit, en inglés). Cuenta con 7 líneas. Cada línea tiene asignado un número y un color distintivo. Tiene una extensión total de 125 kilómetros y posee 239 estaciones.
- El microbús o pesero. Existe una nutrida flota de autobuses urbanos, conocidos coloquialmente como peseros o microbuses. Están organizados en casi un centenar de rutas —agrupaciones que prestan su servicio en una zona restringida de la capital.[338]

### Transporte vehicular
- Taxi. Los taxis se caracterizan por su color rosado y blanco, así como por ostentar el logotipo de la Ciudad de México (CDMX); además, muchos son sedanes Nissan Tsuru. Los automóviles usan taxímetro, con los que se cobra una tarifa de distancia según el tiempo de uso más una cuota inicial, conocida tradicionalmente como banderazo (los taxis de décadas anteriores utilizaban una bandera mecánica, que se bajaba y se subía cada vez que subía o bajaba un usuario, respectivamente).[cita requerida] También hay taxis ecológicos, tanto ciclotaxis, que son bicicletas modificadas con un espacio para dos personas que prestan su servicio en el centro histórico de la Ciudad de México, como Taxis Cero Emisiones, vehículos híbridos adquiridos en el 2011.[339]

- Carrot fue un nuevo sistema implementado por el entonces llamado Gobierno del Distrito Federal, consistente en el alquiler de vehículos, cuyo objetivo fue mejorar la movilidad en la ciudad.[340]

### Transporte turístico
- El autobús turístico es un sistema de transporte dirigido principalmente al visitante, que recorre los más importantes sitios de interés de la ciudad en diversos circuitos. El costo del pasaje incluye el transporte por todo el día, permitiendo descender y ascender en cualquier parada sin costo extra. En la Ciudad de México las principales empresas que prestan el servicio son Turibús y Capital Bus.

### Bicicletas
- Ecobici es un sistema de transporte urbano individual en bicicletas, complemento a la red de transporte público. Es un sistema automatizado, en el que la gente puede acceder a las bicicletas ubicadas en cada cicloestación a través de un sistema de afiliación para obtener una tarjeta que los identifica como usuarios registrados.

### Aeropuerto Internacional de la Ciudad de México
El Aeropuerto Internacional Benito Juárez de la Ciudad de México (AICM), cuenta con dos terminales, y es el de mayor tráfico en el país y América Latina. Tiene conexiones con las principales capitales de América Latina y con varias ciudades de los Estados Unidos, Canadá, Europa, Asia y Oceanía, incluidos los destinos más solicitados del país.
Otro aeropuerto es el Aeropuerto Internacional Felipe Ángeles a 57 km al norte de la ciudad, que actualmente sirve como aeropuerto complementario.

### Terminales de autobuses
Para el transporte terrestre con el resto del país, la Ciudad de México cuenta con cuatro terminales de autobuses foráneos: la Terminal Central de Autobuses del Norte, la Terminal Central de Autobuses del Sur, la Terminal de Autobuses de Pasajeros de Oriente (TAPO, la más grande del país) y la Terminal Central de Autobuses del Poniente).

## Servicios públicos

### Abastecimiento
El abastecimiento eléctrico de la ciudad corre a cargo de la Comisión Federal de Electricidad, luego de que el 11 de octubre del 2009, por decreto presidencial, se dispuso la extinción del organismo Luz y Fuerza del Centro. La capital mexicana, junto al Estado de México, es la zona del país con la mayor demanda de energía de este tipo en todo el país. En esta misma zona centro, el 25 % de la energía eléctrica se desperdicia.
El abastecimiento de agua potable y el bombeo de drenaje fuera de la urbe corren a cargo del Sistema de Aguas de la Ciudad de México (SACM), que es también uno de los principales consumidores de energía eléctrica de la ciudad. Las fuentes de abastecimiento de la ciudad son en su mayoría de tipo subterráneo, como el acuífero del valle de México (55 %) y el Sistema Lerma (12 %). El restante proviene de fuentes superficiales como el Sistema Cutzamala (30 %) y de manantiales (3 %). Muchas zonas de la ciudad padecen de desabasto y falta de acceso al agua, siendo Iztapalapa una de las demarcaciones territoriales que más graves problemas vive al respecto. Un 20 % de la población capitalina no cuenta con acceso al agua corriente en sus domicilios, obteniéndola de manera intermitente de fuentes comunales o separadas de sus viviendas, y un estimado de 70 % de la población recibe menos de 12 horas de agua continua, recibiéndola por tandeo, es decir, en determinados horarios del día. Un 40 % del agua que llega a la ciudad se desperdicia debido a fugas y ordeña ilegal de tuberías.
Las condiciones geográficas de la Ciudad de México, debido a su desarrollo en una cuenca lacustre y los hundimientos debido a ello y a la extracción de agua de sus mantos acuíferos, hace que la urbe enfrente un serio problema tanto para saciar la necesidad de agua —es una de las urbes que mayor demanda de agua tienen en el mundo— como de extraer las aguas residuales, particularmente en temporada de lluvias cuando se sufren por ello inundaciones y encharcamientos considerables. La ciudad por esas características ha padecido inundaciones que se han prolongado desde días hasta años, como las registradas en 1604, 1629, 1925 y 1951. A raíz de esta última fue construido a partir de 1967 el Sistema de Drenaje Profundo de la ciudad.

### Seguridad
La seguridad pública de la Ciudad de México corre a cargo de la Secretaría de Seguridad Ciudadana de la Ciudad de México, su brazo operativo y armado, la policía capitalina, está compuesta por 78 697 elementos en 2024; y su actuación estaba organizada en 2025 por 5 zonas, 15 regiones, 72 sectores y 1011 cuadrantes.
Los índices delictivos en la ciudad mantienen una tendencia a la baja en el último lustro; de acuerdo a la «Encuesta Nacional de Victimización y Percepción sobre Seguridad Pública» del INEGI, en 2023 un porcentaje de 37.4% de los hogares capitalino reportaron al menos una víctima de delito; esto es una tasa aproximada 32 497 víctimas por cada 100 000 habitantes; en cuanto a la incidencia delictiva, se cometió un aproximado de 52 723 delitos por cada cien mil habitantes. Bajo la misma tasación se cometieron 11 739 asaltos, 7160 robos de vehículo y 7124 extorsiones. La percepción negativa de seguridad es una de las más bajas del país con 76.1 por ciento. En el contexto del fenómeno de violencia que padece el país desde 2006, la ciudad sostuvo en 2023 la quinta tasa más baja de homicidios violentos en México, con 7 por cada cien mil habitantes.

## Medios de comunicación
- Prensa: Circulan 40 periódicos, entre generalistas (El Universal, Milenio y Excélsior), financieros (El Economista), deportivos (Ovaciones), nota policiaca, e incluso extranjeros (El País), entre otros géneros periodísticos. Es sede de los tres primeros periódicos mencionados, los cuales son los de mayor circulación nacional. Entre los periódicos locales sobresalen La Jornada y Reforma que, por su influencia y visibilidad, son considerados a veces como pares de los periódicos nacionales. Además, circulan 144 publicaciones (revistas, suplementos o panfletos) de enfoque específico, ya sea este deportivo, político, policiaco, de historieta, cultural, divulgación científica, espectáculos, entretenimiento, lúdicas, del hogar, de videojuegos, moda, arte, infantiles, juveniles, financieras, vida social de los grupos privilegiados, guías turísticas, de salud y prensa gratuita.[355]

- Radio: Hay 63 emisoras de radio en amplitud (a.m.) y frecuencia moduladas (f.m.), y de onda corta con sede en la Ciudad de México. La capital fue pionera en la introducción de dicho medio en el país, varias de sus estaciones cuentas con trayectorias de hasta ocho décadas; aunque la modernidad parece imponer el declive de este medio, el fenómeno urbano del tráfico pesado, que ha convertido a los automovilistas en el principal consumidor radio escucha, permite la sostenibilidad de la industria radiofónica en la entidad. En cuanto a los contenidos, aunque prevalecen las estaciones musicales como las más escuchadas, siguen teniendo peso en el mercado local los programas informativos, de variedades y deportivos.[356][357]

- Televisión: Las siete señales comerciales de televisión abierta con cobertura nacional en México, tienen sus estudios y oficinas en la Ciudad de México: Las Estrellas, Canal 5*, Nueve y N+ Foro (la primera estación de televisión en México, fundada en 1950 bajo el nombre de canal 4) de Televisa; Azteca Uno y Azteca 7 de Tv Azteca; e Imagen Televisión de Grupo Imagen. También con sus estudios y oficinas en la capital, se encuentran las cuatro señales abiertas de televisión pública de red nacional: Canal Once, Canal Catorce, Canal 22 y TV UNAM. Existe un canal de televisión local Capital 21.[358] Cuenta con un mercado muy competido de servicios de televisión por cable (más de 1700 canales), entre los que destacan Izzi Telecom y Sky, de Grupo Televisa, Grupo Multimedios y Dish, de MVS Comunicaciones, Totalplay Telecomunicaciones de Grupo Salinas, Axtel TV de Axtel y Megacable de Megacable Comunicaciones.[359]

- Telefonía celular. Nueve compañías de telefonía celular operan con cerca de 12 800 repetidoras de onda a lo largo de la ciudad; destacan, entre ellas, Telcel, AT&T, Movistar, Iusacell, Nextel, etcétera.

- Prensa digital. La mayoría de los diarios impresos cuentan con versiones digitales de sus publicaciones con características como fotogalerías, podcasts e interactivos así como cuentas de redes sociales. Otras publicaciones de prensa digital basadas en la ciudad son Aristegui Noticias, Animal Político, Sin Embargo y SDPNoticias.[355]

## Deportes

El Estadio Olímpico Universitario, sede principal de los Juegos Olímpicos de 1968 y el único de los estadios olímpicos que está ubicado en una zona declarada Patrimonio de la Humanidad.

En la Ciudad de México la práctica deportiva y el fomento de la cultura física están reconocidas como derechos humanos protegidos por el gobierno; la administración y regulación de las actividades deportivas, tanto de aficionados como profesionales en la capital están regidos por el Instituto del Deporte de la Ciudad de México.
En esta ciudad se alojan algunas de las instituciones deportivas más importantes del país. Es la sede del Comité Olímpico Mexicano, de la Comisión Nacional de Cultura Física y Deporte, de la Escuela Superior de Educación Física, de la Escuela Nacional de Entrenadores Deportivos y de la mayoría de las 82 federaciones deportivas afiliadas a la CODEME. Cuenta con varias unidades deportivas, de entre las cuales la mayor es La Magdalena Mixiuhca, construida en lo que fueron los ejidos del pueblo del mismo nombre (en Iztacalco). Justo es en este espacio donde se encuentran instalaciones como el Autódromo Hermanos Rodríguez, el Foro Sol, el Palacio de los Deportes, el Velódromo Olímpico, el Estadio Jesús Martínez "Palillo", el Estadio Alfredo Harp Helú y la Sala de Armas. En otras partes de la ciudad se encuentran la Alberca Olímpica y el Gimnasio Olímpico (Benito Juárez), la Pista Olímpica de Canotaje (Xochimilco), así como tres estadios de fútbol: el Estadio Azteca, el Estadio de la Ciudad de los Deportes y el Estadio Olímpico Universitario.
La Ciudad de México fue sede de los Juegos Olímpicos de 1968, en los que la delegación deportiva nacional cumplió la mejor actuación de su historia, con nueve medallas en total. Es la primera ciudad de América Latina y la primera del mundo de habla hispana que ha sido sede de Juegos Olímpicos.
En 1970 y en 1986 también fue una de las ciudades mexicanas en las que se realizaron los partidos de las dos copas mundiales de fútbol, incluyendo el juego de final en ambas. La Ciudad de México es la urbe donde se han llevado a cabo el mayor número de partidos de Copa Mundial de Fútbol (23) y,  junto con Roma, es una de las dos únicas ciudades sede de dos finales de la misma.
Ha sido sede de los Juegos Panamericanos en 1955 y 1975; de los Juegos Centroamericanos y del Caribe en 1926, 1954 y 1990; así como de la Universiada de 1979.

| Predecesor: Tokio                      | Ciudad Olímpica 1968                   | Sucesor: Múnich    |
| Predecesor: Buenos Aires               | Ciudad Panamericana 1955               | Sucesor: Chicago   |
| Predecesor: Cali                       | Ciudad Panamericana 1975               | Sucesor: San Juan  |
| Predecesor: -                          | Ciudad Centroamericana y Caribeña 1926 | Sucesor: La Habana |
| Predecesor: Ciudad de Guatemala        | Ciudad Centroamericana y Caribeña 1954 | Sucesor: Caracas   |
| Predecesor: Sofía                      | Universiadas 1979                      | Sucesor: Bucarest  |
| Predecesor: Santiago de los Caballeros | Ciudad Centroamericana y Caribeña 1990 | Sucesor: Ponce     |

### Equipos profesionales
| Equipo                            | Deporte          | Liga                                              | Sede                                             |
| --------------------------------- | ---------------- | ------------------------------------------------- | ------------------------------------------------ |
| Club América                      | Fútbol           | Primera División                                  | Estadio de la Ciudad de los Deportes             |
| Club Universidad Nacional         | Fútbol           | Primera División                                  | Estadio Olímpico Universitario                   |
| Club Deportivo Cruz Azul          | Fútbol           | Primera División                                  | Estadio Olímpico Universitario                   |
| Club América Femenil              | Fútbol           | Primera División                                  | Estadio de la Ciudad de los Deportes             |
| Club Universidad Nacional Femenil | Fútbol           | Primera División                                  | Estadio Olímpico Universitario                   |
| Club Deportivo Cruz Azul Femenil  | Fútbol           | Primera División                                  | Instalaciones de La Noria                        |
| Diablos Rojos del México          | Béisbol          | Liga Mexicana de Béisbol                          | Estadio Alfredo Harp Helú                        |
| Mexicas LFA                       | Fútbol Americano | Liga de Fútbol Americano Profesional              | Estadio Jesús Martínez "Palillo"                 |
| Capitanes de la Ciudad de México  | Baloncesto       | NBA G League                                      | Arena Ciudad de México                           |
| Diablos Rojos del México          | Baloncesto       | Liga Nacional de Baloncesto Profesional de México | Gimnasio Olímpico Juan de la Barrera             |
| Ángeles de la Ciudad de México    | Baloncesto       | Liga Mexicana de Básquetbol CIBACOPA              | Gimnasio Olímpico Juan de la Barrera             |
| Libélulas de CDMX                 | Baloncesto       | Liga Mexicana de Baloncesto Profesional Femenil   | Deportivo Victoria de las democracias            |
| Penguins                          | Baloncesto       | Liga Mexicana de Baloncesto Profesional Femenil   | Deportivo Victoria de las democracias            |
| Pumas CU                          | Fútbol Americano | ONEFA                                             | Estadio Olímpico Universitario                   |
| Águilas Blancas                   | Fútbol Americano | ONEFA                                             | Estadio del Casco de Santo Tomás                 |
| Burros Blancos Zacatenco          | Fútbol Americano | ONEFA                                             | Estadio Wilfrido Massieu                         |
| Búhos del IPN                     | Fútbol Americano | ONEFA                                             | Estadio del Casco de Santo Tomás                 |
| Borregos México                   | Fútbol Americano | ONEFA                                             | Disney CCM                                       |
| CDM Fútbol Club                   | Fútbol           | Liga Premier-Serie B                              | Estadio Valentín González                        |
| Aragón F. C.                      | Fútbol           | Liga TDP (Grupo IV)                               | Deportivo Francisco Zarco                        |
| Atlético Mexicano                 | Fútbol           | Liga TDP (Grupo IV)                               | Deportivo Francisco Zarco                        |
| Aztecas AMF                       | Fútbol           | Liga TDP (Grupo IV)                               | Deportivo Francisco Zarco                        |
| Cefor Cuauhtémoc Blanco           | Fútbol           | Liga TDP (Grupo IV)                               | Deportivo Los Galeana                            |
| Formación Metropolitana F. C.     | Fútbol           | Liga TDP (Grupo IV)                               | Deportivo Francisco Zarco                        |
| Santiago Tulantepec F. C.         | Fútbol           | Liga TDP (Grupo IV)                               | Campo 1 de la Ciudad deportiva Magdalena Mixhuca |
| Álamos F. C.                      | Fútbol           | Liga TDP (Grupo IV)                               | Campo 1 de la Ciudad deportiva Magdalena Mixhuca |
| Club Deportivo Muxes              | Fútbol           | Liga TDP (Grupo IV)                               | Deportivo Lázaro Cárdenas                        |
| Oceanía F. C.                     | Fútbol           | Liga TDP (Grupo IV)                               | Deportivo Oceanía                                |
| Cuemanco F.C.                     | Fútbol           | Liga TDP (Grupo V)                                | Deportivo Benito Juárez                          |
| San José del Arenal               | Fútbol           | Liga TDP (Grupo V)                                | Deportivo Leandro Valle                          |
| C.H. Fútbol Club                  | Fútbol           | Liga TDP (Grupo V)                                | Campo 1 de la Ciudad Deportiva Magdalena Mixhuca |
| Halcones del Rayón                | Fútbol           | Liga TDP (Grupo V)                                | ITESM Campus CDMX                                |
| Novillos Neza                     | Fútbol           | Liga TDP (Grupo V)                                | Deportivo Eduardo Molina                         |
| Fútbol Club Politécnico           | Fútbol           | Liga TDP (Grupo V)                                | Deportivo Leandro Valle                          |
| Valle de Xico F.C.                | Fútbol           | Liga TDP (Grupo V)                                | Deportivo Francisco Zarco                        |
| Club Marina                       | Fútbol           | Liga TDP (Grupo V)                                | Deportivo Plutarco Elías Calles                  |
| Halcones Zúñiga                   | Fútbol           | Liga TDP (Grupo V)                                | Deportivo Oceanía                                |
| C.D.C Domínguez Osos              | Fútbol           | Liga TDP (Grupo V)                                | Deportivo Miguel Alemán                          |
| C. D. Irapuato Olimpo             | Fútbol           | Liga TDP (Grupo V)                                | Deportivo Oceanía                                |
| Azucareros de Tezonapa            | Fútbol           | Liga TDP (Grupo V)                                | Deportivo Lázaro Cárdenas                        |
| Arietes F. C.                     | Fútbol           | Liga TDP (Grupo V)                                | San Isidro La Noria                              |
| CILESI F.C.                       | Fútbol           | Liga TDP (Grupo V)                                | San Isidro La Noria                              |
| Héroes de Zaci                    | Fútbol           | Liga TDP (Grupo V)                                | Deportivo Rosario Iglesias                       |
| F.C. Juárez B                     | Fútbol           | Liga TDP (Grupo V)                                | Complejo Bravos CDMX                             |
| Atlético Inter Capital            | Fútbol           | Liga TDP (Grupo VII)                              | Centro Deportivo Benito Juárez                   |
| Colegio Once                      | Fútbol           | Liga TDP (Grupo VII)                              | Estadio de Momoxco                               |
| Alebrijes CDMX                    | Fútbol           | Liga TDP (Grupo VII)                              | Colegio México                                   |
| Balam F. C.                       | Fútbol           | Liga TDP (Grupo VIII)                             | Deportivo Eduardo Molina                         |

### Fútbol
Nota: se usa la variante «futbol», en la pronunciación y ortografía del español mexicano.
De acuerdo con registros hemerográficos del diario The Two Republics del 1 de enero de 1881, el día 30 de diciembre de 1880 se fundó el Al Fresco Club en la Ciudad de México, y uno de los deportes propuestos, entre otros, es el football, aunque finalmente la idea no prosperó. Esta es la primera mención en los diarios de la época del término football en México. En los años siguientes, diversas asociaciones atléticas de la clase acomodada de la ciudad intentaron infructuosamente fundar equipos de fútbol; no obstante, solo se concretaron esporádicos encuentros amistosos sin continuidad en la organización de un conjunto o competencia alguna. Sobresale en estos intentos el primer partido de fútbol jugado en la ciudad con motivos de los festejos de la inauguración de las obras del Gran Canal de Desagüe el 9 de octubre de 1892 entre dos representativos de clubes sociales y deportivos.
El Reforma Athletic Club, fundado como club social y deportivo en 1894, organizó el primer club de fútbol en la historia de la ciudad en 1901, y sería este quien gestionará la creación del primer torneo organizado en el país: la Liga Mexicana de Football Amateur Association el 19 de julio de 1902. El primer juego se disputó el 19 de octubre del mismo año en un campo de béisbol de la zona aledaña al Paseo de la Reforma; México Cricket Club derrotó 5-1 a British Club.
La Ciudad de México es la sede de tres equipos de Primera División: el Club América, el Club Universidad Nacional y el Cruz Azul (este último fundado en Hidalgo, en 1927, y cuya sede se mudó en 1971 a la capital). La rivalidad entre América y Universidad Nacional se conoce con el nombre de Clásico Capitalino, mientras que el Clásico Joven enfrenta a América con Cruz Azul. También es sede de un equipo de la Serie B de la Liga Premier, 29 de la Tercera división y tres de la Liga MX Femenil en el balompié profesional.
Necaxa (1923-2003) y Atlante (1918-1989; 1990-2002; 2004-2007; 2020-2024) también fueron equipos tradicionales de la Ciudad de México, pero, mientras el primero se mudó a Aguascalientes en 2003, el segundo vive su cuarta mudanza fuera de la capital, esta vez a Zacatepec. La ciudad fue sede además de los clubes: British Club (1901-1912), México Cricket Club (1901-1908), Reforma Athletic Club (1901-1924), Club de Fútbol México (1910-1935), España (1912-1950), Asturias (1918-1950), Aurrerá (1919-1932), Marte (1928-1953), Leones (1932-1933) y Atlético Español (1971-1982).

### Béisbol

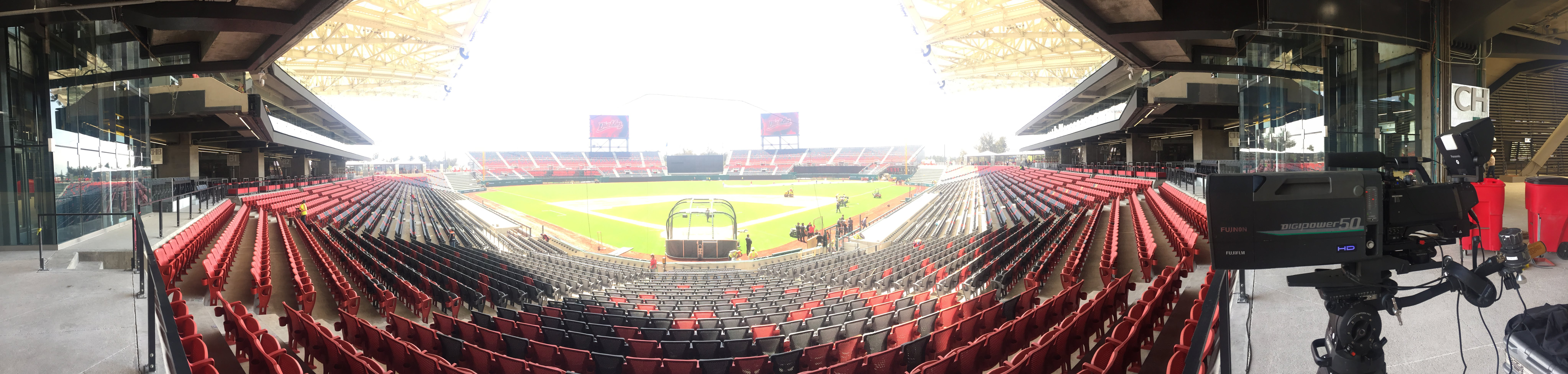
Vista panorámica del Estadio Alfredo Harp Helú

Nota: en la pronunciación y ortografía del español mexicano, se usa la variante «beisbol».
En la ciudad, juega como local Diablos Rojos del México, equipo profesional de la Liga Mexicana de Béisbol y la franquicia más exitosa de dicho circuito, con 17 campeonatos. Entre 1955 y el 2001, albergó también a los llamados Tigres Capitalinos, que obtuvieron ocho campeonatos en la capital mexicana mientras jugaron ahí. Además de ellos, también llegaron a jugar en esta ciudad los Azules de Veracruz, los Tigres de Comintra, el Agrario de México, la Gendarmería de México, la Policía del DF, los Chiclets Adams de México, los Leones de Obras Públicas, el Tráfico de México y el Monte de Piedad de México.
El Foro Sol, escenario multipropósito de la ciudad, albergó los duelos del grupo B, en la primera ronda del Clásico Mundial de Béisbol 2009.

### Baloncesto

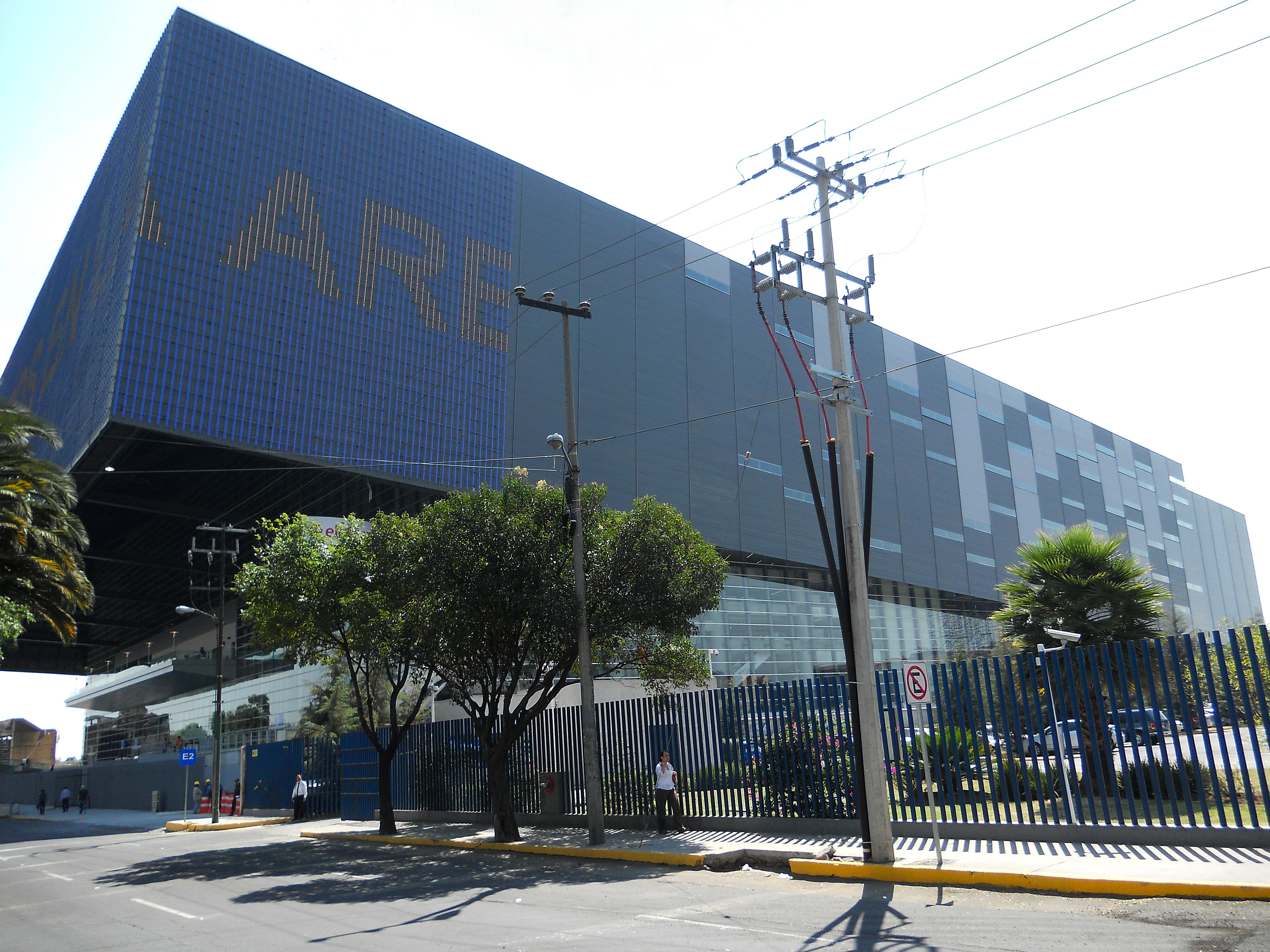
Fachada de la Arena Ciudad de México

En 2015 organizó el Campeonato FIBA Américas de 2015, con sede en el Palacio de los Deportes, en el cual Venezuela ganó el campeonato y, junto con Argentina, clasificó a los Juegos Olímpicos de Río 2016. La selección de México terminó en cuarto lugar. En este evento, FIBA registró el récord de mayor asistencia, con 20 020 espectadores.
Hoy en día, la Ciudad de México tiene un equipo profesional de baloncesto, Capitanes de la Ciudad de México en la NBA G League.

### Automovilismo
El Autódromo Hermanos Rodríguez ha sido sede del Gran Premio de México, carrera válida para el campeonato mundial de automóviles de Fórmula 1, que se llevó a cabo por primera vez como evento no válido para el título en 1962, para luego ser incluido entre 1963-1970, entre 1986-1992 y a partir de 2015. El autódromo también ha sido sede de carreras de la NASCAR Busch Series, la NASCAR México Series, la CART, la Fórmula E y el Campeonato Mundial de Resistencia de la FIA.

### Polo
En abril de 2008 se disputó, en el Campo Marte de esta ciudad, el Campeonato Mundial de Polo, que es la cita máxima del polo a nivel de selecciones nacionales.

### Fútbol americano
Nota: se usa la variante «futbol», en la pronunciación y ortografía del español mexicano.
En cuanto a fútbol americano, la ciudad es sede de los legendarios equipos de Liga Mayor Pumas CU de la UNAM, Águilas Blancas del IPN y Burros Blancos del IPN, que compiten en la Conferencia del Centro de la ONEFA. La ciudad también cuenta con un equipo en la Liga de Fútbol Americano Profesional de México: Mexicas.
En octubre de 2005, la Ciudad de México se convirtió en la primera ciudad en ser sede de un partido de temporada regular de la NFL fuera de los Estados Unidos, juego disputado en el Estadio Azteca. Los 103 467 espectadores que asistieron a este partido es la cifra más alta en toda la historia de la NFL para un juego de temporada regular.
El 5 de febrero de 2016 la NFL, después de algunos de meses de gestión por parte de autoridades deportivas de la Ciudad de México, la filial de la liga en México y el grupo que administra el estadio Azteca, anunció que este volvería a tener un partido de temporada regular. Los Oakland Raiders y los Houston Texans se enfrentaron el lunes 21 de noviembre de 2016, resultando ganadores los Raiders con marcador 27-20; esta fue la primera edición del célebre Monday Night Football jugado fuera de Estados Unidos.

## Relaciones internacionales
| Hermanamientos UCCI | Hermanamientos UCCI | Hermanamientos UCCI | Hermanamientos UCCI | Hermanamientos UCCI | Hermanamientos UCCI | Hermanamientos UCCI | Hermanamientos UCCI |
| ------------------- | ------------------- | ------------------- | ------------------- | ------------------- | ------------------- | ------------------- | ------------------- |

### Hermanamientos
La ciudad cuenta con varios Convenios de Hermanamiento y Amistad con ciudades de América, Europa y Asia para fortalecer la cooperación económica, cultural y política.
| - 1969 Los Ángeles, Estados Unidos - 1978 Nagoya, Japón - 1979 San Salvador, El Salvador - 1983 Madrid, España - 1991 Chicago, Estados Unidos - 1992 Seúl, Corea del Sur - 1993 Berlín, Alemania - 1997 La Habana, Cuba - 1997 Kiev, Ucrania - 1999 Quito, Ecuador | - 1999 Tegucigalpa, Honduras - 1999 Barcelona, España - 1999 París, Francia - 1999 San Pedro Sula, Honduras - 1999 San Antonio de los Baños, Cuba - 1999 El Cerro, Cuba - 2000 San José, Costa Rica - 2006 Buenos Aires, Argentina - 2009 Cádiz, España - 2009 Pekín, China | - 2010 Estambul, Turquía - 2010 Guangzhou, China - 2011 Ciudad de Kuwait, Kuwait - 2014 Moscú, Rusia - 2015 Dublín, Irlanda - 2015 Phoenix, Estados Unidos - 2015 Quebec, Canadá - 2017 Montevideo, Uruguay - 2019 San Antonio, Estados Unidos |

### Otros Hermanamientos
También pertenece a la Unión de Ciudades Capitales Iberoamericanas (UCCI) que es una asociación que agrupa a otras 29 ciudades de Iberoamérica.
| - Andorra la Vieja - Andorra - Asunción - Paraguay - Barcelona - España - Bogotá - Colombia - Brasilia - Brasil - Buenos Aires - Argentina - Cádiz - España - Caracas - Venezuela - Ciudad de Guatemala - Guatemala - La Habana - Cuba | - La Paz - Bolivia - Lima - Perú - Lisboa - Portugal - Madrid - España - Managua - Nicaragua - Montevideo - Uruguay - Panamá - Panamá - Puerto Príncipe - Haití - Quito - Ecuador | - Río de Janeiro - Brasil - San José - Costa Rica - San Juan - Puerto Rico - San Salvador - El Salvador - Santiago de Chile - Chile - Santo Domingo - República Dominicana - São Paulo - Brasil - Sucre - Bolivia - Tegucigalpa - Honduras |

| Predecesor: La Paz      | Capital Iberoamericana de la Cultura 2010 | Sucesor: San Salvador |
| Predecesor: Tegucigalpa | Capital Iberoamericana de la Cultura 2021 | Sucesor: Brasilia     |